# 三菱ふそう・エアロエース

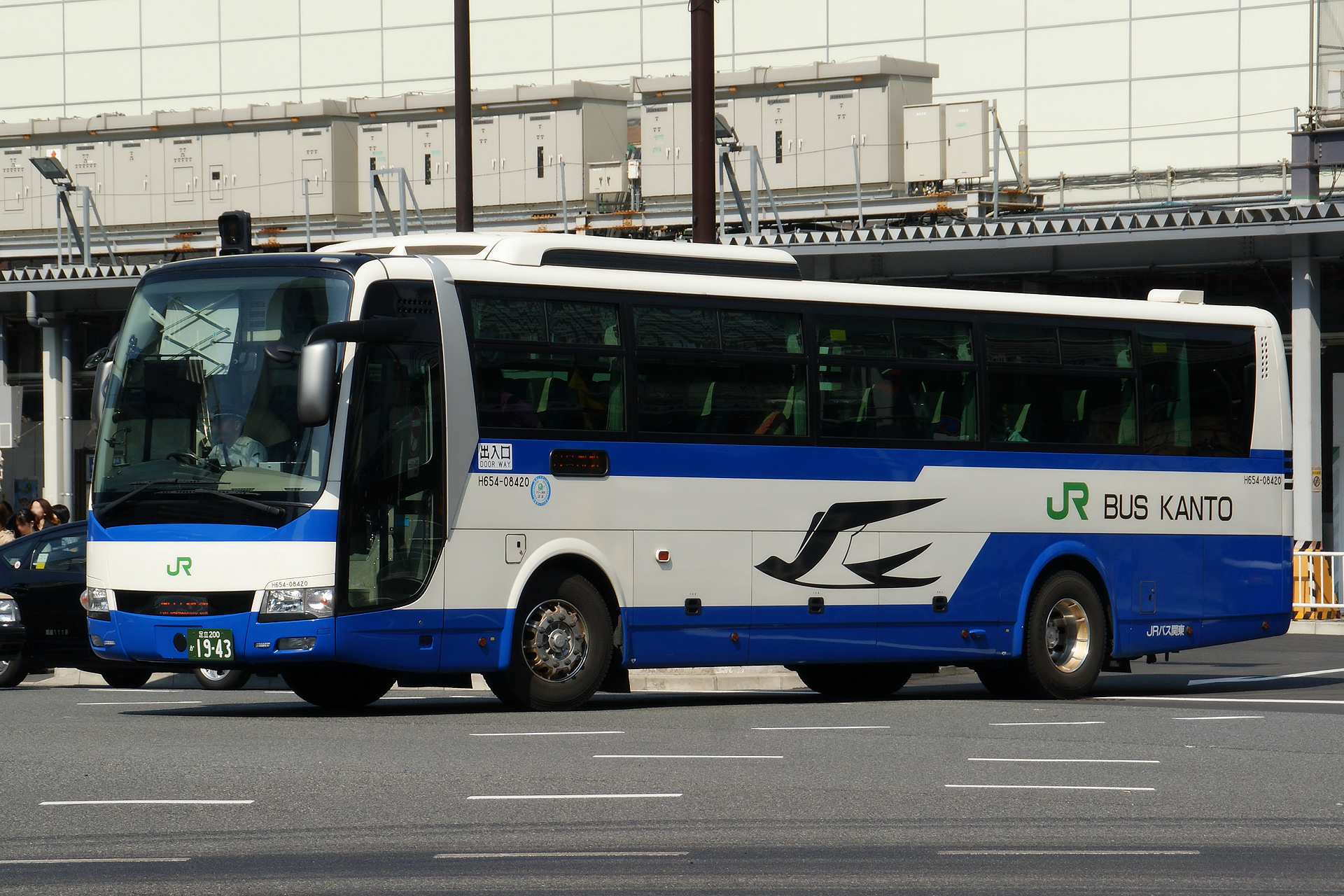
エアロエース（JRバス関東）

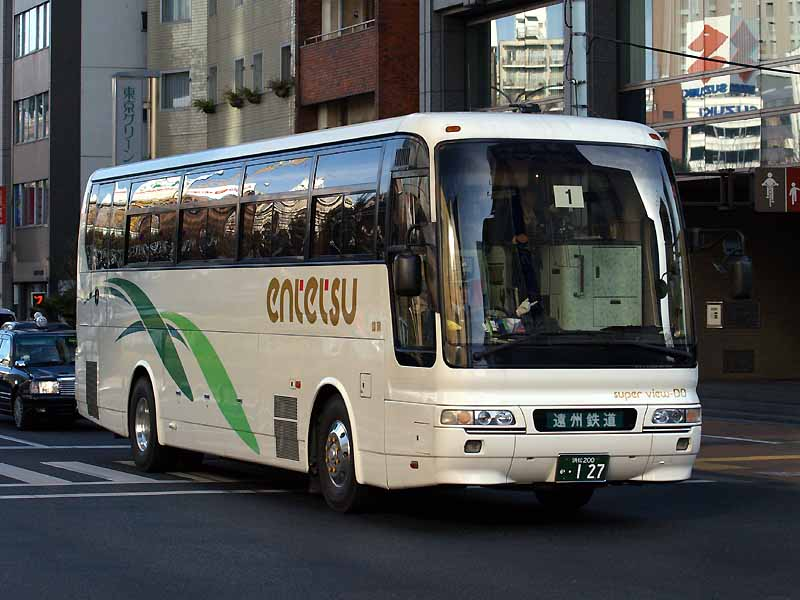
エアロクィーンI（遠州鉄道）

エアロエースは、三菱ふそうトラック・バスが製造している大型観光バスのシリーズ名である。
スーパーハイデッカーのエアロクィーン（Aero Queen）とハイデッカーのエアロエース（Aero Ace）。かつては、二階建てのエアロキング（Aero King）もあった。
なお本項では、エアロエース以前の三菱ふそうの大型観光バス・MS系の略歴およびその前身である三菱大型観光バスシリーズ（エアロバスなど）についても記述する。

## エアロバス誕生までのふそう純観光バス

### MAR820
1962年（昭和37年）登場。MR/MAR系などに搭載される直列6気筒の6DB1 (8,550 cc)とモジュラー設計のV型8気筒エンジン・8DB1 (11,400 cc)を搭載し、高速バス・観光バス向けに発売された。

### B805/806、B905/906/907
| 国鉄専用型式 B906R |  | 国鉄専用型式 B906R |
| 国鉄専用型式 B906R |  |                    |

1967年、高速輸送時代の到来に合わせて新たに開発したショートストロークの90゜V型ディーゼルDC系エンジンと共に、MR/MARの観光用とMAR820の後継車として発売されたのが新系列のB8/B9シリーズ。V型8気筒8DC2エンジン（265PS）・11.2m尺のB905N型1型式のみでスタートし、後年12m車（型式末尾記号がS）や8DC2エンジン（230PS）搭載車（B806系）、8DC4エンジン（300PS）搭載車（B907系）、12DC2エンジン (350PS)を搭載した国鉄向けの専用モデル（国鉄専用型式）（B906R型）などが追加されて一大ファミリーを形成した。
B800シリーズには、V型6気筒エンジンを搭載した観光モデルや路線モデル（B800/805系）も存在した。路線モデルについてはエアロスターの項目を参照されたい。
なおB8、B9系でも標準の観光ボディのほかに、路線バス用のボディ（G4型、呉羽73MC型）を架装したモデルも阪急バスや日本交通(鳥取) などで見られた。
三菱自動車工業（三菱自工、名古屋・大江工場）製の新設計のボディ(B35型)は次に記すMS512/513系から採用されるが、両備バスはこれに先駆けてB905に新設計の標準ボディを架装した。
またB9系の特殊形式としてフレーム付構造のB915があるが、バス用としては東京特殊車体が車体を架装しはとバスが導入したB915Nがあるのみである。

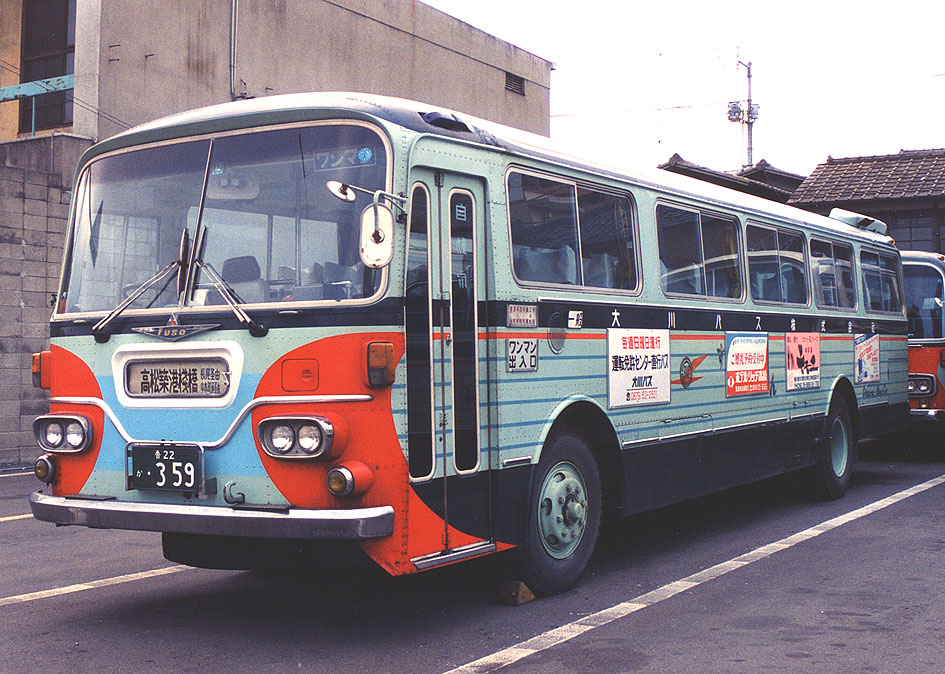
大川自動車 B806N 三菱車体
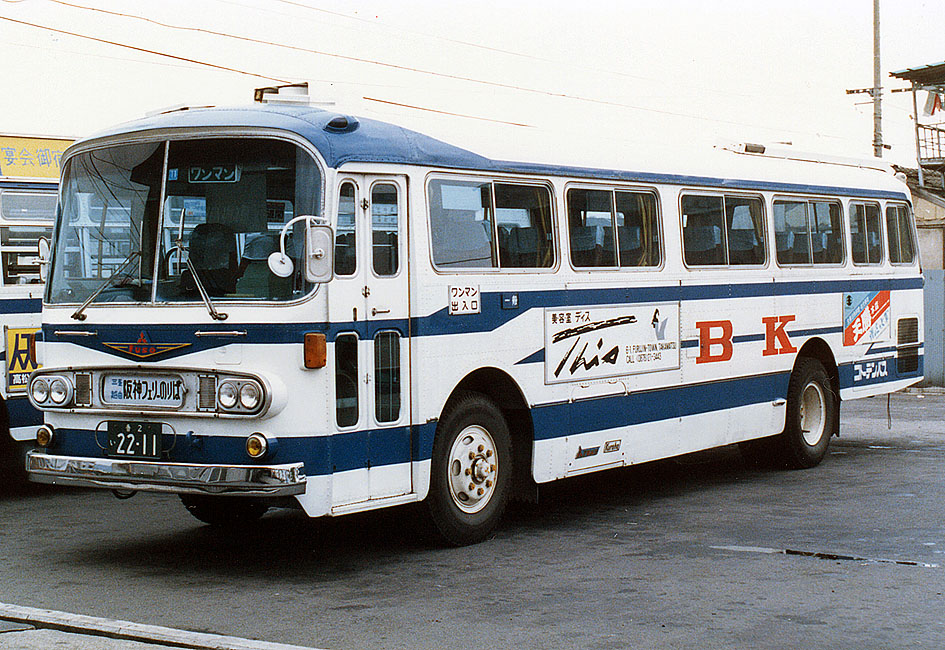
コトデンバス（高松バスカラー） B805L 呉羽車体
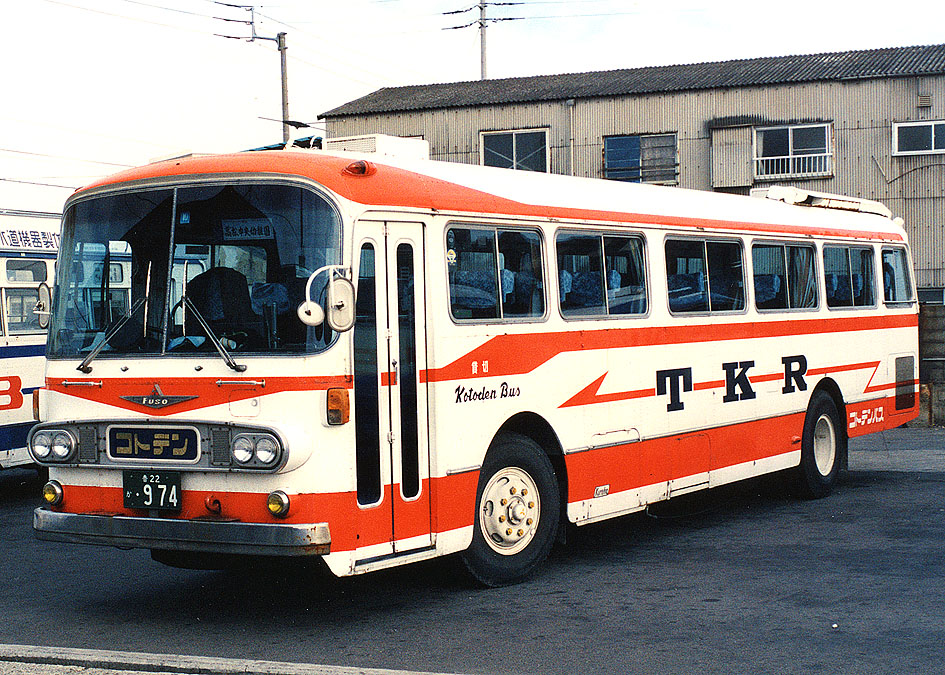
コトデンバス B905N 呉羽車体
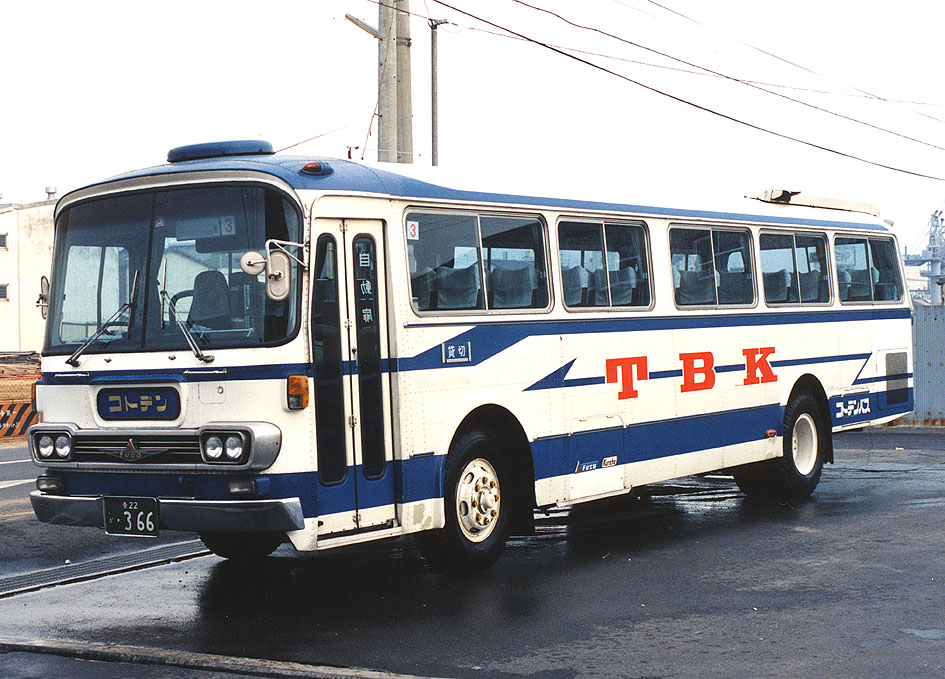
コトデンバス（高松バスカラー） B806L 呉羽車体
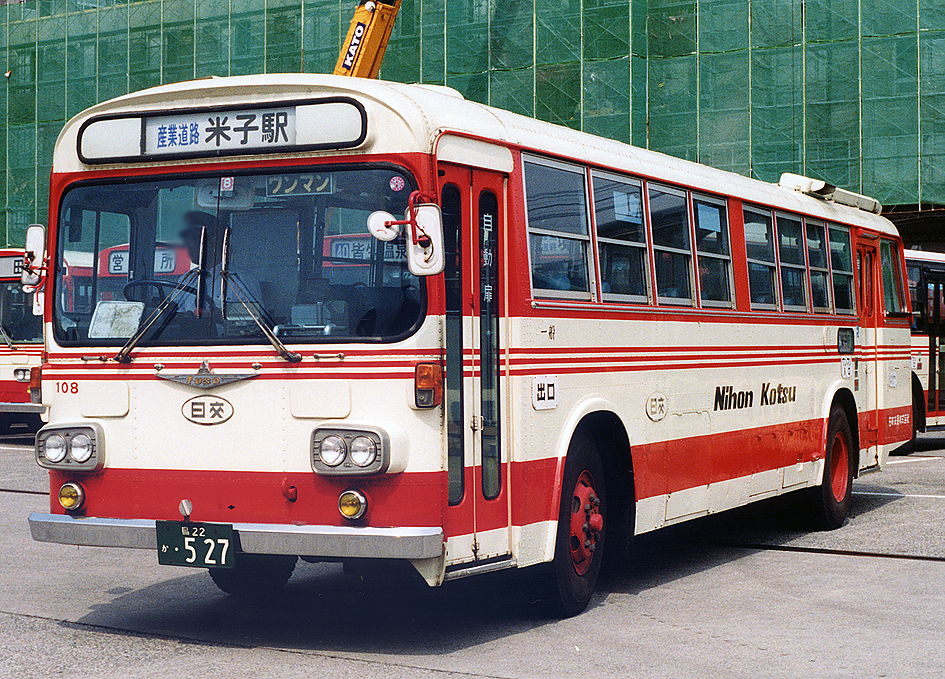
日本交通 B905N 呉羽車体（G4型）
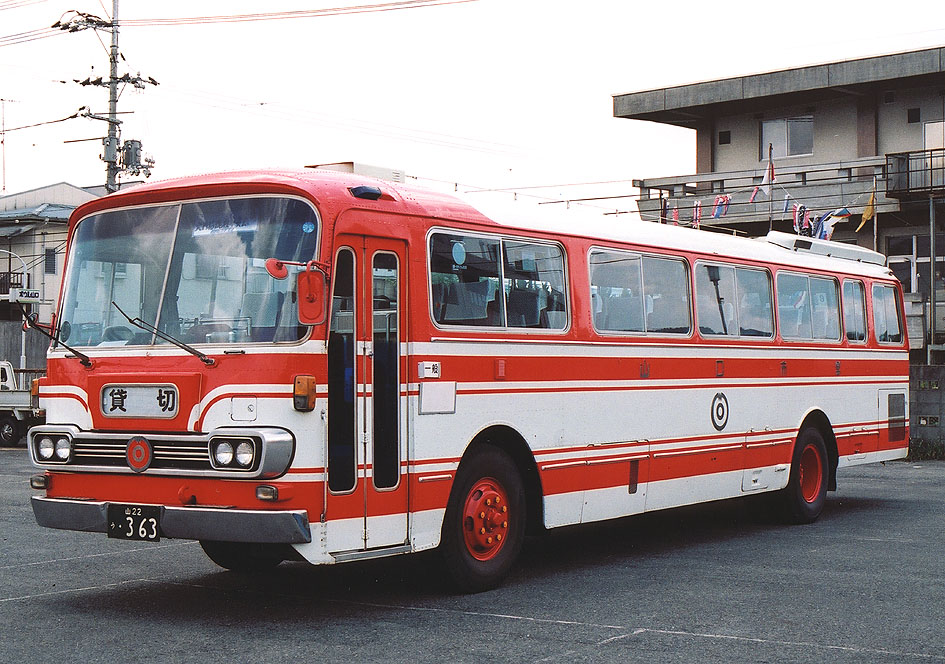
山口市交通局 B806N 三菱車体
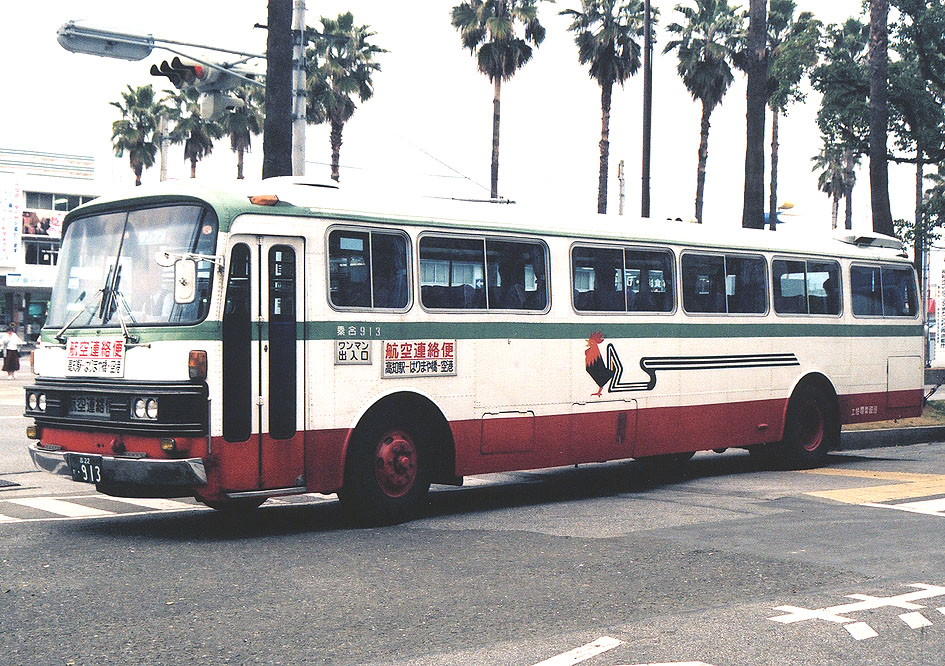
土佐電気鉄道 B907S 三菱車体（B35型スタイル）
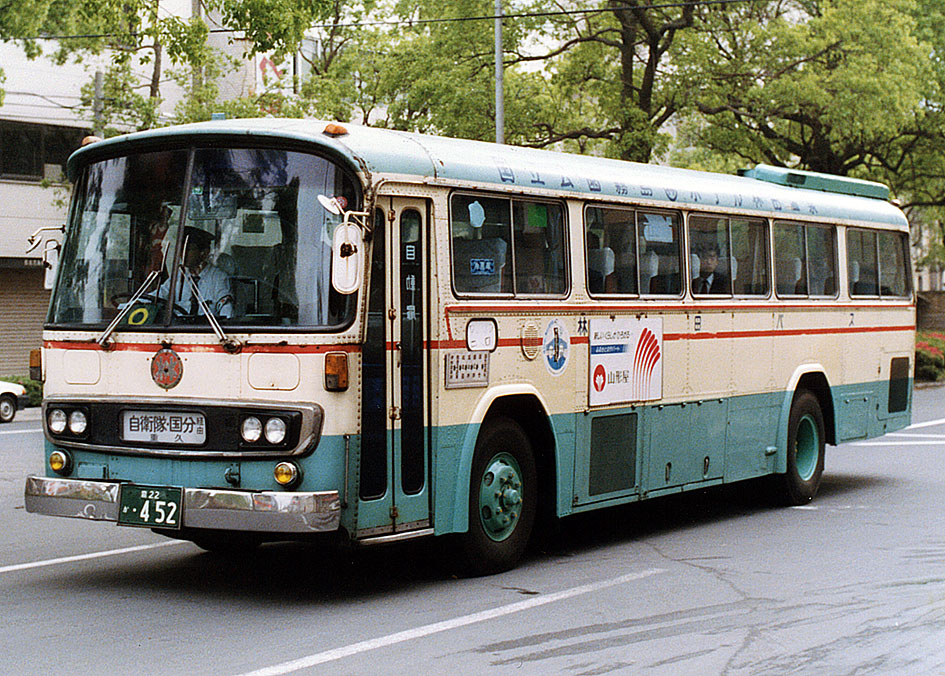
林田産業交通 B806L 富士重車体
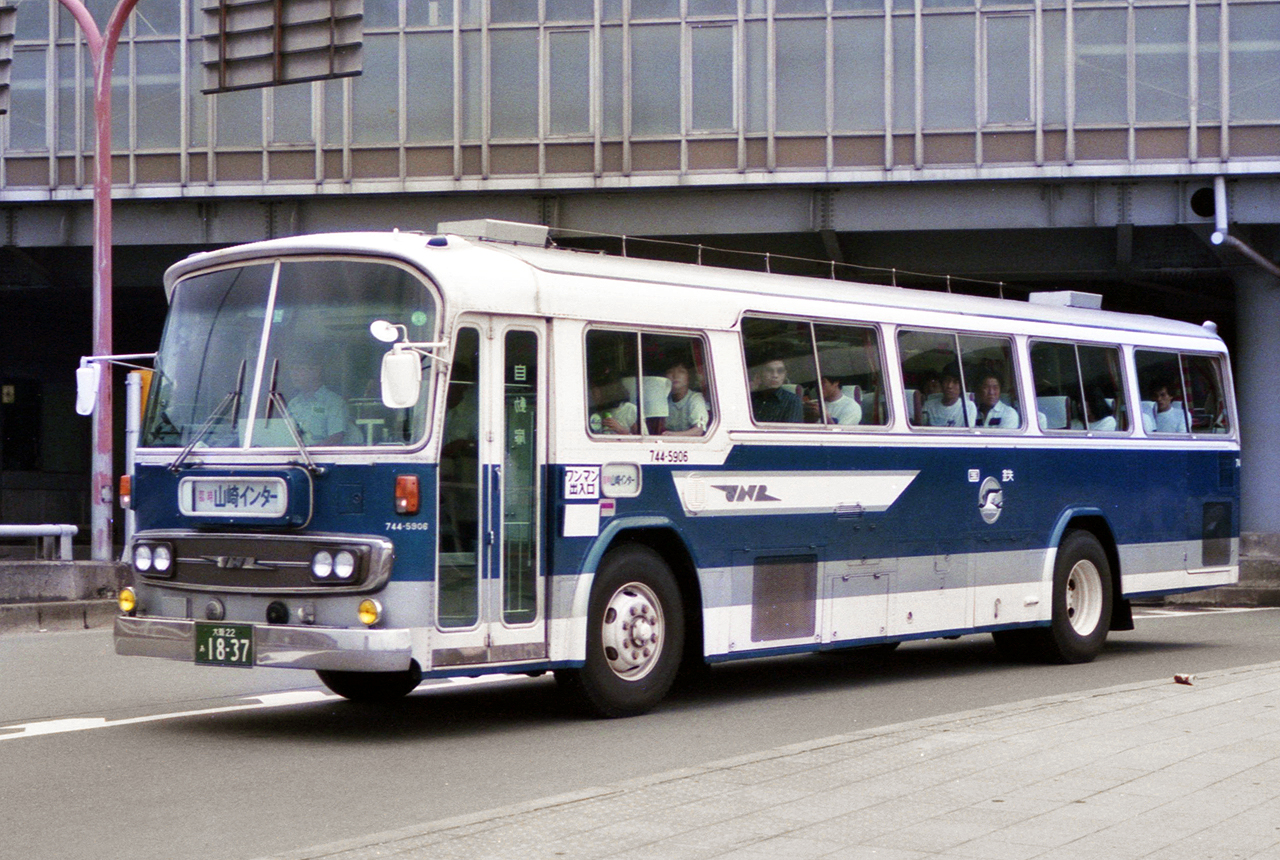
日本国有鉄道 B907NA 富士重車体
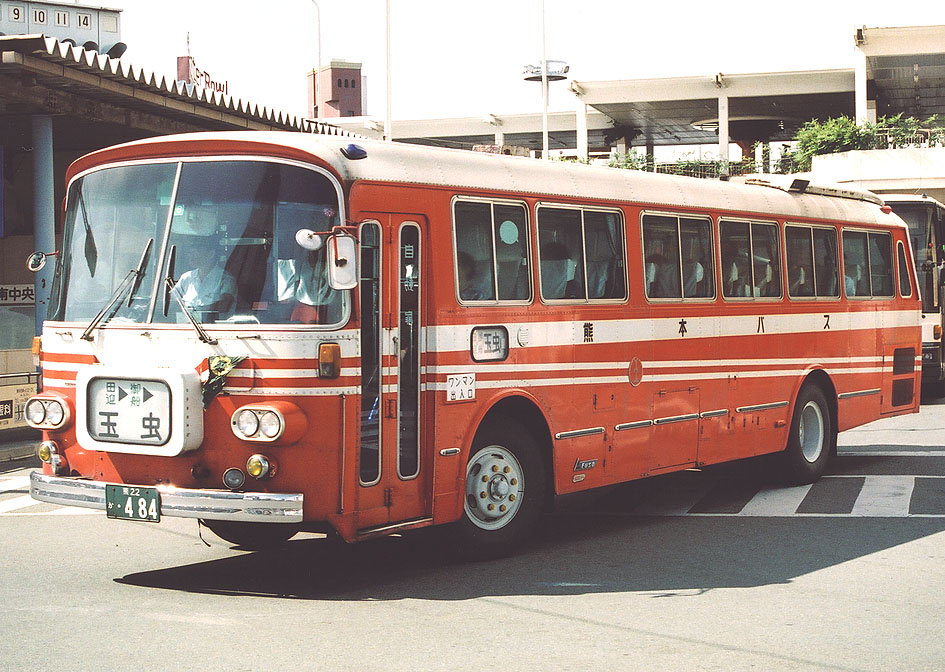
熊本バス B806L 西工車体
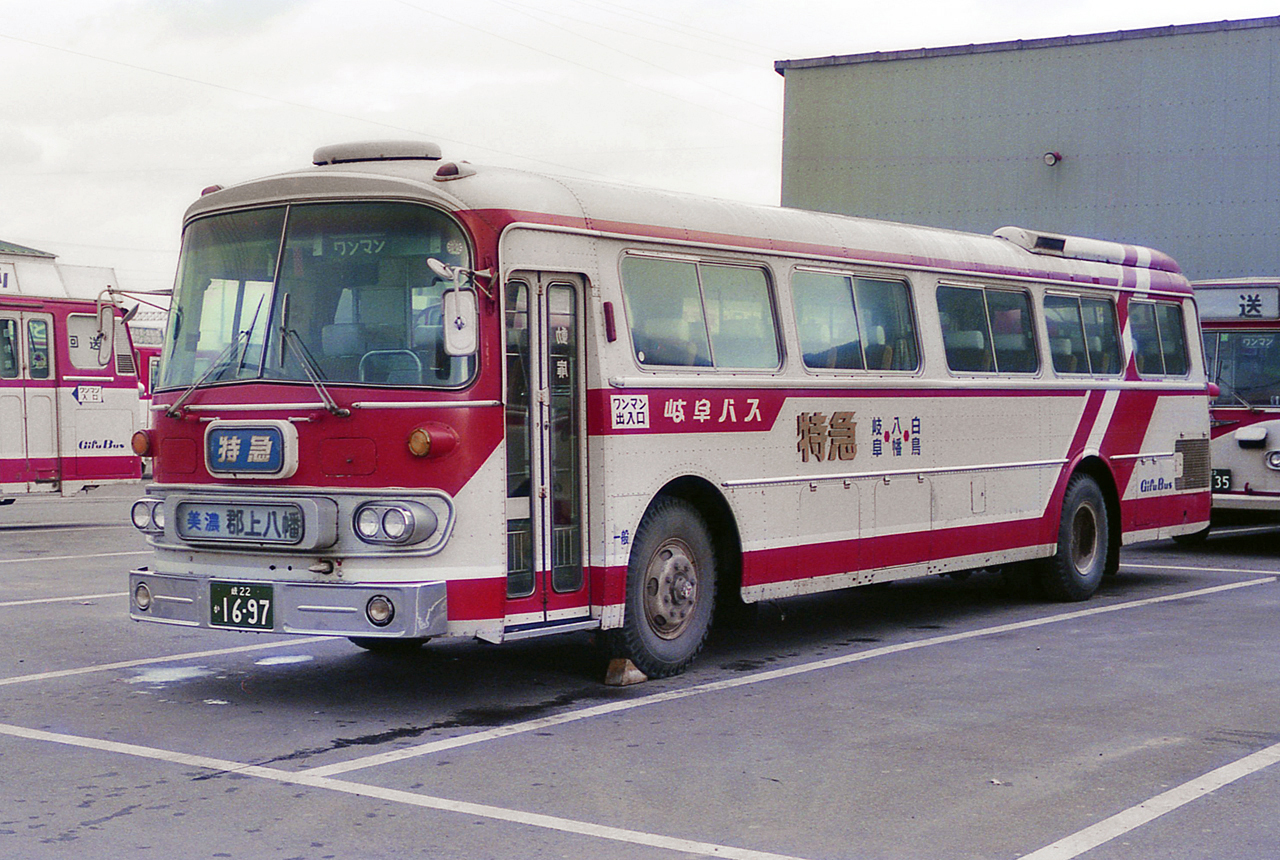
岐阜バス B905N 川重車体
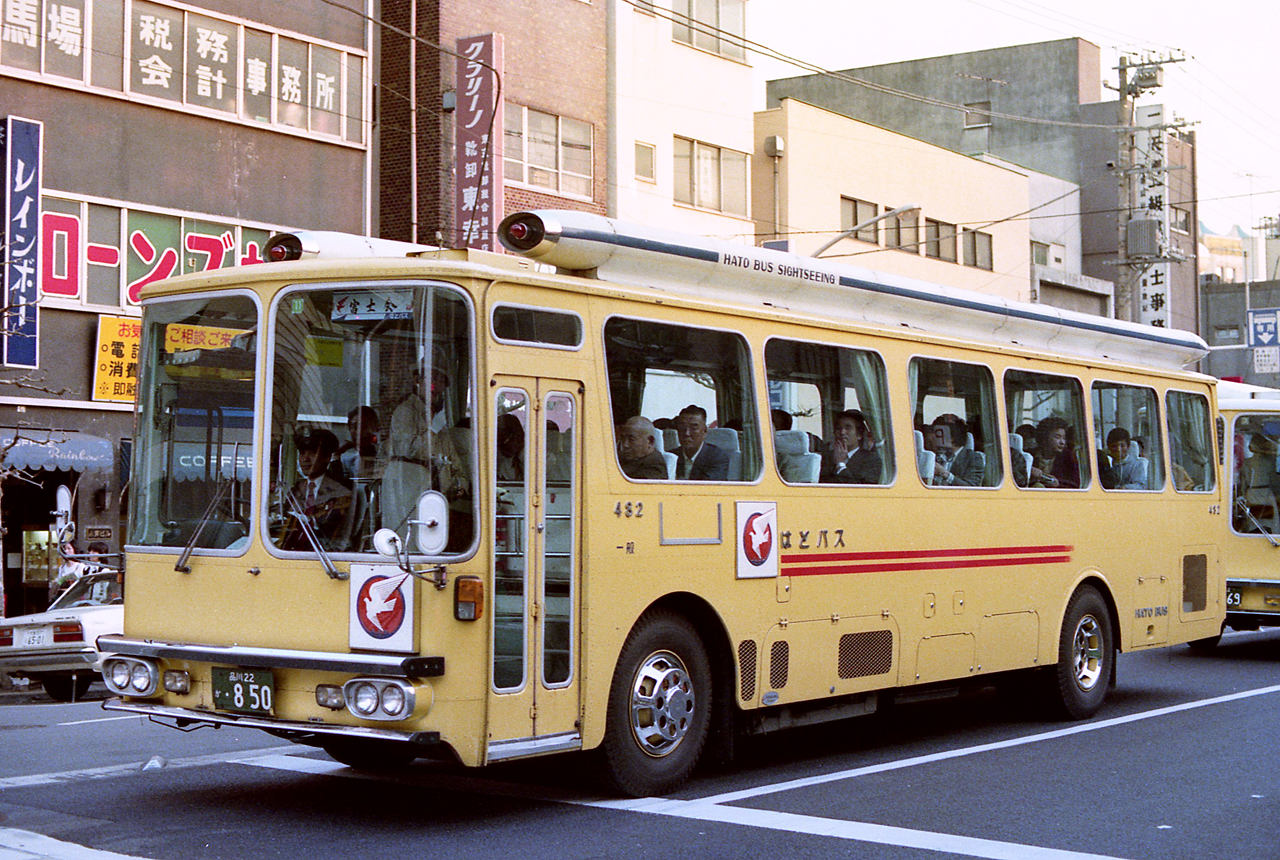
はとバス B915N 東京特殊車体

### MS504Q/K-MS504R

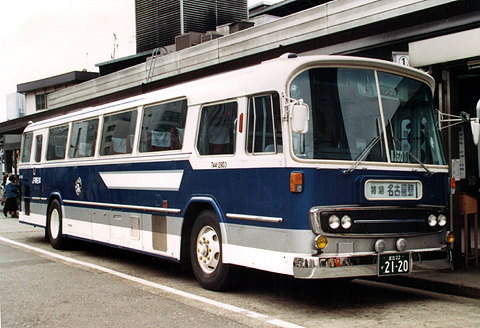
国鉄専用型式 K-MS504R
東日本旅客鉄道 関東自動車事業部 東京営業所所属
東名ハイウェイバス専用車両

1974年、国鉄東名・名神ハイウェイバス向け特注モデル（国鉄専用型式）のB906R型の後継としてMS504Q型が登場。重量軽減のためエンジンを自然吸気V型10気筒の10DC6 (350ps/2400rpm) に変更した。
1979年には排出ガス規制に対応したK-MS504R型となり、1982年まで製造が続いた。
ボディは引き続き富士重工R13型を架装しており、B906Rとの外観上の区別はウインカーや電気ホーンの配置など軽微なものにとどまった。

### MS512/513系
1976年、前述のB806系とB900シリーズを統合する（ただしB8・B9系は翌年まで併売）形で発売。エンジンはいずれも直噴式の8DC4（265PS）をB806系に代わるMS512系に、8DC8（305PS）をB900シリーズを受け継ぐMS513系にそれぞれ搭載。ボディはK11型を継承。
1977年には、MS513N型/513R型に三菱自工純正のB35型ボディを架装したフルデッカー・パノラマデッカーなどの高床モデルが追加され、上級仕様として人気を博した。
このシリーズでも、阪急バスや日本交通では、MS512M/512N型をベースに後乗り・前降りの路線用ボディ（呉羽自工製73MC型）を架装した車両が存在した。阪急バスの場合は六甲・有馬地区の路線で運用されていた。

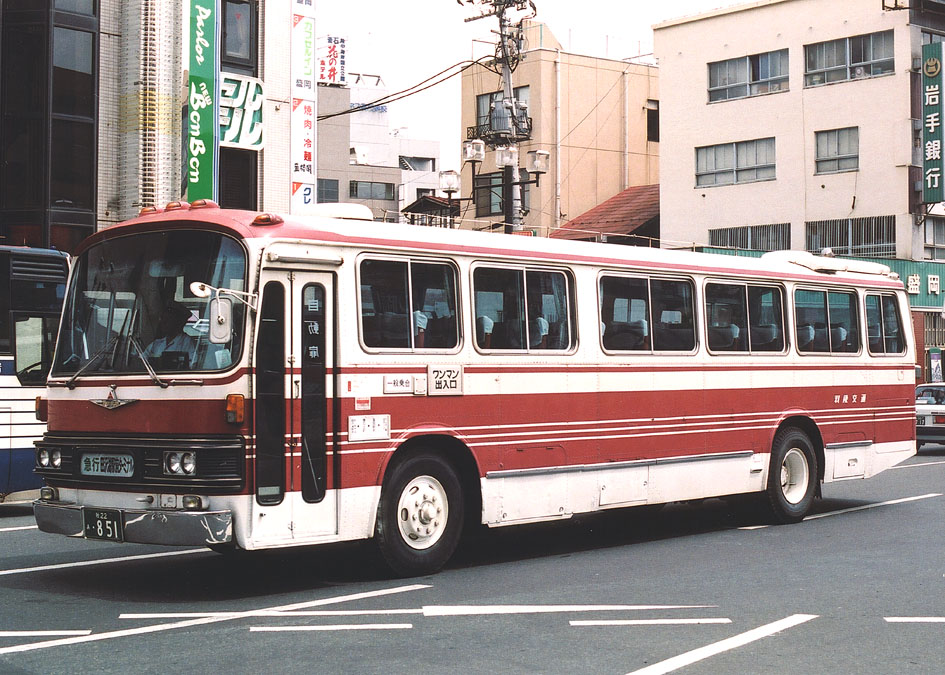
羽後交通 MS512N 呉羽車体
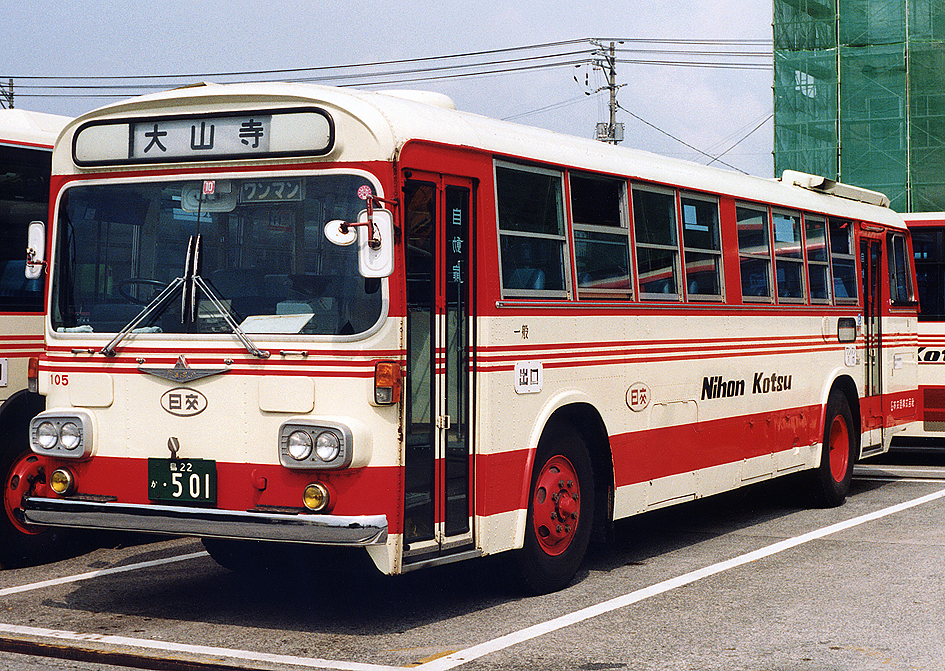
日本交通 MS512N 呉羽車体（G4型）
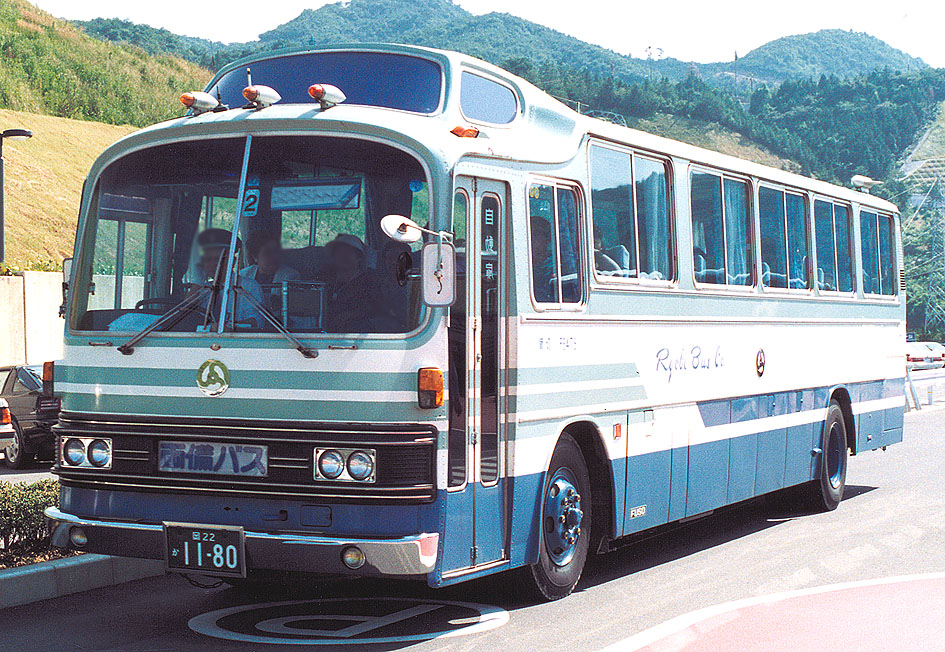
両備バス MS513R 三菱車体 パノラマデッカー
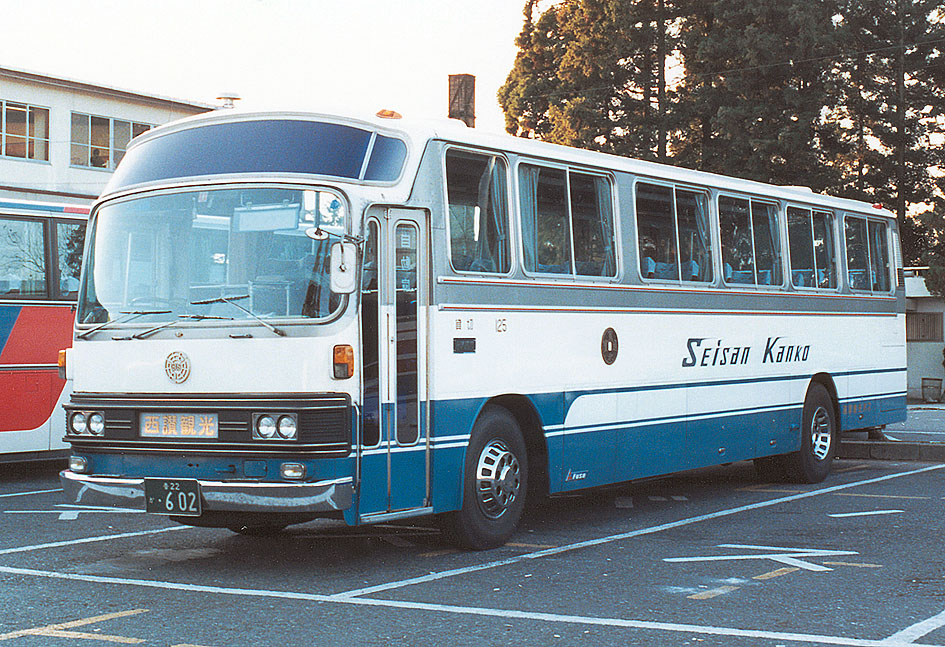
西讃観光 MS513R 三菱車体 フルデッカー
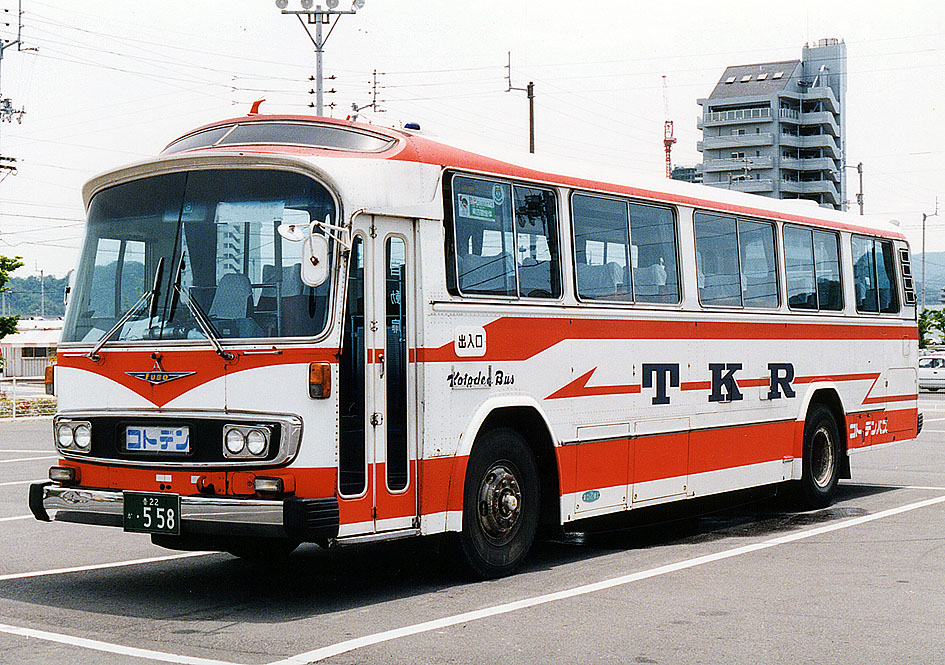
コトデンバス MS512N 富士重車体 13型S
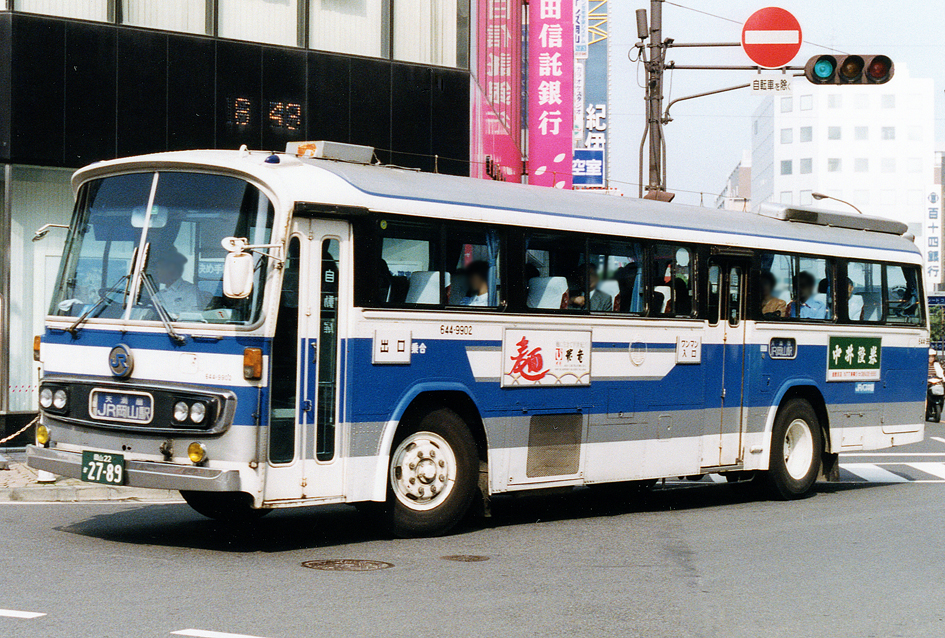
中国JRバス MS512N 富士重車体 13型B
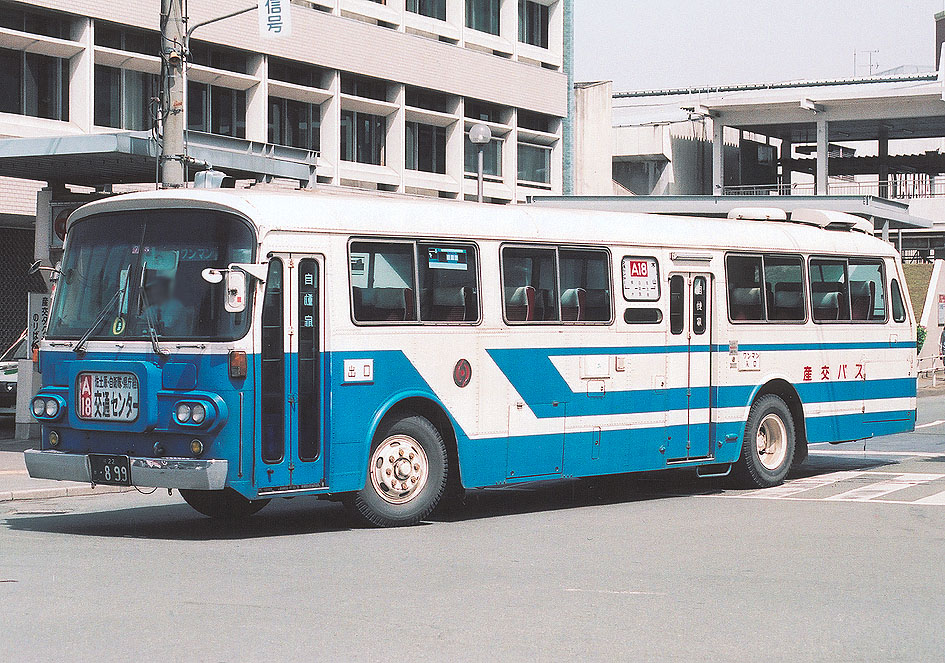
九州産業交通 MS512N 西工車体 42MC
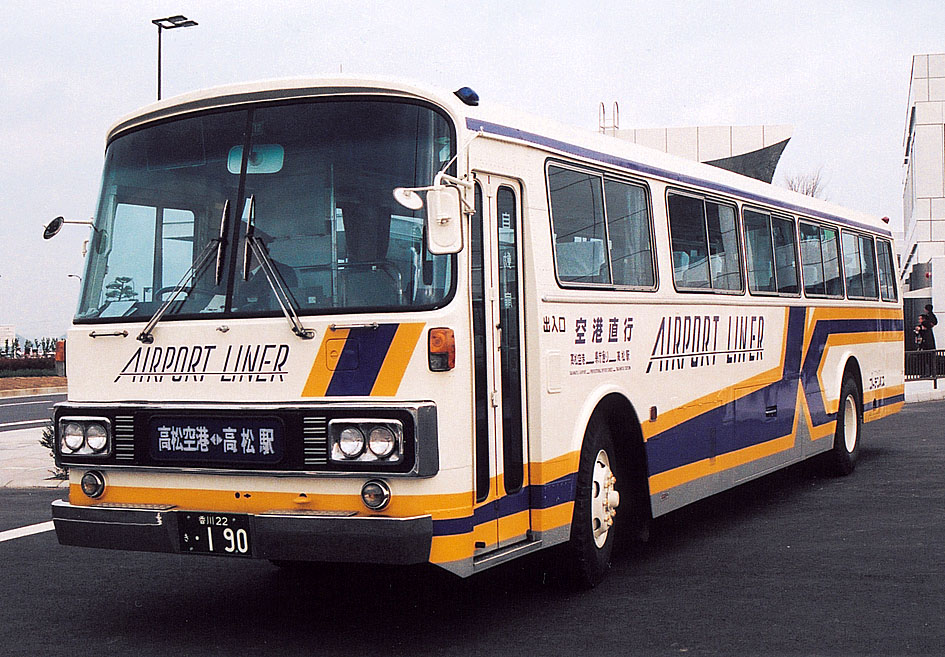
コトデンバス MS512R 西工車体 53MC E型

### K-MS613/615系
MS512/513系の54年排出ガス規制対応モデルで、1980年に登場した。MS613系のエンジンは旧MS512系と同じ8DC8型であるが、排ガス・騒音対策から定格回転数が引き下げられ、最高出力も275PSとなった。また、MS615系には8DC9型エンジン (310PS) が搭載された。
フルデッカー仕様も引き続き生産されたが、溶接組み立て・リベットレス構造のボディを架装した「フルデッカII」モデル（改造型式扱い）が主力となっていった。後に呉羽自工から登場する「サンシャインデッカー」モデルは、このフルデッカIIのデザインを発展させたものといわれる。

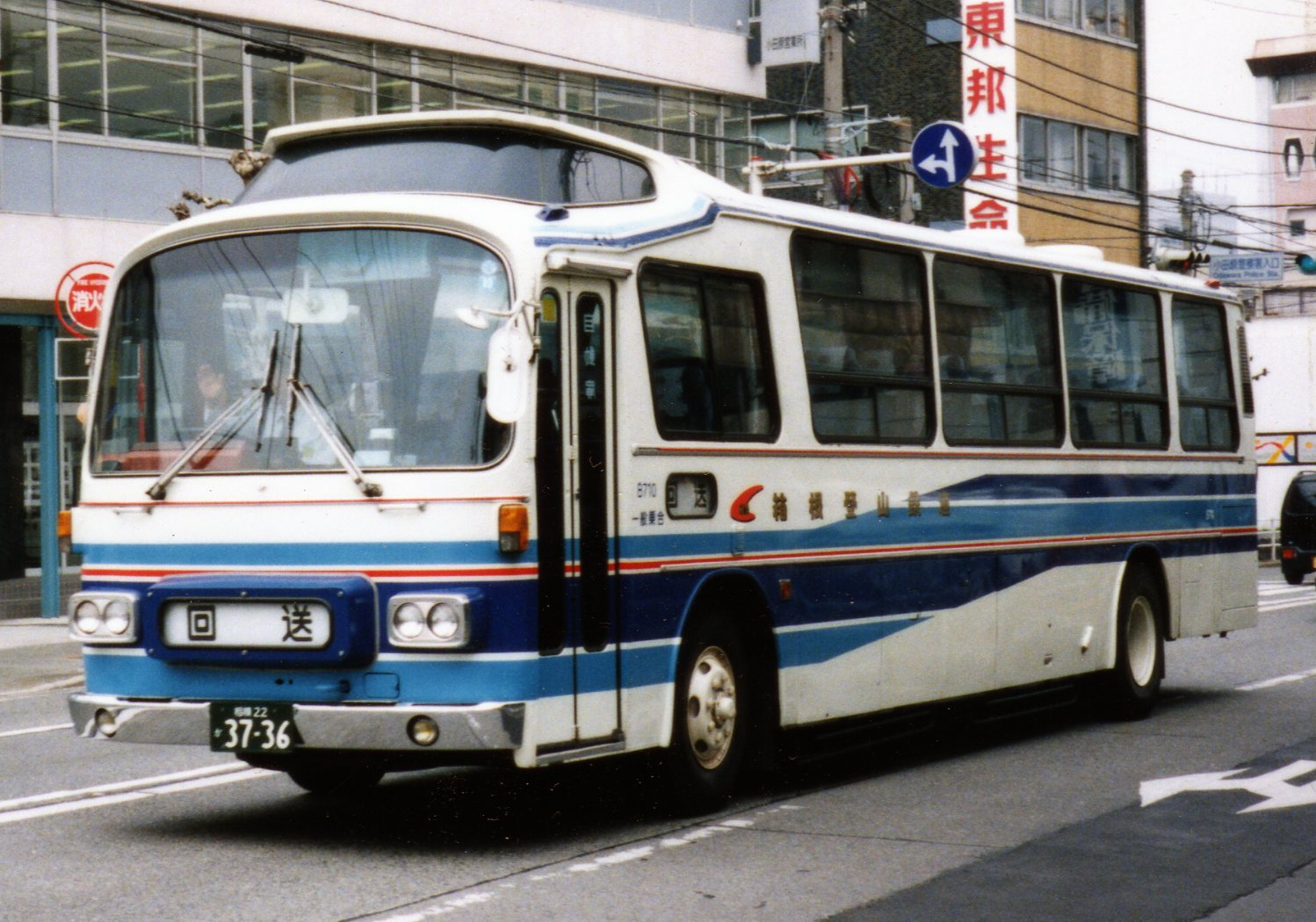
パノラマデッカー K-MS615S 箱根登山鉄道
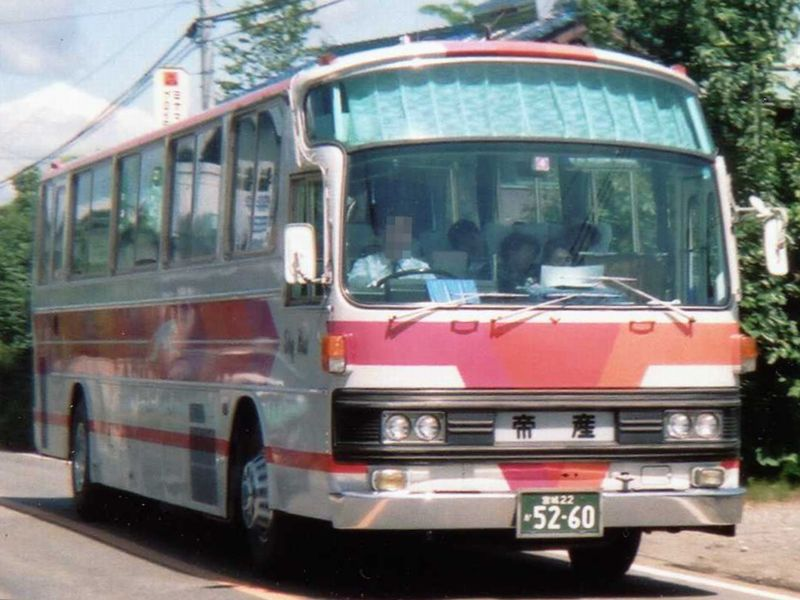
フルデッカー K-MS613S 帝産観光バス
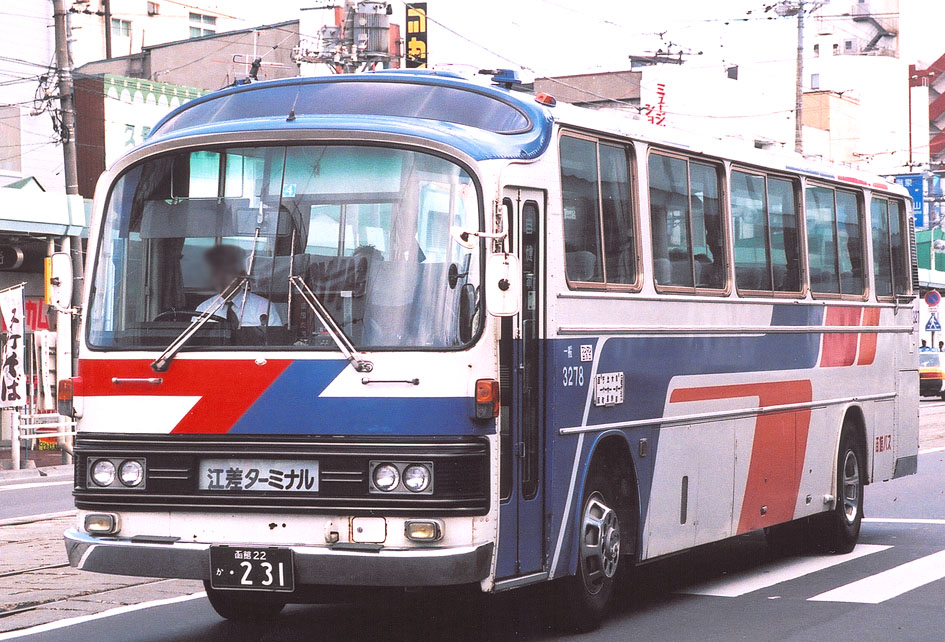
セミデッカー K-MS615S 函館バス
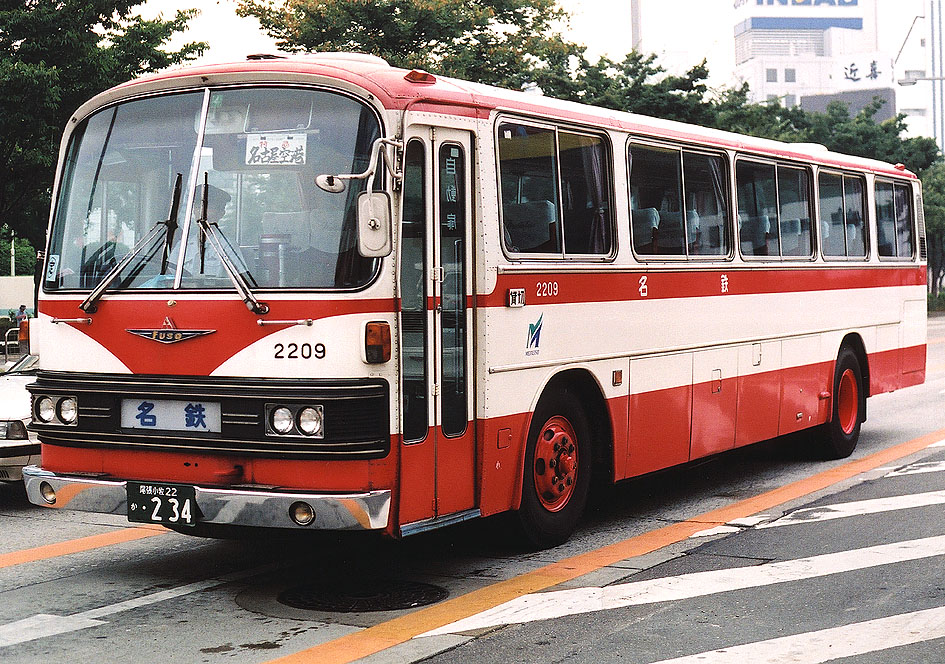
K-MS613N 三菱車体 名古屋鉄道（当時）
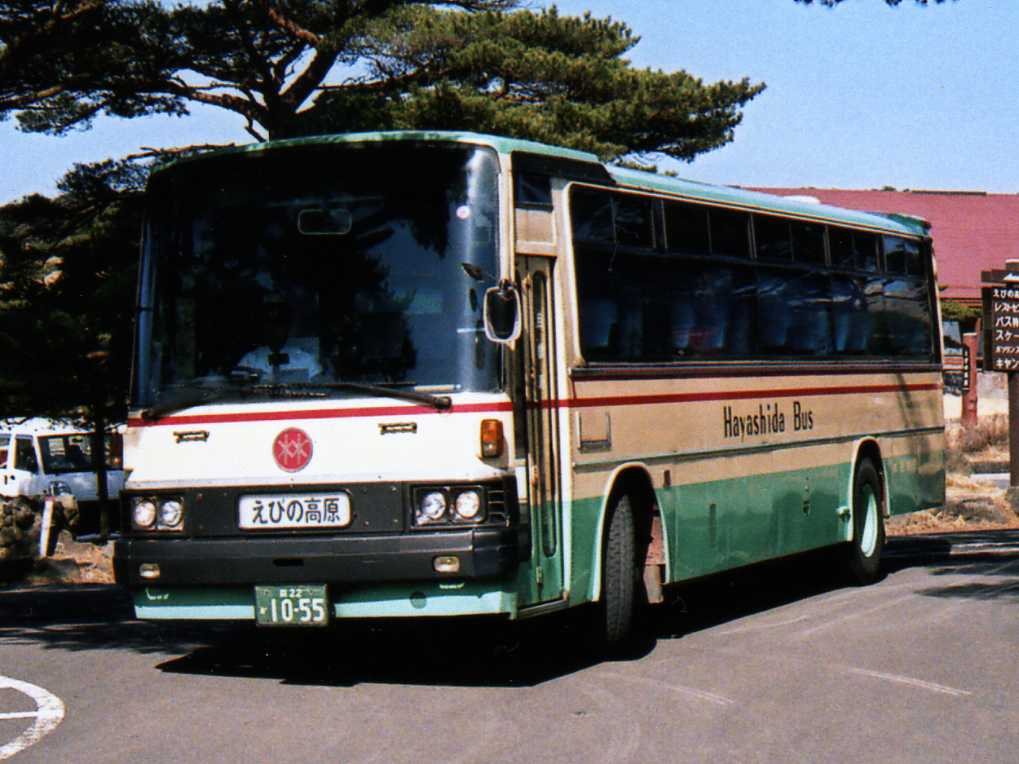
フルデッカII K-MS615S 林田バス（当時）
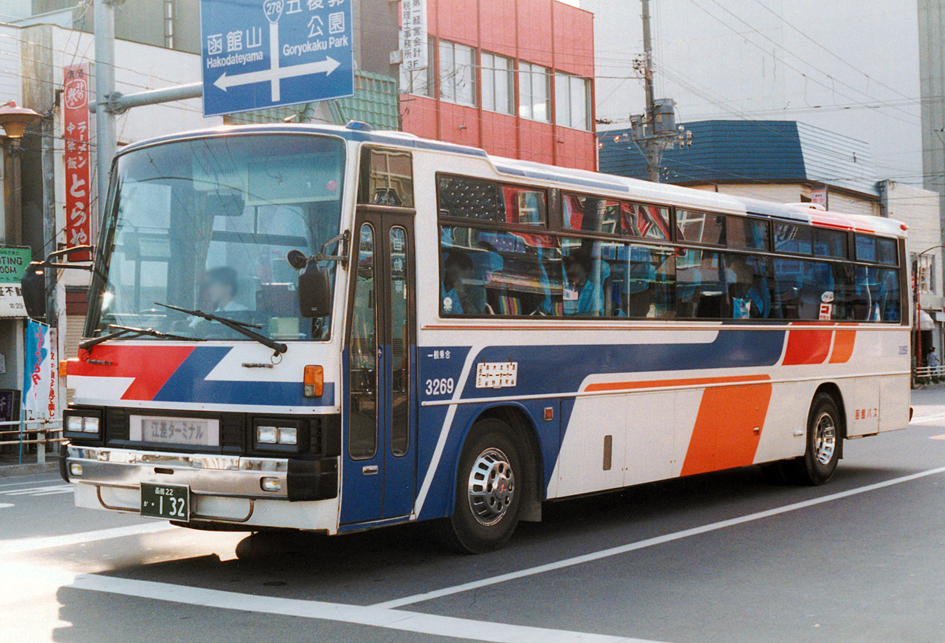
フルデッカII K-MS615S 函館バス
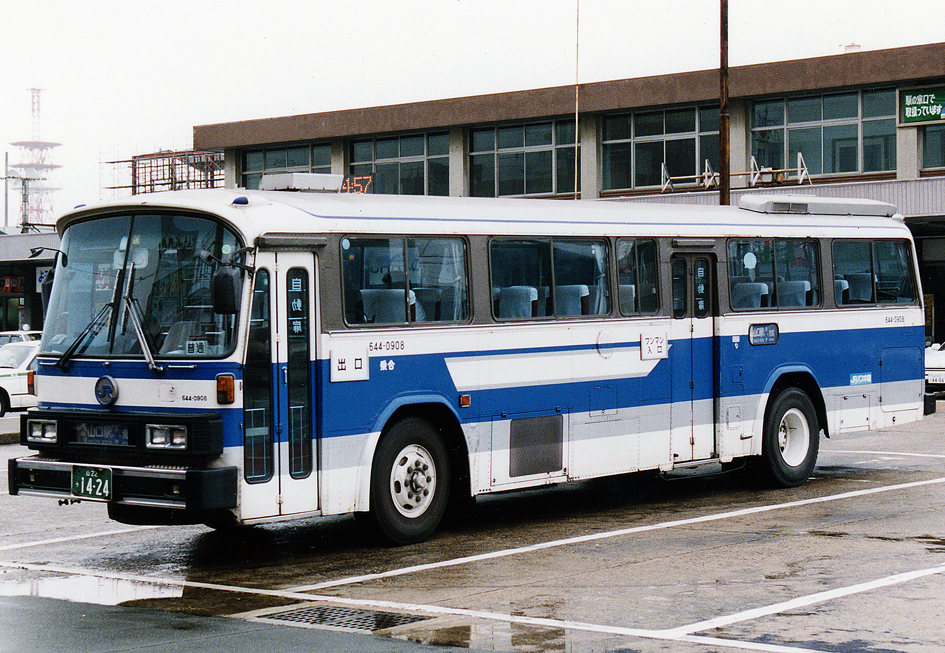
K-MS613N 富士重車体13型B 中国JRバス
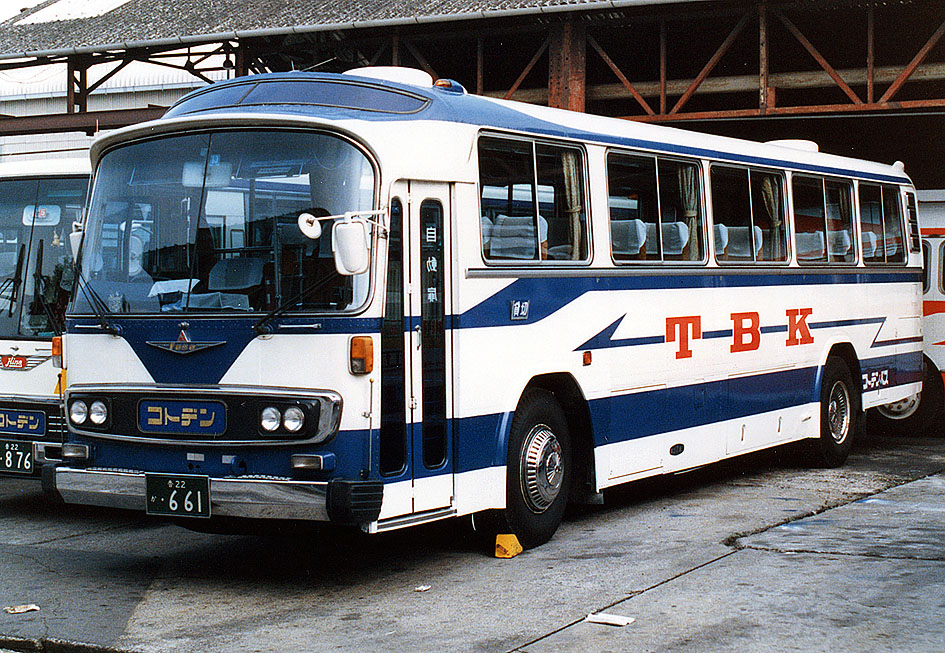
K-MS613N 富士重車体13型S コトデンバス（高松バスカラー）
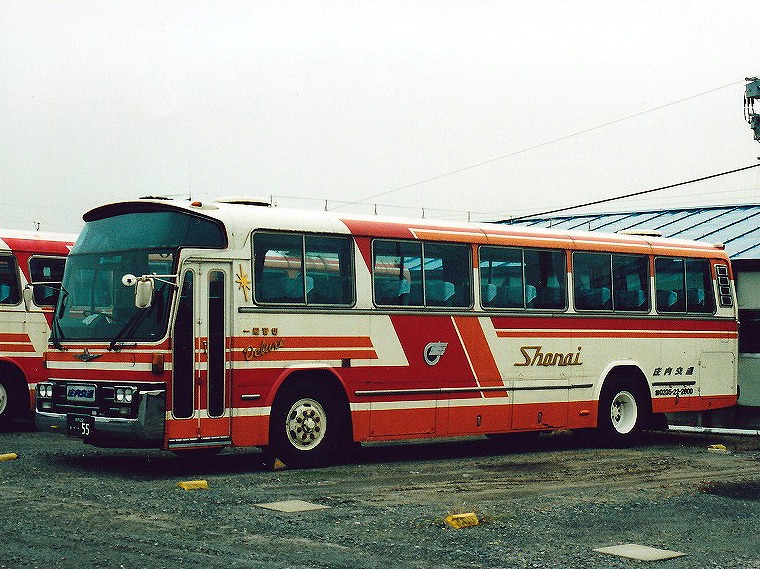
K-MS615N 富士重車体13型R1フルデッカー 庄内交通
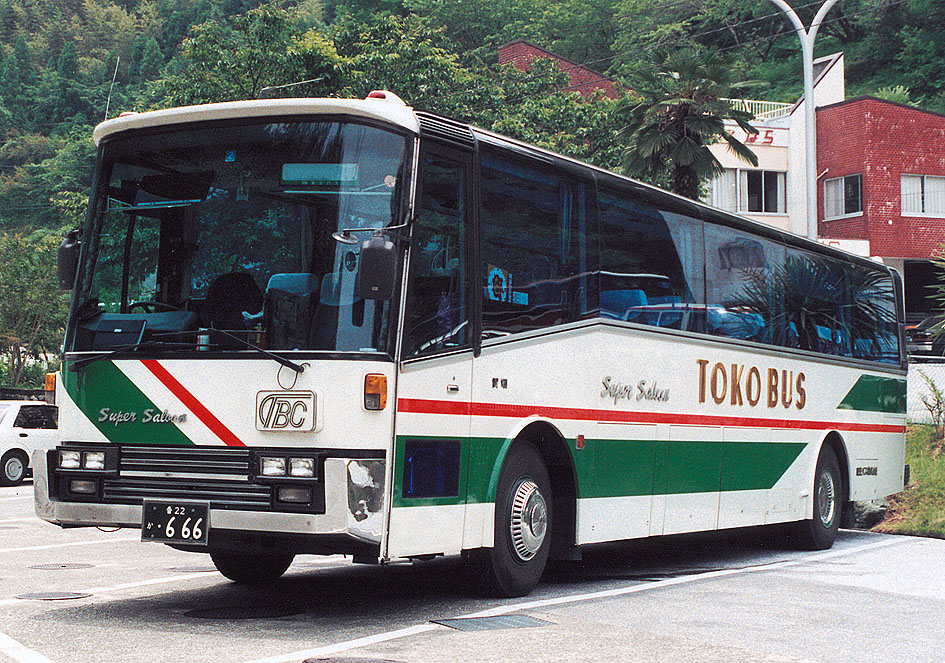
K-MS615S 富士重車体15型R3 東交バス（香川）
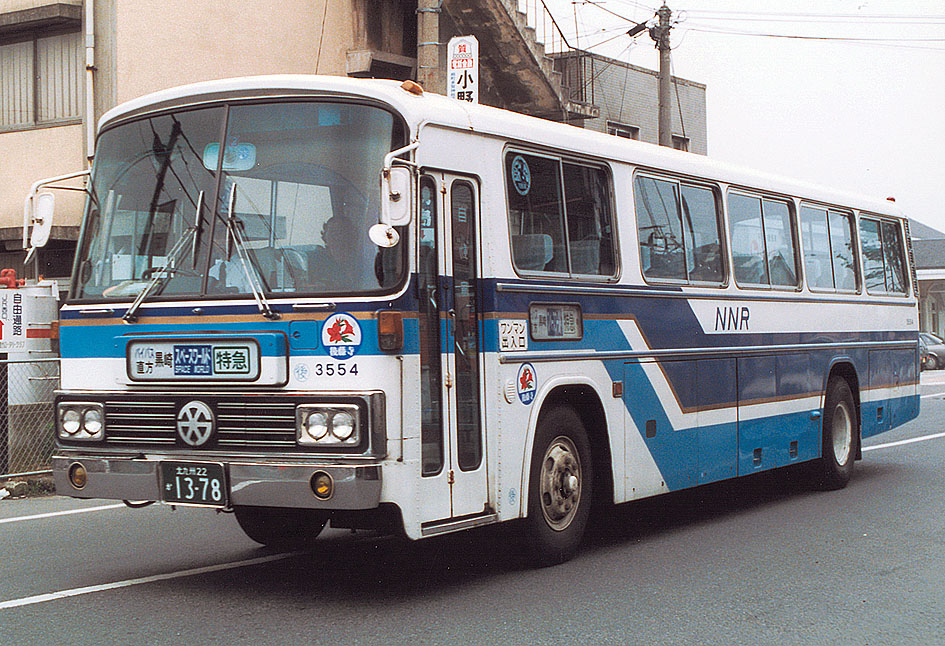
K-MS615N 西工車体53MC E型 西日本鉄道
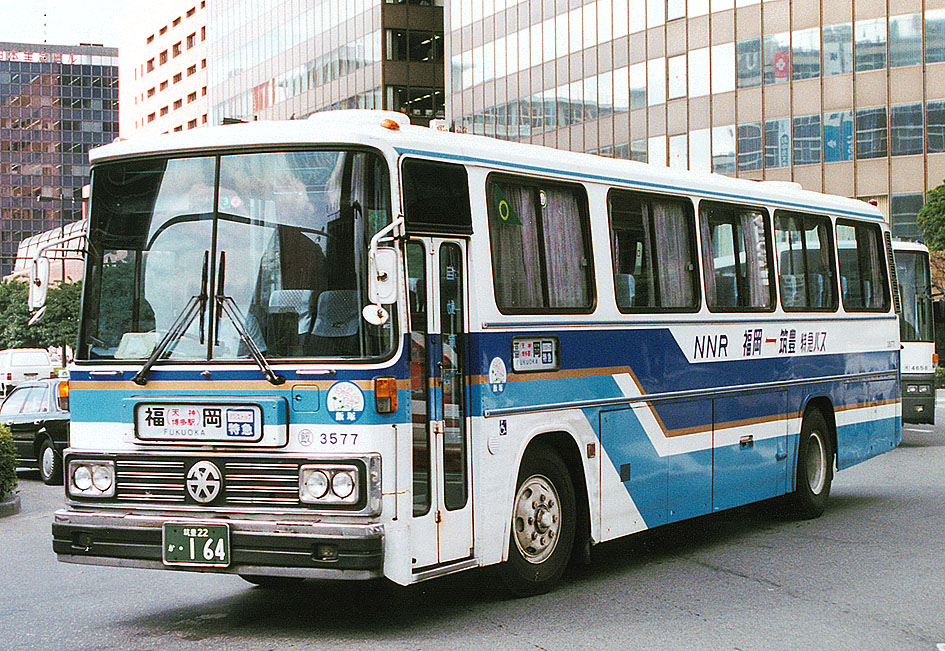
K-MS615N 西工車体53MC S型 西日本鉄道

## 初代エアロバス/エアロクィーン

### シリーズの概要

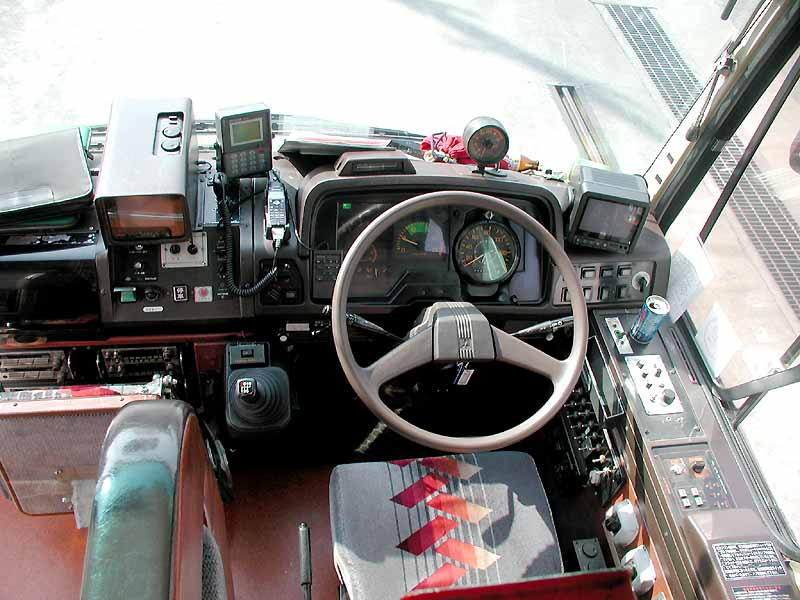
初代エアロバスの運転席（エアロクィーンW：JRバス関東）

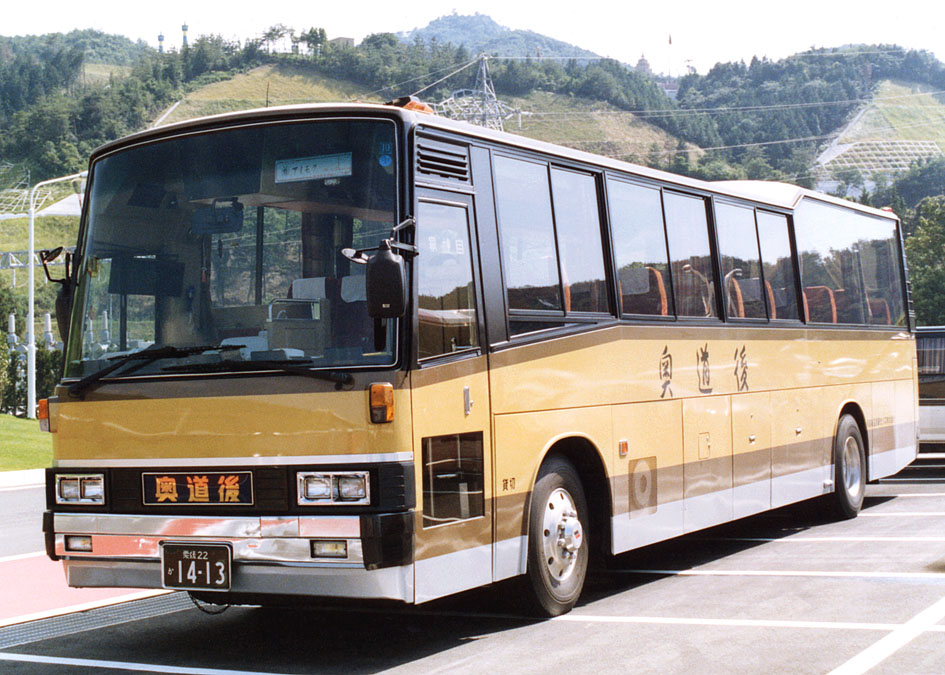
奥道後温泉観光バス サンシャインデッカ ステップアップルーフ車

初代エアロバスは1979（昭和54）年、当時の三菱自工・名古屋自動車製作所で開発・設計が始められ、1982年11月15日に発売された。
車体はイタリア人デザイナー、アルド・セッサーノが基本デザインを手がけ、モノコックボディとスケルトンボディの長所を組み合わせた独自の工法“スーパー・コンプ・ストラクチャー”によって組み立てられたもので、その秀逸なスタイリングが全国のバス事業者に注目された。
国産観光バス初の前輪独立懸架採用、8DC9型（320PS）高出力エンジンの搭載など性能面での評価も高く、前輪後ろから車高を高めたスーパーハイデッカーのスーパーエアロI、新呉羽自動車工業（以下、新呉羽）製ボディ（新呉羽製も三菱純正のボディとされる）を架装した低運転台モデルのスーパーハイデッカーエアロクィーンK、エアロキングとシャーシを共通化した3軸スーパーハイデッカーのエアロクィーン（エアロクィーンMの登場後はエアロクィーンW）、2階建のエアロキングなどの派生モデルも含め、6年間でおよそ7,000台という、大型バスとしては驚異的な売り上げを記録した。また、新呉羽製ボディのハイデッカー車も存在し、こちらはサンシャインデッカと呼ばれる。ただし、運転席まわりの機器類（インパネ、ハンドル、シフトレバー）は、先代のMS6系のものを踏襲していた。また、新呉羽製ボディで西日本車体工業・C-II型に類似したステップアップルーフのサンシャインデッカも存在した。
1984年に昭和60年騒音規制への適合を中心としたマイナーチェンジが行われ、運転席まわりの機器類が、同年にデビューしたエアロスター（初代：MP2/6系）と同等のものに変更された。
1985年にはエアロバスをベースに車両全体に渡り車高を高めたスーパーエアロII、フロントガラスを二分割し二階建風低運転台のエアロクイーンK、三軸のエアロクイーン（後のエアロクィーンW）が追加された。
1988年に再度マイナーチェンジが行われ、フロントバンパー変更とトランクの大型化が行われた。スーパーハイデッカーでは、スーパーエアロの後継車として8DC11型（355PS）エンジンやフルオートエアコンが搭載されたエアロクィーンMが追加され、三軸車はエアロクイーンWになった。同時にエアロバスにも8DC11型（355PS）が設定されたが生産台数は少ない。そしてハイデッカー車にもエアロクィーンMと同じフロント部分を持つものが登場し、こちらはエアロバス・ハイデッカM（通称：エアロバス・クィーンバージョン、エアロバスQver、エアロバスQV）と呼ばれる。新呉羽製ボディのハイデッカー車も1988年にボディを全面的に変更し、エアロバスKとなったが、中型車エアロミディと共通のイメージを持つスタイルが好まれなかったのか、特定の事業者に偏る傾向があり、あまり普及しなかった。
1989年には低運転台スーパーハイデッカーのエアロクィーンMVも追加されている。
1990年のマイナーチェンジではハイデッカー車のエンジンが335馬力の8DC10型エンジンに変更された。
エアロクィーンMは大型ヘッドライトの周囲に施された特徴的な処理から「パンダエアロ」の異名をとった。エアロクィーンMは当時のバブル景気による高級観光バス需要の高まりや、相次ぐ長距離高速バス路線の開設などを追い風に、大ヒットモデルとなった。また、このマイナーチェンジでは室内の内装が茶色系から灰色系へと変更されると共に、フロントバンパーの形状も一部変更された。
また、従来型のエアロバスにエアロクィーンW、新呉羽製ボディのエアロクィーンK、エアロキングも引き続き小変更を行いラインナップされている。

### シリーズの変遷

#### エアロバス/スーパーエアロ（MS系）

##### P-MS713/715/715改/725/729系
1982年秋、「ふそうブランド誕生50周年」にあたり、それまでのMS613/615系をフルモデルチェンジ、新たにエアロバス（Aero Bus）と命名。三菱ふそうのバスはマイクロバスのローザを除き順次“エアロシリーズ”で統一されることになり、その第一弾であった。昭和58年排出ガス規制にいち早く適合した。
三菱自工（大江工場）製のハイデッカ、スタンダード（ミドル）デッカーが標準であるが、新呉羽製のサンシャインデッカ・エアロキング類似の車体を架装したエアロクィーンK、改造扱いで前輪後ろから車高を高めたスーパーエアロI・段差のない屋根でエアロクィーンWの原型となるスーパーエアロIIも用意された。日本交通（鳥取）のスーパーエアロIIは運転席・客ドア上部がエアロバス同様傾斜した形で導入されている。
エンジンはいずれもK-MS613/615系から引き継ぎ、パワーアップした8DC8と8DC9を搭載、さらに高出力を求めるユーザーに向けてターボチャージャーつきも加えられた。スーパーエアロIIは、初期の夜行高速バスでも採用されている。なお1988年のマイナーチェンジでABSが搭載されるようになり、そしてスタンダードデッカの8DC8型エンジン搭載車は型式がMS715改と改造扱いに変更しそしてフルエアブレーキ車は、型式名の末尾に「A」が加わる（KC-MS8系まで同様。）。
ハイデッカー

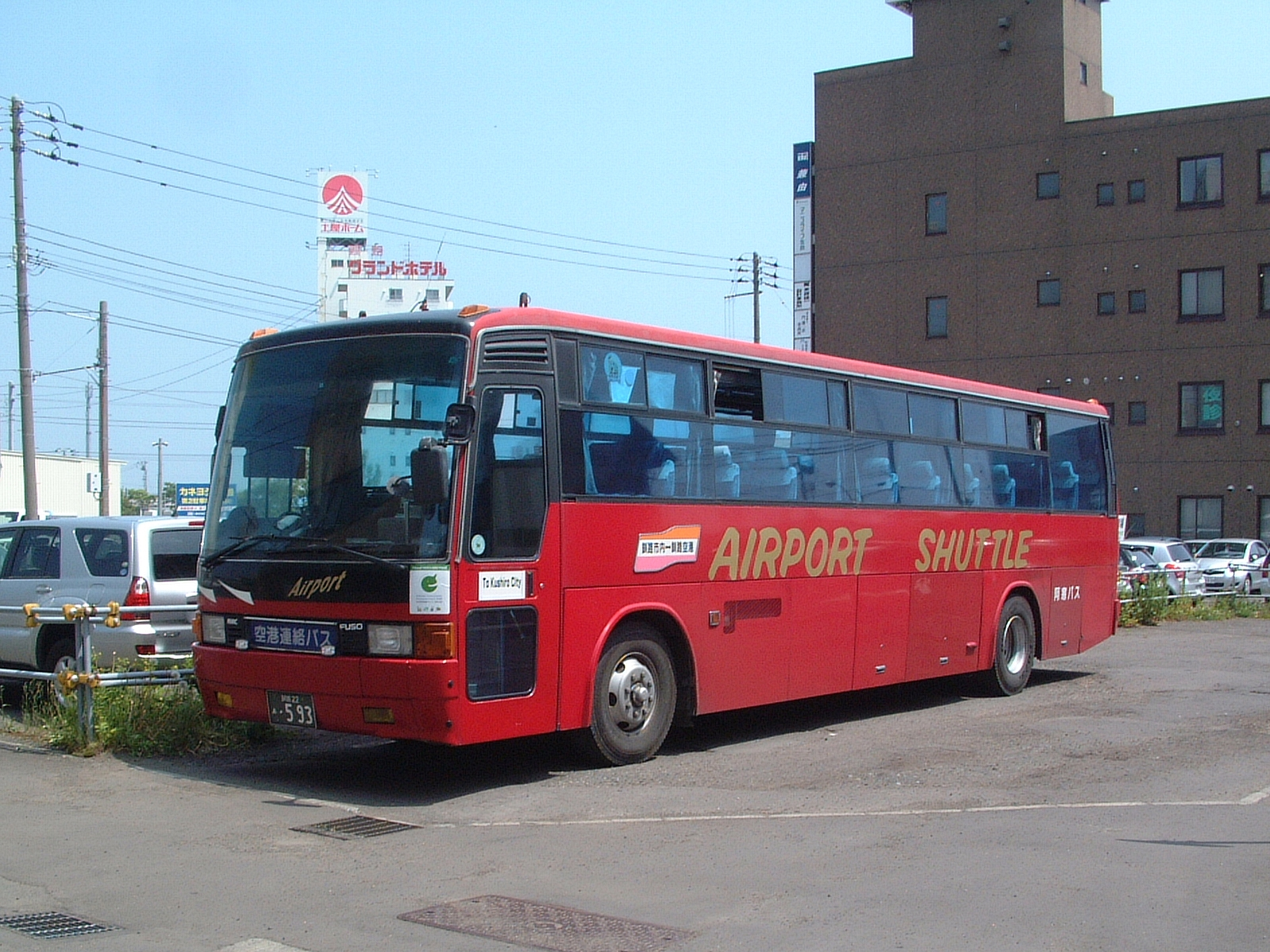
エアロバス・ハイデッカ P-MS725S 阿寒バス
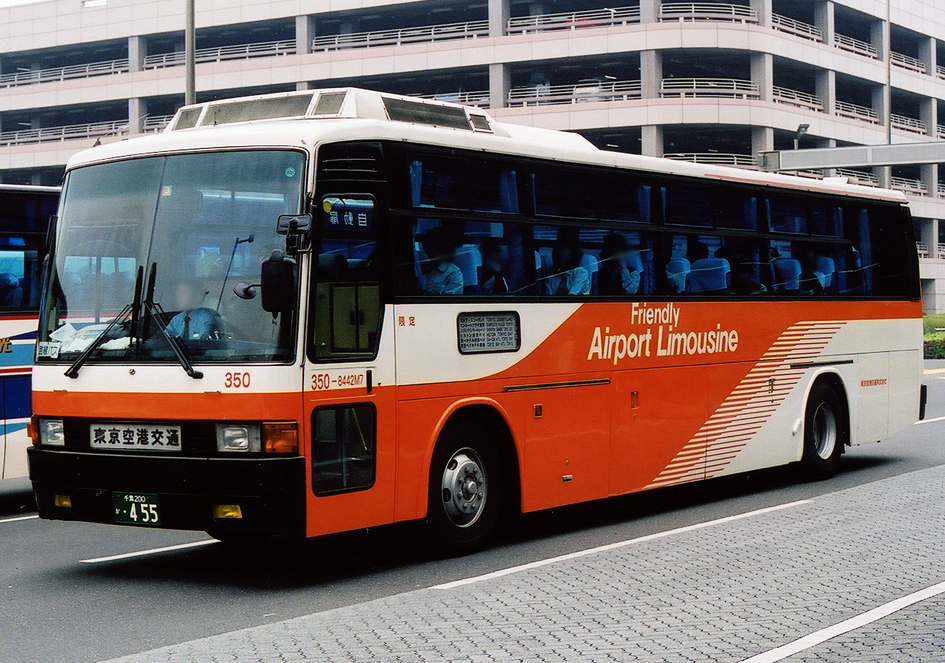
エアロバス・ハイデッカ 直結クーラー車 P-MS725S 東京空港交通
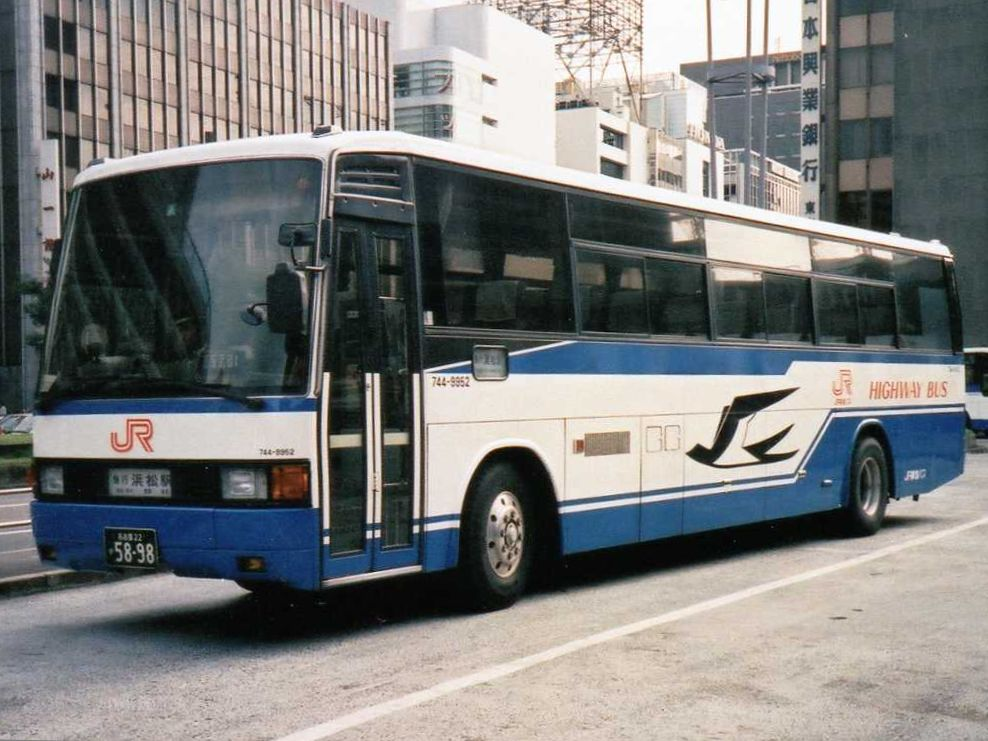
エアロバス・ハイデッカ P-MS729SA改 ジェイアール東海バス
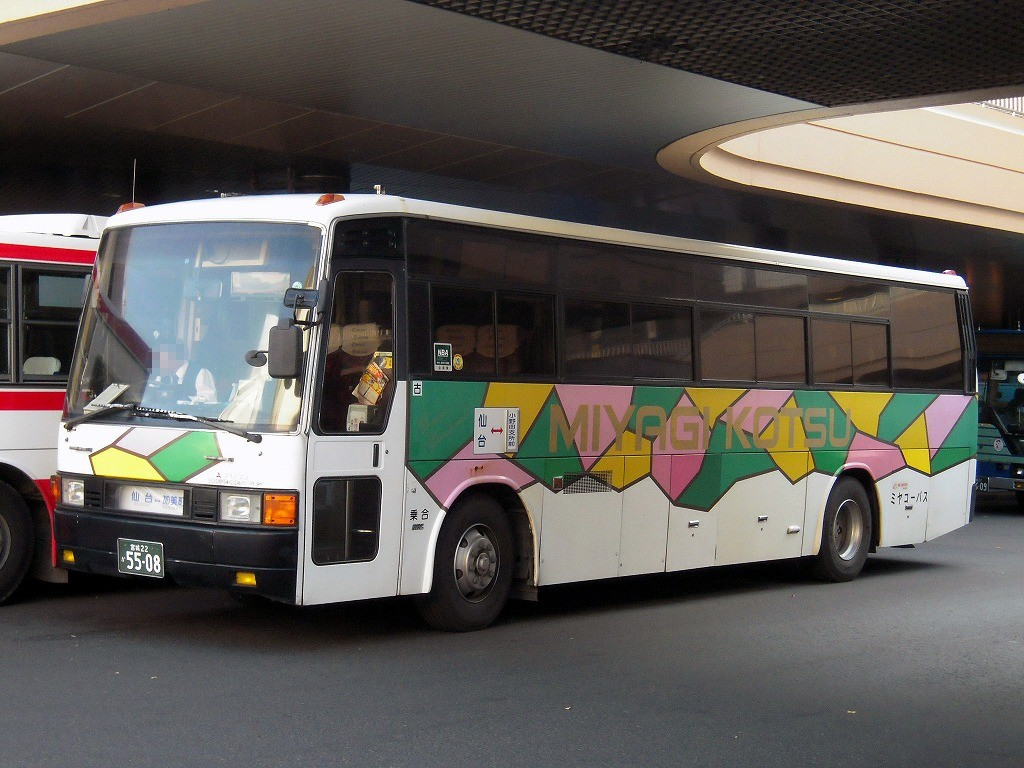
エアロバス・ハイデッカ（短尺車） P-MS725N ミヤコーバス
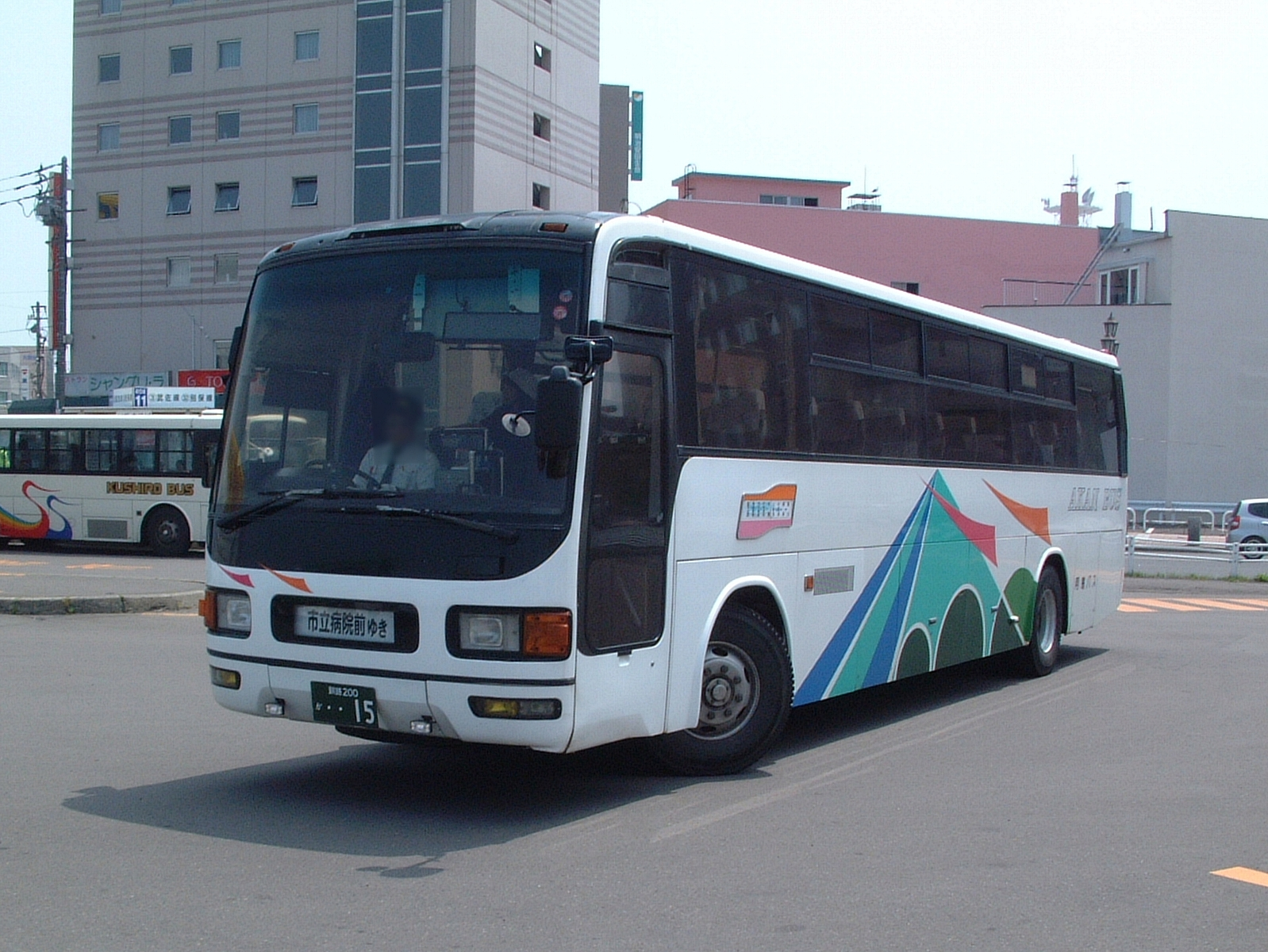
エアロバス・ハイデッカM（クイーンバージョン） P-MS729S 阿寒バス
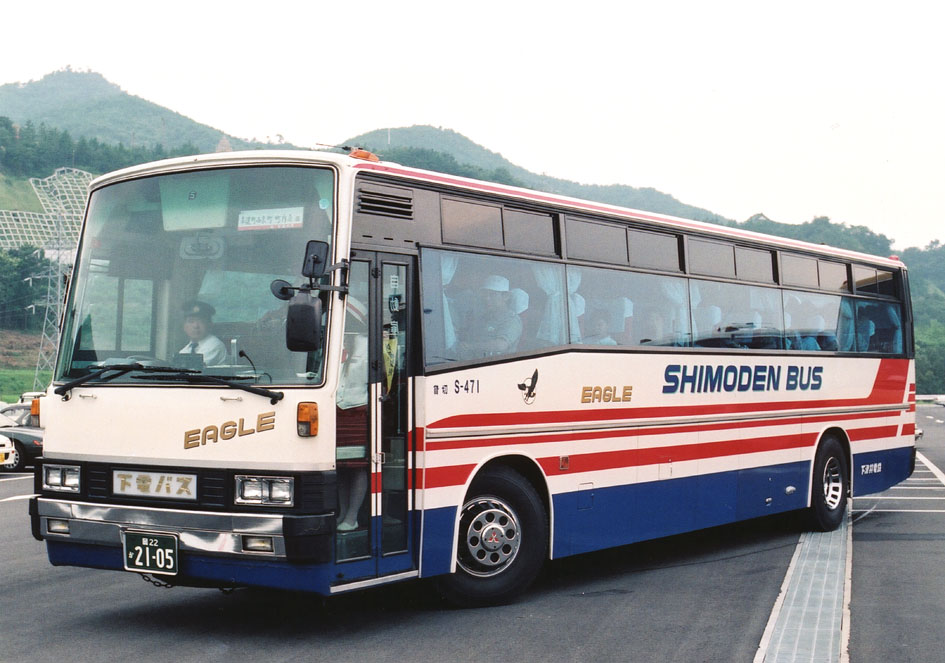
エアロバス サンシャインデッカ P-MS715S 下津井電鉄

スーパーハイデッカー

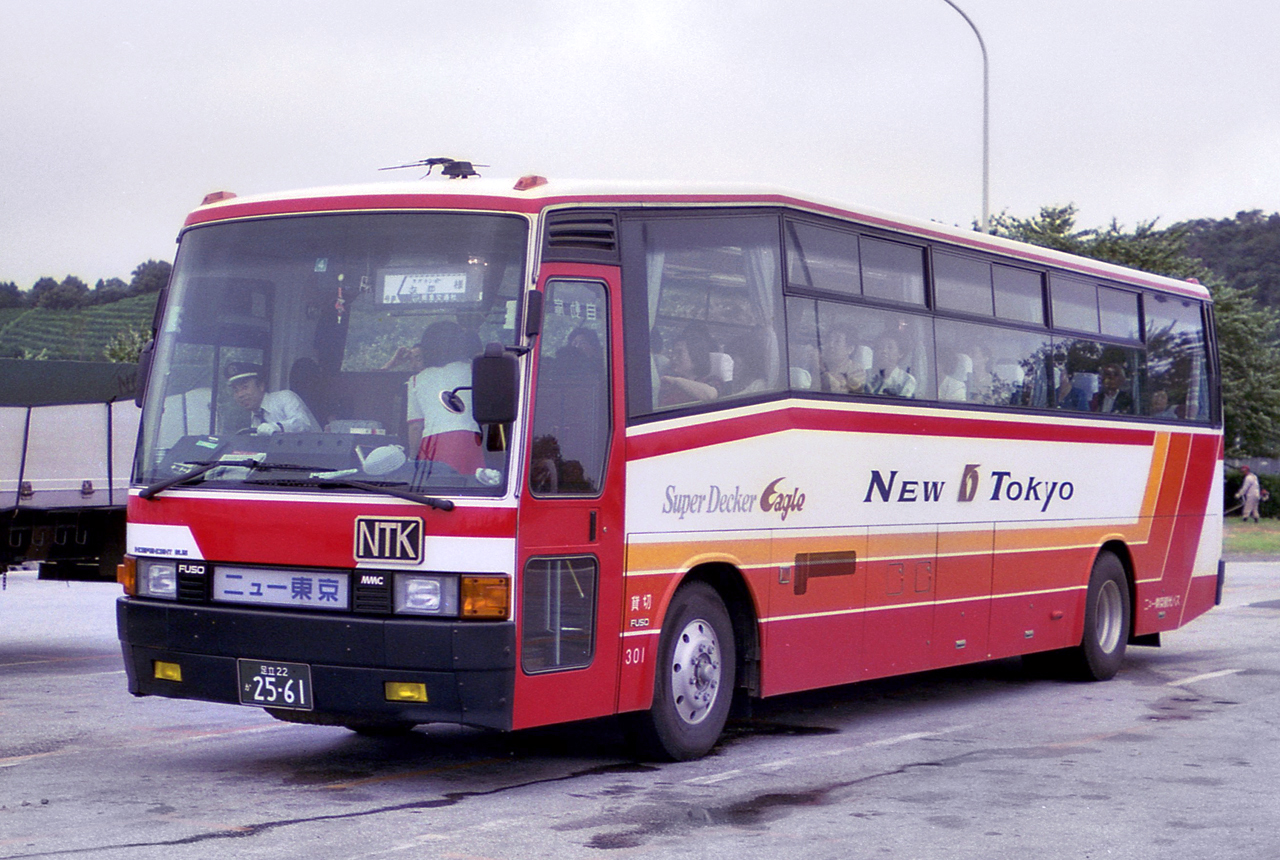
スーパーエアロI P-MS725S改 ニュー東京観光自動車
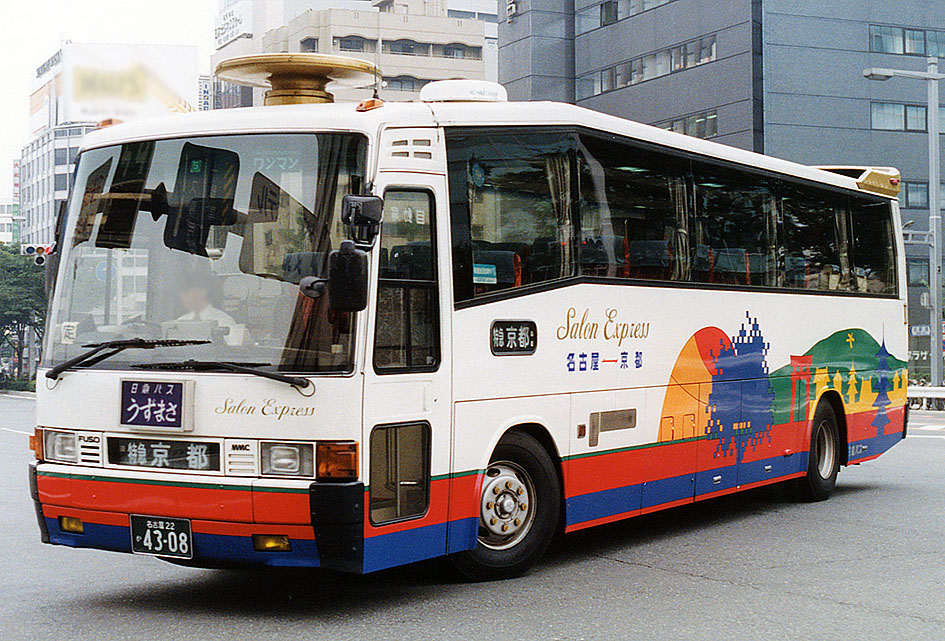
スーパーエアロI P-MS725S改 日本急行バス
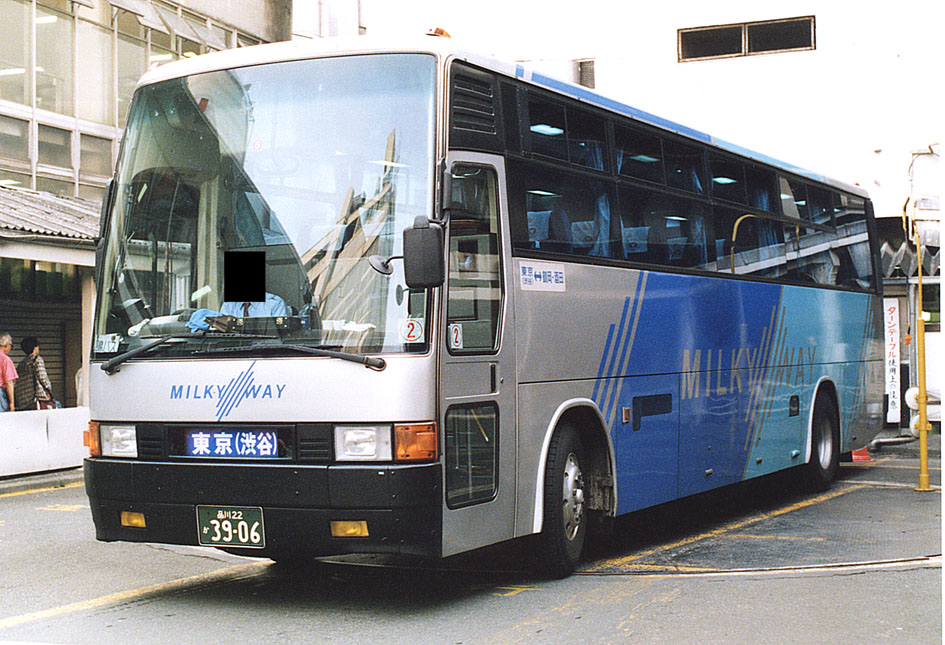
スーパーエアロII P-MS725S改 東急バス
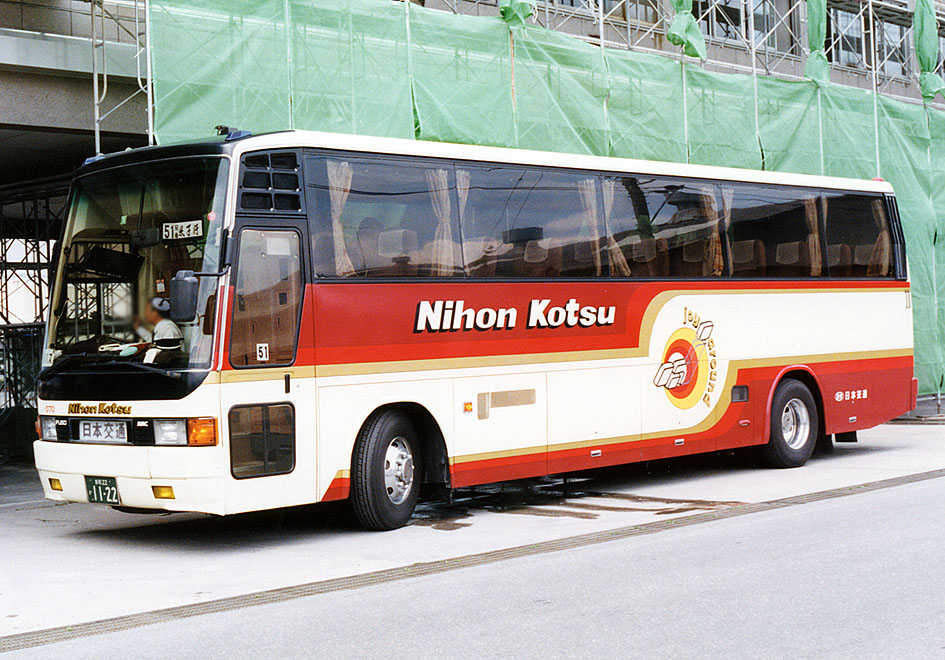
スーパーエアロII P-MS725S改 日本交通（鳥取）
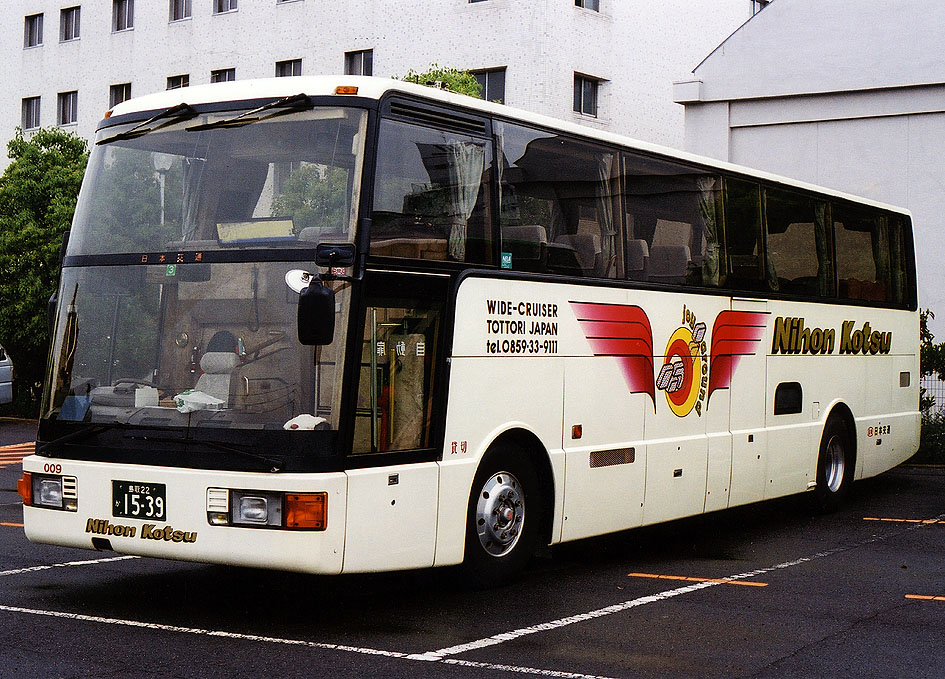
エアロクィーンK P-MS725S改 日本交通（鳥取）

##### U-MS716改/716/726/729系
平成元年排ガス規制に伴い、1990年にマイナーチェンジ。スタイルはほとんどP-MS713/715/725/729系と同一であるが、バンパー形式や内装が前4形式の後期形と同一になった。
エンジンはMS716改（スタンダードデッカ）は8DC9のままであるが、MS716/726は8DC10（335PS）に変更された。1992年に一部改良を実施し、ABSが標準装備になった。MS729はエアロクィーンと同じエンジンをエアロバスのシャシーに搭載した強馬力仕様のモデルで生産台数は少なく、まとまった台数を導入したのは東京空港交通・ジェイアール東海バスと広交観光・防長交通程度である。

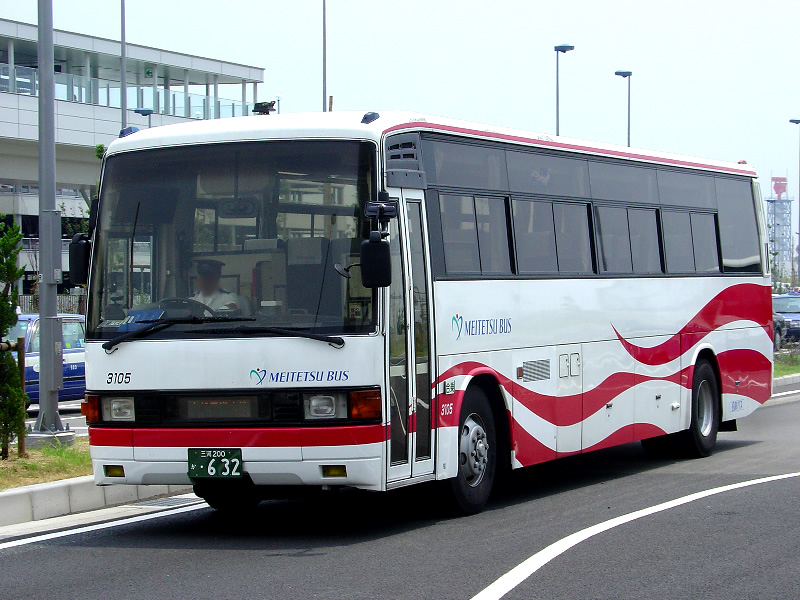
エアロバス・ハイデッカ U-MS716S 名鉄バス
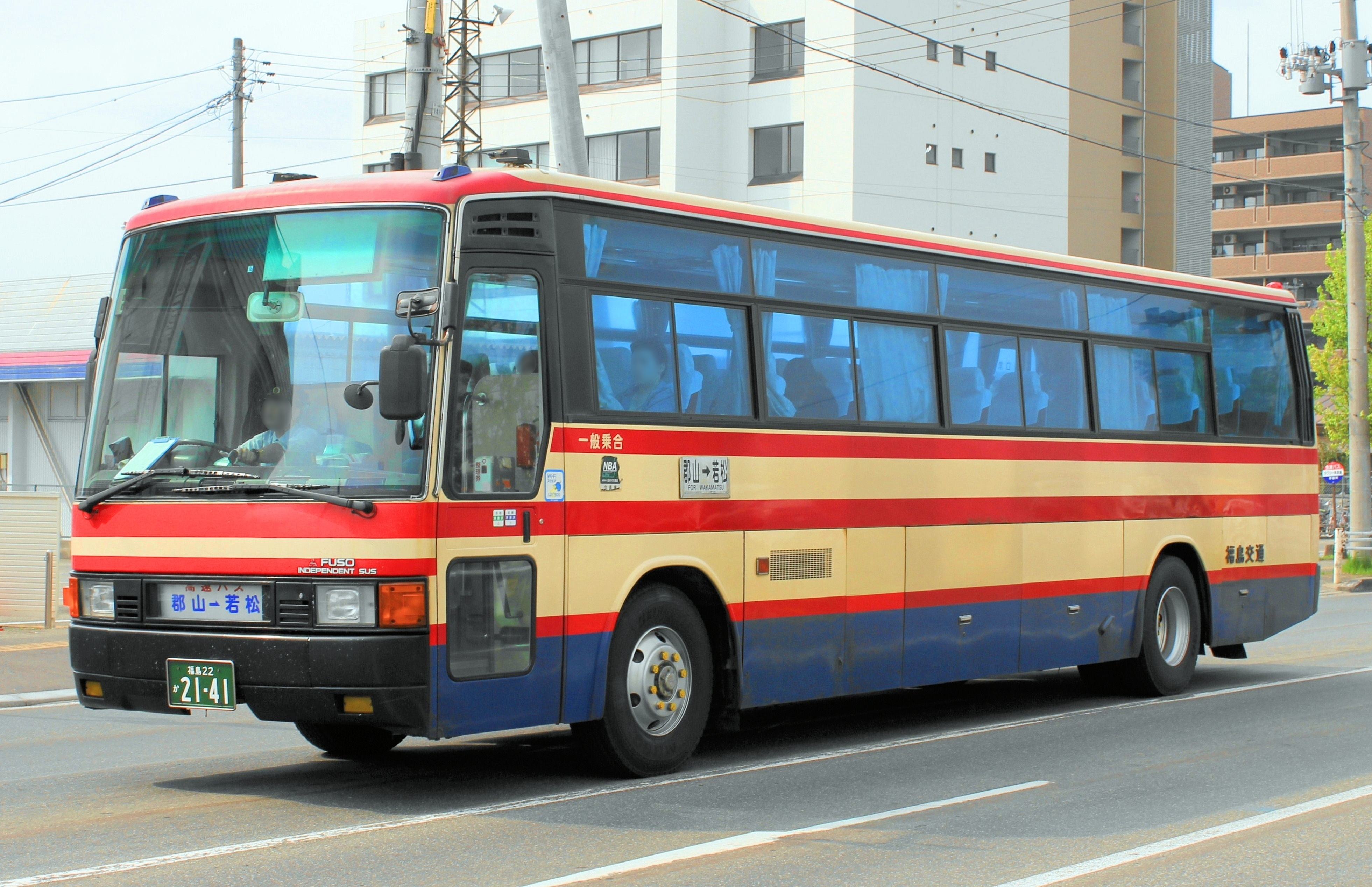
エアロバス・ハイデッカ U-MS726S 福島交通
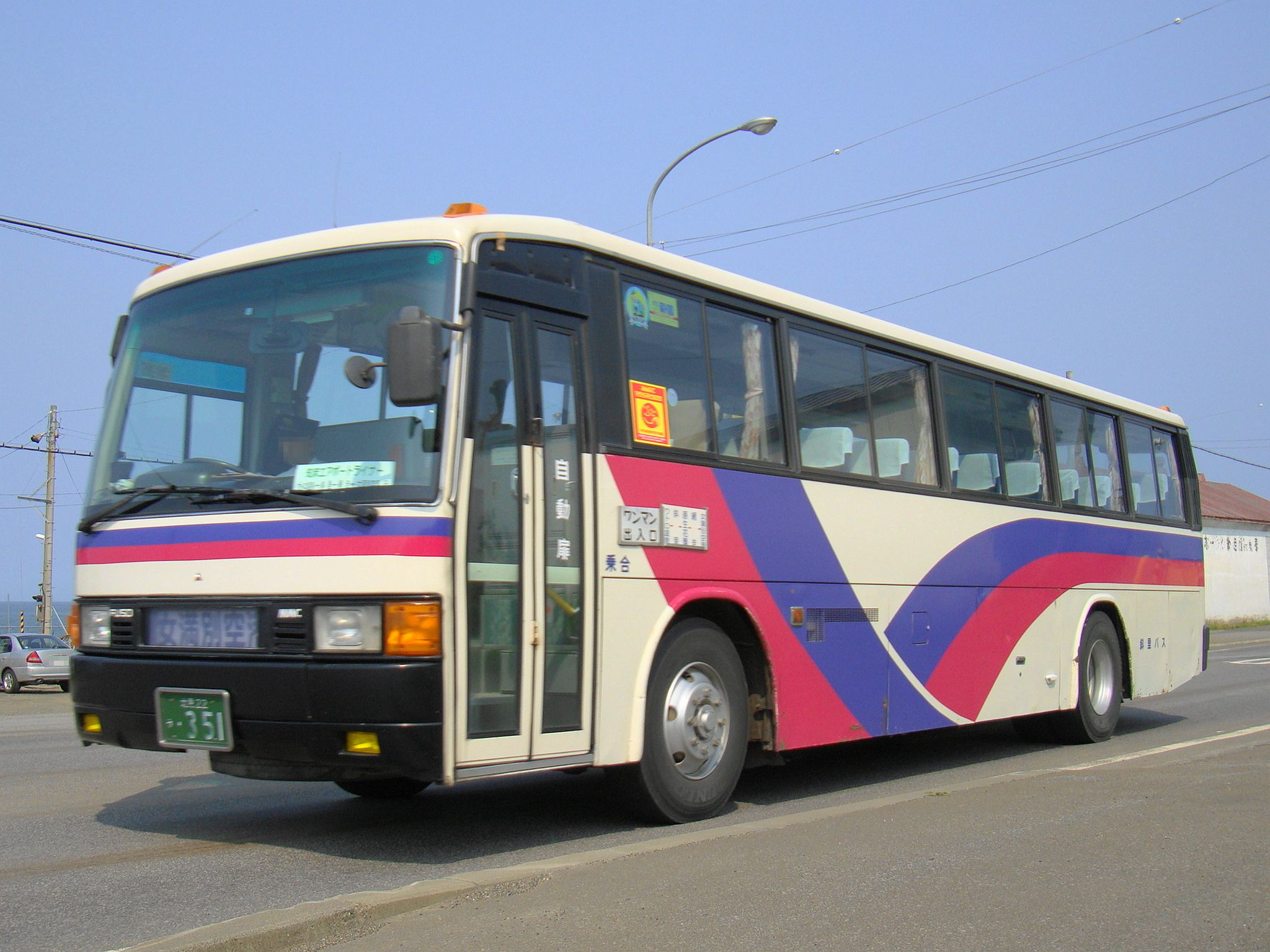
エアロバス・スタンダードデッカ U-MS716N（短尺車） 斜里バス
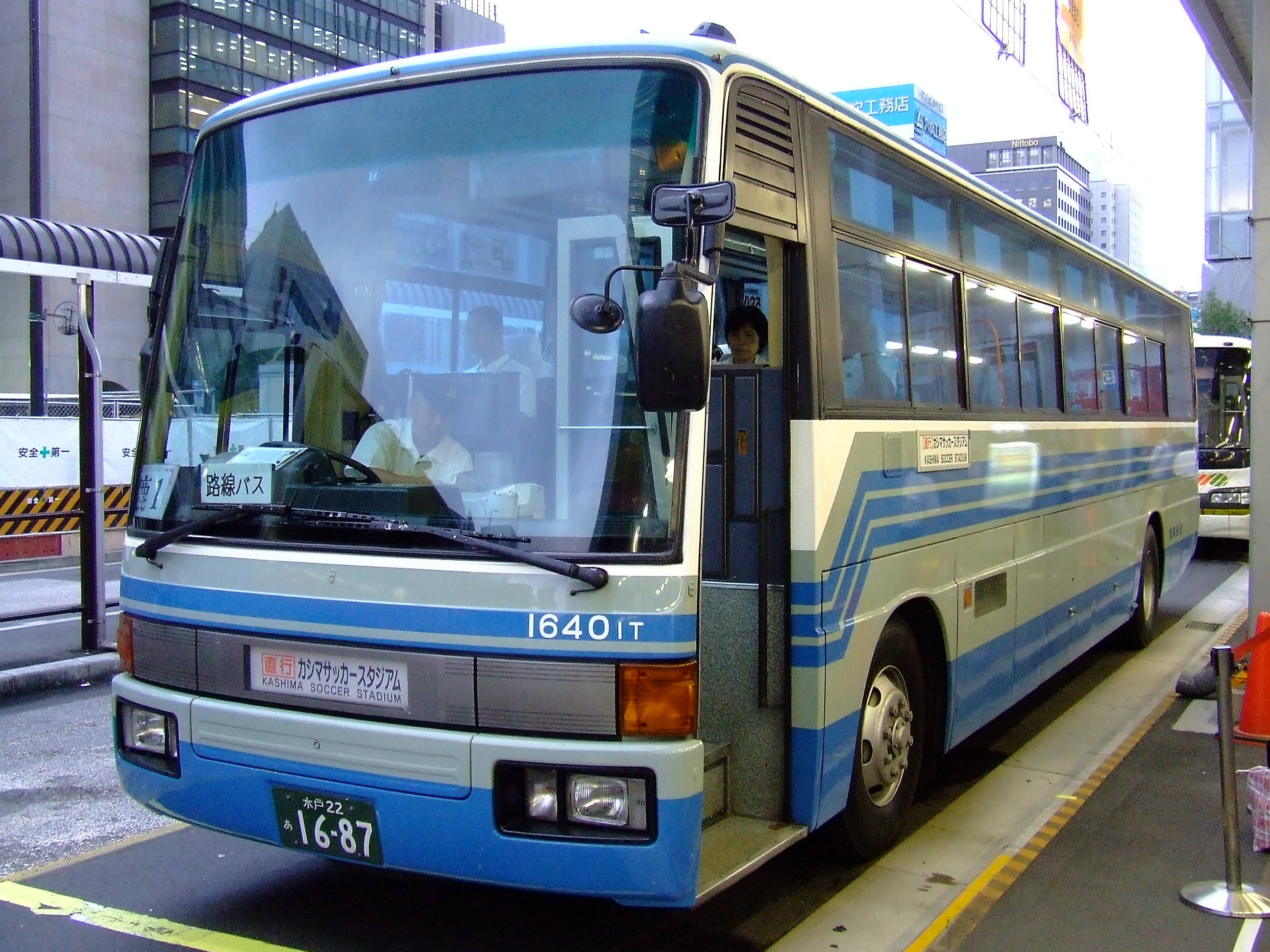
エアロバスK U-MS726S 関東鉄道
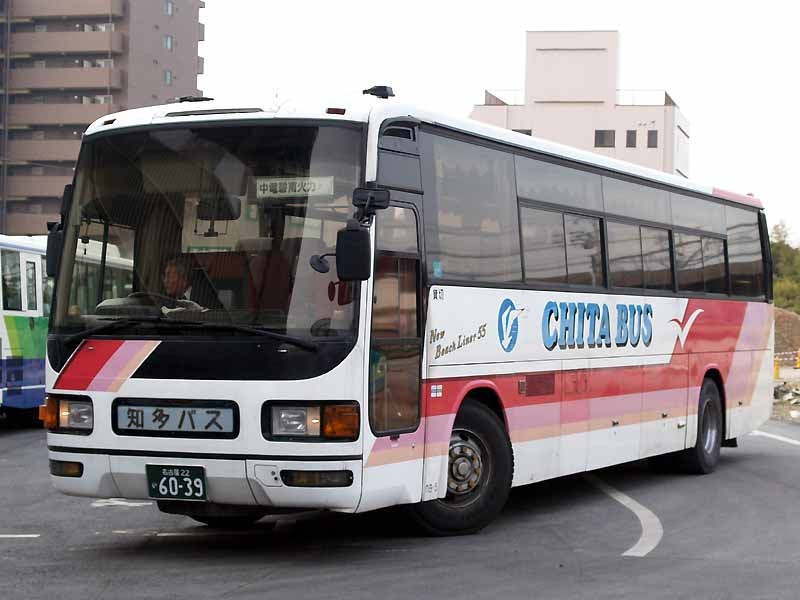
エアロバス・ハイデッカM（クイーンバージョン） U-MS726S 知多乗合
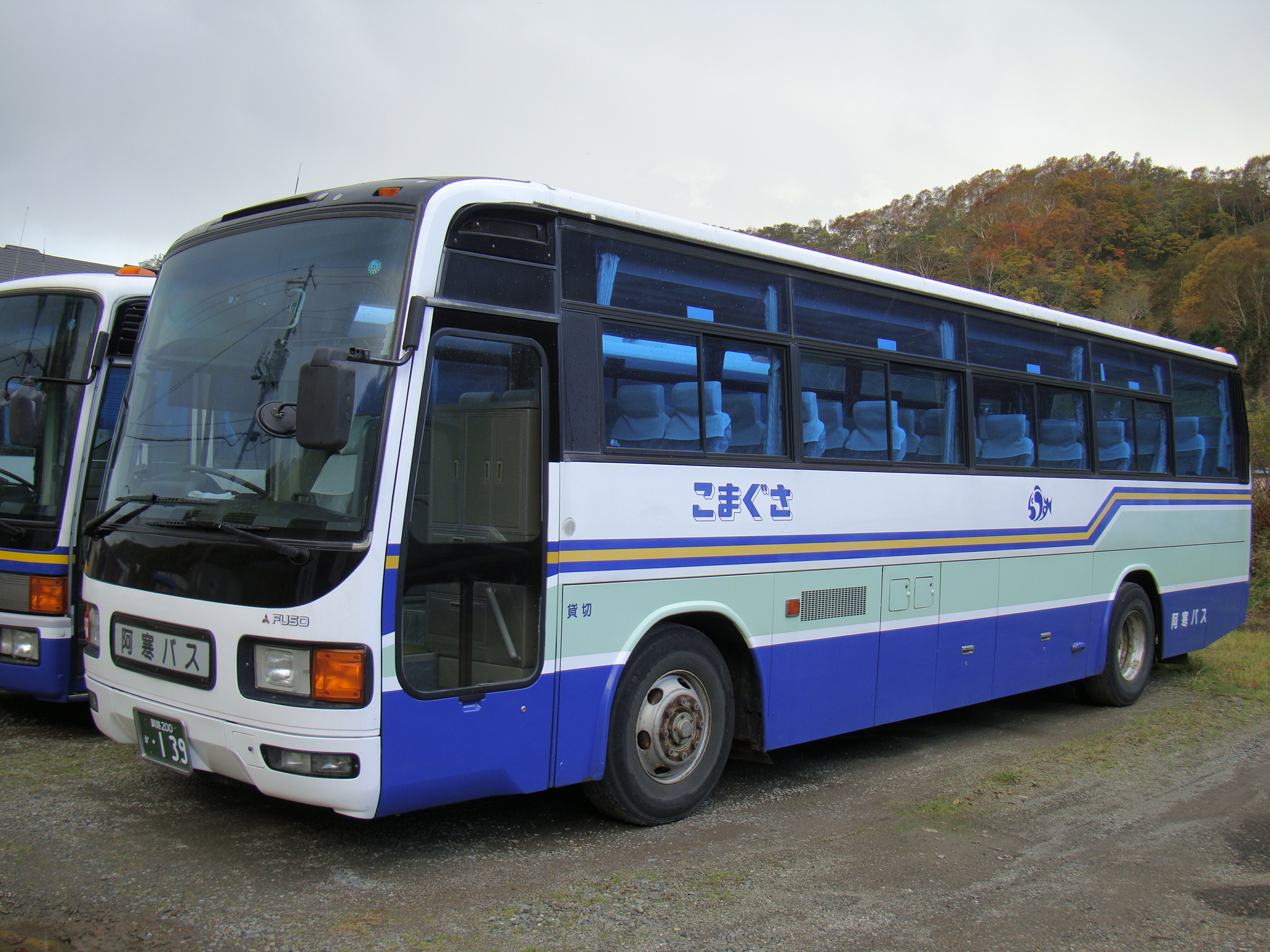
エアロバス・ハイデッカM（クイーンバージョン） U-MS726N（短尺車） 阿寒バス

##### "最後の国鉄専用型式"P-MS735SA

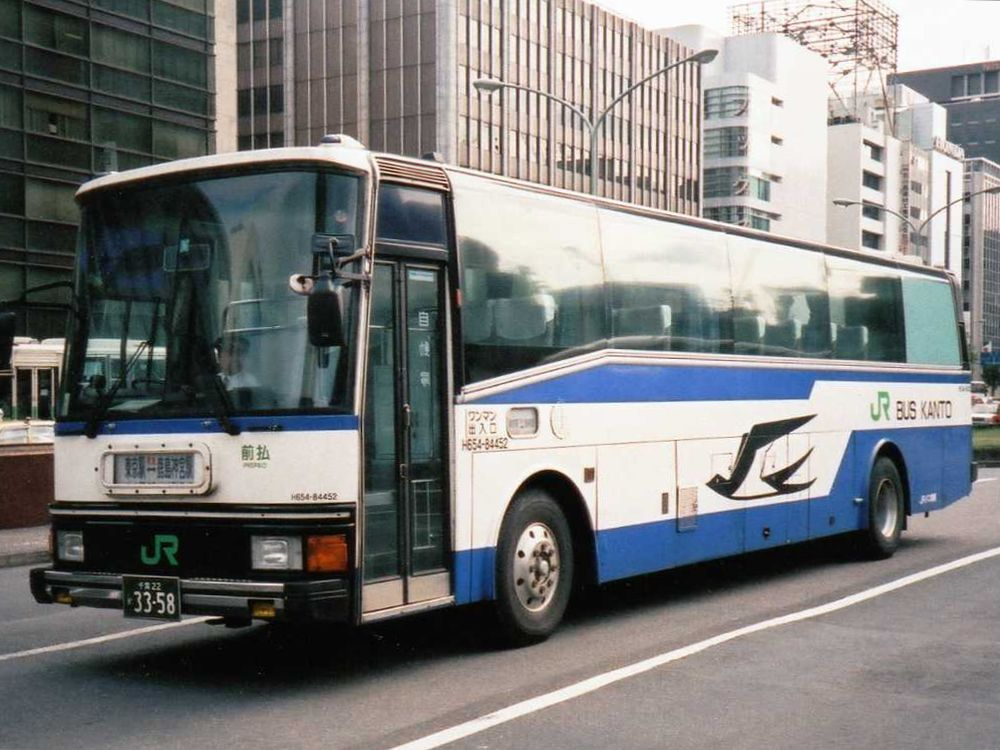
国鉄専用型式
P-MS735SA
JRバス関東

1984年から86年まで、国鉄東名・名神ハイウェイバス向けに16台が製造された特注モデル。ターボ付き8DC9型エンジン（350PS）やフルエアブレーキの搭載、富士重工業（富士重）製ボディの採用などが大きな特徴。国鉄最後の特注車であると同時に、最初の高床路線車でもあった。2000年に全廃。

#### エアロクィーンW（MU系）
| エアロクィーンKと同等の車体を架装した例 P-MU525TA改 新姫観光バス |  | エアロクィーンKと同等の車体を架装した例 P-MU525TA改 新姫観光バス |
| エアロクィーンKと同等の車体を架装した例 P-MU525TA改 新姫観光バス |  |                                                                  |

| エアロクィーンMと同等の車体を架装した例 P-MU525TA改 東和観光 |  | エアロクィーンMと同等の車体を架装した例 P-MU525TA改 東和観光 |
| エアロクィーンMと同等の車体を架装した例 P-MU525TA改 東和観光 |  |                                                              |

##### P-MU525TA、U-MU525TA(改)
1985年10月、2階建てバス・エアロキングにやや遅れて追加された後2軸スーパーハイデッカー。スーパーエアロIIとほぼ同様の車体で、架装重量に余裕があることから、ハイグレード仕様の観光バスに導入された他、国鉄バス「ドリーム号」にも採用された。
しかし、車体を全面的に刷新したエアロクィーンMの登場後、エアロクィーンWとしての販売台数はかなり減少している。なお、他社が2階建てバス製造を中止した後もエアロキングのベース車としてシャーシ型式そのものは存続されていたため、シャーシ型式で見た販売台数はさほど落ちていない。
エアロクィーンKと同等の車体を架装した車両が2台、エアロクィーンMと同等の車体を架装した車両が1台存在する。

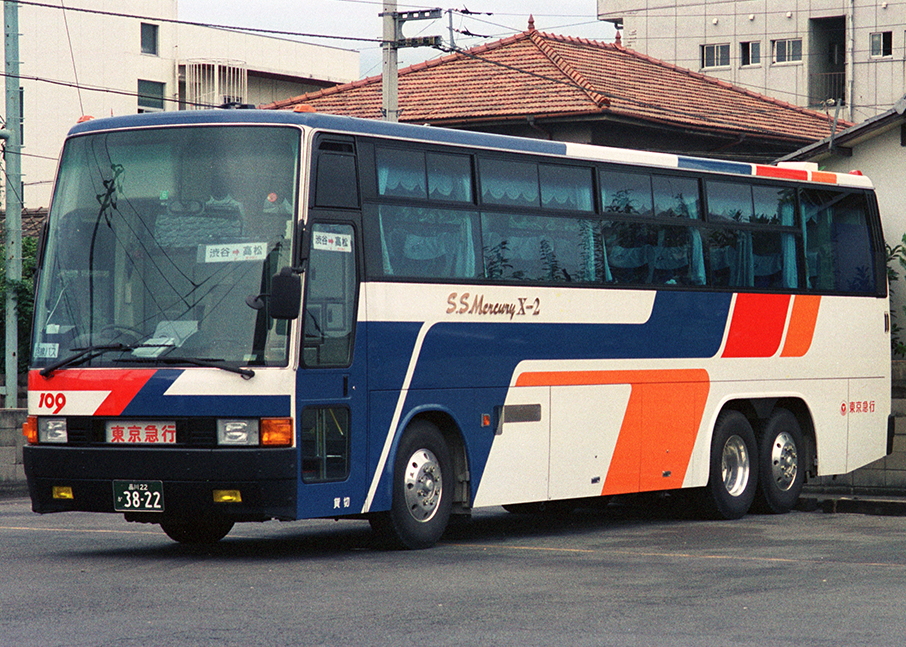
エアロクィーンW P-MU525TA 東京急行 S.S.Mercury109
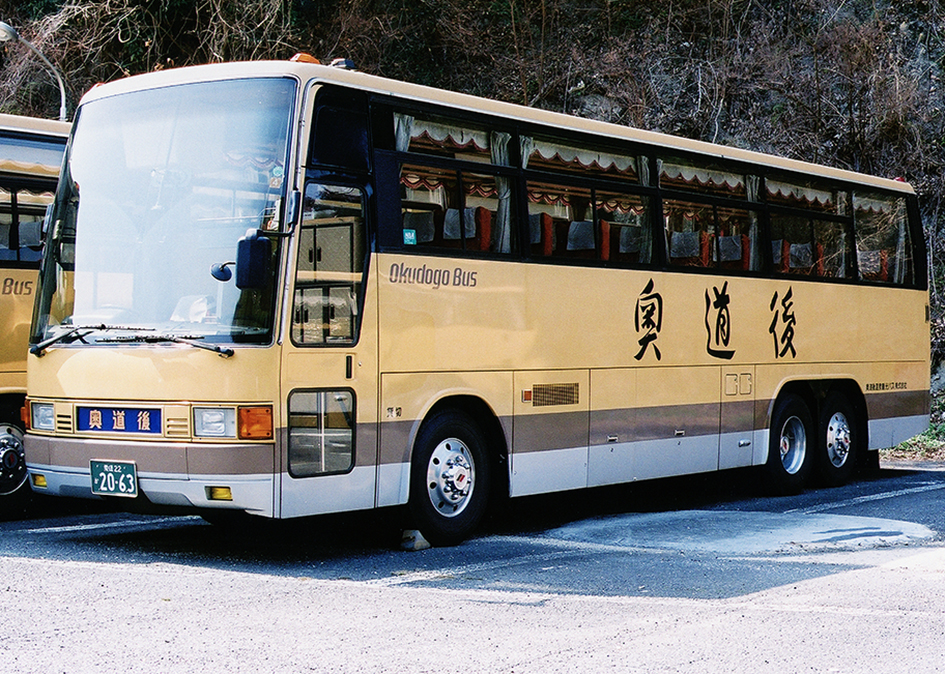
エアロクィーンW U-MU525TA 奥道後温泉観光バス

#### エアロクィーンM/MV（MS系）

##### P-MS729S、U-MS729S
1988年、エアロバスシリーズの追加モデルとして発売。折しも高速バスの開業ブーム・ハイグレード観光需要ブームと重なったため、それまで三菱ふそう車の導入実績がなかった会社も含めて、非常に多くの会社で導入され、生産終了までに800台近い台数が販売された。
この型式には改造扱いで新呉羽ボディのエアロクィーンKも存在する。
1989年、フロントガラスが分割された低運転台仕様としてエアロクィーンMVも登場したが、こちらは高速バス車両としての採用はほとんどなかったため、販売台数は多くない。岐阜バスや両備バスなどでは、観光用として導入した後に高速バス用に転用された車両がある。また、小型トラックとの衝突事故で乗務員が死亡する事故が発生し、低運転台仕様の安全性に問題を投げかけたモデルでもあった。

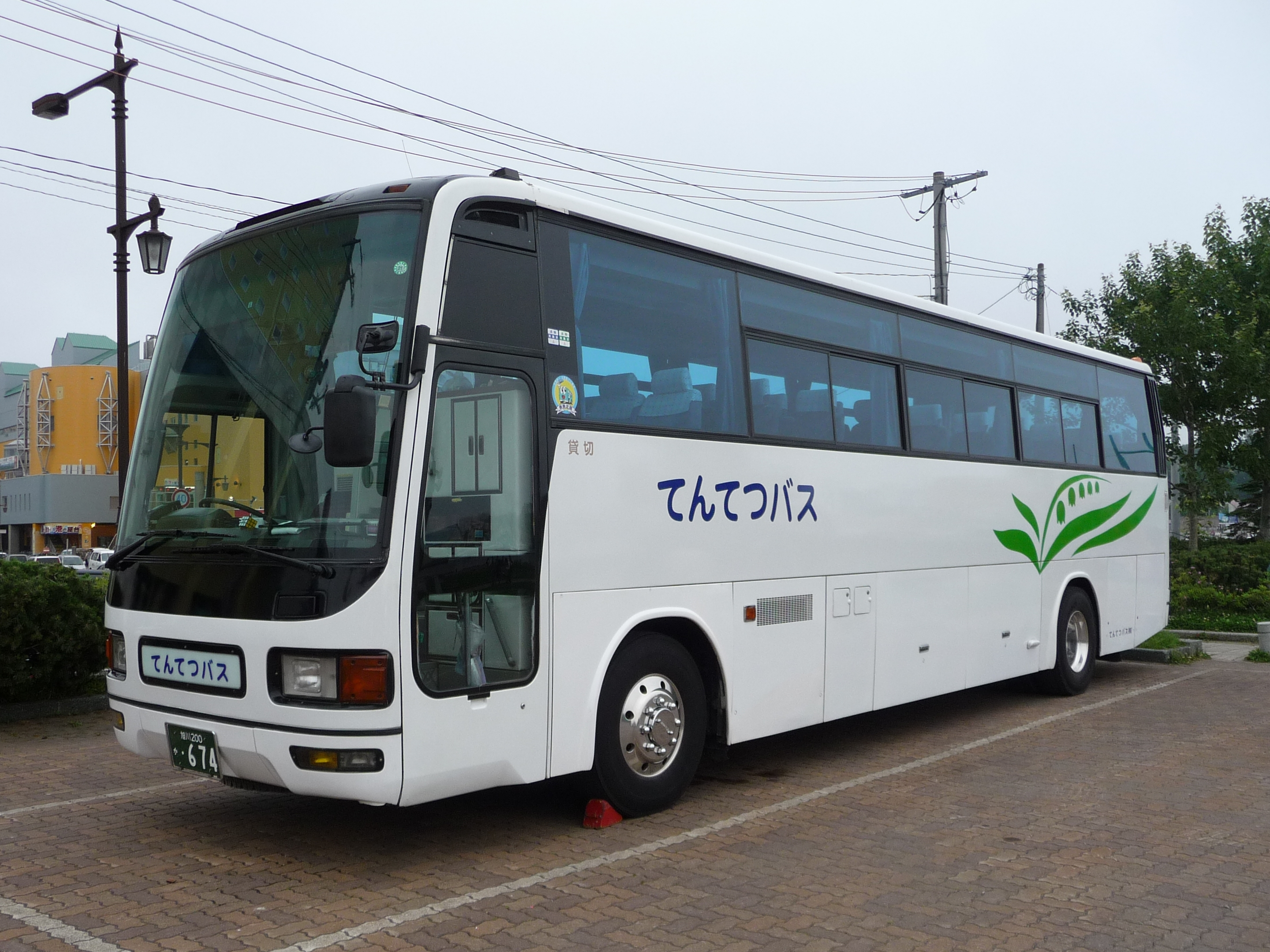
エアロクィーンM P-MS729S てんてつバス
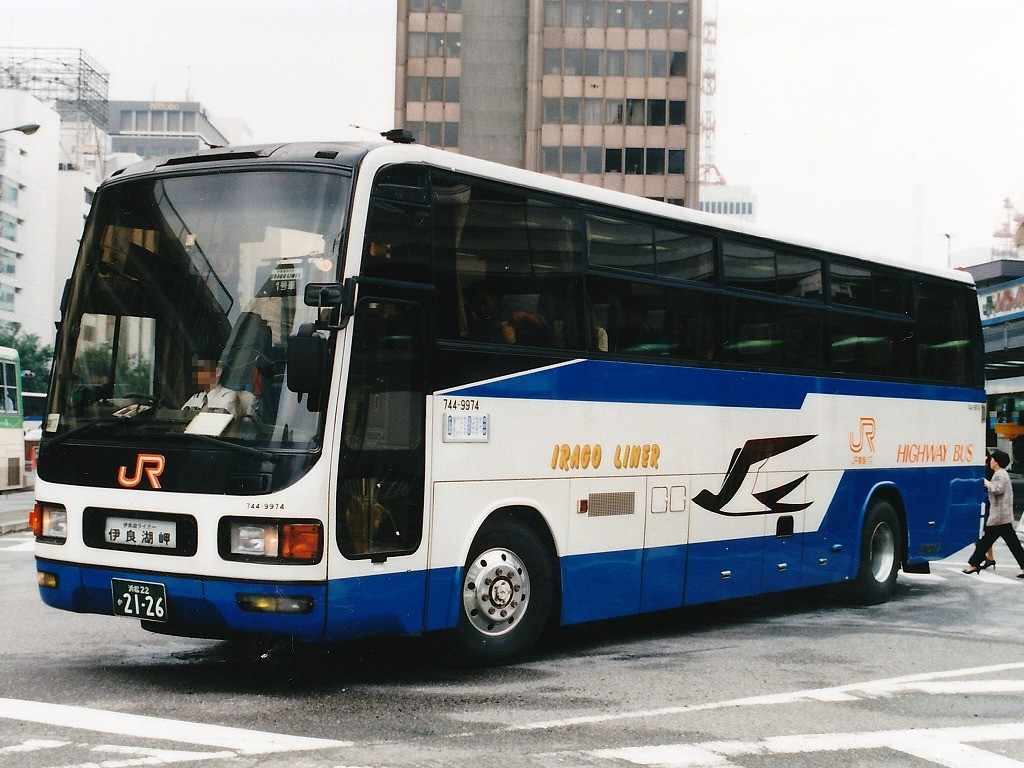
エアロクィーンM（夜行高速バス仕様） P-MS729SA JR東海バス
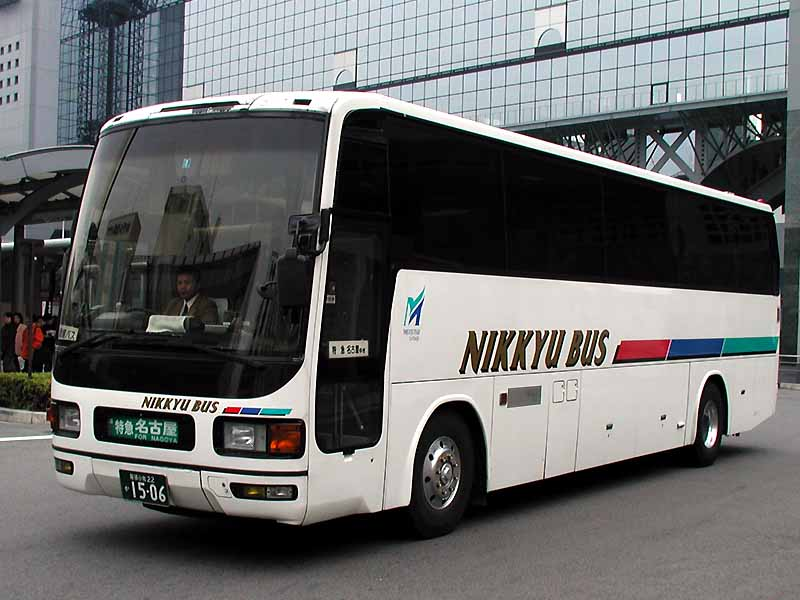
エアロクィーンM U-MS729S 名古屋観光日急
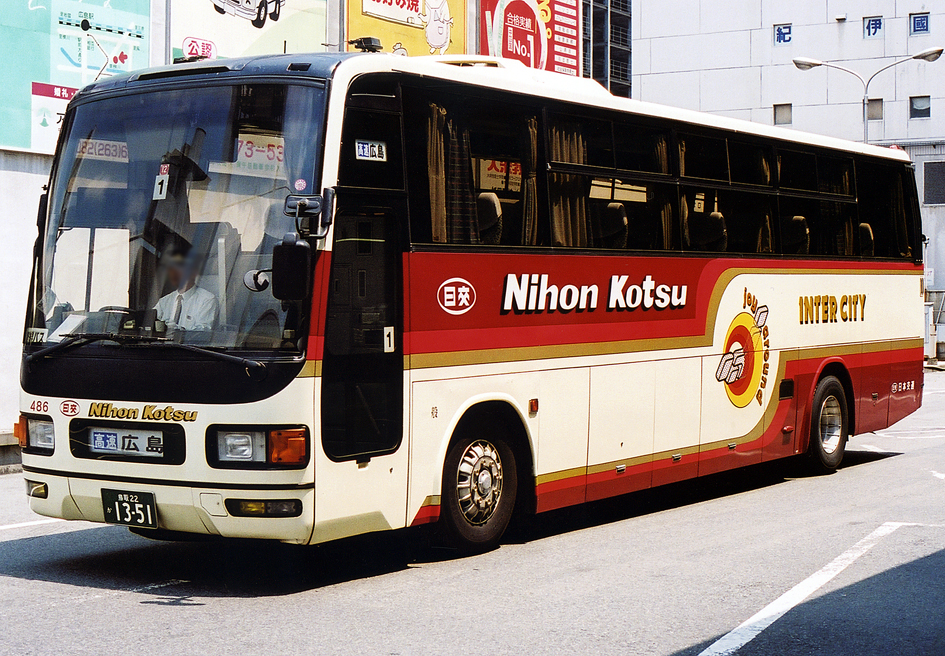
エアロクィーンM（直結クーラー） U-MS729S 日本交通 (鳥取県)
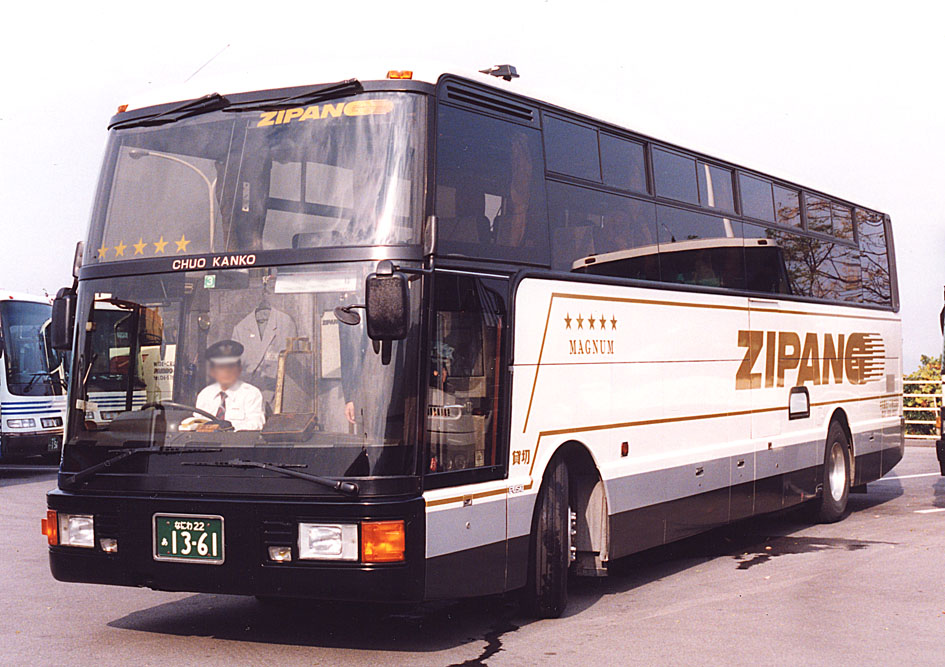
エアロクィーンK P-MS729SA改 中央観光バス (大阪府)
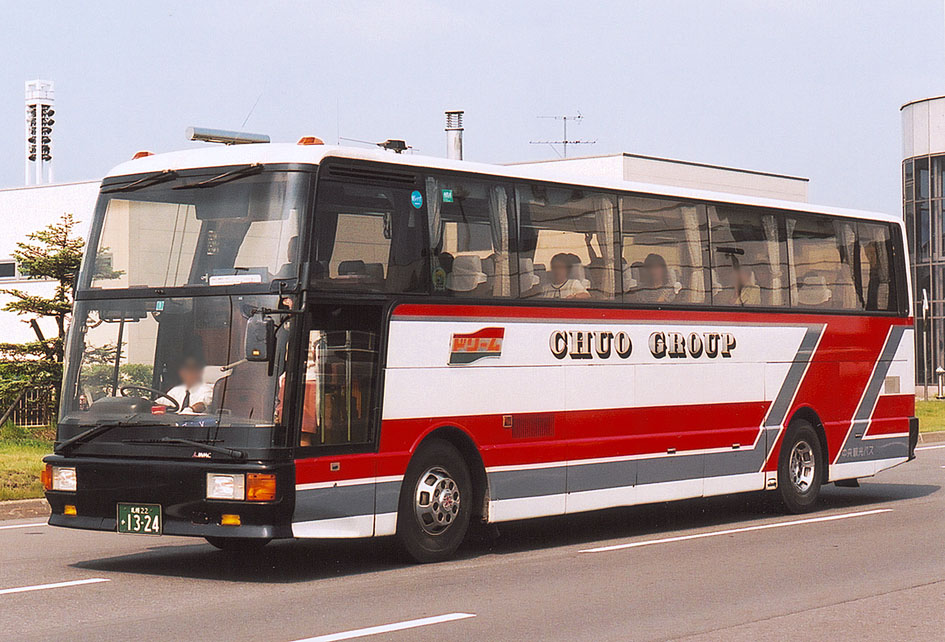
エアロクィーンK U-MS729S改 中央観光バス (北海道)
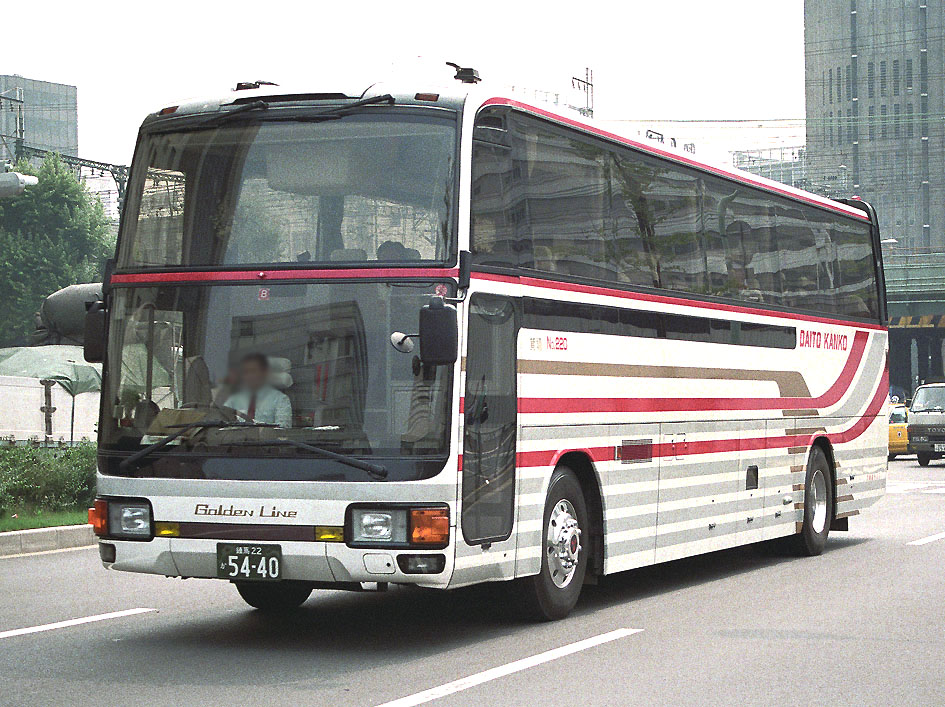
エアロクィーンMV P-MS729S 大東観光バス
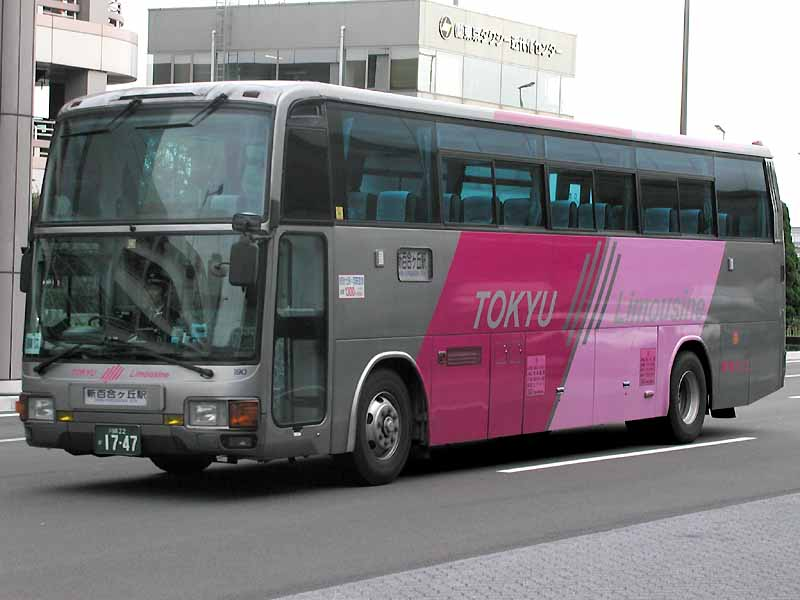
エアロクィーンMV U-MS729SA改 東急バス

### 西日本車体工業・富士重工業製車体
西日本車体工業製の車体を架装した車両は、九州のバス事業者や阪急バスを中心に多数存在する。
西日本車体工業製の車体を架装したMS725Sには、車体の前後を切り詰め、S尺でありながら全長11.5mの車両（同型式の本来の車両長は11.99m）が多数存在した。改造車扱いで、主に同社のS型車体架装車である。
富士重工業製の車体を架装した車輛も、国鉄バス発注の車両（国鉄専用型式もその例である）をはじめとして数社が導入しているが、西工車体と比べて少数派である。
西日本車体工業製

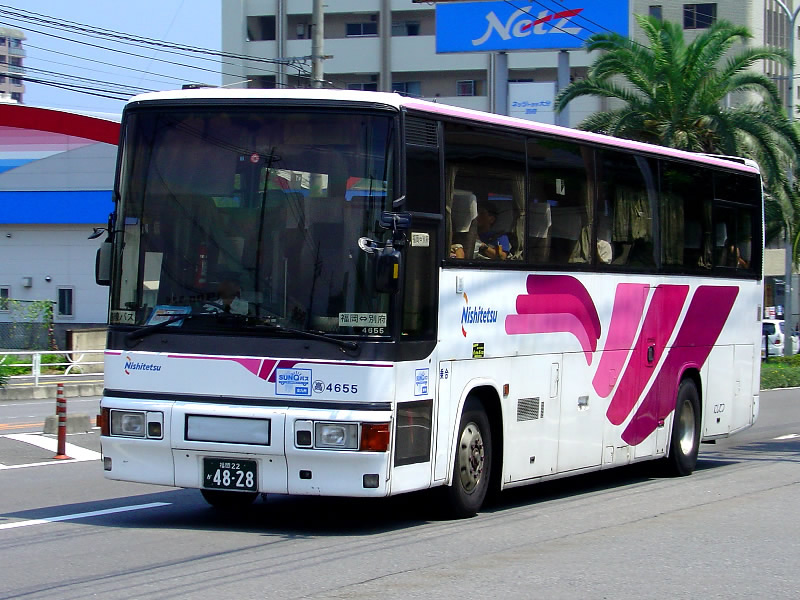
西工SD-II(58MC) U-MS729S 西日本鉄道
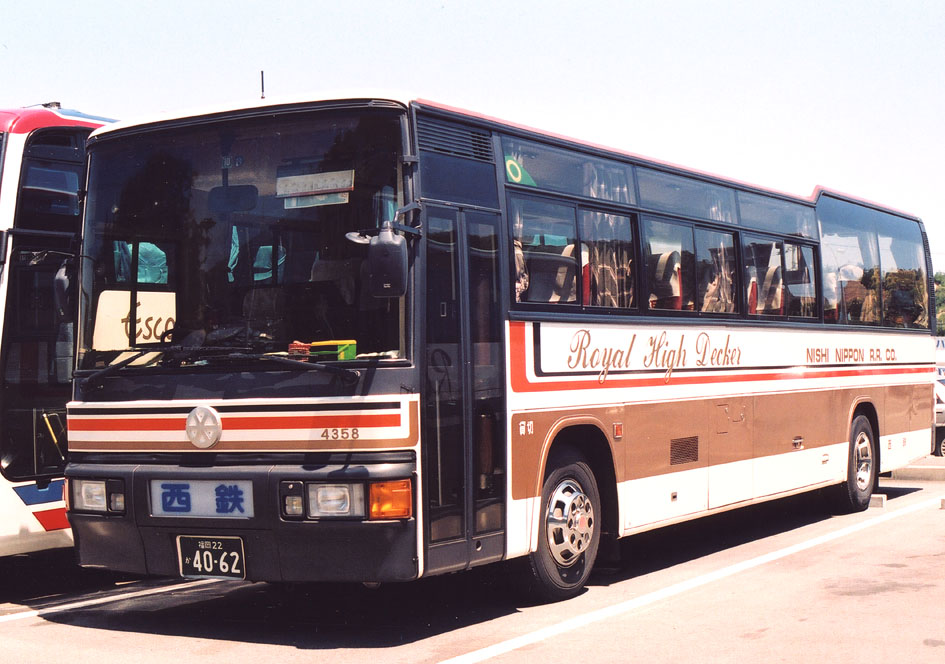
西工C-II(58MC) P-MS725S 西日本鉄道
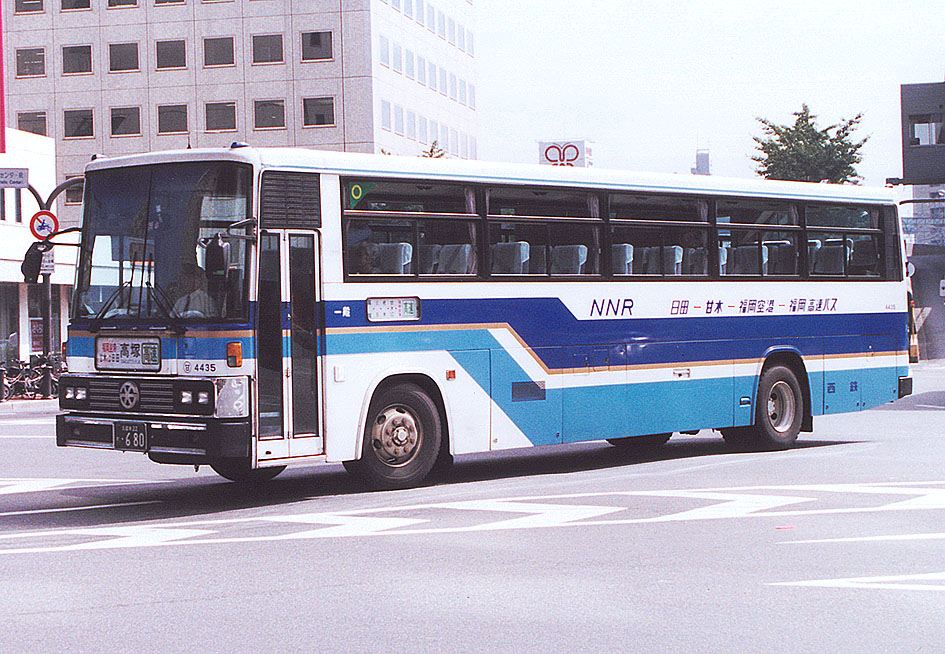
西工S(58MC) P-MS725S 西日本鉄道
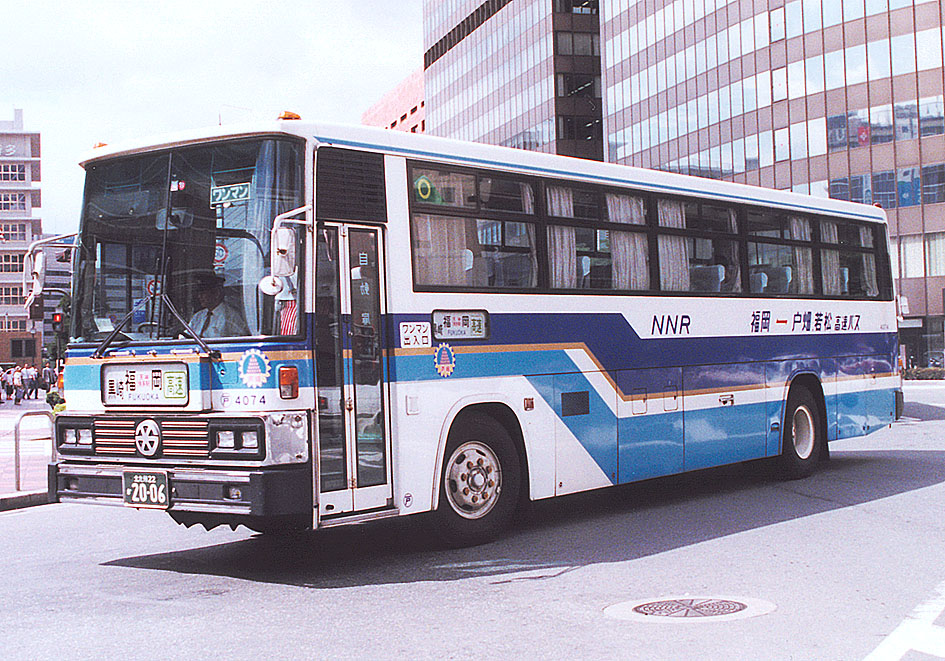
西工S(58MC) P-MS725S改 西日本鉄道

富士重工業製

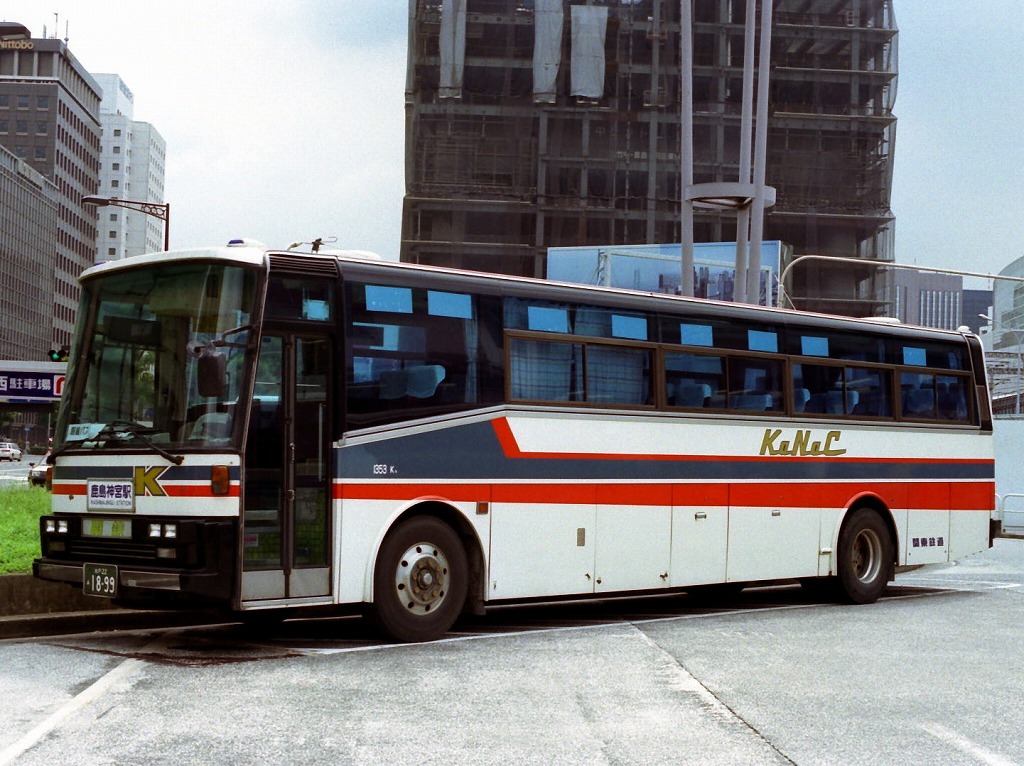
富士重工R3 P-MS715S 関東鉄道
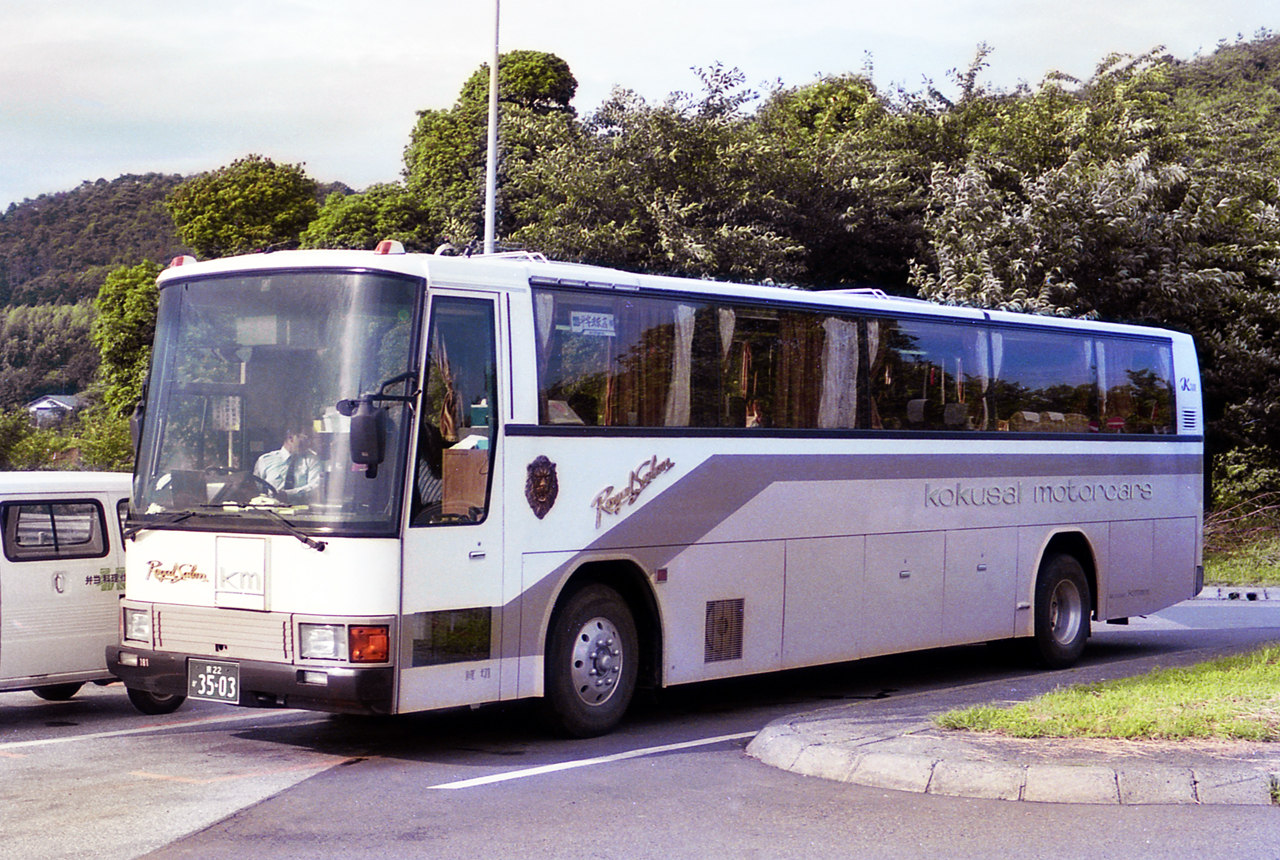
富士重工R3P P-MS725S ケイエム観光バス
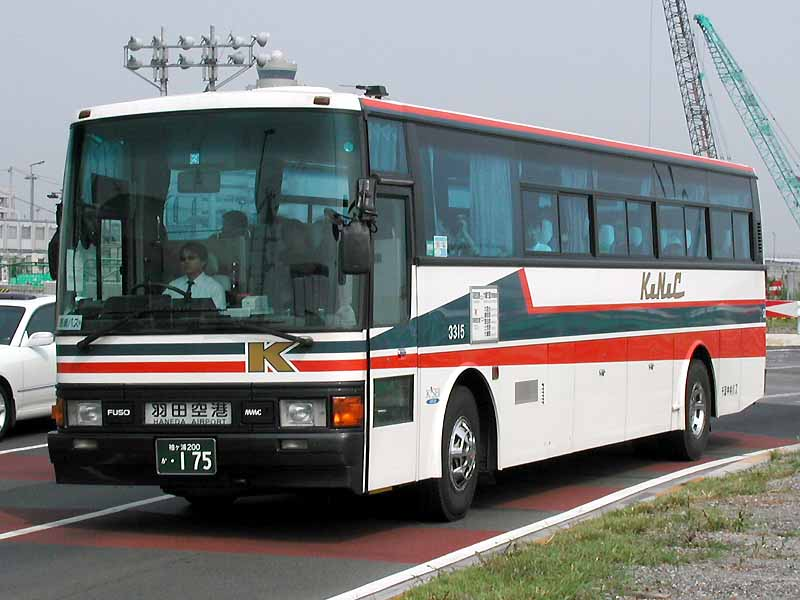
富士重工HD1 P-MS725S 千葉中央バス
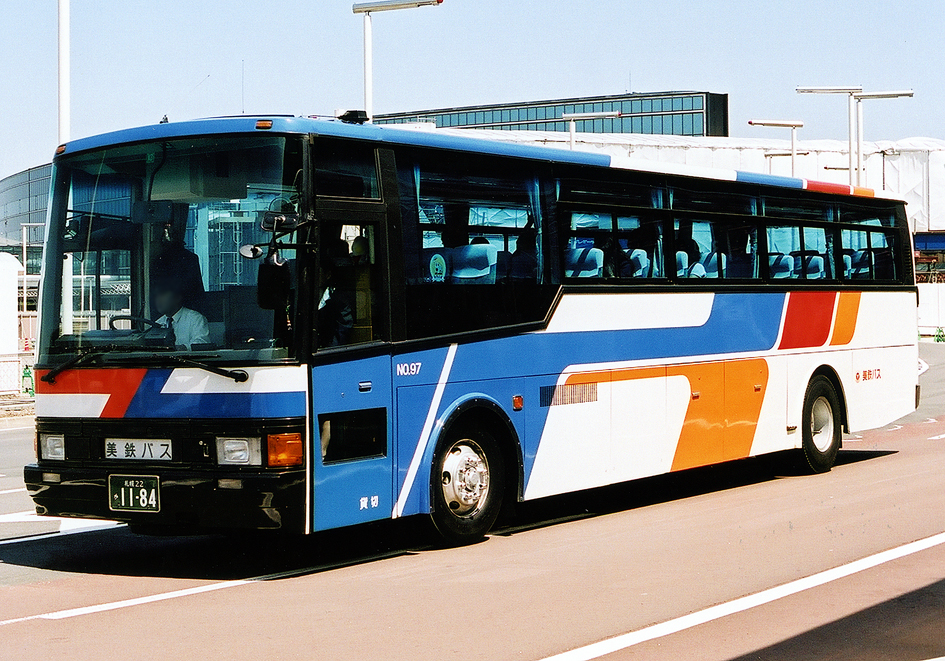
富士重工HD1 U-MS726S 美鉄バス
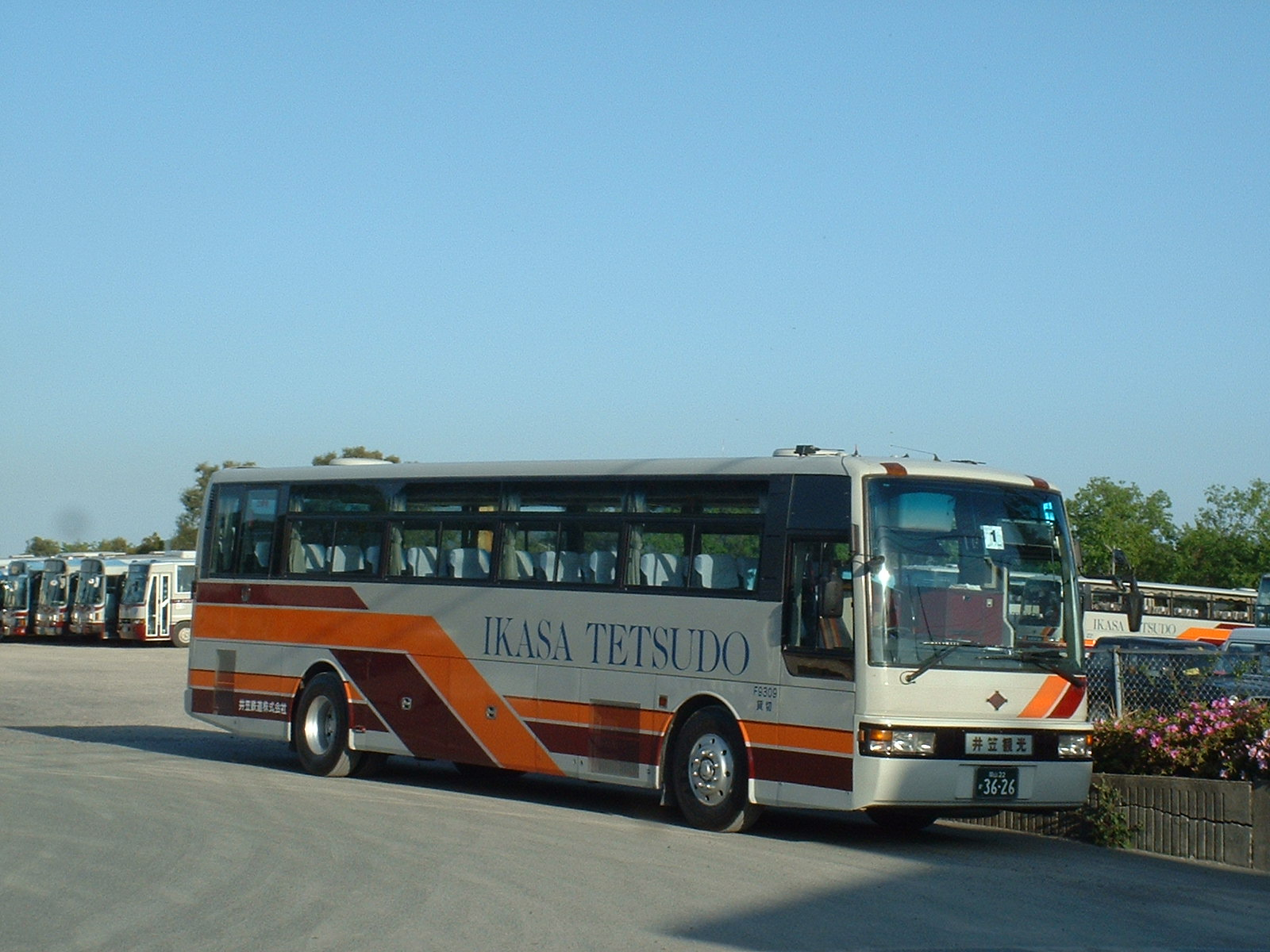
富士重工7HD U-MS726S 井笠鉄道

## エアロバス（2代目）/エアロクィーン（2代目）

### シリーズの概要

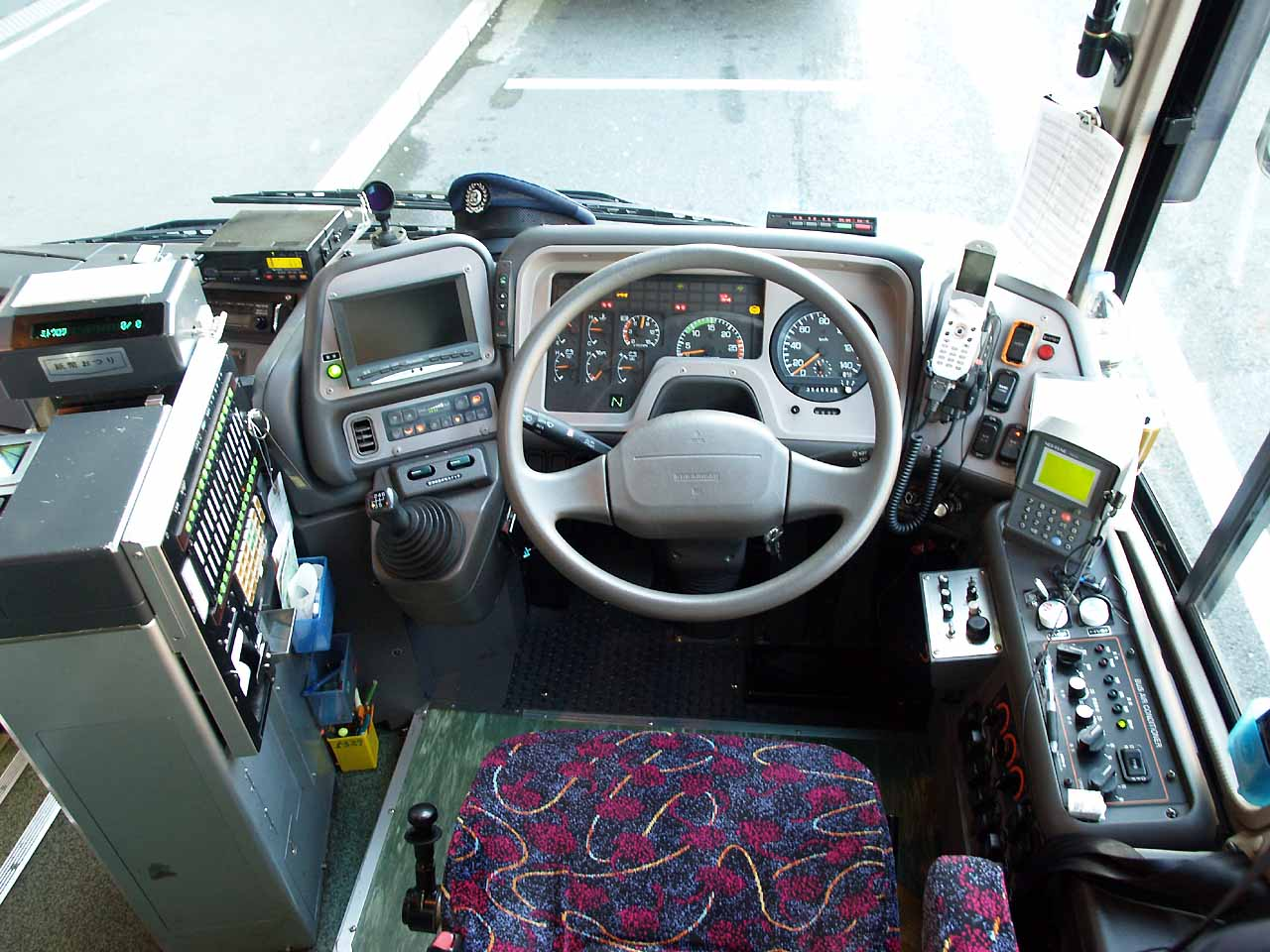
2代目エアロバスの運転席

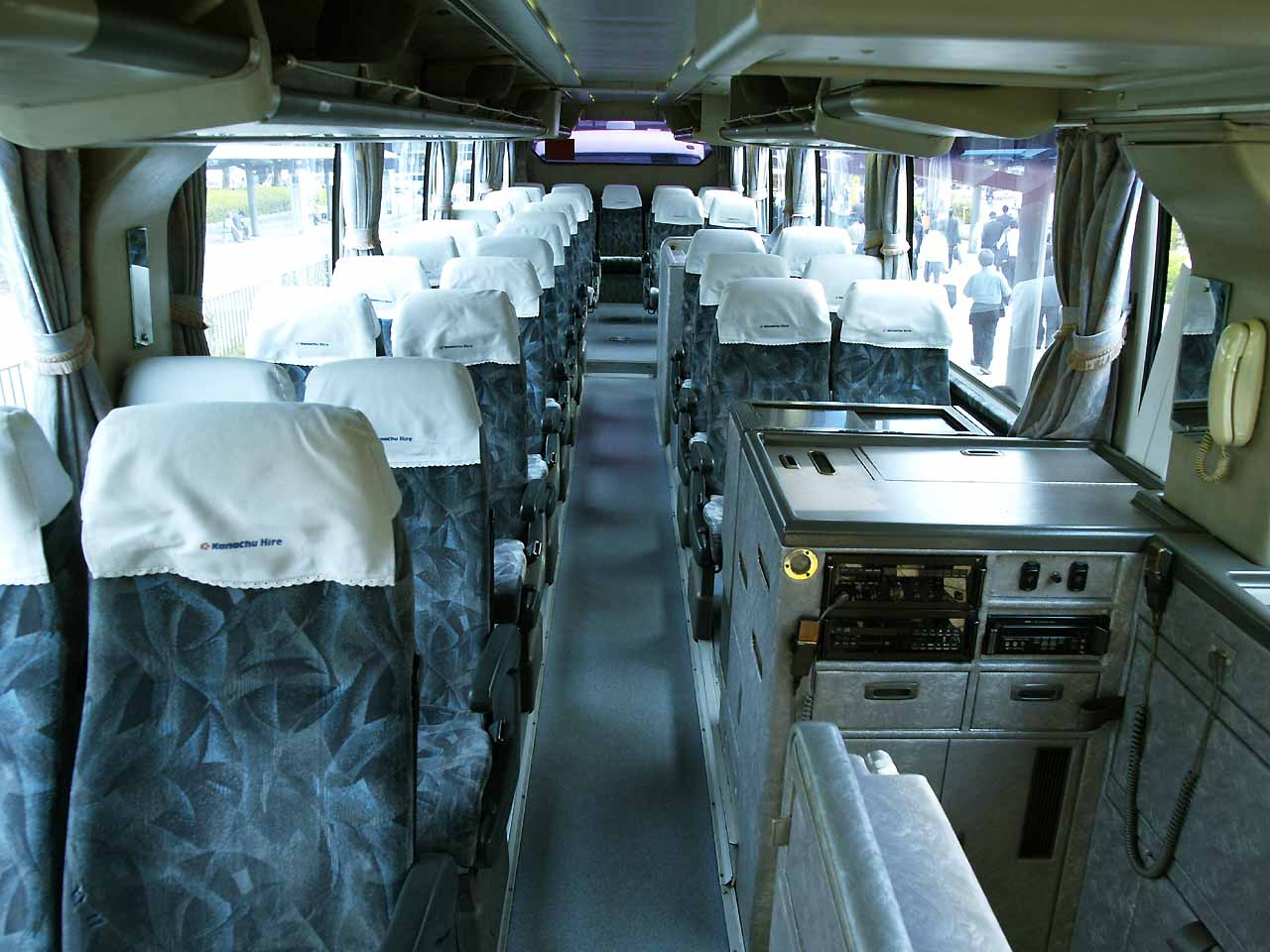
エアロクィーンIIIの客室
中扉・床下トイレ装備車

1992年10月にはエアロバスシリーズの観光・高速系のみがフルモデルチェンジが実施され、2代目エアロバスが登場した。2代目エアロバスから自社製車体と新呉羽製車体の設計が統一された。スーパーハイデッカ仕様にはフロント1枚ガラスのエアロクィーンIと、旧エアロクィーンMV・エアロクィーンKに代わる低運転台仕様のエアロクィーンIIの2モデルが設定され、さらに翌年には床下運転台（セミダブルデッカ;SDD）構造として客室前方視界を拡大したエアロクィーンIIIが追加された。
初代の流れを汲みながらも社内デザイナーが手掛け、当時のトレンドであったオーガニック・エアロフォルムに一新して発売された2代目エアロバスシリーズは、全シリーズに共通して以下のような特徴を持つ。
1. ボディスタイル - 初代では三菱自工（大江工場）製と新呉羽製で別々のスタイルであったが、2代目は三菱自工（大江工場）（1998年まで）、翌1993年に新呉羽を完全子会社化した三菱自動車バス製造（MBM）製は共通化され、製造工場が異なるだけとなった。また初代では途中から追加された通称パンダマスクと標準の2種類があったが、2代目はすべて共通のフロントマスクになった。フロントガラスはいち早く2枚ガラスをやめ、1枚ガラスのみが用意された。前照灯は角形2灯に代わってプロジェクターヘッドランプ（廉価版は角形4灯）を採用した。
2. シャーシ - サスペンションは、フロントはダブルウィッシュボーンの独立懸架式と車軸懸架式の2種類、リアは初代のリファイン版に加えて、前後車軸の重量配分を最適化した上級車種にはラテラルロッドを追加した4リンク式を採用。また4輪電子制御サスペンション (ECS) を初めて採用することで乗り心地を向上させている（スタンダードデッカ、ハイデッカSA観光を除く）。なお、スーパーハイデッカ及びハイデッカ車は、全長は変わらないもののホイールベースが350mm短縮された（例：長尺車でS尺6,500mm→P尺6,150mm）。更に、低出力車（U-/KC-車は8DC9機関搭載車、KL-車では8DC11機関搭載車）以外では、パワータードブレーキ（オプションとしてリターダも装着可能）やホイールパーク式サイドブレーキが標準装備となった。

1995年（平成7年）・2000年（平成12年）・2005年（平成17年）には排出ガス規制強化に伴うマイナーチェンジが施され、特に2005年10月実施のマイナーチェンジでは、搭載エンジンが従来のV型8気筒自然吸気エンジンから、大型トラックのスーパーグレートに採用されている直列6気筒インタークーラーターボエンジン（6M70系）に換装され、それにともないリアオーバーハングの延長とホイールベースの短縮が行われた他、2006年1月実施の灯火器保安基準改正に対応するため、リアコンビネーションランプの位置変更等、大規模なマイナーチェンジが行われた。
また、この間の1998年には大型バス生産がMBMに一本化されているが、優美なイメージを持つ基本デザインは変化しておらず、15年間にわたり多数の国内バス事業者からの支持を獲得し続けた。なお、エアロクィーンIIIは2005年のマイナーチェンジ時に製造を中止している。

### シリーズの変遷

#### U-MS821/826/815系

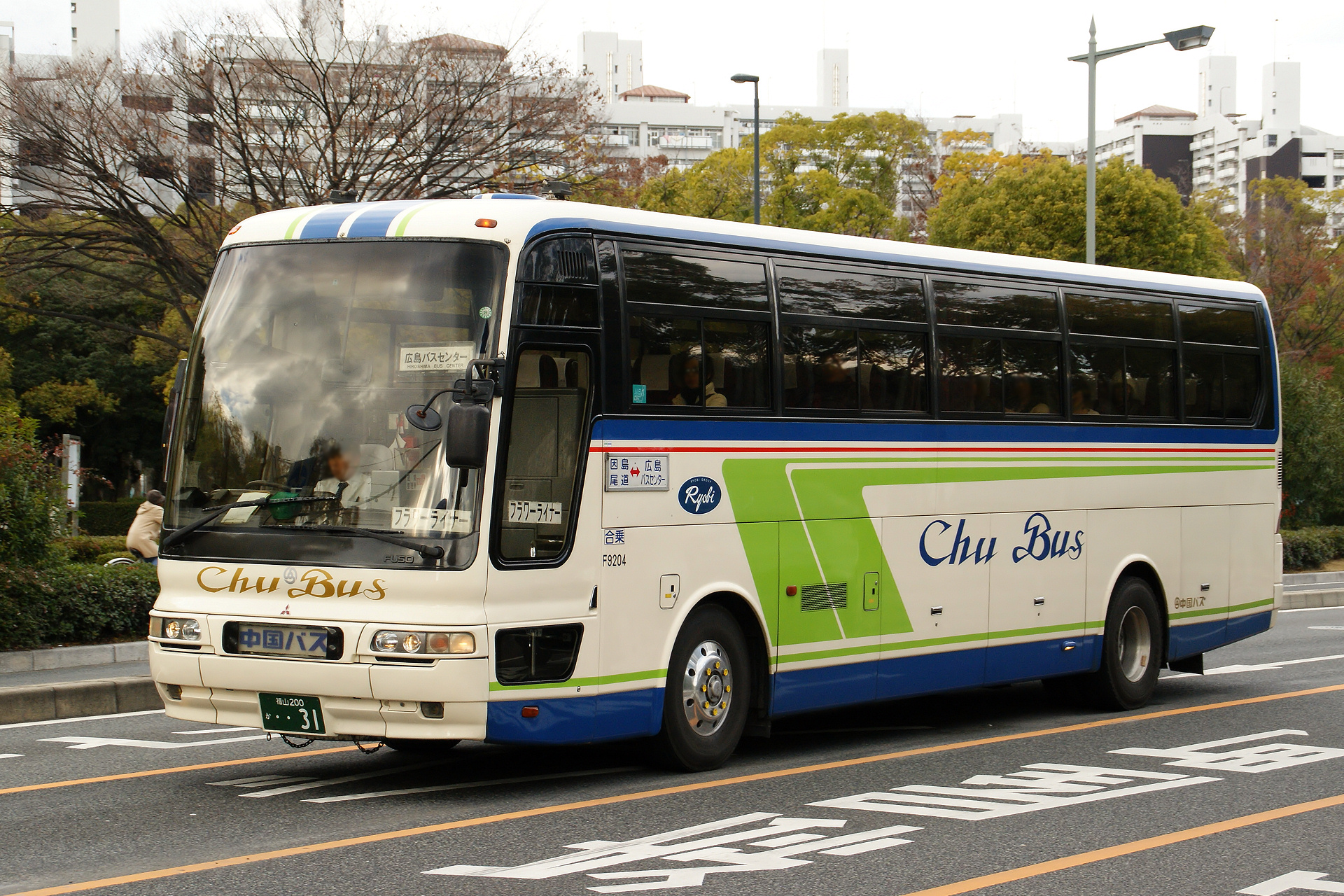
エアロクィーンI U-MS821P 中国バス
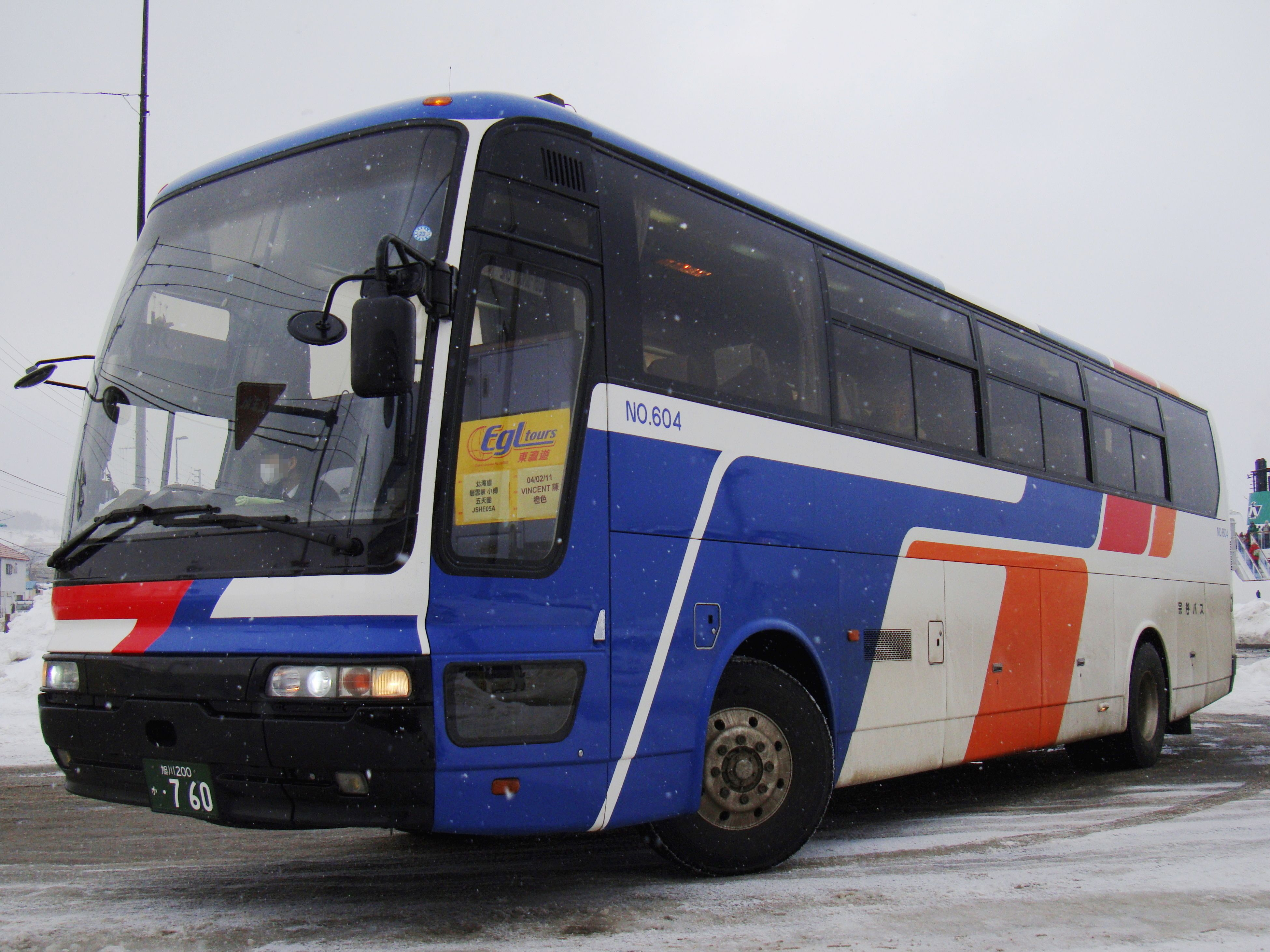
エアロクィーンI 車間センサー搭載 U-MS821P 宗谷バス
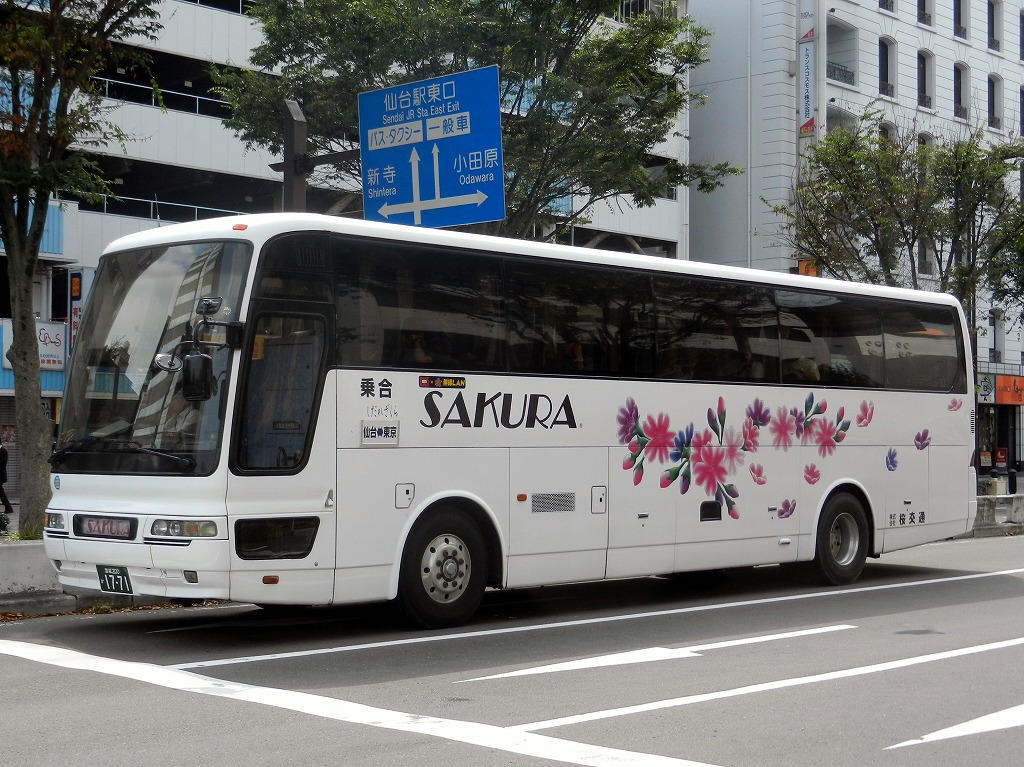
エアロクィーンI ハイウェイライナー U-MS821P 桜交通
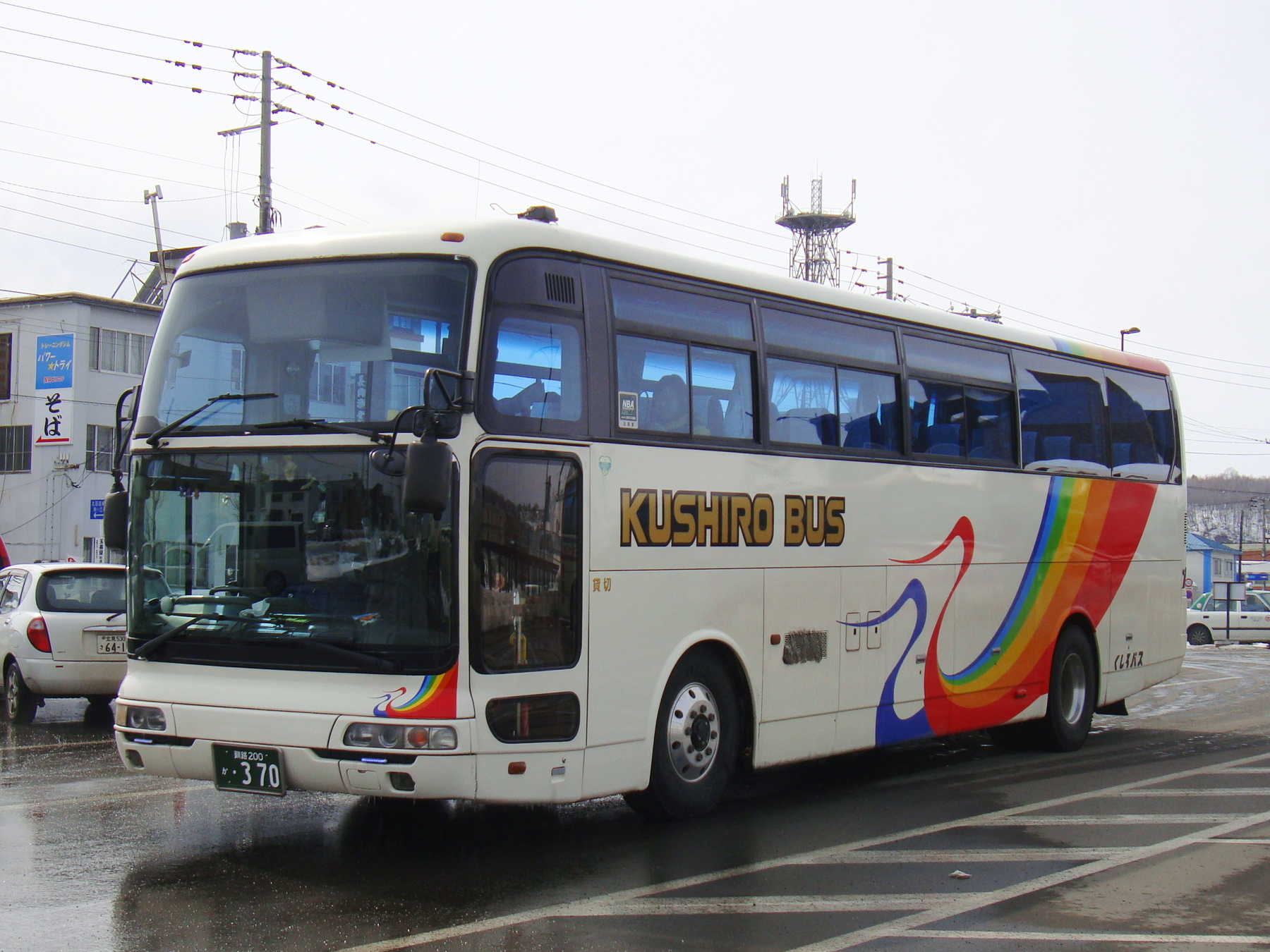
エアロクィーンII U-MS821P くしろバス
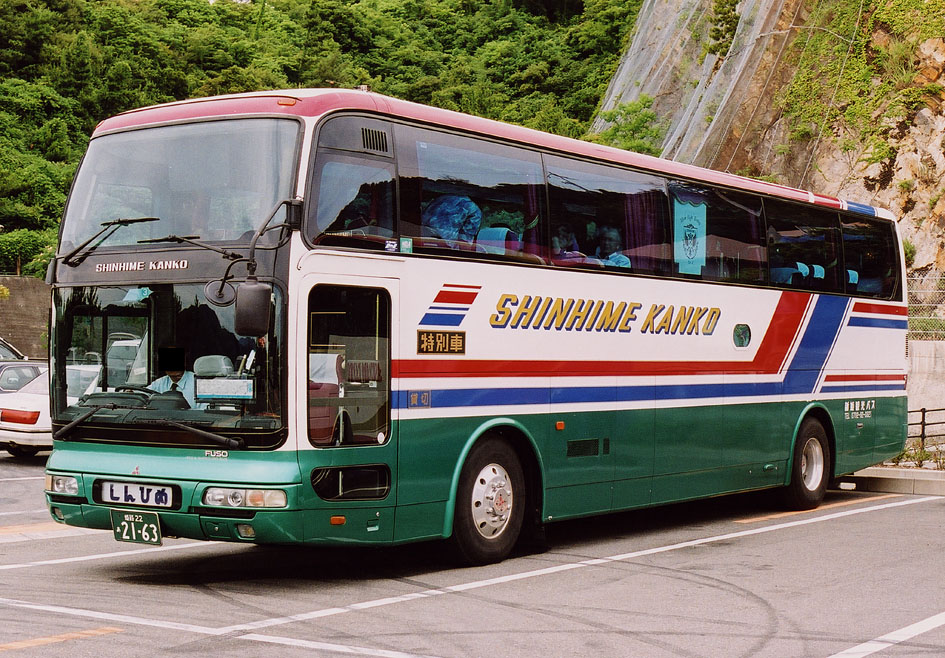
エアロクィーンIIIと同等の車体を架装したエアロクィーンII U-MS821P改 新姫観光バス

1992（平成4）年にフルモデルチェンジ。MS8シリーズとなる。登場時のキャッチコピーは「バス・ルネッサンス」。
8DC9 (300PS) を搭載した標準床・前輪車軸懸架タイプのMS815、8DC10 (335PS) を搭載するMS826、8M20-1 (400PS) を搭載するMS821（MS826・MS821は前輪独立懸架）の3種類が存在する。
なお、MS826及びMS815には長尺車（11.99m車。ハイデッカ：P尺、スタンダードデッカ：S尺）及び短尺車（11.2m車。同、M尺及びN尺）の両方が存在するが、MS821にはハイデッカ、スーパーハイデッカ共に長尺車（P尺）しか存在しない。
エアロクィーンIIでエアロクィーンIIIと同等の車体を架装した車両が1台存在する。
エアロバス（スタンダードデッカー、ハイデッカー）

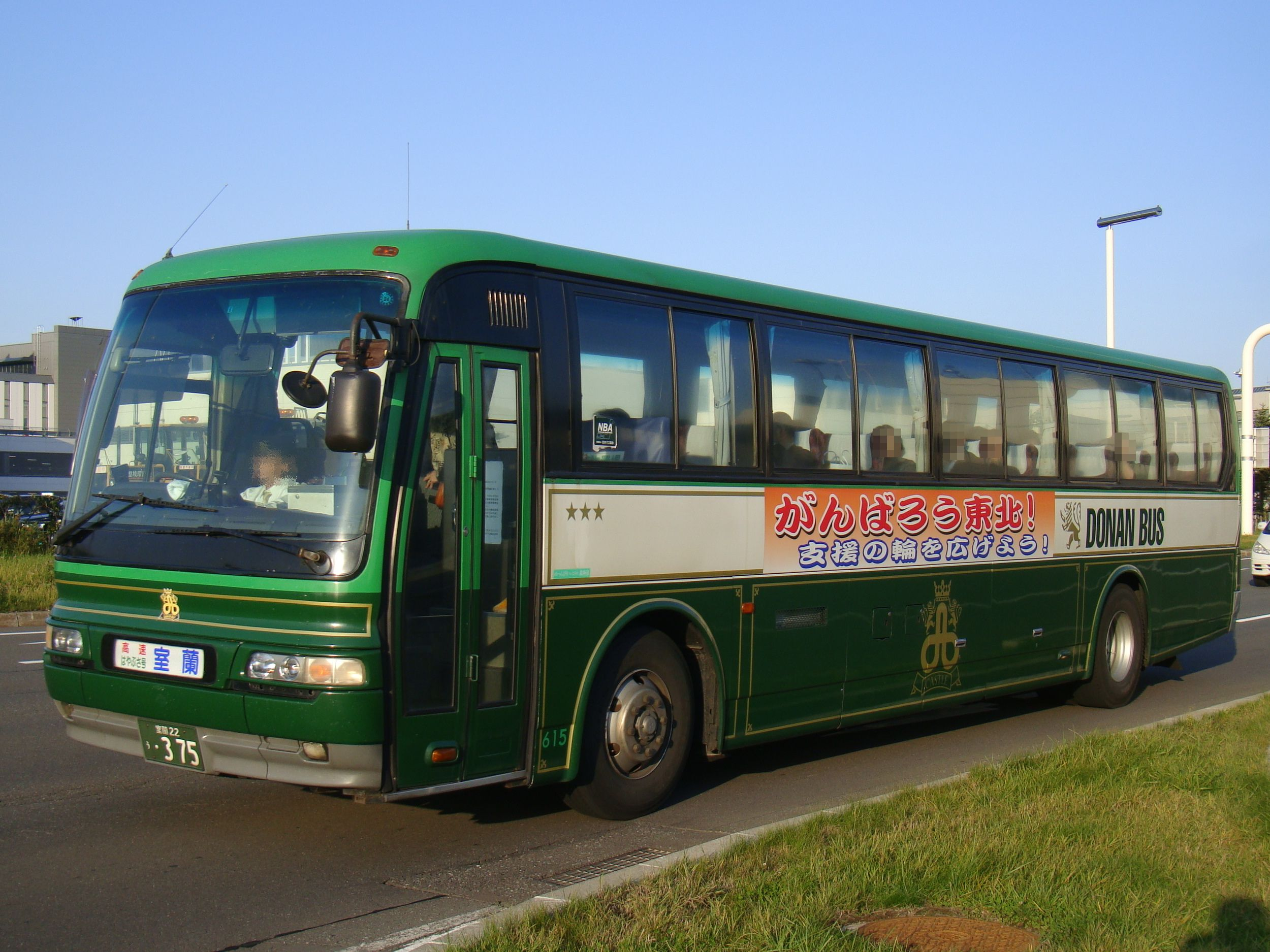
スタンダードデッカー U-MS815S（S尺車） 道南バス
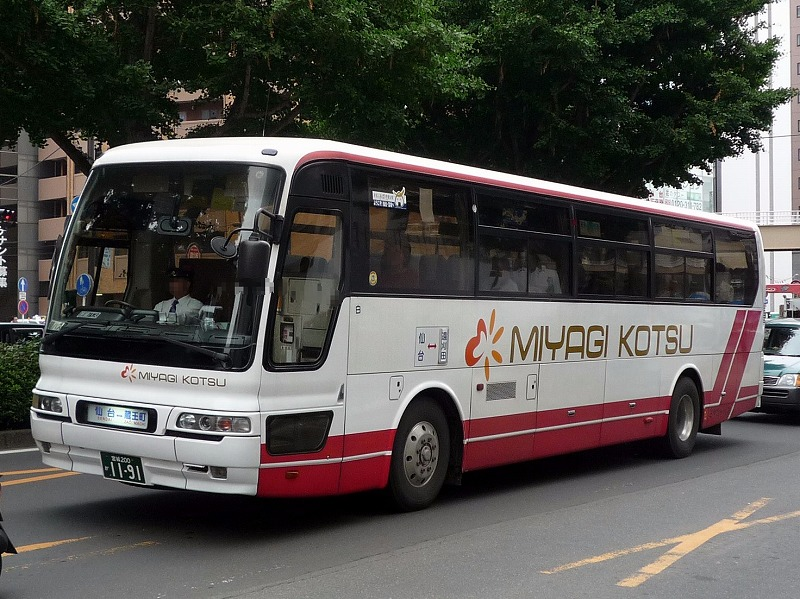
ハイデッカー U-MS826P ミヤコーバス
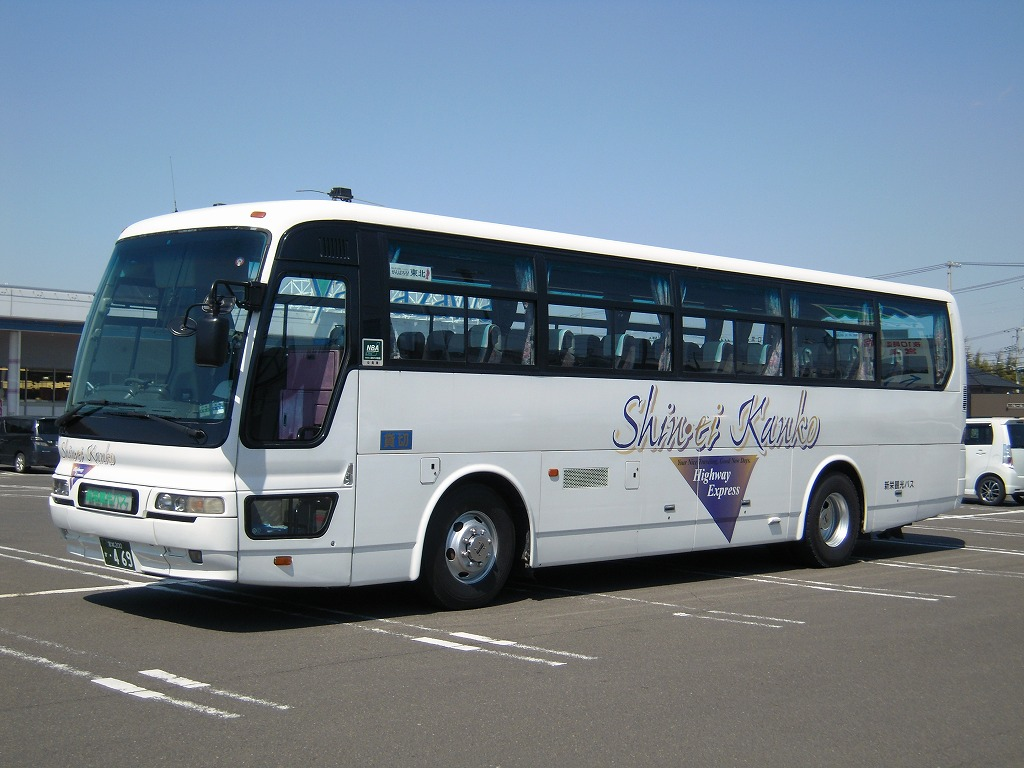
ハイデッカー U-MS826M（M尺車） 新栄観光バス
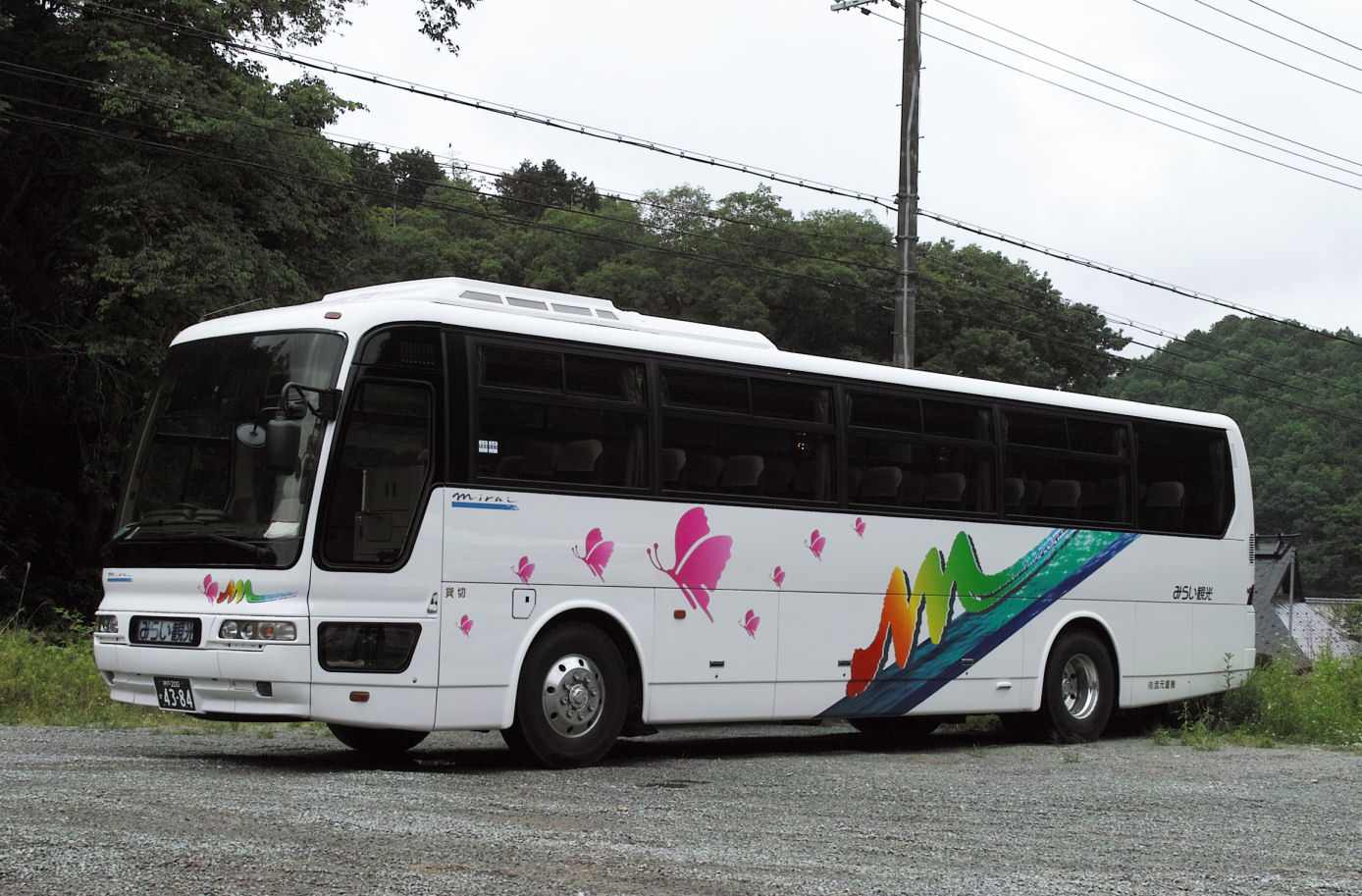
ハイデッカー U-MS821PA （高出力、フルエアブレーキ、直結式冷房車) 武元重機

エアロクィーン（スーパーハイデッカー）

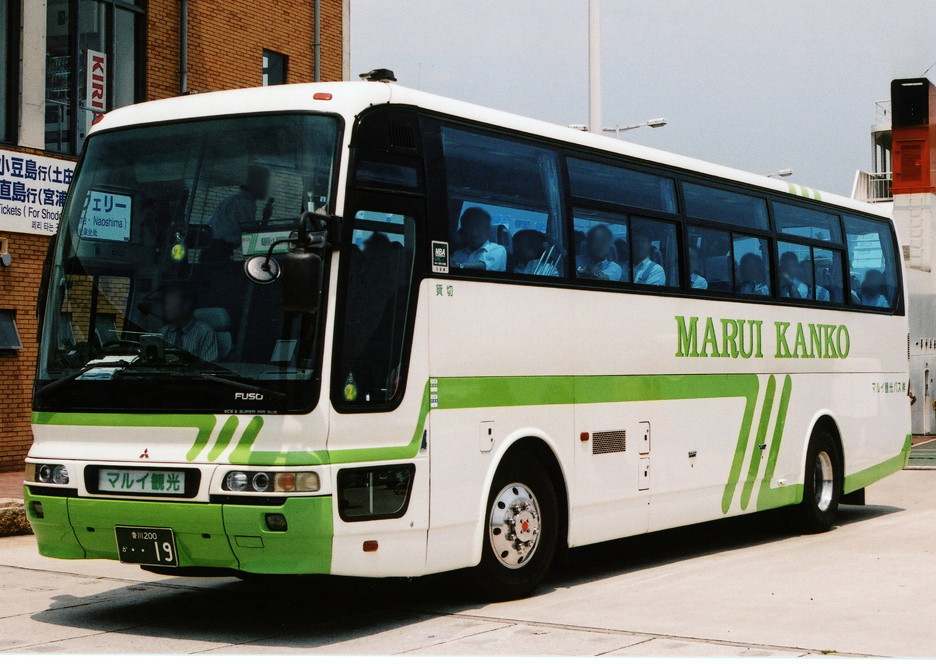
エアロクィーンI U-MS821P
中国バス
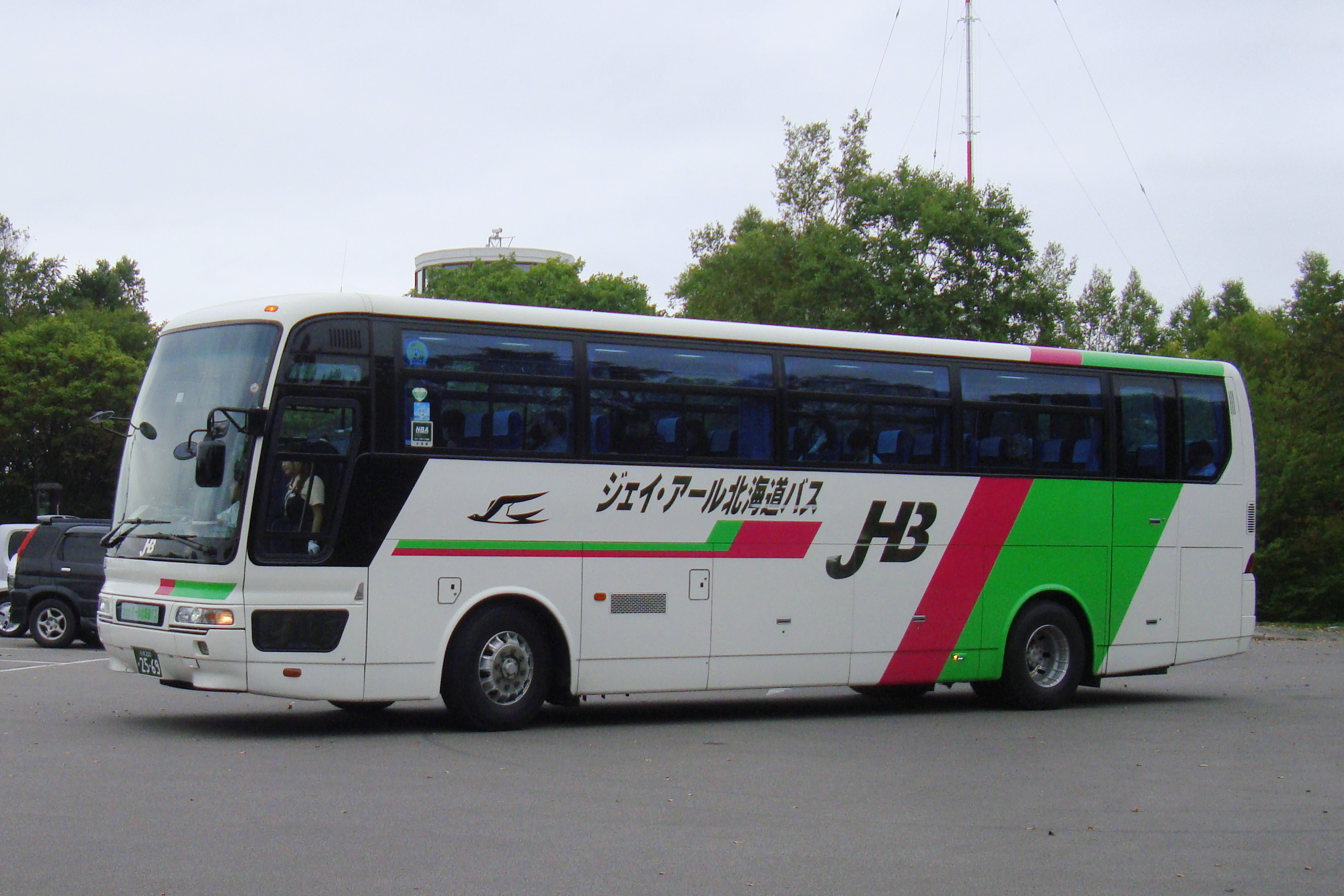
エアロクィーンI
車間センサー搭載
U-MS821P
宗谷バス
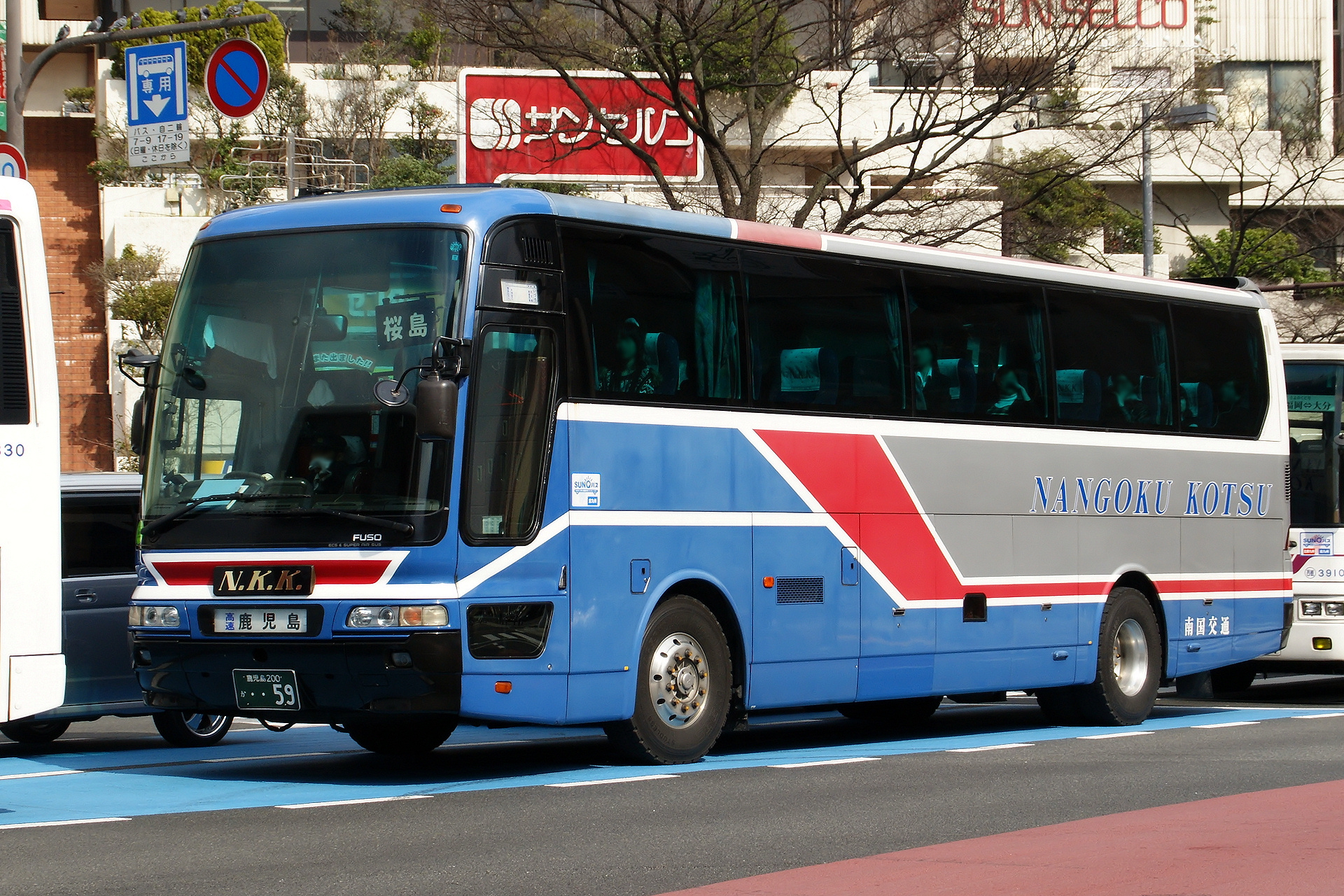
エアロクィーンI ハイウェイライナー U-MS821P
桜交通
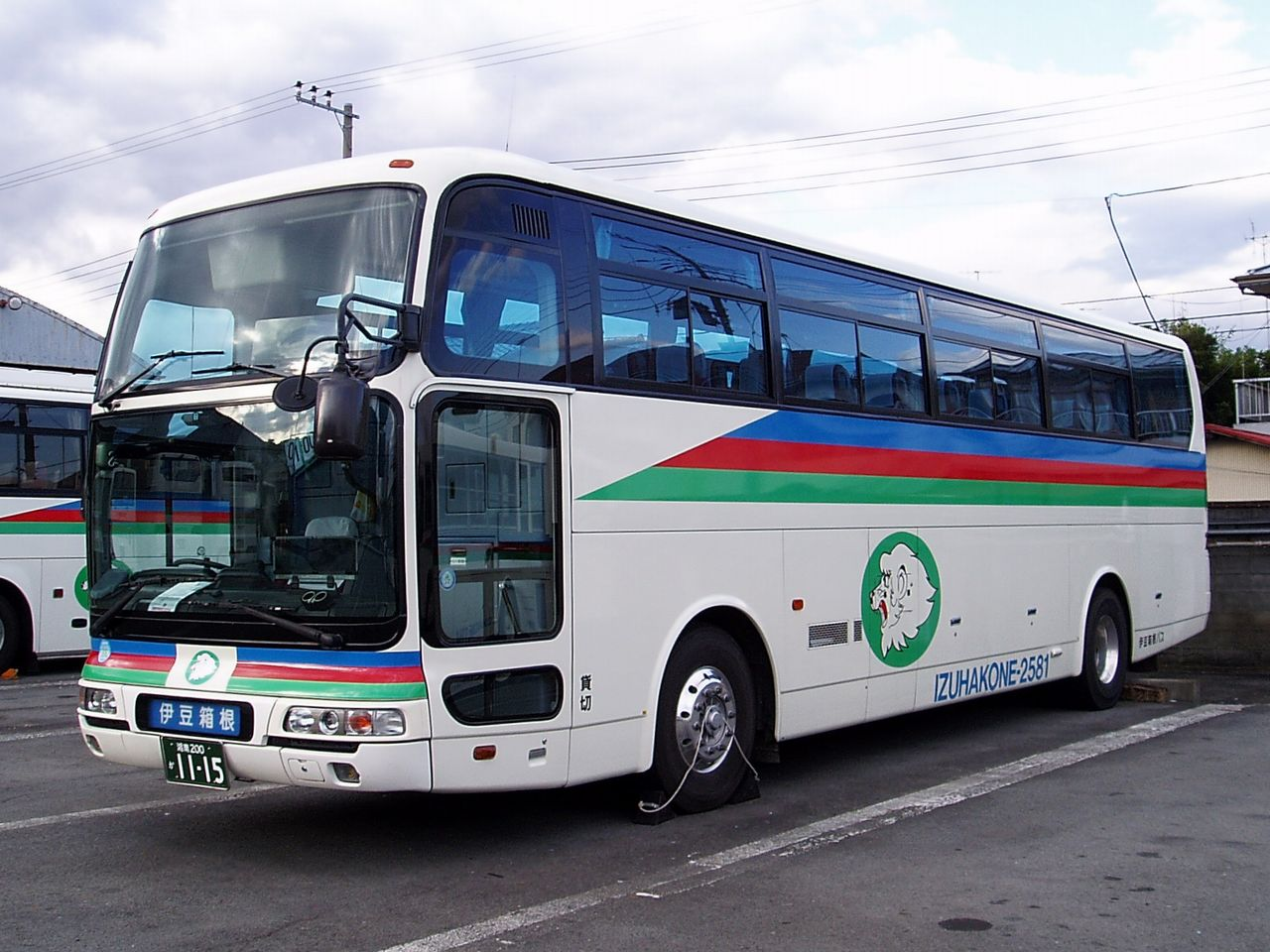
エアロクィーンII U-MS821P
くしろバス
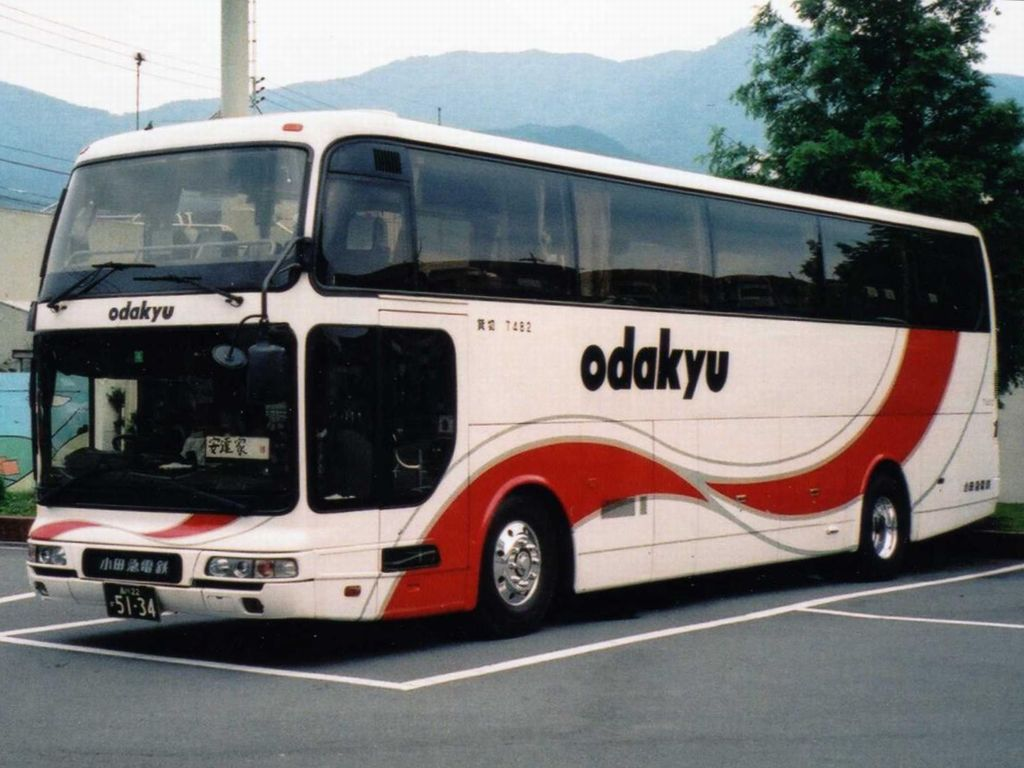
エアロクィーンIIIと同等の車体を架装したエアロクィーンII
U-MS821P改
新姫観光バス

#### KC-MS822/829/815系
1995年（平成7年）に強化された排出ガス規制に対応するためマイナーチェンジ。8DC9 (310PS) を搭載した標準床・車軸懸架タイプのMS815、8DC11 (355PS) を搭載するMS829、8M21 (420PS) を搭載するMS822（MS829・MS822は前輪独立懸架）の3種類が存在する。
U-車と同様、MS815の長・短尺車（S尺・N尺）及びMS829にも長・短尺車（P尺・M尺）の両方のモデルが存在するが、MS822にはハイデッカ・スーパーハイデッカ共に長尺車（P尺）しか存在しない。
北海道バスに、MS829のエアロクィーンIが存在する。なお、この代をもって、富士重工業製のボデー架装が中止された。

U-車との識別点は、運転席空気圧計高圧側のレッドゾーンの有無（レッドゾーンがあるのがU-車、無いのがKC-車）であるのと、フロントバンパーの形状の違い（エアロクィーンII&IIIを除く）である。
1997年（平成9年）にはハンドルを衝撃吸収形の形状とするものに変更され、翌1998年（平成10年）にはMBMへの製造一本化と共に、運転席のランプ類がLED式となった。また変速機の作動音も若干変化した。さらに1999年（平成11年）には平成10年騒音規制に対応させるために一部改良を実施。ヘッドライトがディスチャージヘッドランプに変更され（角型4灯のスタンダードデッカ車は除く）、マフラーの位置が右側になっている。
静岡県警察の警察音楽隊に、INOMAT2のクラッチ制御を採用した数少ないINOMATを装備したエアロクィーンが存在した。
エアロバス（スタンダードデッカー、ハイデッカー）

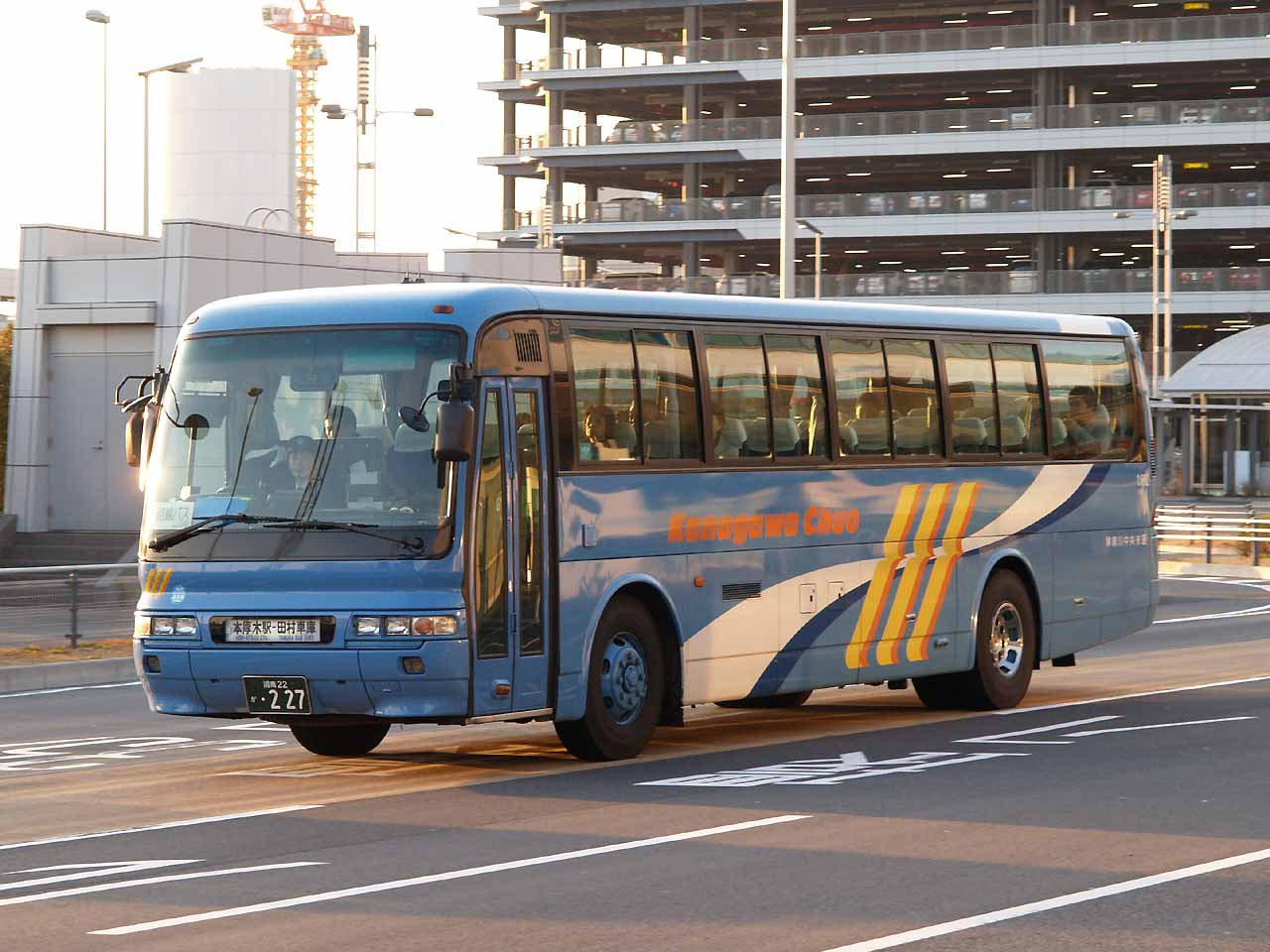
スタンダードデッカー KC-MS815N（N尺車） 神奈川中央交通
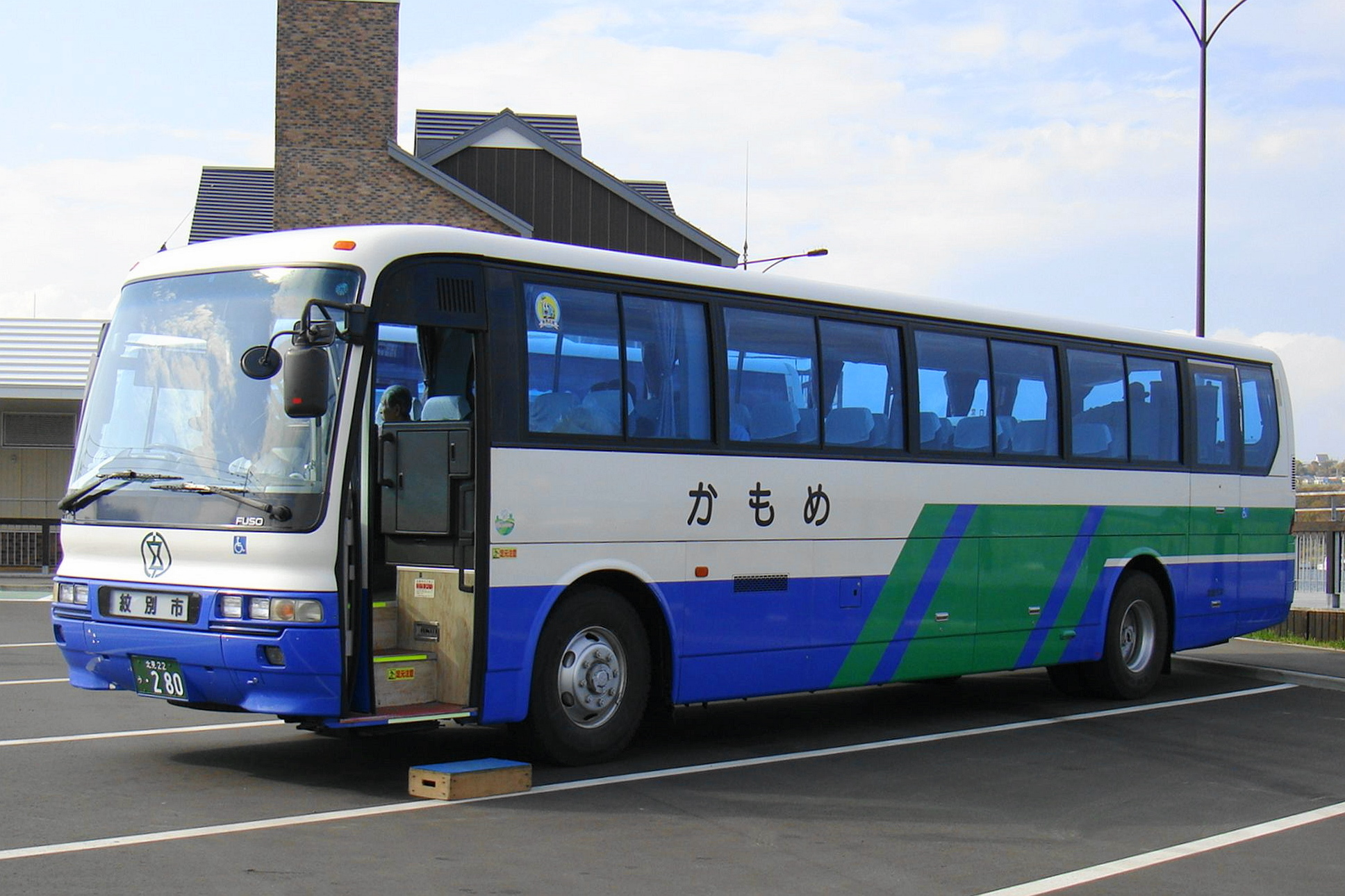
スタンダードデッカー 車椅子リフト装備車 KC-MS815N（N尺車） 北紋バス
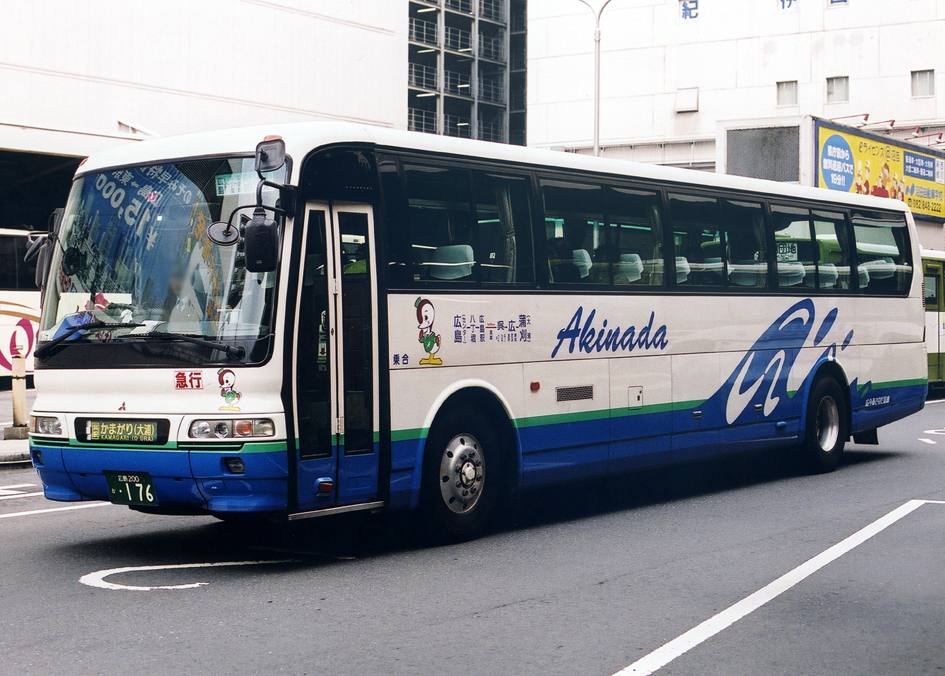
スタンダードデッカー KC-MS815S（S尺車） 広今あきなだ高速
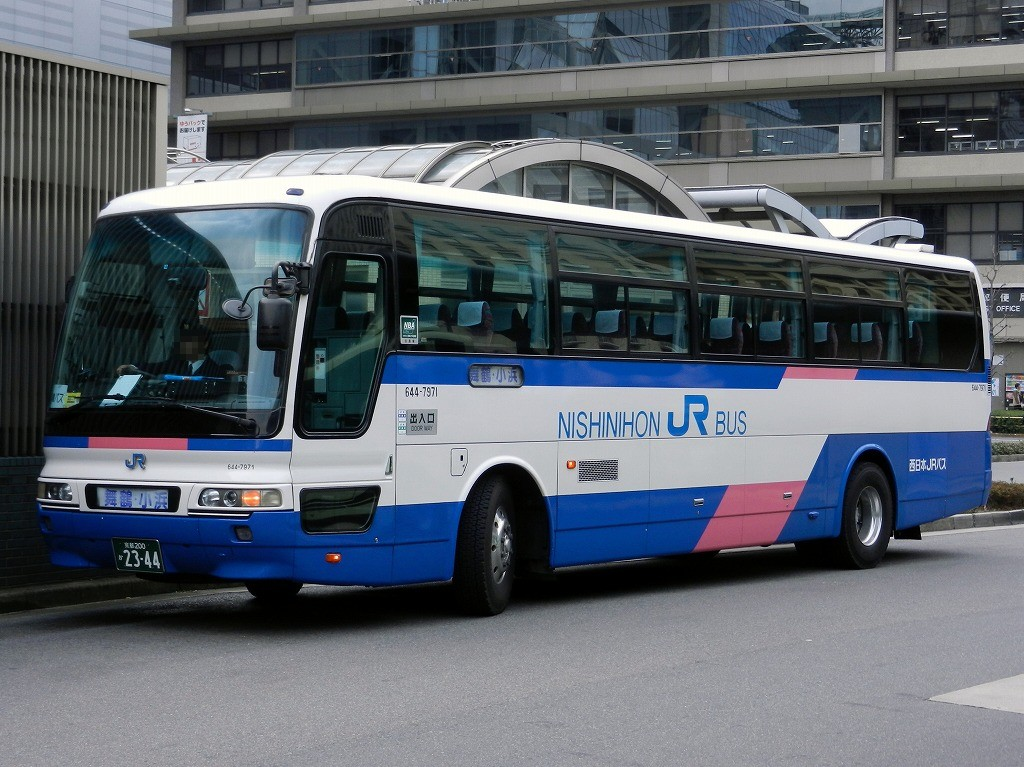
ハイデッカー ハイウェイライナー KC-MS829P 西日本ジェイアールバス
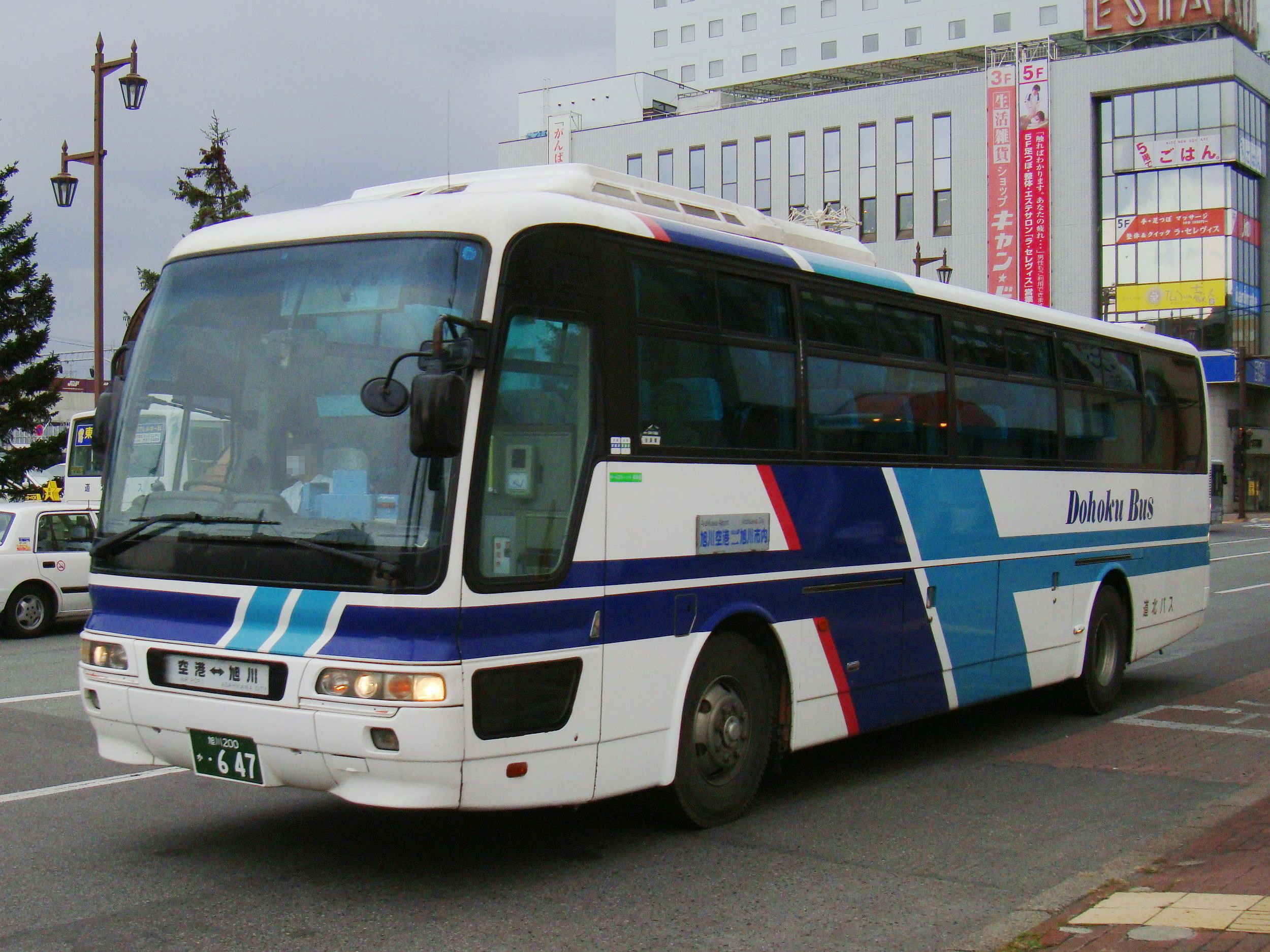
ハイデッカー 空港連絡バス仕様 KC-MS829P 道北バス
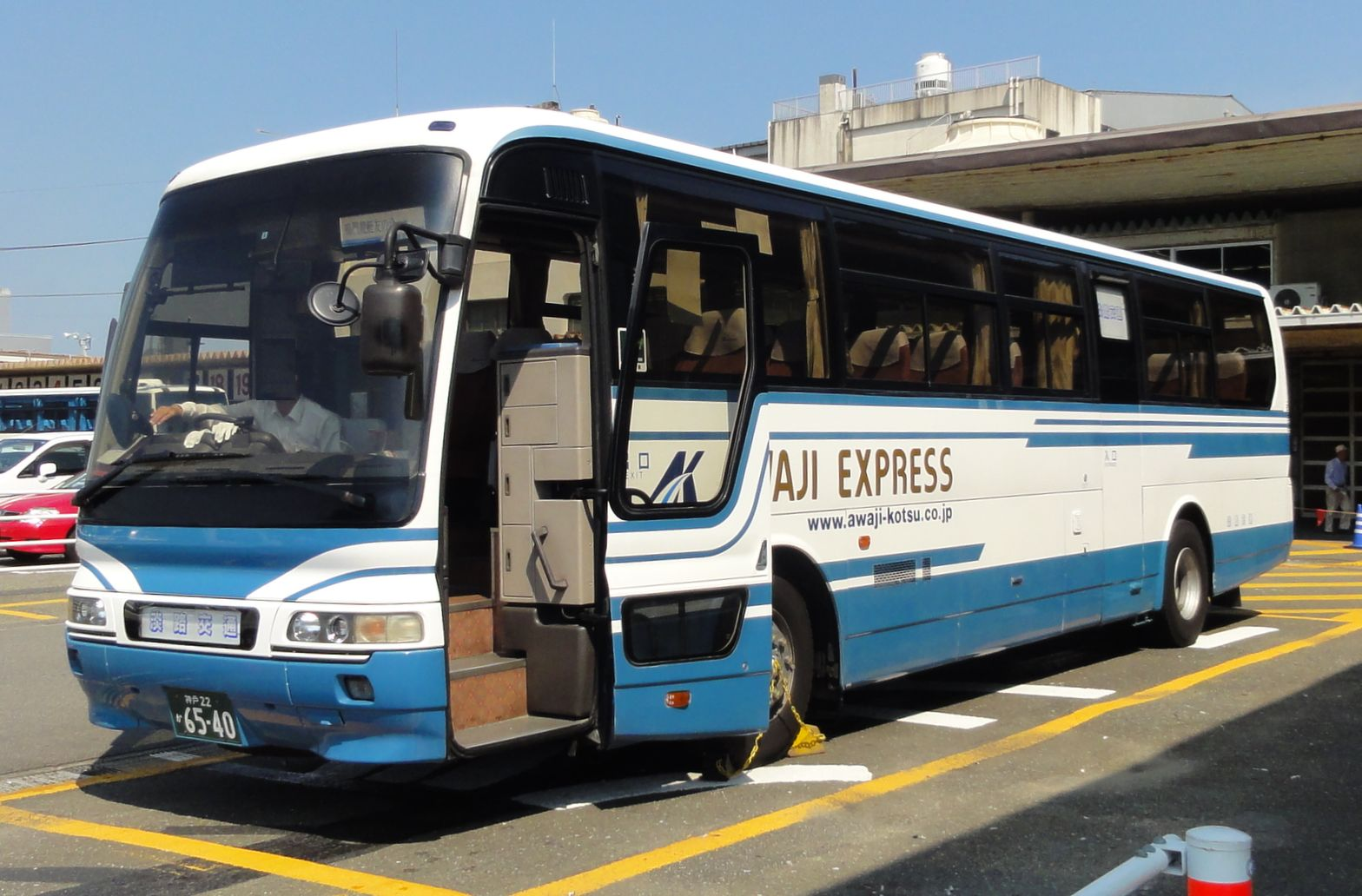
ハイデッカー ハイウェイライナー中扉付 KC-MS829P改 淡路交通
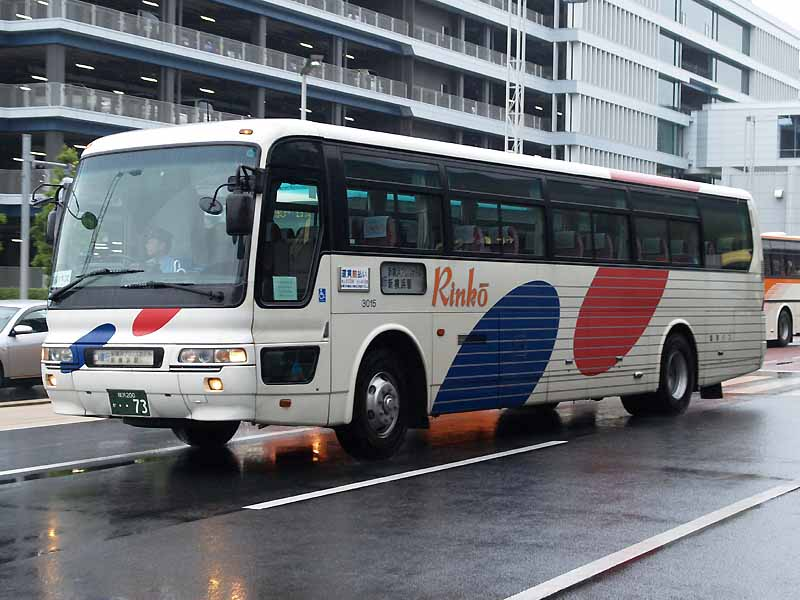
スタンダードデッカー KC-MS829S（S尺車） 川崎鶴見臨港バス
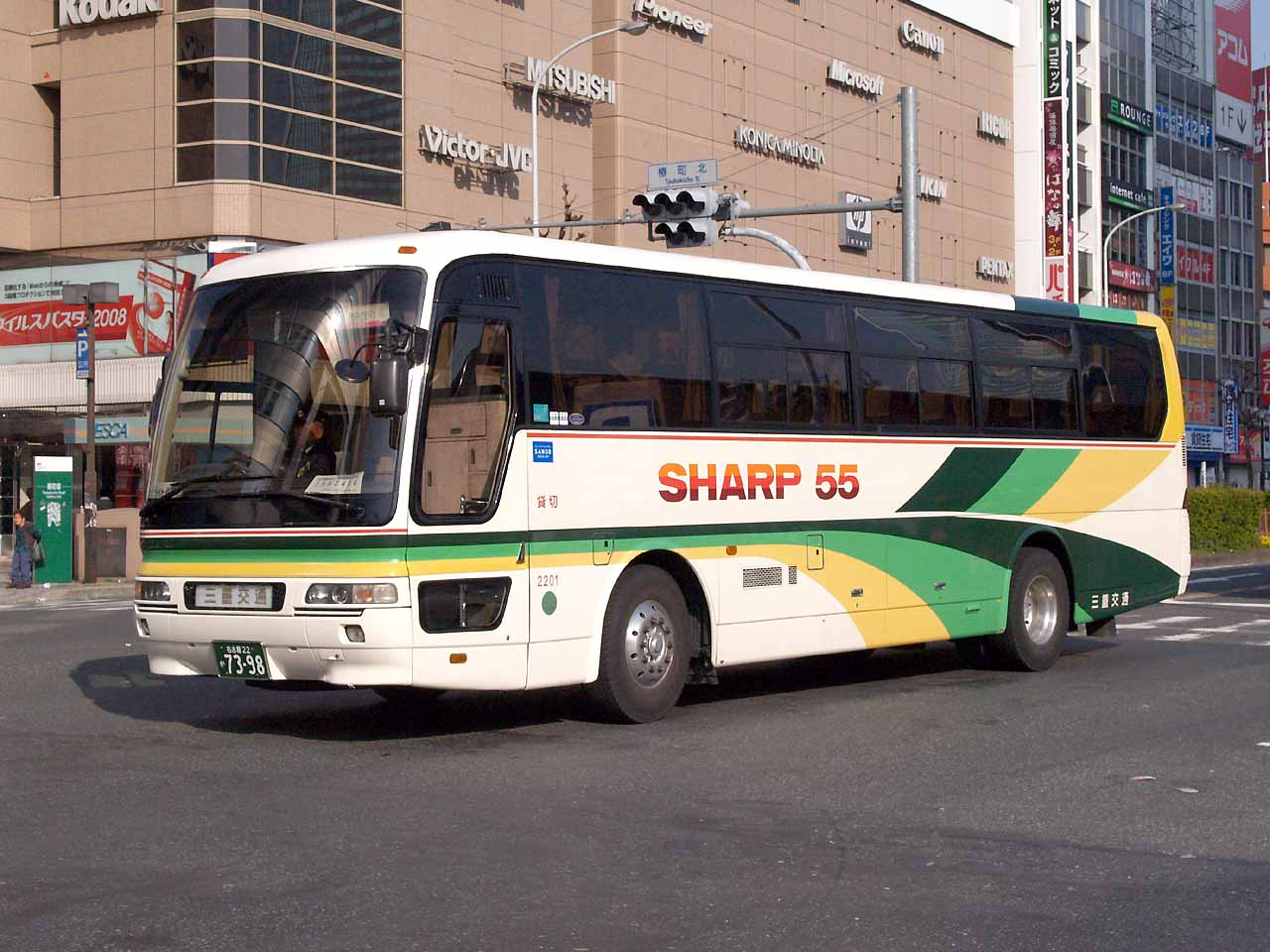
ハイデッカー KC-MS829M（M尺車） 三重交通

エアロクィーン（スーパーハイデッカー）

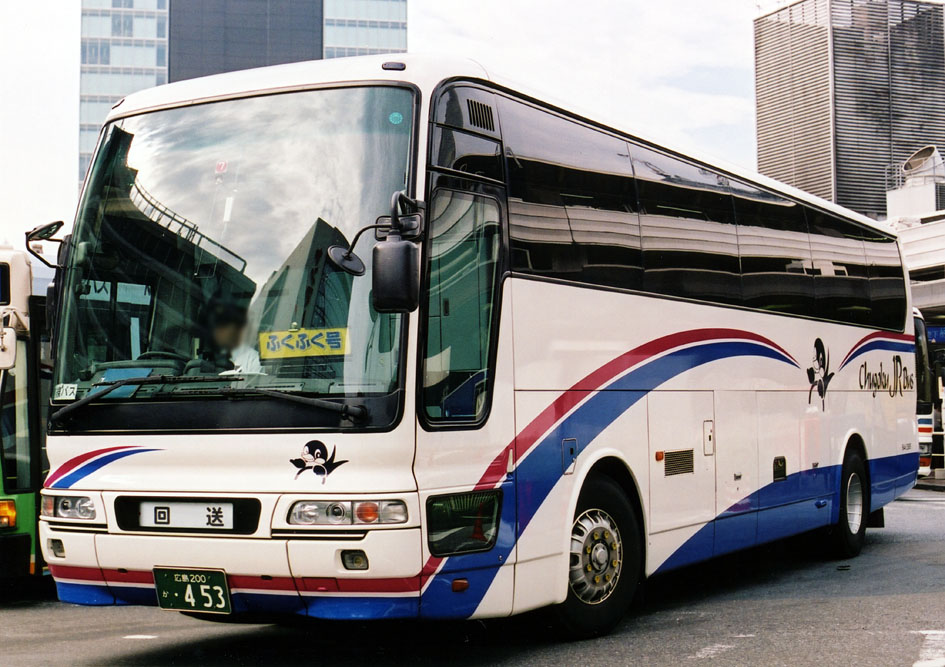
エアロクィーンI
KC-MS822P
マルイ観光バス
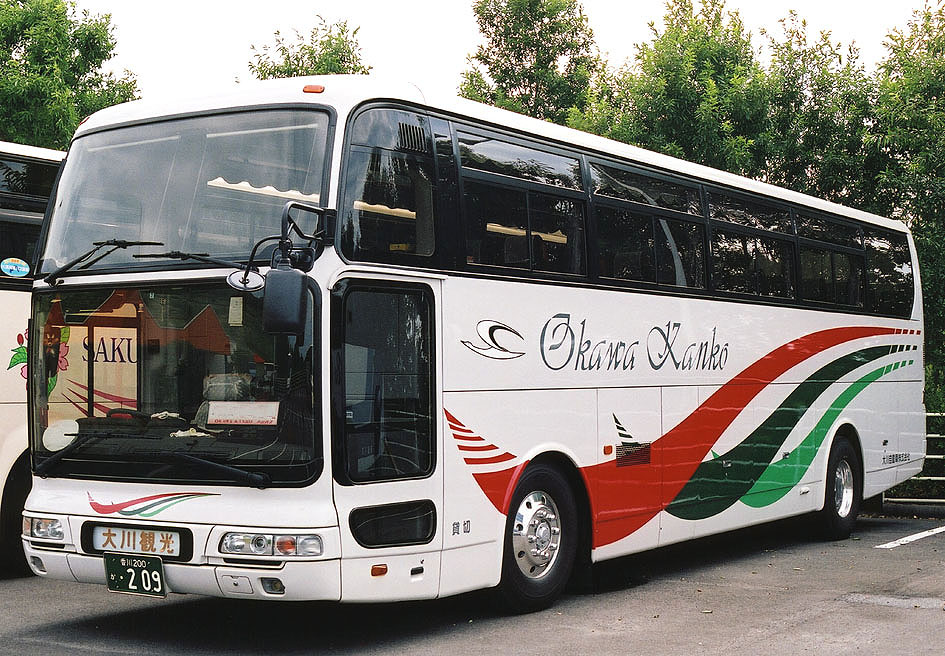
エアロクィーンI
車椅子リフト装備車
KC-MS822P改
ジェイ・アール北海道バス
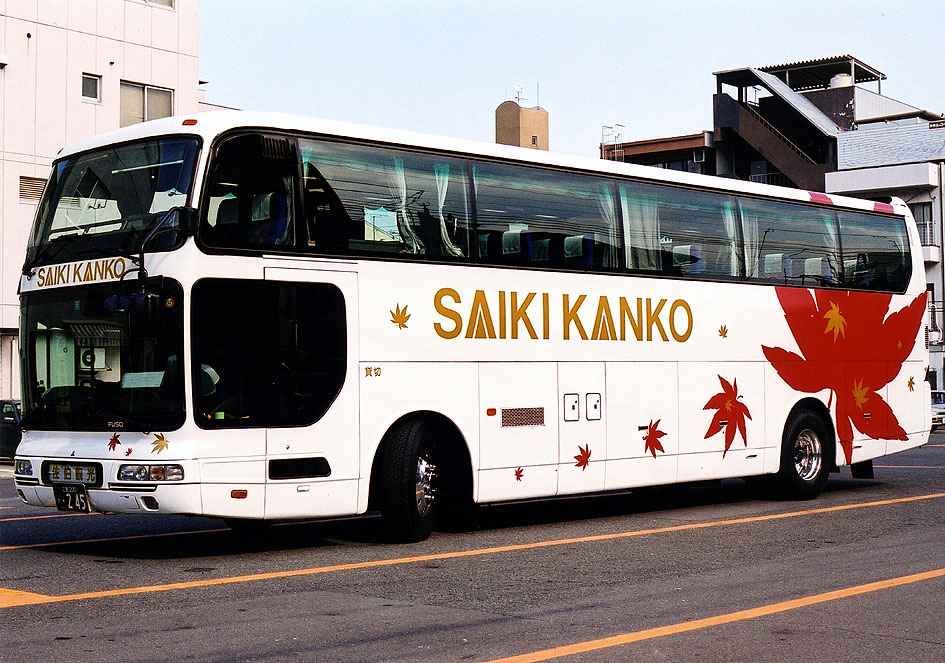
エアロクィーンI
ハイウェイライナー
KC-MS822P
南国交通
- エアロクィーンII
KC-MS822P
伊豆箱根バス
- エアロクィーンIII
KC-MS822P
小田急電鉄

#### KL-MS86M/85K系

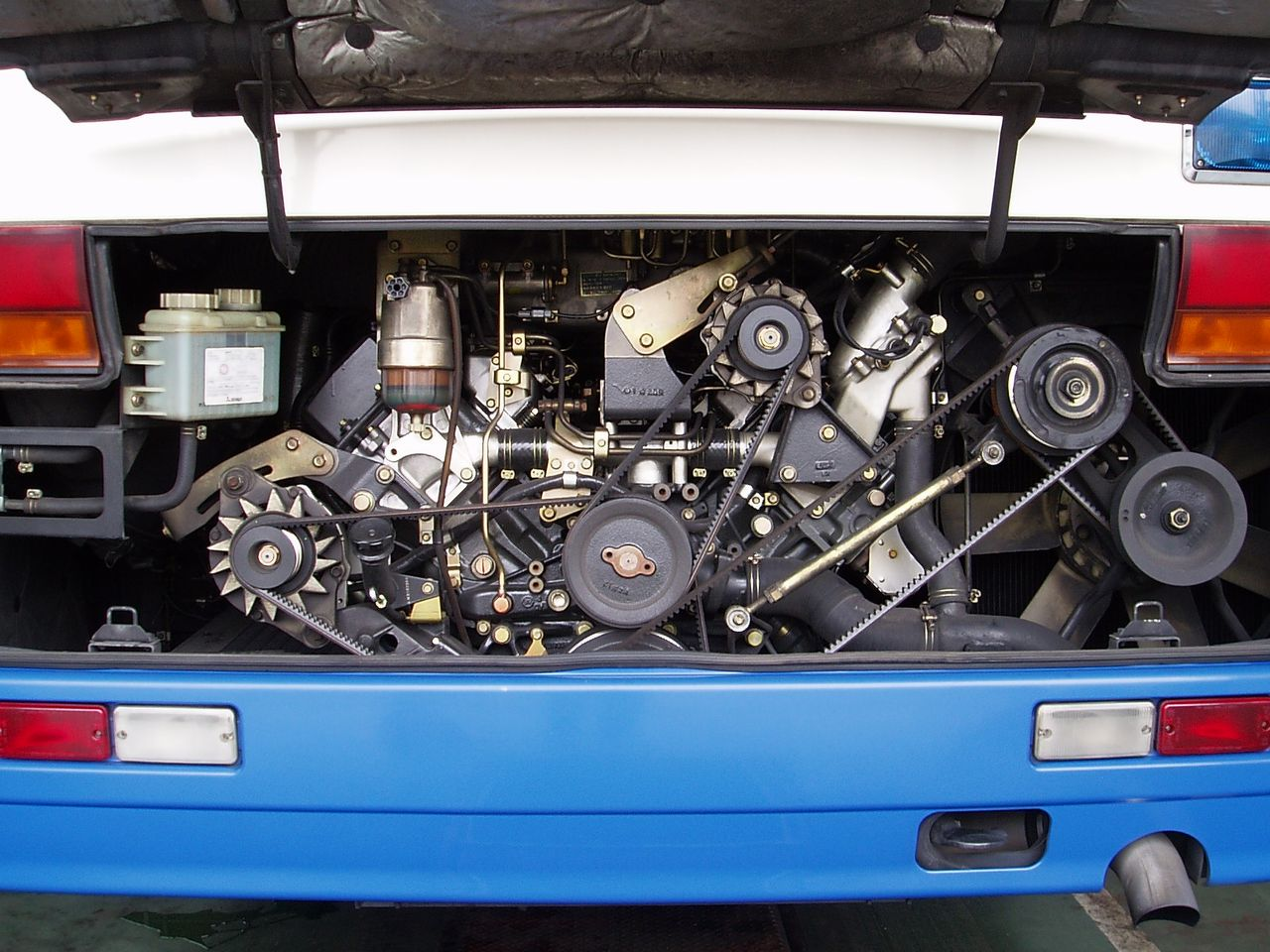
8M21-3型エンジン (430ps)

2000年に強化された排出ガス（長期規制・KL-）に対応するためマイナーチェンジ。KL-MS86M/85K系となる。外観は前代とほとんど変化はない。なお、この代のモデルから、全車ヘッドランプにプロジェクター式を採用。（今までの、スタンダードデッカの角型4灯モデルは廃止された。）
型式には、搭載機関が8DC11 (330PS) のMS85K（SD/ND：いずれもスタンダードデッカ・前輪車軸懸架）、8M21-1 (370PS) を搭載するMS86M（PH1/MH1：EX観光、PH1B/MH1B：廉価版のSA観光、SD1/ND1：スタンダードデッカ、前輪独立or車軸懸架）、8M21-3 (430PS) を搭載するMS86MP（H3：ハイデッカ/Q3：クィーンIスーパーハイデッカGX観光/C3：クィーンI夜行高速バス用ハイウェイライナー/V3：クィーンII/W3：クィーンIII、いずれも前輪独立懸架）の3種類が存在する。なお、この型式より、エンジン出力はネット出力となっている他、全車フルエアブレーキ・ホイールパーク式サイドブレーキとなっている。ミッションはフィンガーコントロール式6MTが標準となっているが、エアロバスおよびエアロクイーンIではロッド式も設定されていた。
U-車、KC-車と同様、8M21-1・8DC11機関搭載車には長尺車（P尺・S尺）及び短尺車（M尺・N尺）の両方が存在するが、8M21-3機関搭載車にはハイデッカ・スーパーハイデッカ共に長尺車（P尺）しか存在しない。
本型式よりハンドルにはSRSエアバッグが標準装備された（注文によりエアバッグ無しとすることも可能だった）新設計のものとなっている。さらに、ホイールパーク式サイドブレーキ動作音がKC-車とは若干異なっている。
エアロバス（スタンダードデッカー、ハイデッカー）

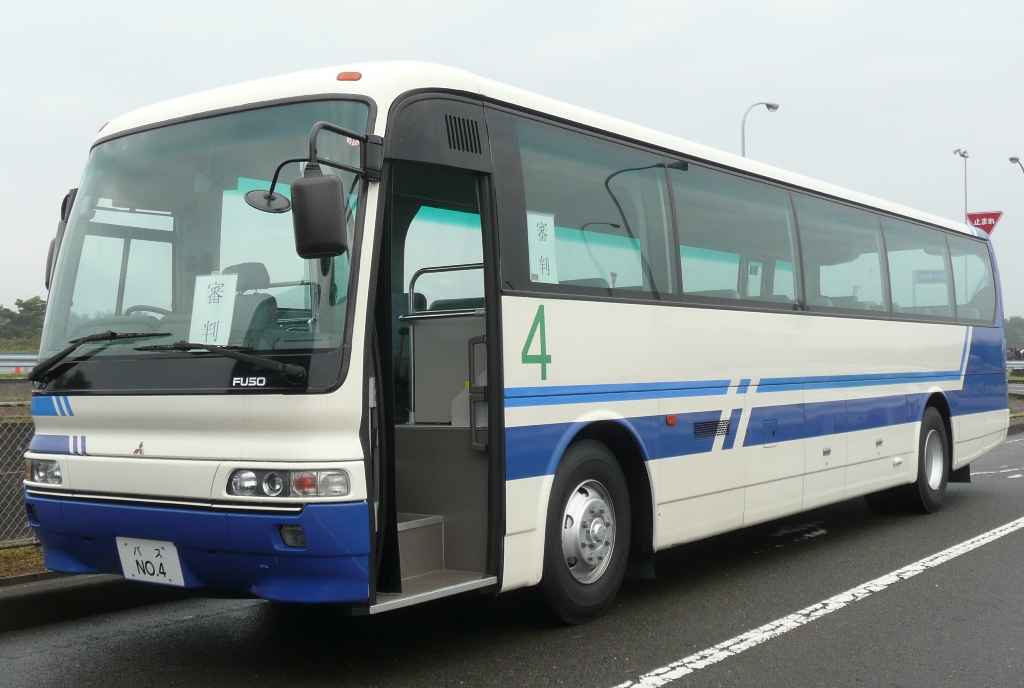
スタンダードデッカー KL-MS85KS（S尺車） 安全運転中央研修所
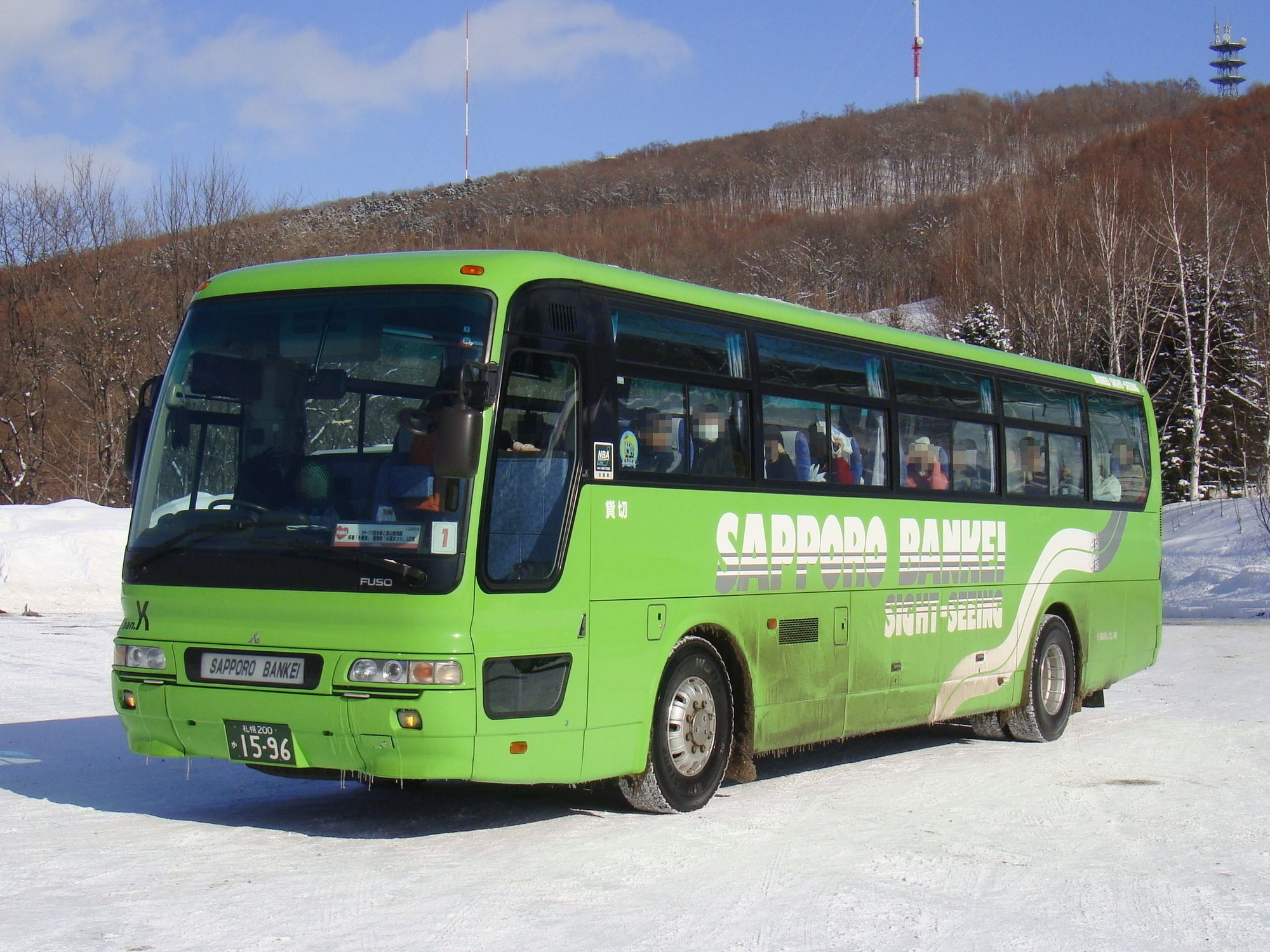
ハイデッカー KL-MS86MP 札幌ばんけい
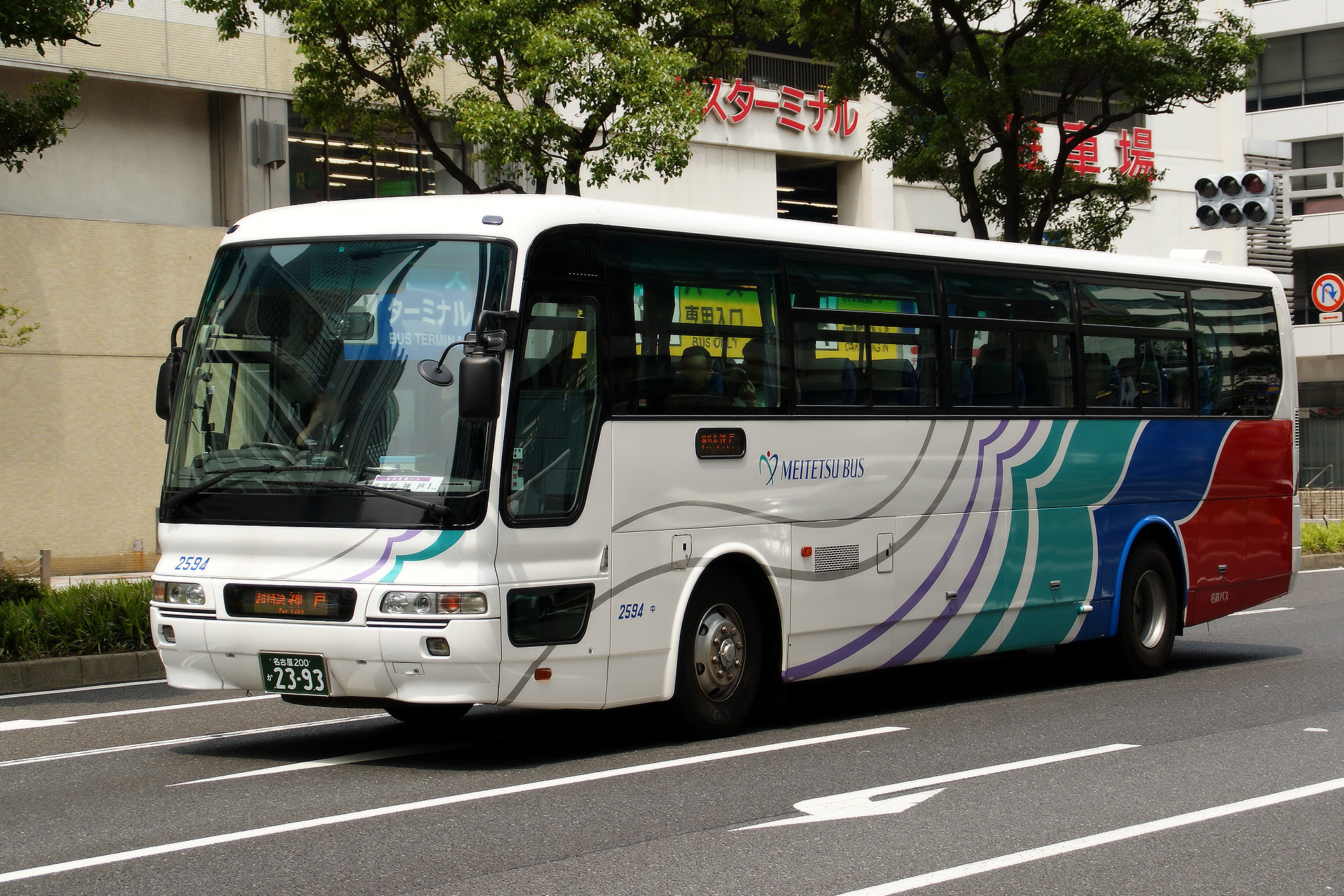
ハイデッカー ハイウェイライナー KL-MS86MP 名鉄バス
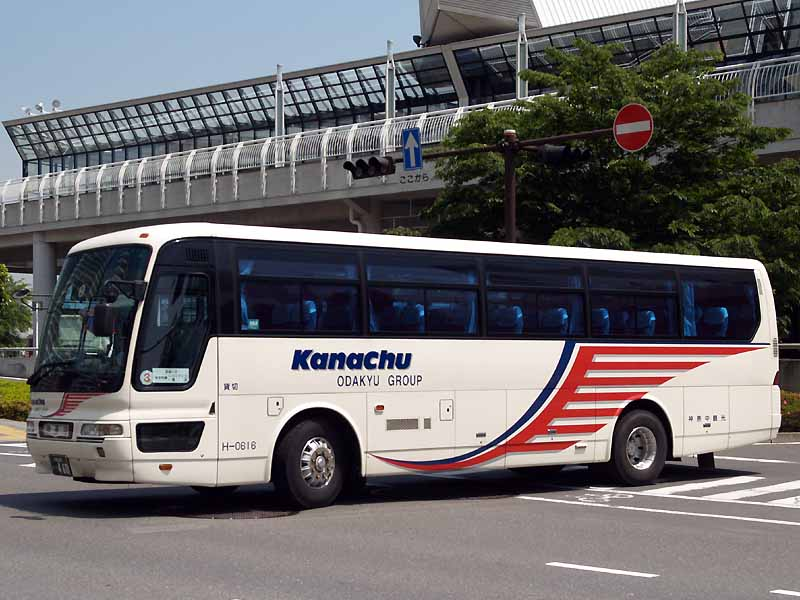
ハイデッカー KL-MS86MM（M尺車） 神奈中観光

エアロクィーン（スーパーハイデッカー）
- エアロクィーンI
ハイウェイライナー
KL-MS86MP
JRバス中国
- エアロクィーンII
KL-MS86MP
大川自動車
- エアロクィーンIII
KL-MS86MP
佐伯交通

#### PJ-MS86JP
2005年、平成16年新短期排出ガス規制に適合させマイナーチェンジ。エンジン搭載の関係でホイールベースが更に短縮されて6,150mm→6,000mmになり、リアオーバーハングが延長となった。それまでは2種類の車体長を持つモデルが設定されていたが、この代で12m級のPJ-MS86JP型に一本化され、11.2m級モデルや前輪車軸懸架の設定はなくなった。また、スタンダードデッカの設定もなくなった。一方で、従来は特注仕様だった直結エアコン・大容量床下トランク装備モデルがエアロバスに標準設定された（エアポートライナー仕様）。
エンジンは初代エアロバス以来のV型8気筒から、直列6気筒・インタークーラーターボ搭載のタイプに変更され、6M70(T2) 型 (350PS) と6M70(T4) 型 (420PS) の2機種に整理された。出力では旧来のV型8気筒に比べわずかに劣るものの、低回転域のトルクの向上で総合的にはドライバビリティーは向上しており、燃費も約15%向上し、静粛性も格段に向上した。
また、車体関連では平成18年灯火器保安基準適合のため後部灯火機器の配置変更やサイドリフレクター（反射板）の追加が行われ、制動灯が従来の位置とリアバンパーの間に設置された。なおこのモデルから、西日本車体工業へのシャーシ供給は取りやめとなったほか、ミッションもフィンガーコントロール式のみとなり、ロッド式は廃止された。
このモデルはライバル車の日野・セレガ／いすゞ・ガーラがフルモデルチェンジしたことや、リコール隠し問題の影響もあり、販売台数が以前よりも減少している。
エアロバス（ハイデッカー）

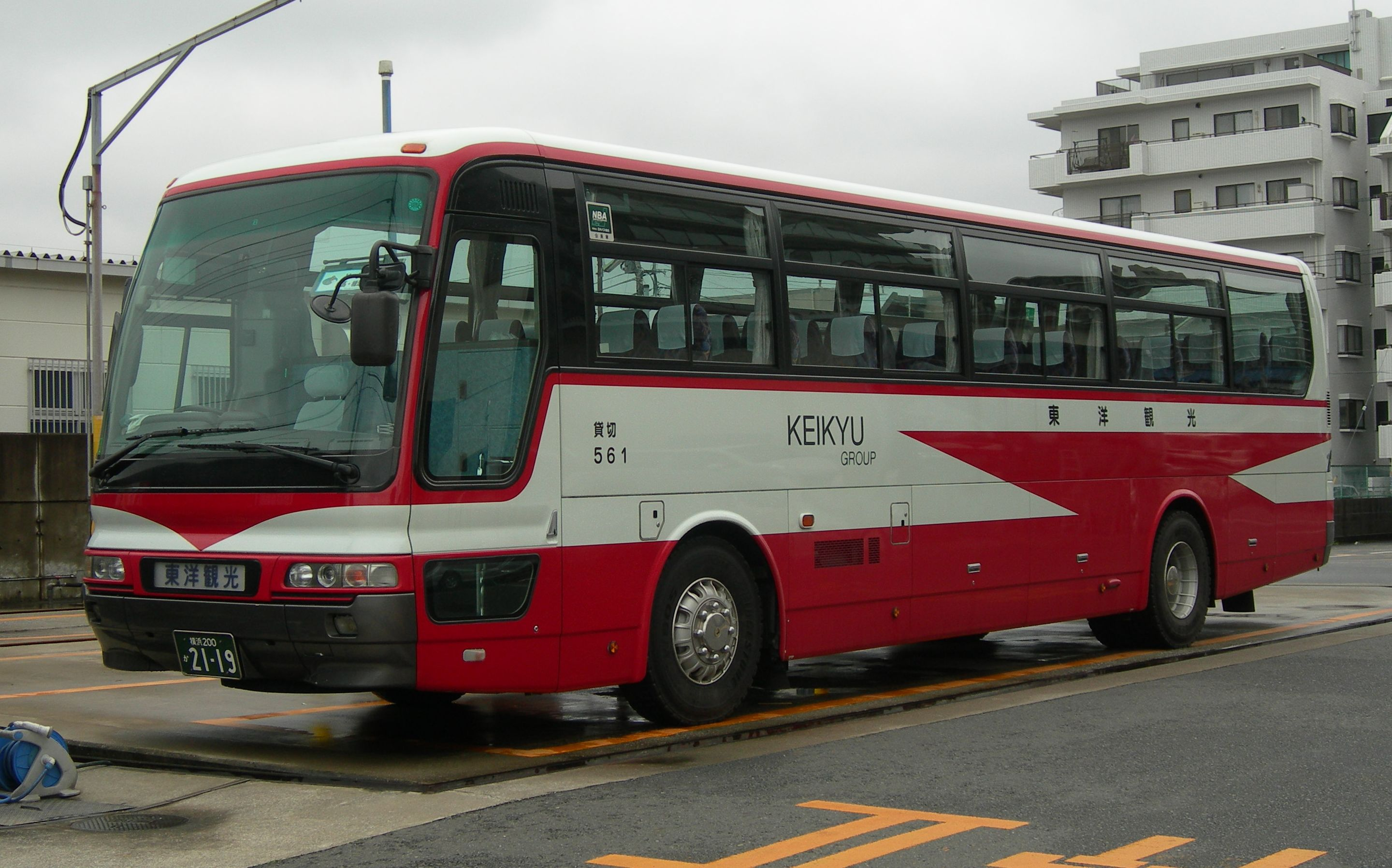
東洋観光
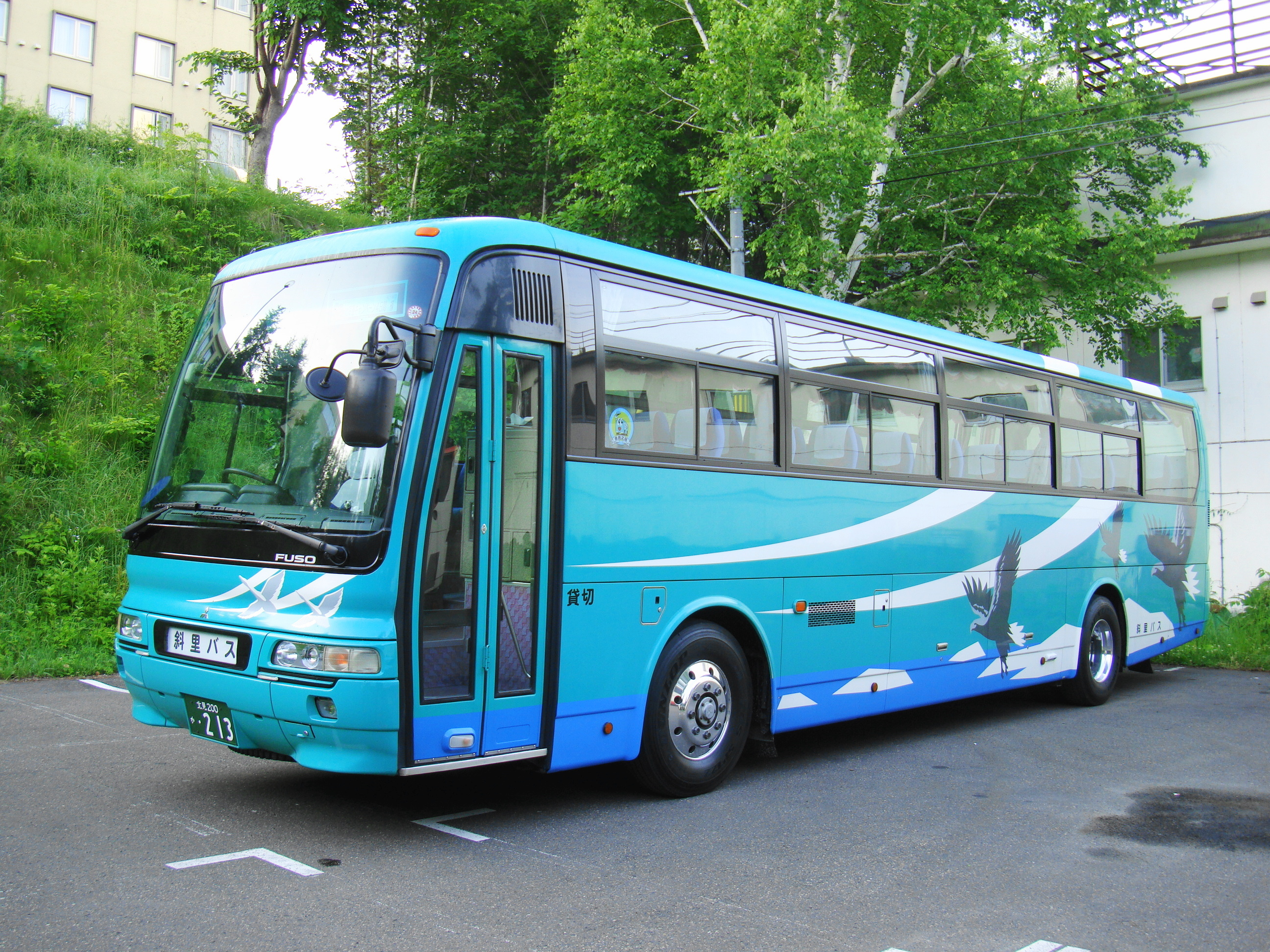
折戸 斜里バス
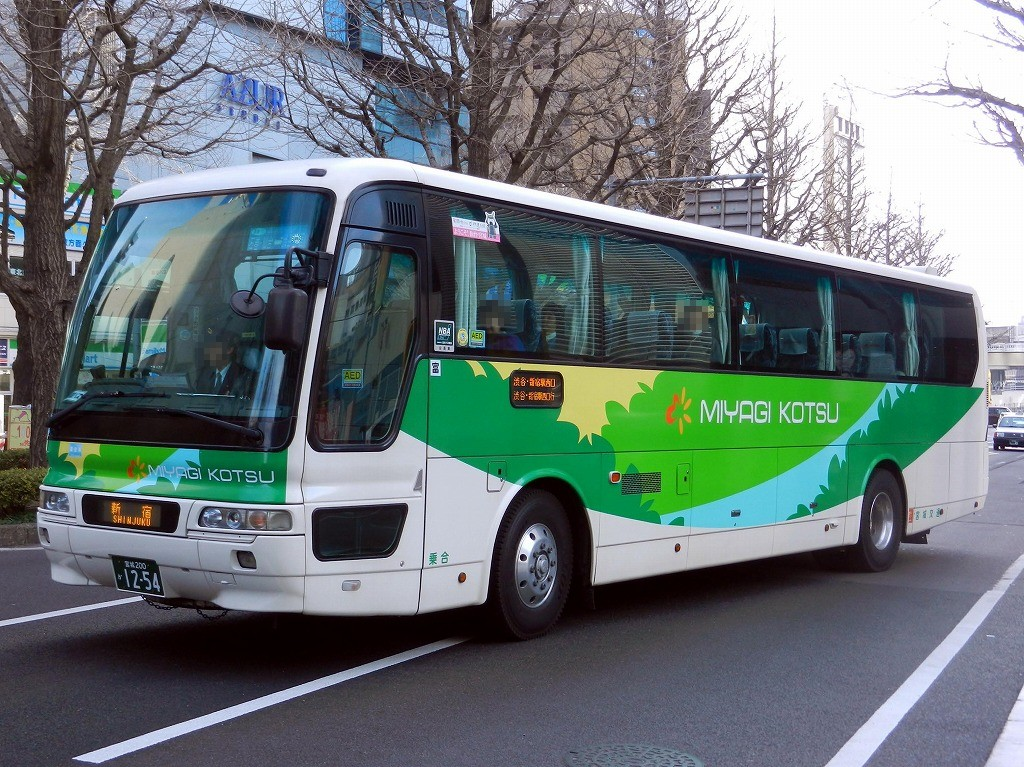
ハイウェイライナー 宮城交通
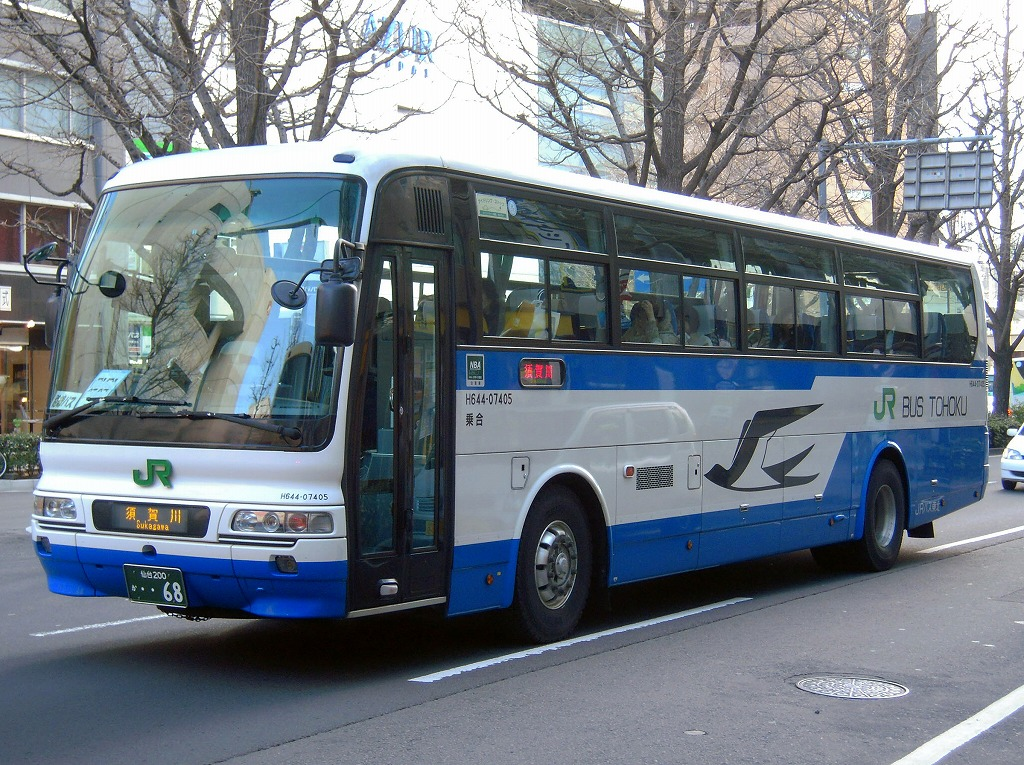
ハイウェイライナー 折戸 車間センサー搭載 ジェイアールバス東北
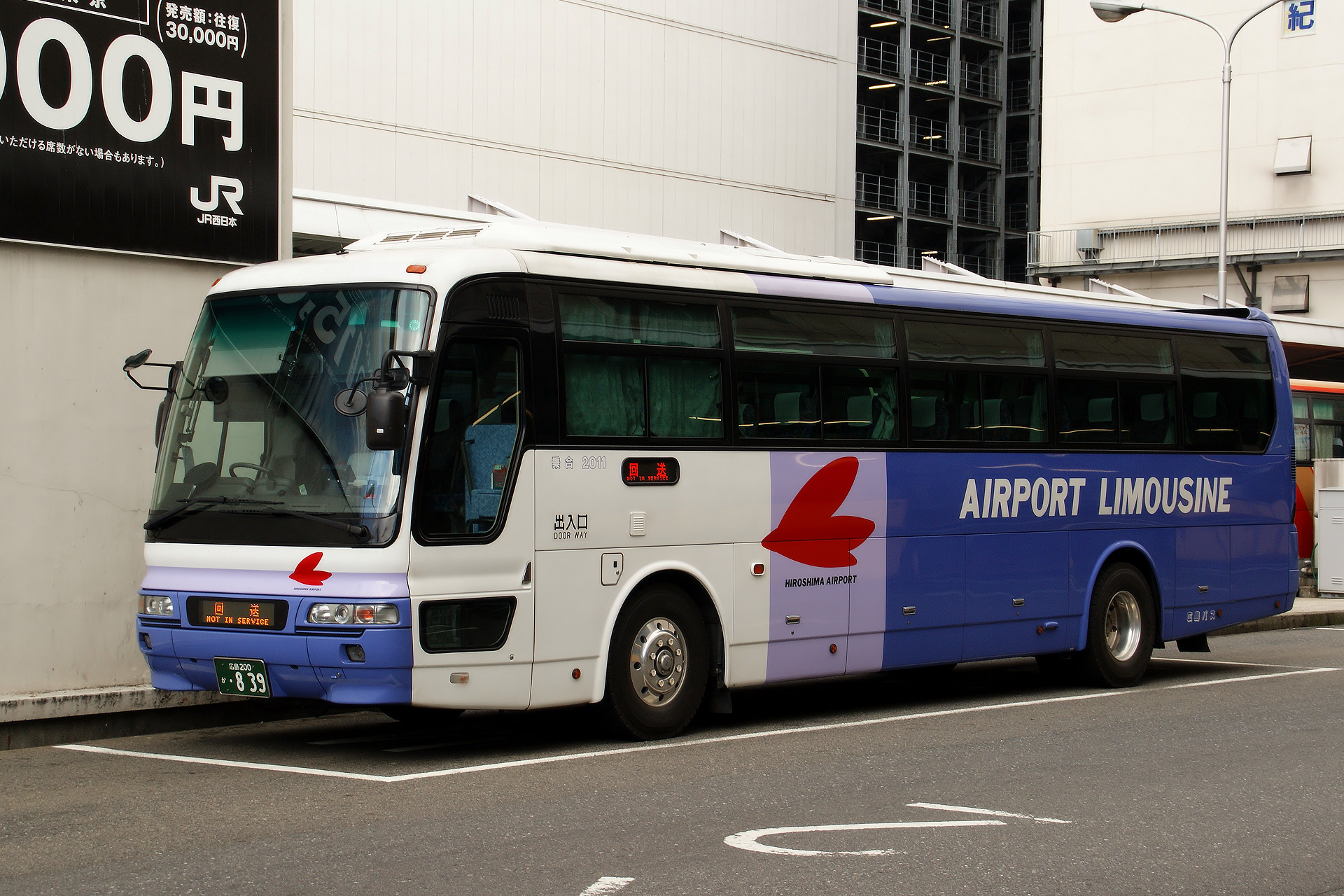
エアポートライナー 広島バス

エアロクィーン（スーパーハイデッカー）

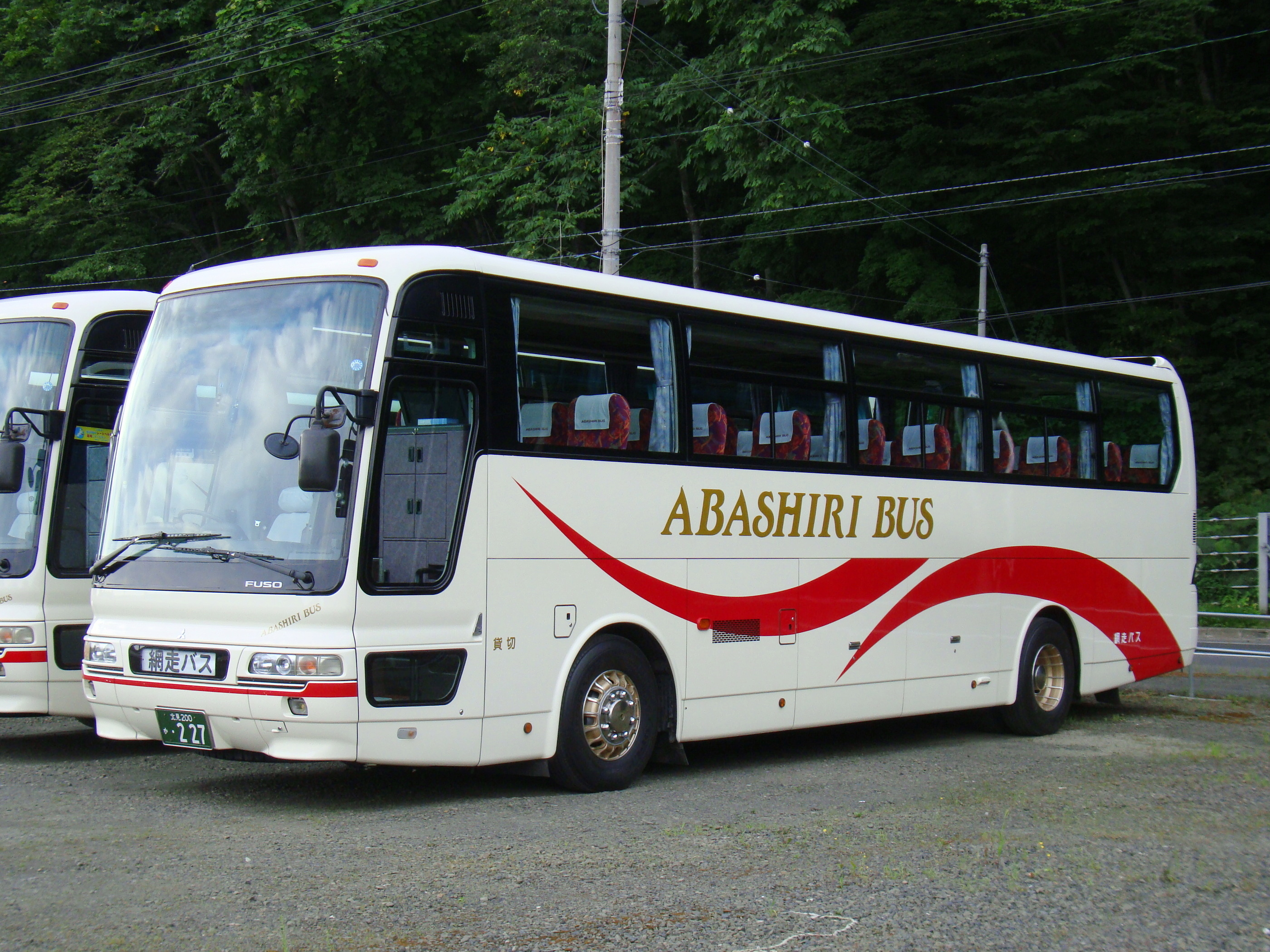
エアロクィーンI 網走バス
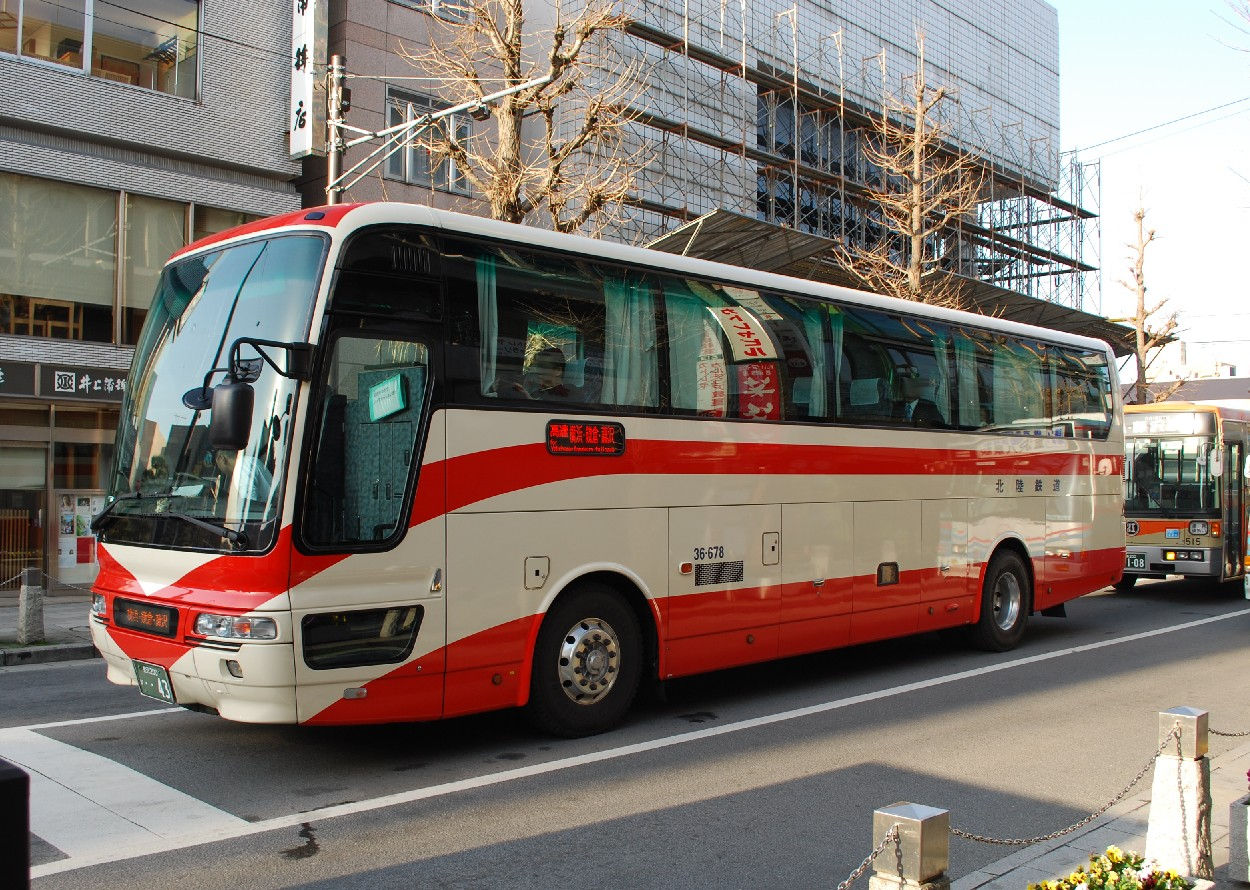
エアロクィーンI ハイウェイライナー 北陸鉄道
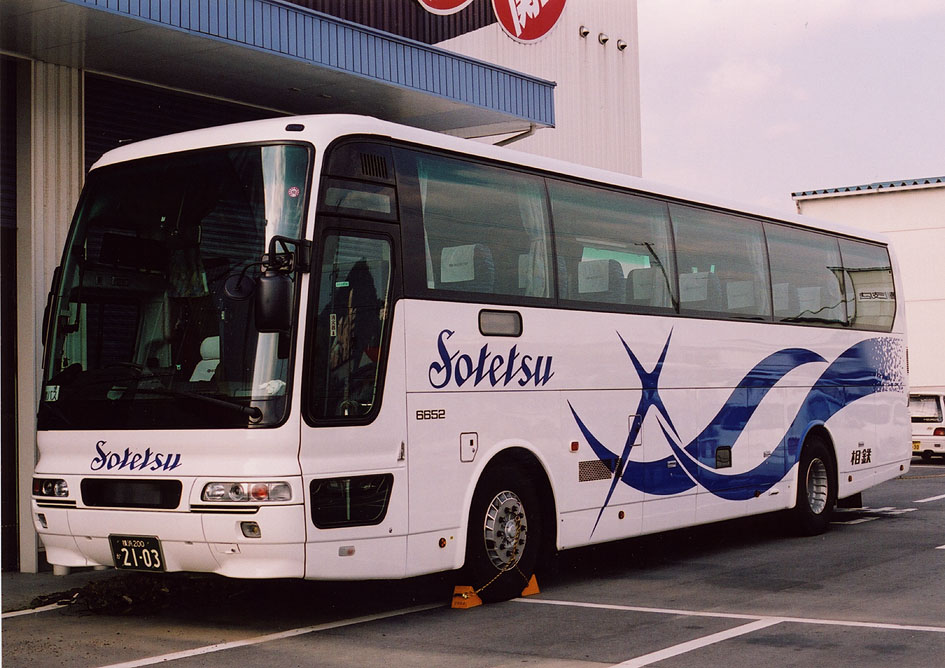
エアロクィーンI ハイウェイライナー 相鉄バス
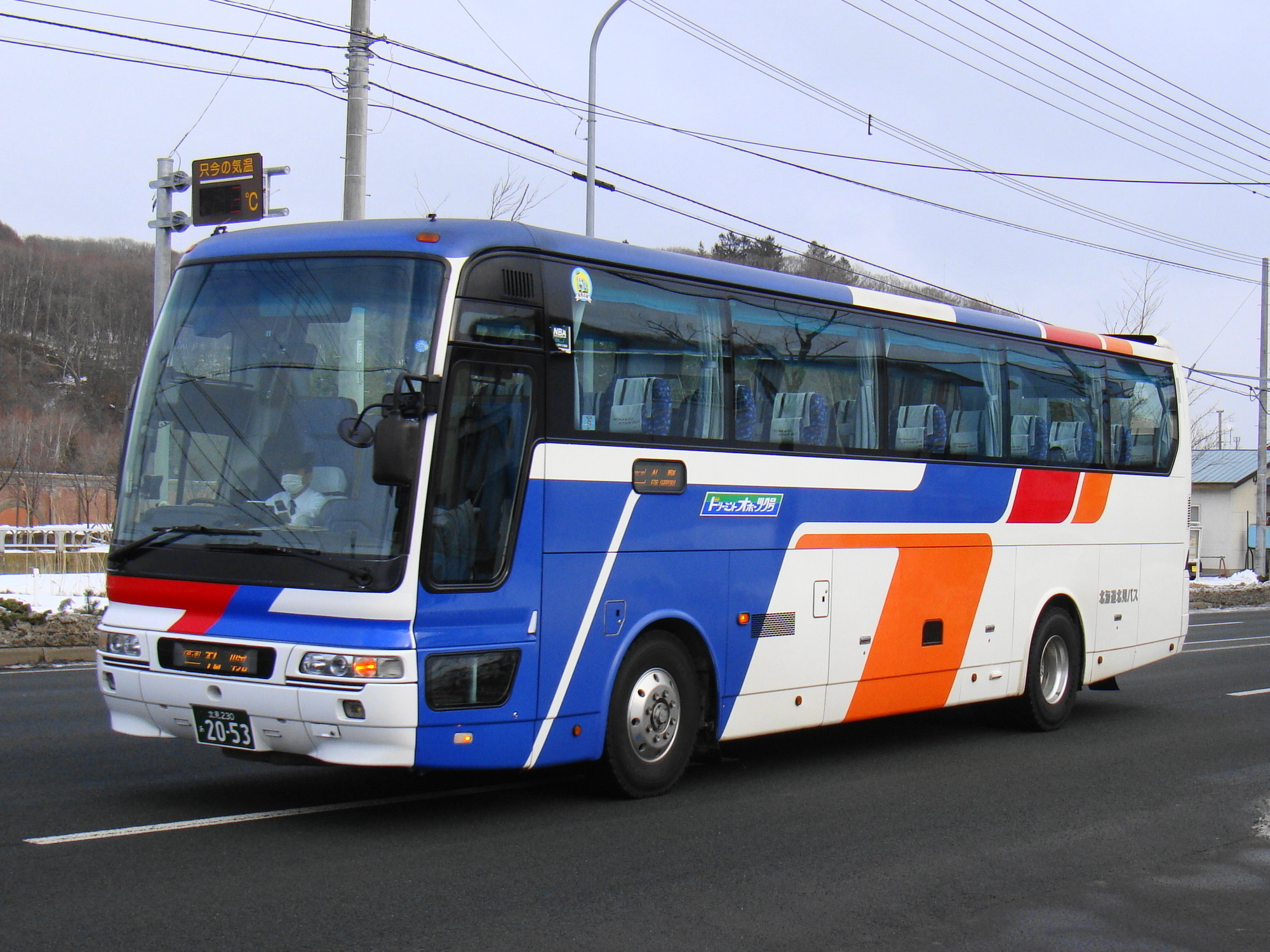
エアロクィーンI ハイウェイライナー 車間センサー搭載 北海道北見バス
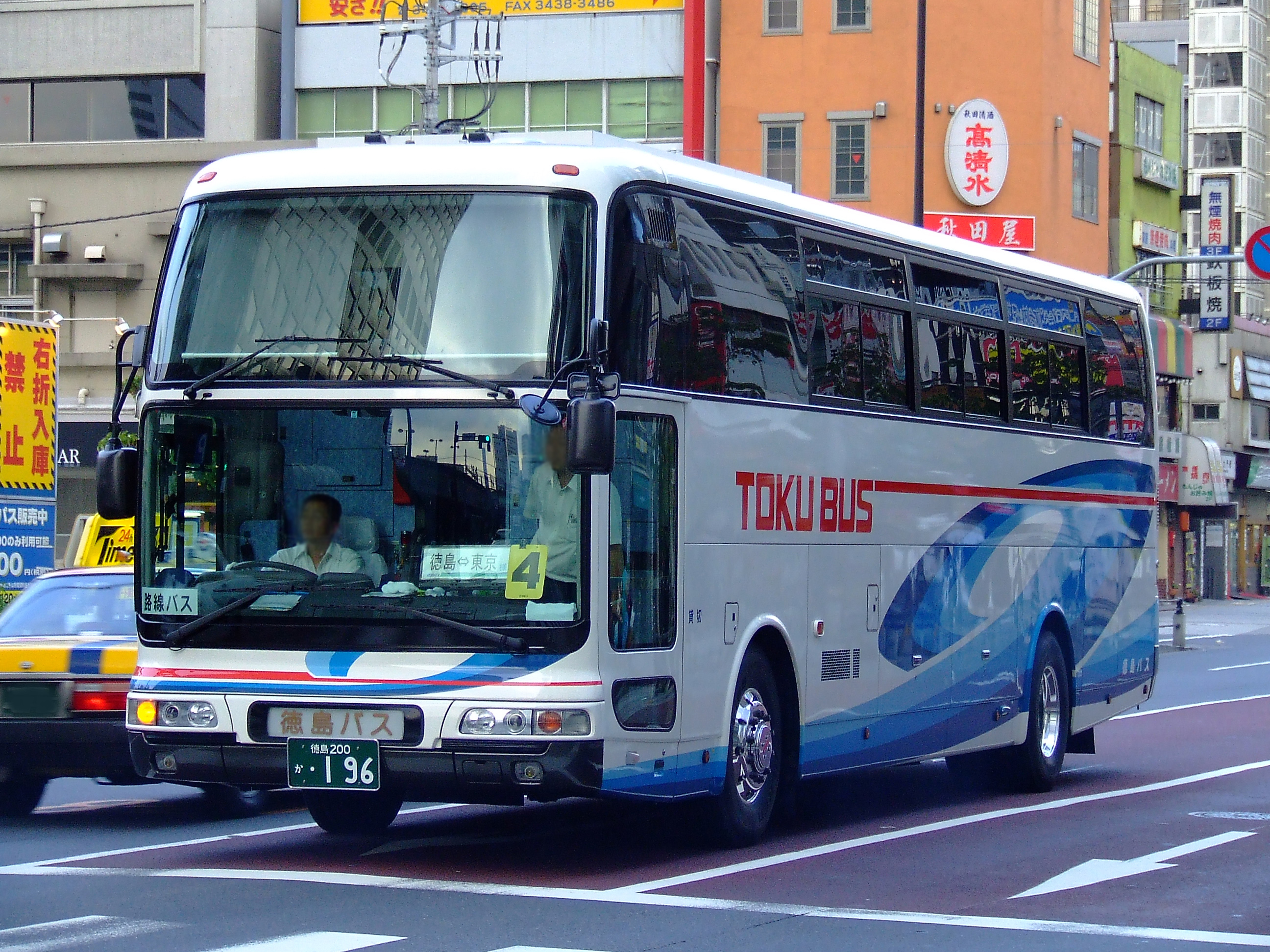
エアロクィーンII 徳島バス

### 西日本車体工業・富士重工業製車体
三菱ふそうの純正ボディは、前記のとおり三菱自工（1998年まで）とMBM→MFBMが担当するが、西日本鉄道をはじめ九州・中国・関西地方では西日本車体工業（西工）による架装が多く見られる。1992年10月、純正ボディと同時期にフルモデルチェンジしたネオロイヤルC/SD型のほか、比較的運行距離の短い中距離都市間路線にはS型も架装された。特にC/SD型はスペースをなるべく広く取る工夫がなされており、夜行都市間高速バス用としては最適である。
SD型のうちSD-II型は三菱ふそう専用（ネオロイヤルになり日産ディーゼル・スペースウィングに2軸スーパーハイデッカーモデルが追加されてからは日産ディーゼル向けも製造）で、高出力なMS729Sの後継モデルであるU-MS821P/KC-MS822P/KL-MS86MP(Q3)と組み合わされる。なお、九州内の昼行長距離都市間路線（フェニックス号・桜島号）用には、ハイデッカーにセグメントされるSD-I型が採用された。
ちなみに西工架装車には、ECS（SD-IIなど高出力車を除く）を省略した車両が多数存在する。
富士重工業製は既に少数派であったが、1998年には日野自動車とともにバス車体の架装は中止された。西工製についても2005年秋以降は同社へのシャーシ供給を停止しており、これまでSD-IIボディを採用してきた西日本鉄道や阪急バスにも純正ボディの夜行バスが採用されるようになった。
西日本車体工業製

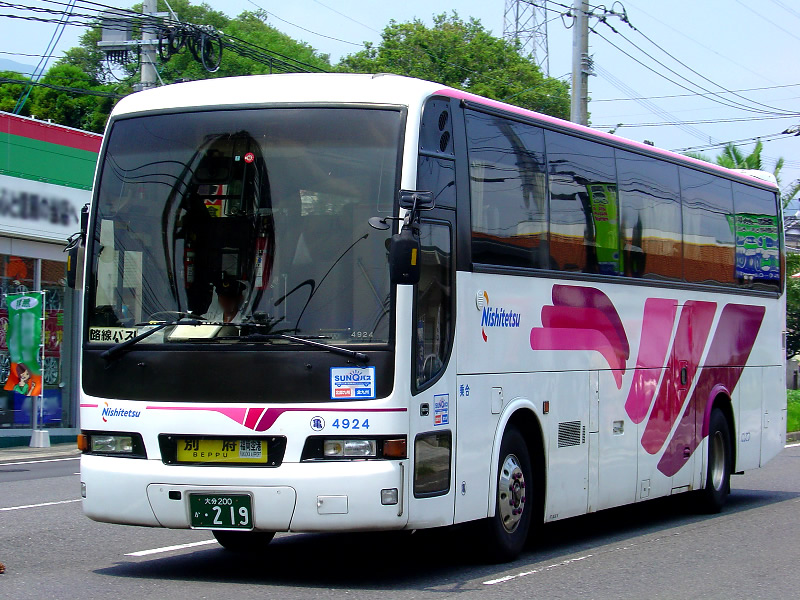
西工SD-II (92MC) U-MS821P 西日本鉄道
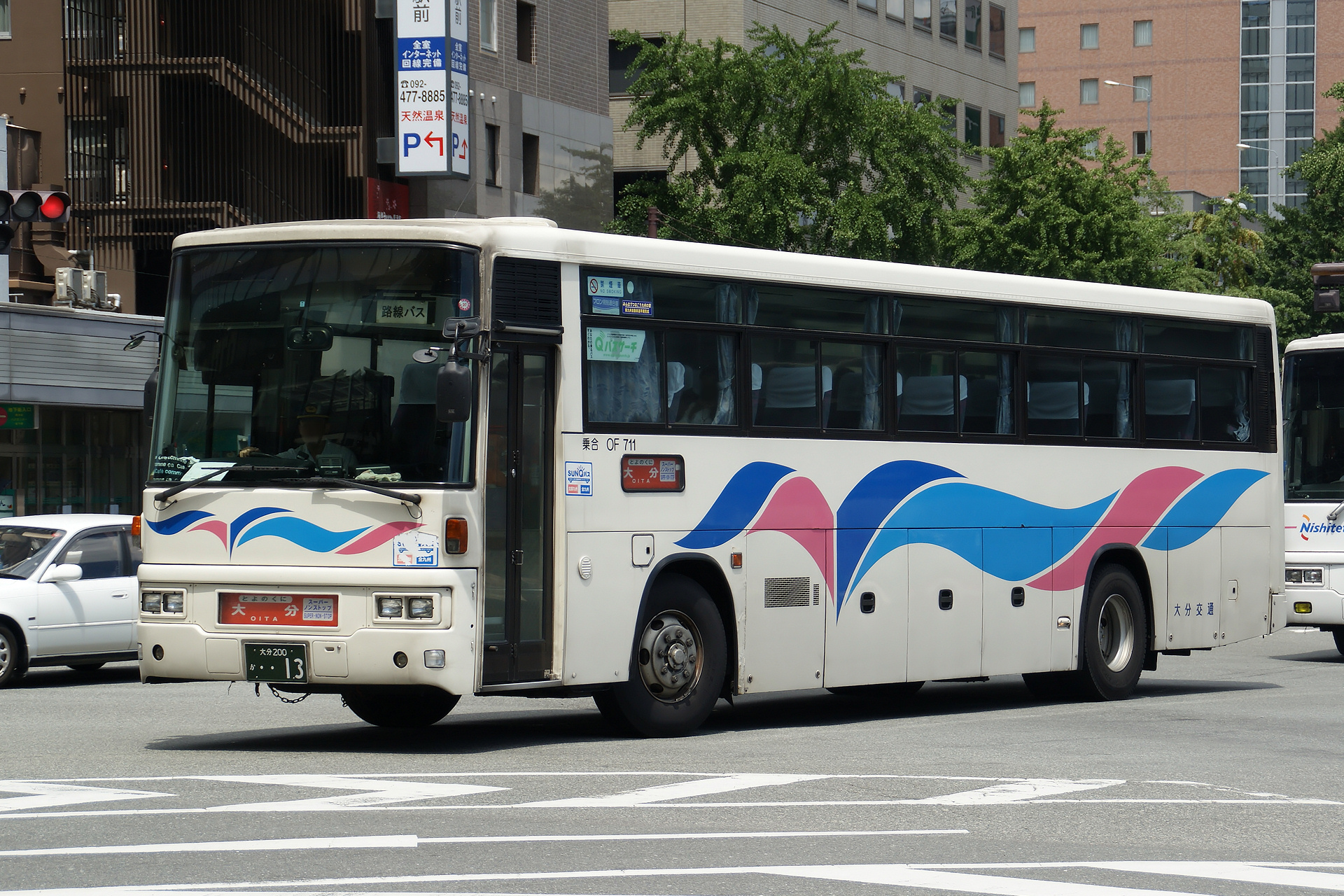
西工S型 (90MC) KC-MS829P 大分交通
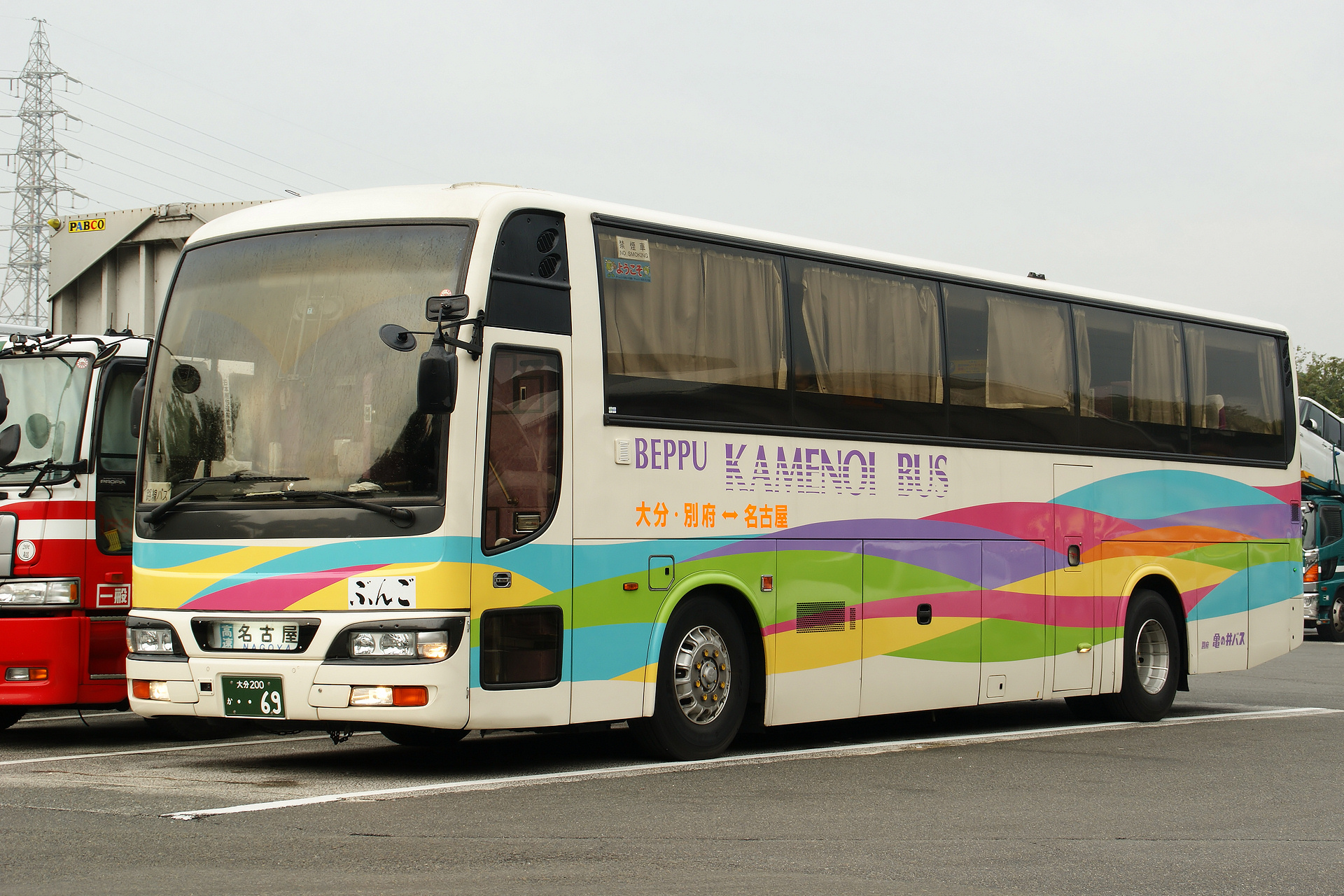
西工SD-I (02MC) KL-MS86MP 亀の井バス
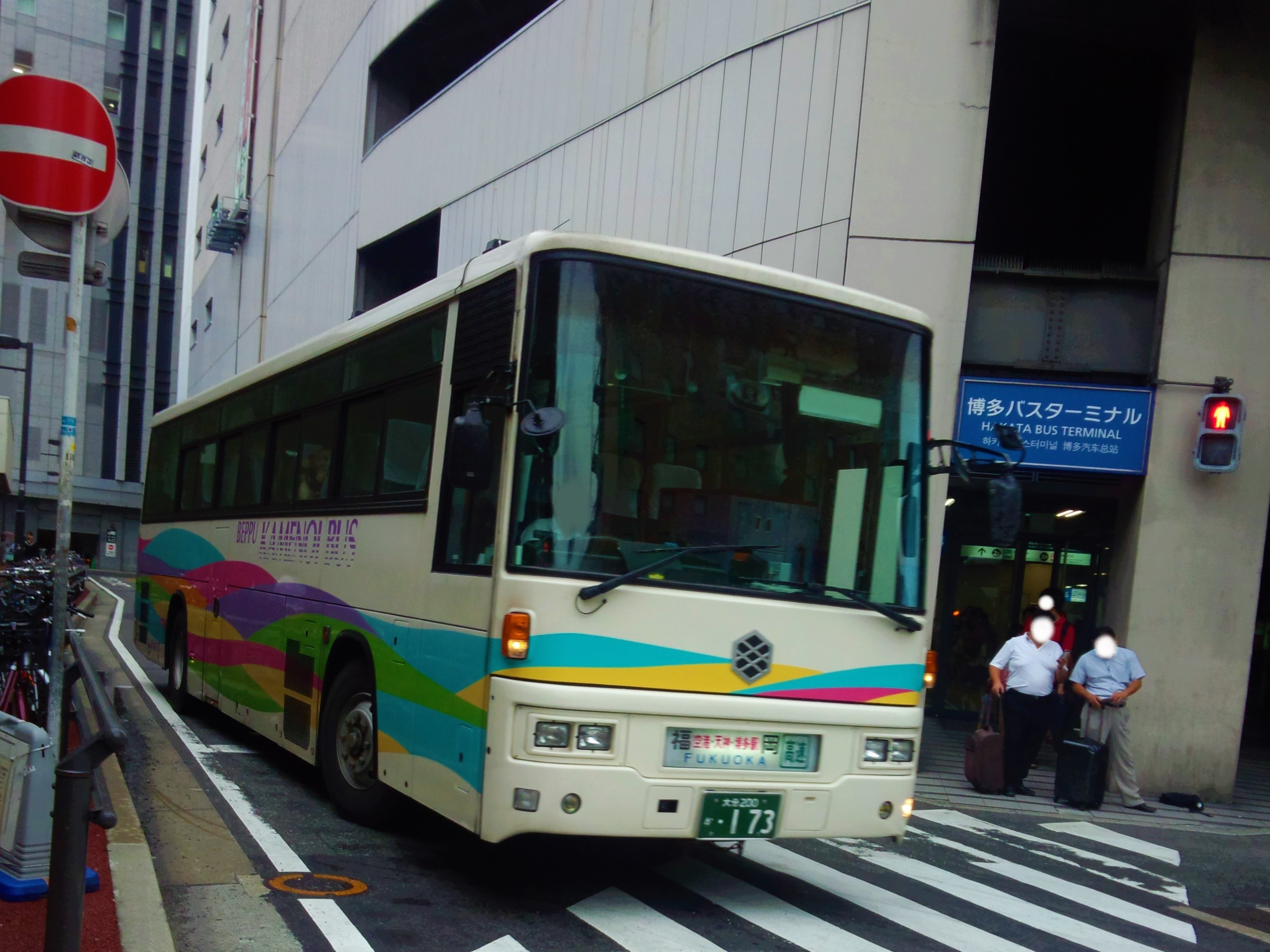
西工S型 (90MC) KL-MS86MP 亀の井バス
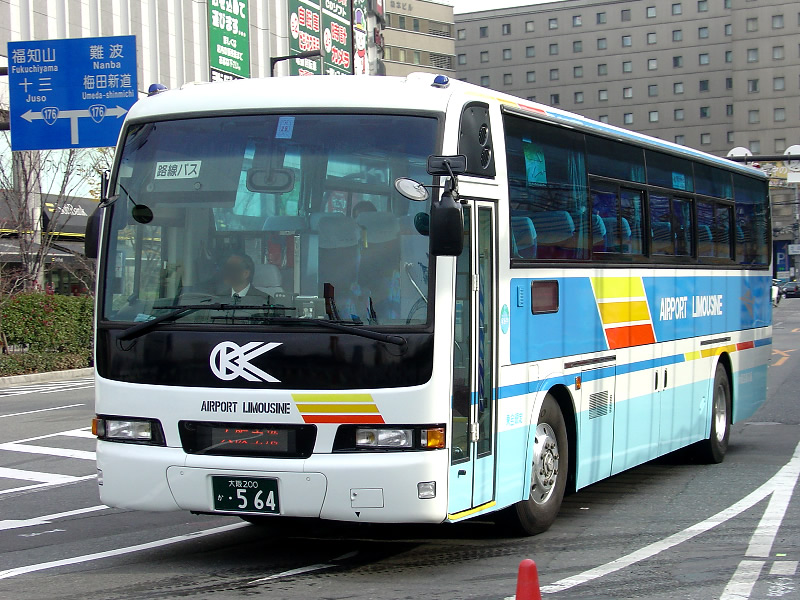
西工C-I (98MC) KL-MS86MP 大阪空港交通

富士重工業製

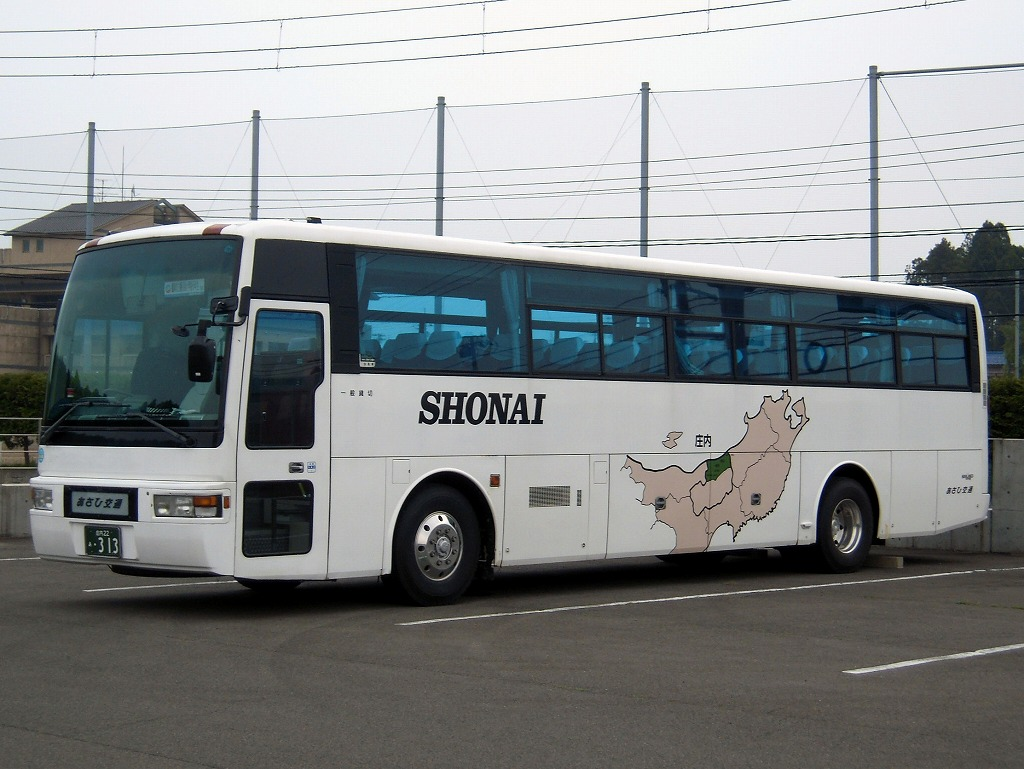
富士重7HD U-MS826P あさひ交通
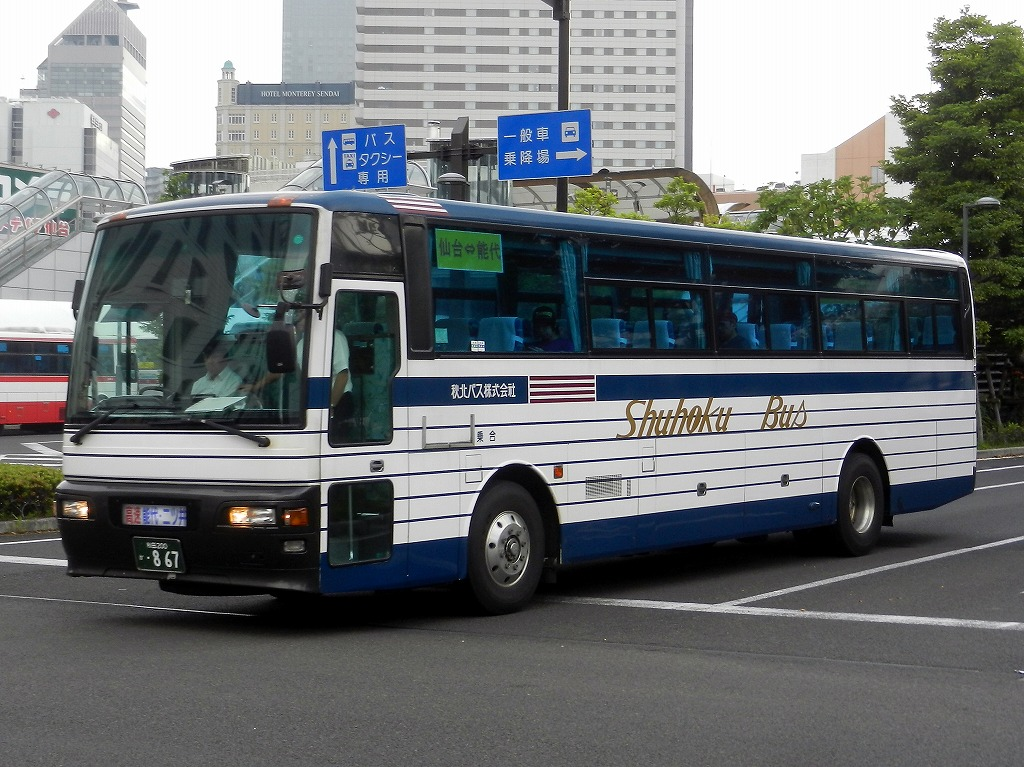
富士重7HD KC-MS829P 秋北バス
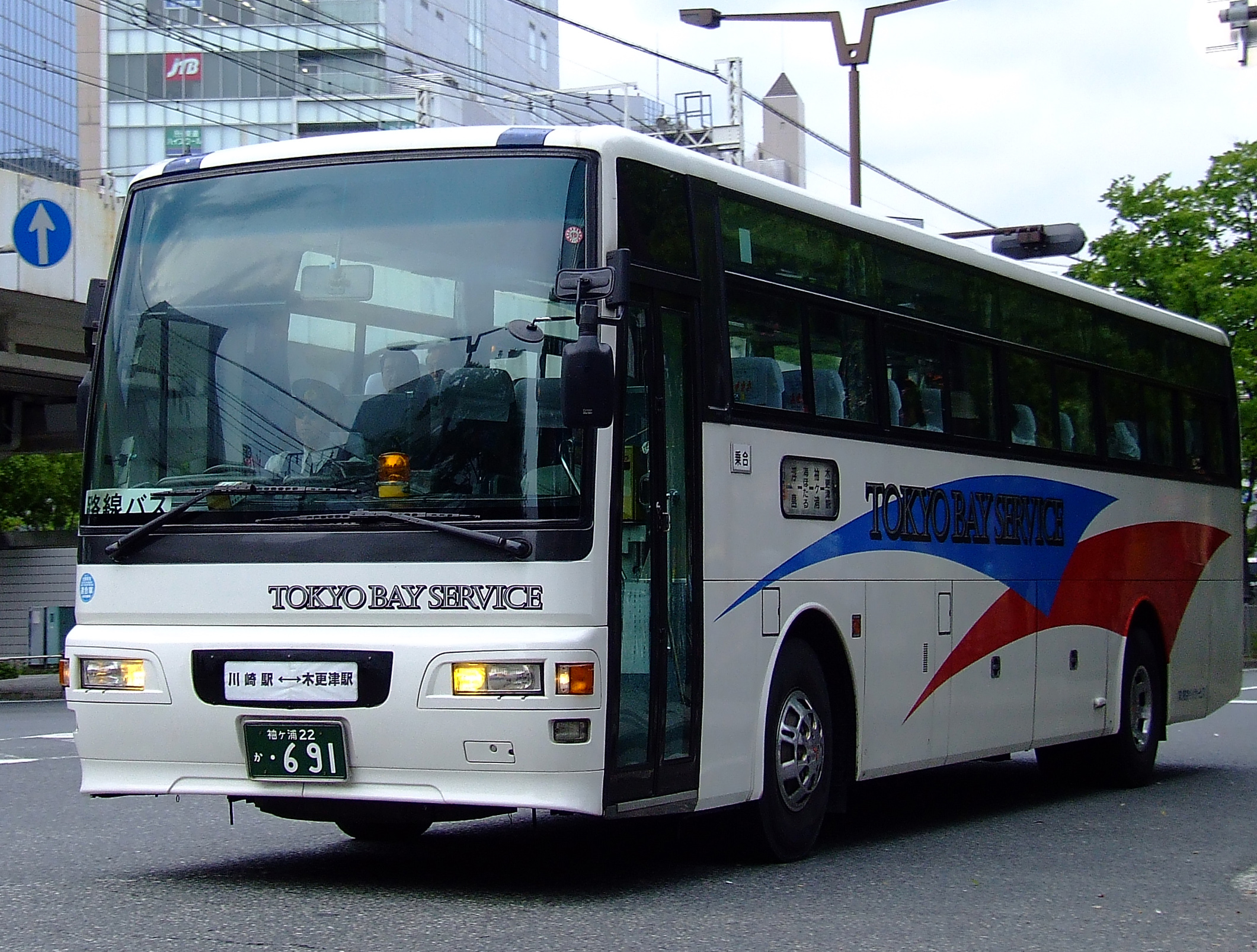
富士重7HD KC-MS829P 東京ベイサービス

### リコール騒動とその波紋
2002（平成14）年以降、三菱ふそうトラック・バスでのリコール隠し問題が相次いで発覚したことから、各地でエアロバスの新規導入・更新を手控える事業者が後を絶たなかった。例えば系列にふそう系ディーラーを持ち、昭和40年代以降一貫してバス車両を三菱自製に統一していた名鉄バスや岡電バスなどでも日野自動車のセレガを導入するなど、当面の動向が懸念された。1999年にホイールハブ破損によりタイヤ脱落事故を起こしたJRバス中国でも三菱自工製の車両を多数導入してきたが、2004年8月以降の新車はいすゞ自動車製のみを採用している。
その後、ここ数年の逆境で落ち込んだシェアがかつての水準にまで回復しており、明るい兆しが見え始めた。しかし、いすゞ・日野が2005年9月に大型観光バスをフルモデルチェンジしてセレガ/ガーラとして発売させたり、西工製車体の日産ディーゼル・スペースアローはトルコン式6速ATのみに絞り込まれたのに対し、エアロバスの2005年10月12日の改良では、フルモデルチェンジも新長期規制への対応もなく、新短期規制適合かつ超低PM排出ディーゼル車認定制度75%低減レベルに留まった。メーカー側は中身の充実に重きを置いたと説明している。
マイナーチェンジに留めた理由は一連のリコール問題に起因する開発の停滞と誤解されるが、実際は排出ガス規制適合は継続生産車の場合、適合期限が新規車種（フルモデルチェンジ）とは違うためである。
新長期規制への対応は、後述の2007年のUDトラックス（旧:日産ディーゼル）との業務提携・バス事業の相互OEM供給が行われる車種からとなった。

## エアロエース/エアロクィーン（3代目）
2007年（平成19年）6月、15年ぶりにフルモデルチェンジを実施し、3代目エアロシリーズが発表された（発売は同年8月29日）。
ハイデッカーは従来のエアロバスからエアロエース（Aero Ace）へと名称が変更された。スーパーハイデッカーにおいては従来と同じエアロクィーン（Aero Queen）の名称が継続して使用されている。
エンジンは先代PJ-MS86JP系で採用された6M70がキャリーオーバーされているが、コモンレール噴射方式、高精度クールドEGRの高効率化技術が採用されるなど、エンジン本体に大幅な改良が加えられた。
また排気後処理装置として尿素SCRシステムを採用されることになった。この尿素SCRシステムは日産ディーゼル（現・UDトラックス）との業務提携により、同社より供給が行われ、スペースウイング／スペースアローなどと同一のコンポーネントとなっている。尿素水の消費量は燃料の3 %と見積もられている。
これら総合的なエンジンの改良により、新長期規制に適合したのはもちろんだが、省燃費性能や経済性、さらには動力性能も先代モデルよりも一層向上した。
さらにドライブトレインにも、タイヤの扁平・小径化、また低回転域のトルク増大に伴う最終減速比の変更が行われ、これにより静粛性も先代モデルより一層向上した。
車体や内装は、次の4つのコンセプトを元にしている。
- 三菱ふそうらしさを表現「ファミリーアイデンティティ」
- 飽きのこないデザイン「エバーグリーン」
- 情緒的で存在感あるイメージも込められた「クール&エモーション」
- 使いやすさを追求「ユニバーサルデザイン」

全高は、サブエンジン冷房車の場合、エアロクィーンは3.52 m、エアロエースは3.26 mである。直結冷房はエアロエースにオプション設定されているが、エアロクィーンでは全高の増大を避けるため設定がない。サブエンジン式冷房は三菱重工業製が標準、デンソー製はオプション。直結式はデンソー製のみ。
なお、初代エアロバス以来のスケルトンとモノコックの複合構造だったボデー構造は、エボバス（英語版：EvoBus）との技術交流も生かされ、今回から角鋼管材を全面に使用したオールスケルトン（マルチチューブラーフレーム）構造になり、フロント/リアパネルにはFRPを、サイドのロアパネル、ラゲッジリッドはアルミ製となっている。
ドライバーズシートも、本モデルから2代目エアロバスに標準装備されていたサスペンションシートが廃止され、固定シートのみとなった。ワンマン運行も想定して、インパネには3DINオーディオを装備出来るスペースが用意されている。
乗降扉は2021年に折戸モデルが発売されるまでは、全車外開きのプラグドアのみとなっていた。
また、この車両は日産ディーゼル工業（現・UDトラックス）にOEM供給され、スーパーハイデッカーが「スペースウィングA」、ハイデッカーが「スペースアローA」として発売される。
2007年（平成19年）10月、エアロクィーン、エアロエース共にグッドデザイン賞を受賞した。

### BKG-MS96JP

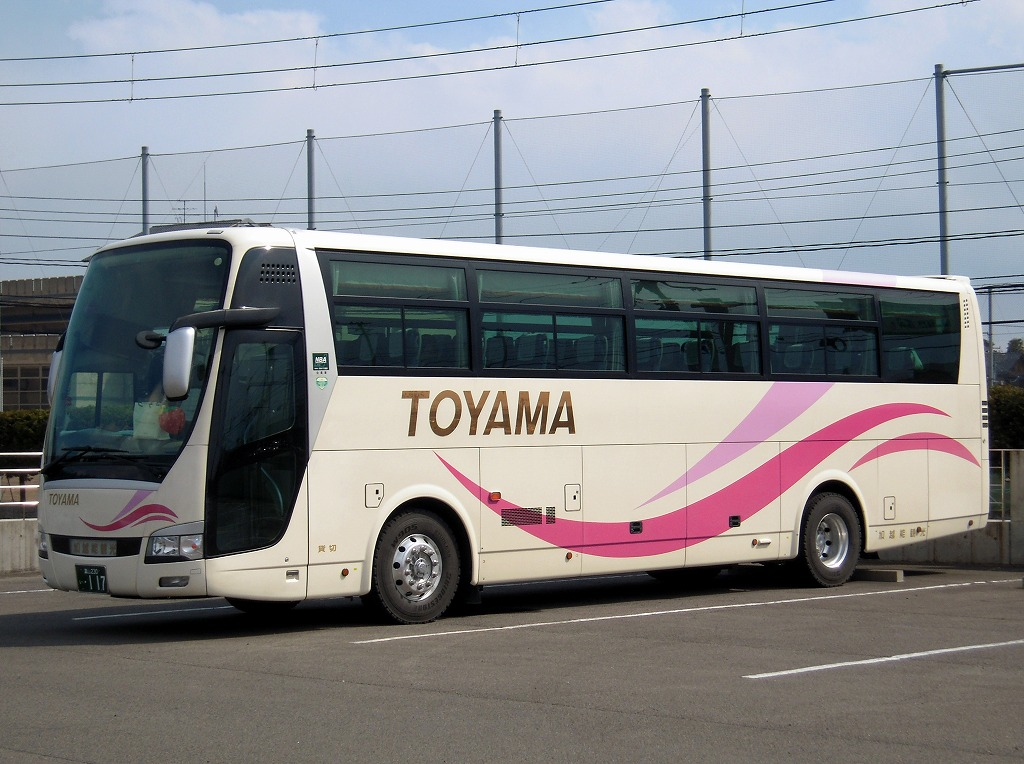
加越能鉄道
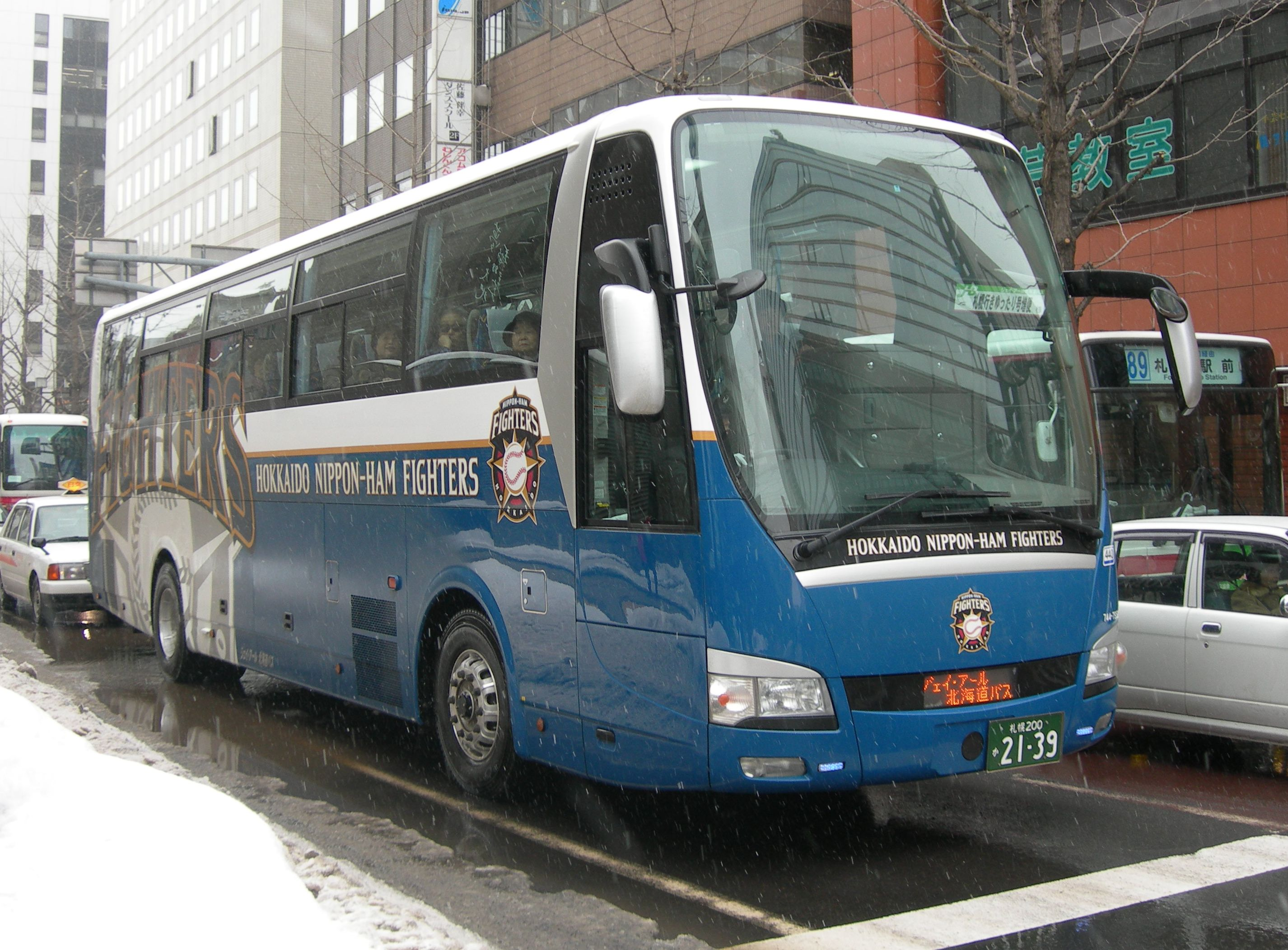
車間センサー搭載 ジェイ・アール北海道バス
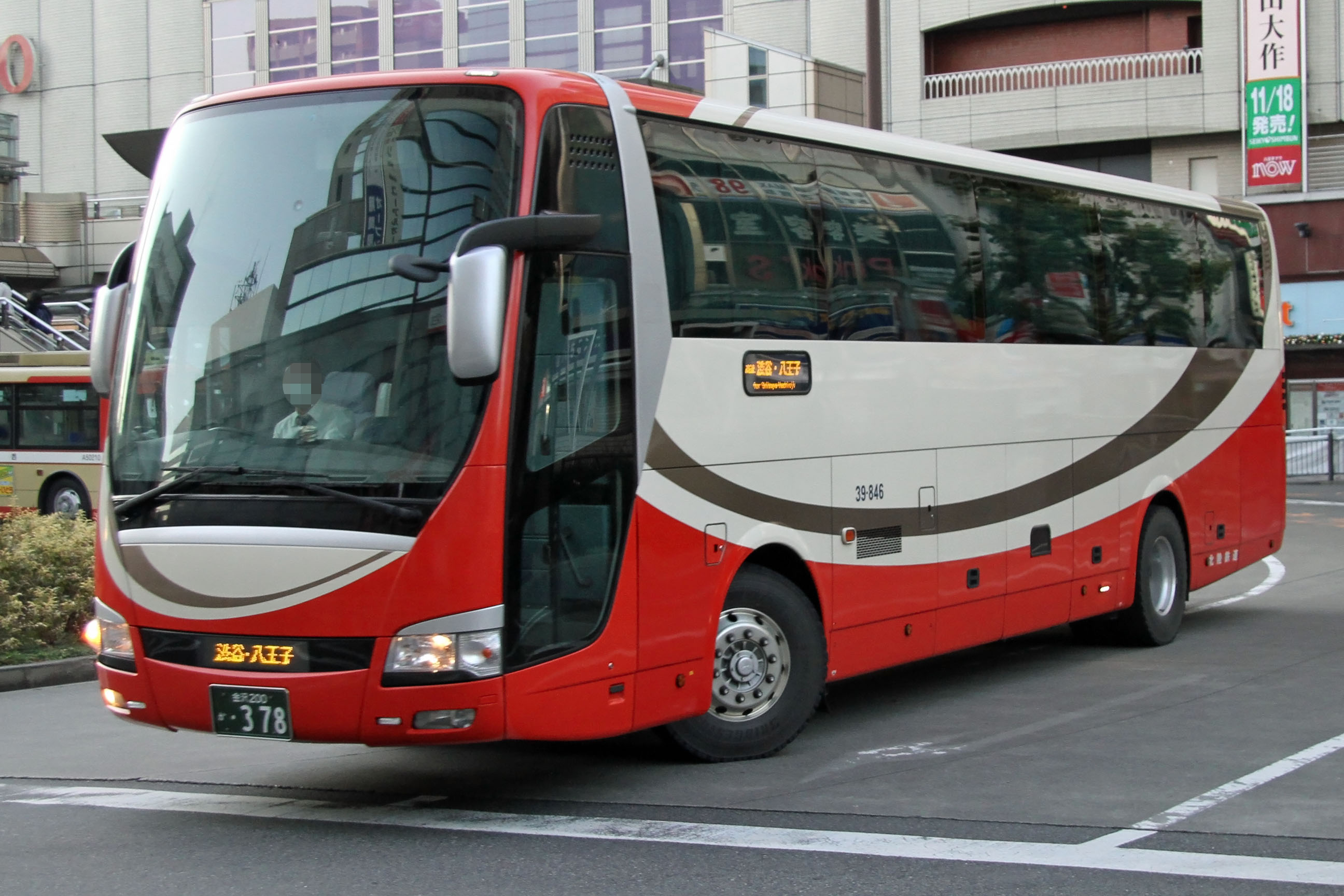
ハイウェイライナー 北陸鉄道

2007年（平成19年）8月29日に発売された型式で、新長期規制（平成17年排出ガス規制）に対応している。前述のように、新規に尿素SCRシステムを採用するなどした結果、基準値に対し窒素酸化物 (NOx)・粒子状物質 (PM)の10 %減を達成した。また、平成27年燃費基準も達成しており、識別記号が「BKG-」となったが、これは国内のディーゼルバスでは初である。
エンジンは6M70エンジンを搭載しており、出力は309 kWあるいは257 kW（エアロエースのみに設定）である。トランスミッションは6MTのみである。車体は、引き続き三菱ふそうバス製造製である。
同年10月には、高速路線仕様のハイウェイライナー、および空港路線仕様のエアポートライナーが追加設定された。
型式は、BKG-MS96JPで、日産ディーゼルへのOEM供給車はBKG-AS96JPとなる。
エアロエース（ハイデッカー）

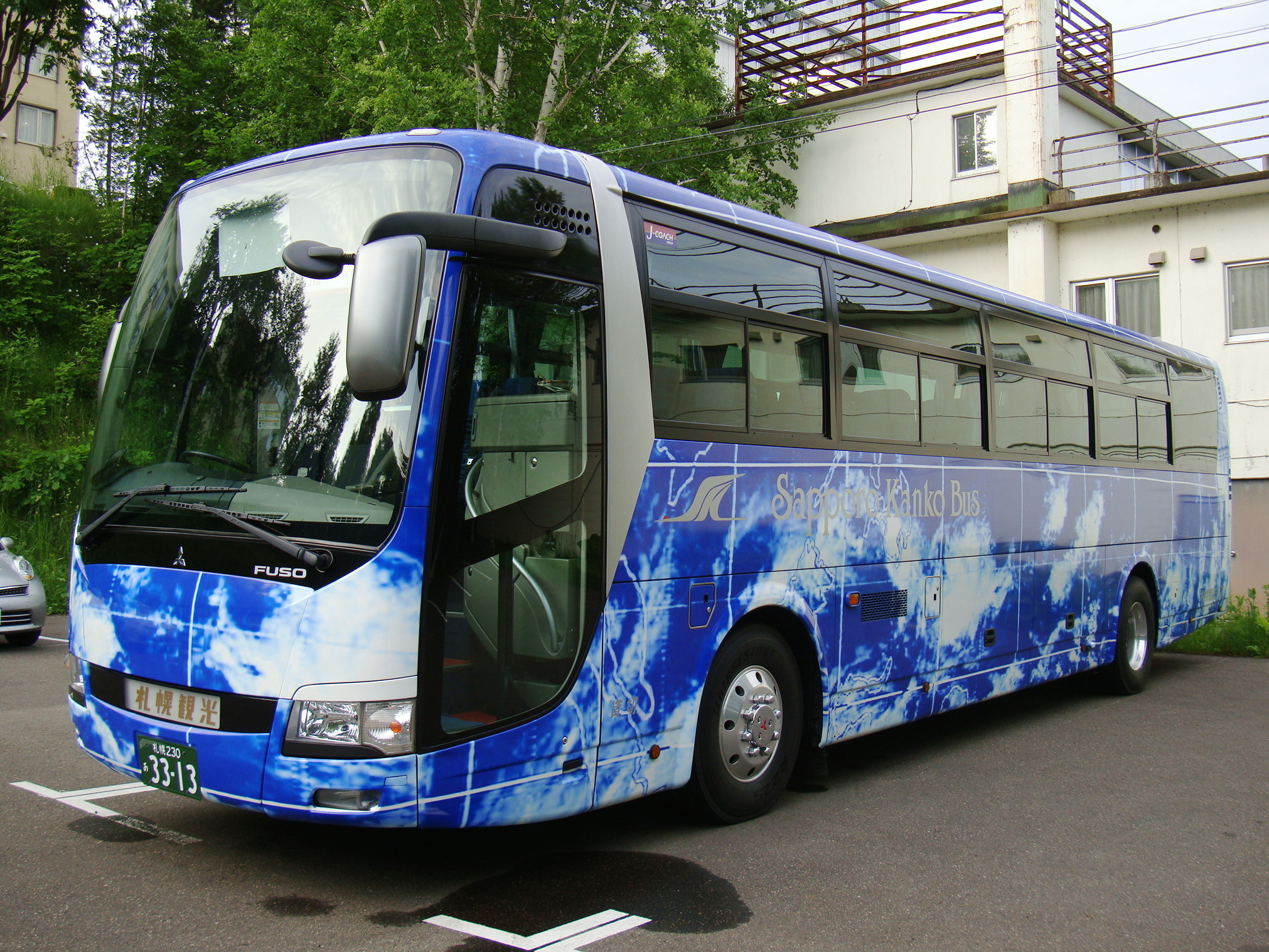
札幌観光バス
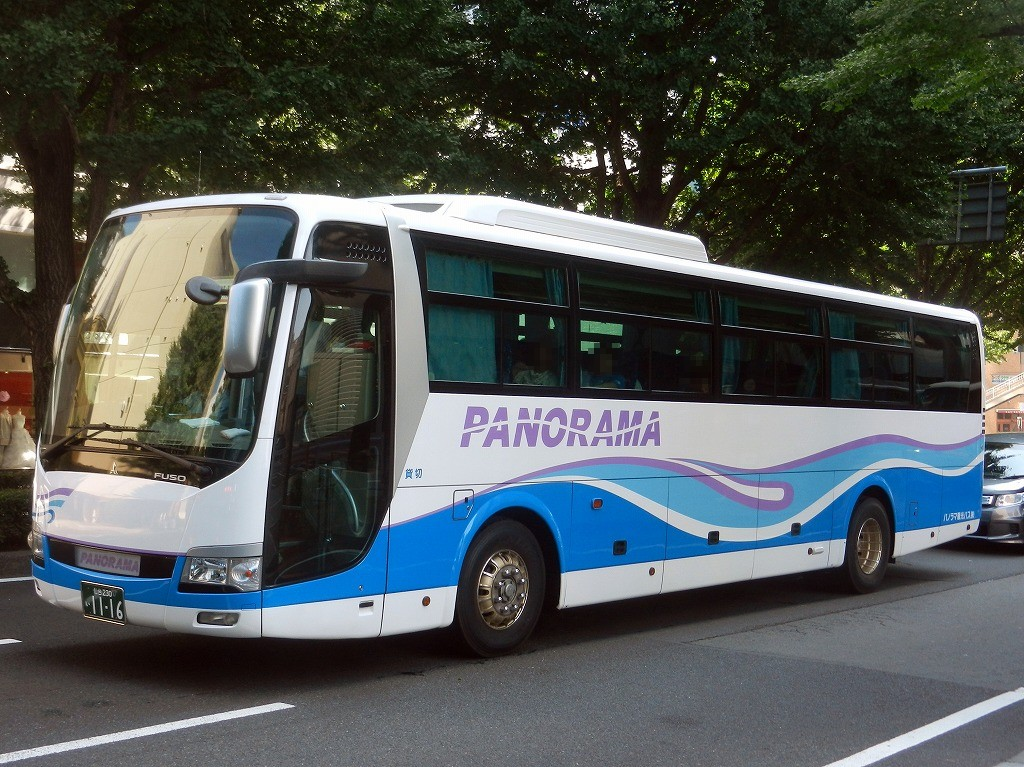
直結空調搭載 パノラマ観光バス
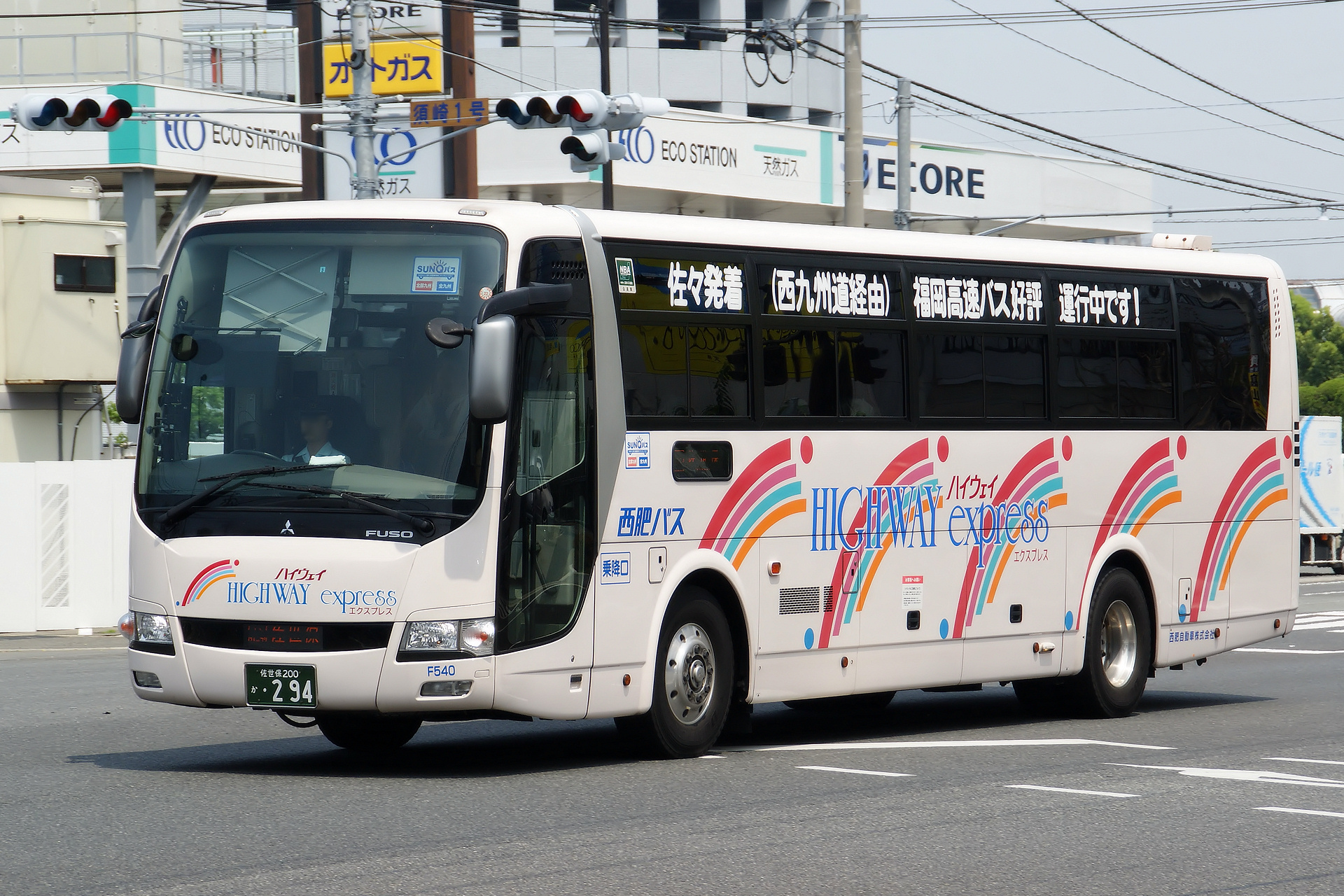
ハイウェイライナー 西肥自動車
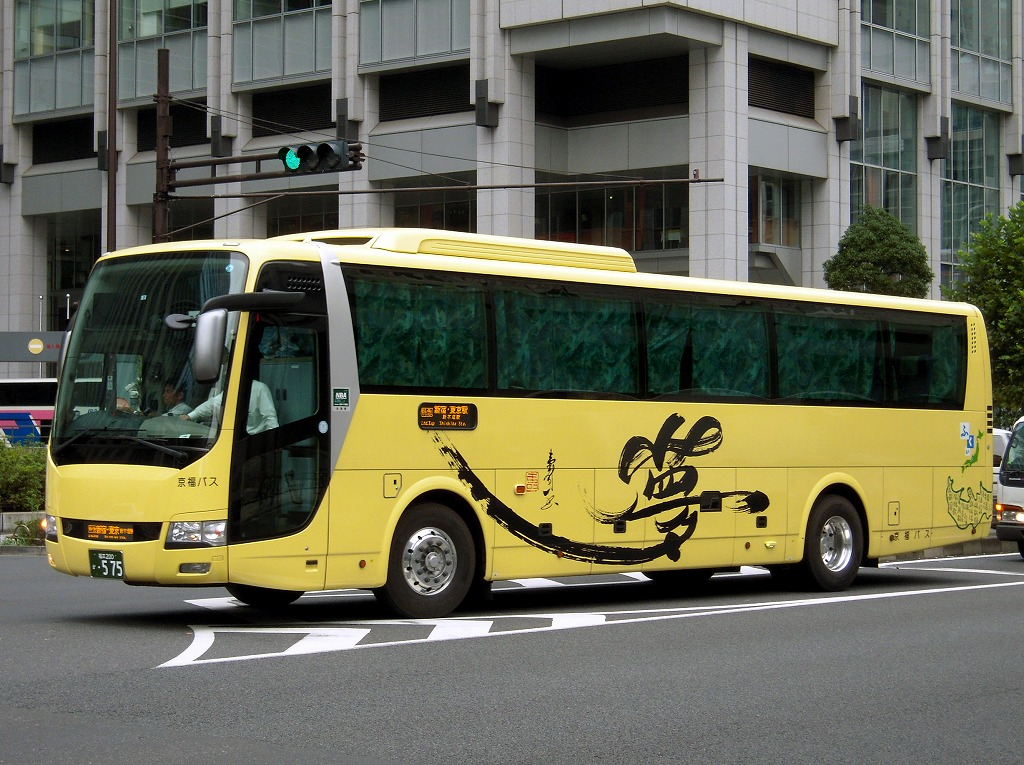
ハイウェイライナー 京福バス
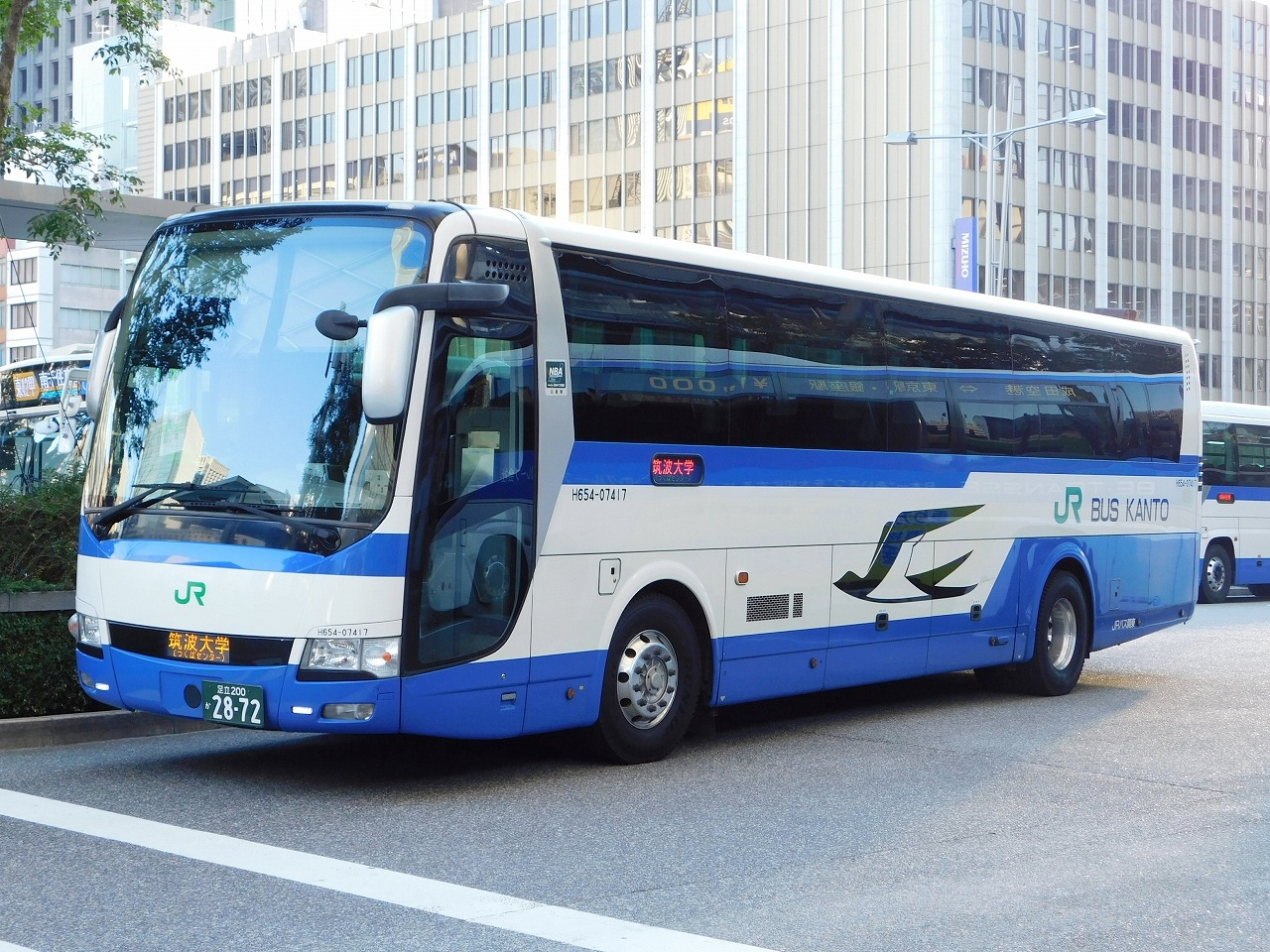
ハイウェイライナー 車間センサー搭載 ジェイアールバス関東
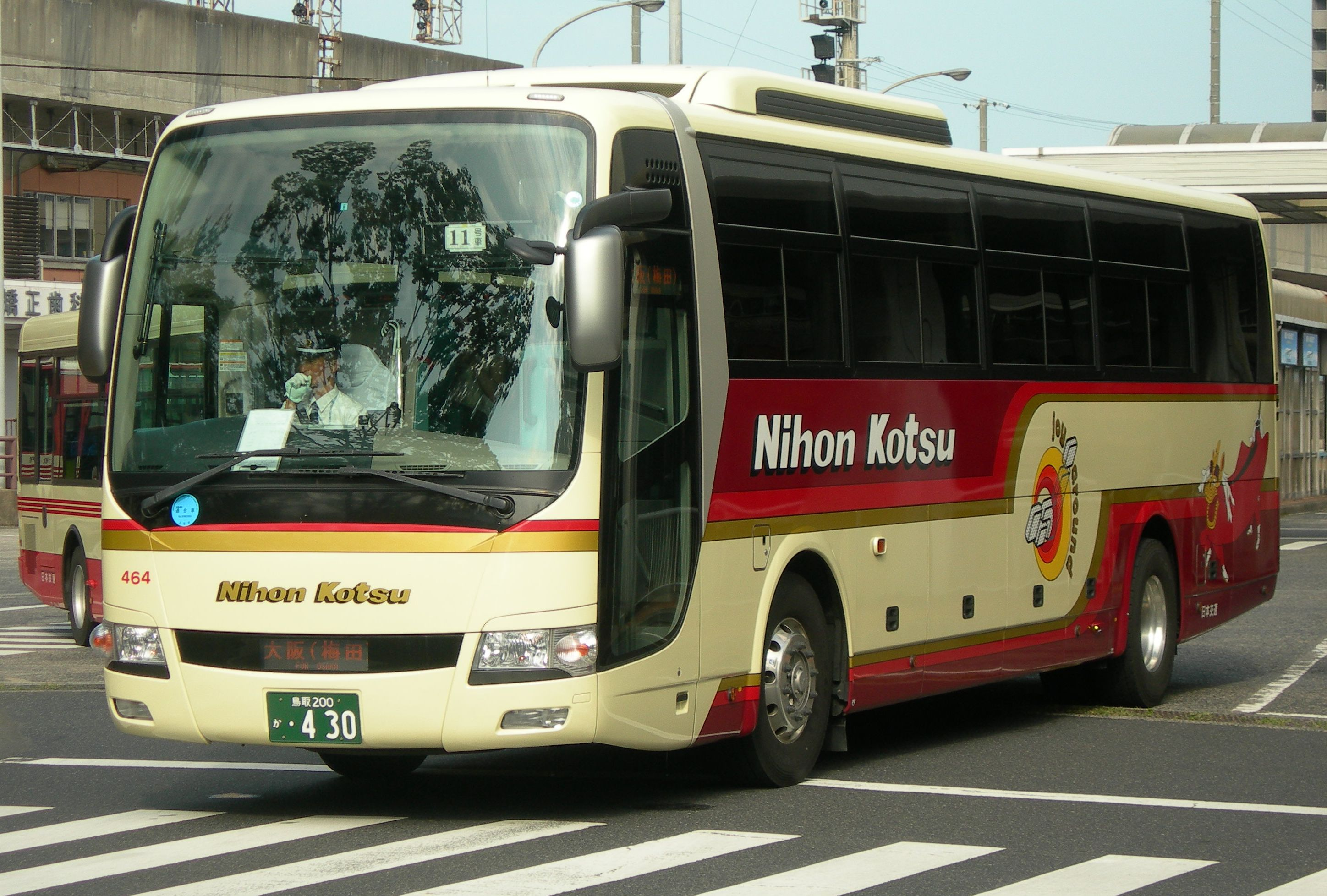
ハイウェイライナー 直結空調搭載 日本交通 (鳥取県)
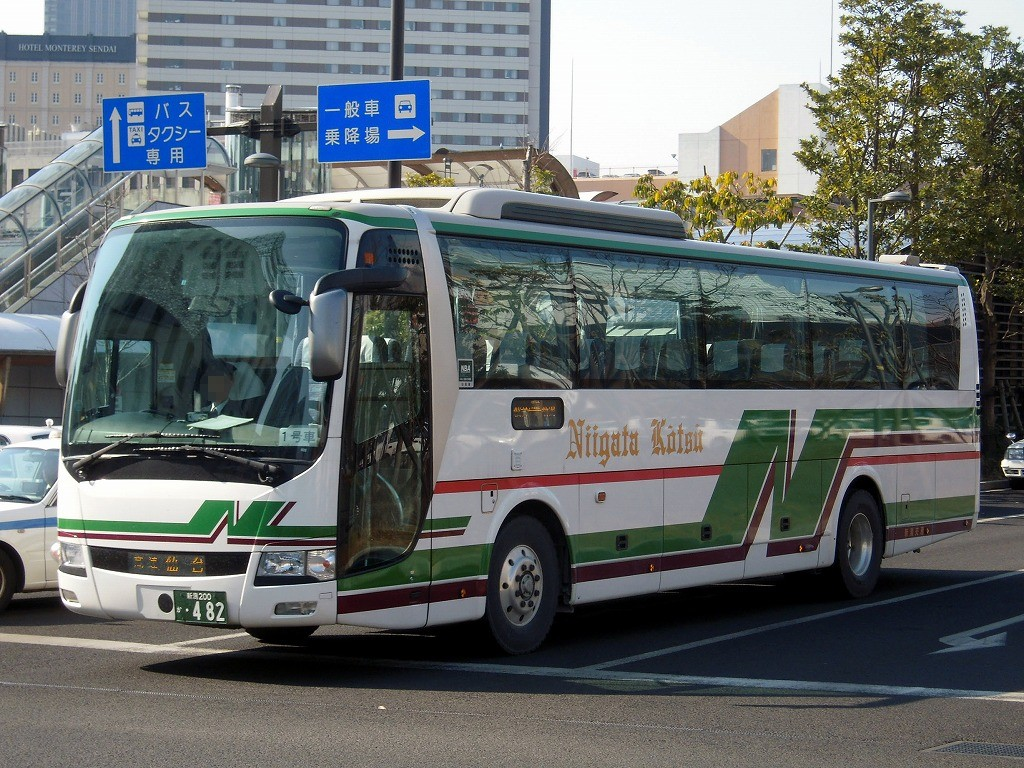
ハイウェイライナー 直結空調・車間センサー搭載 新潟交通

エアロクィーン（スーパーハイデッカー）

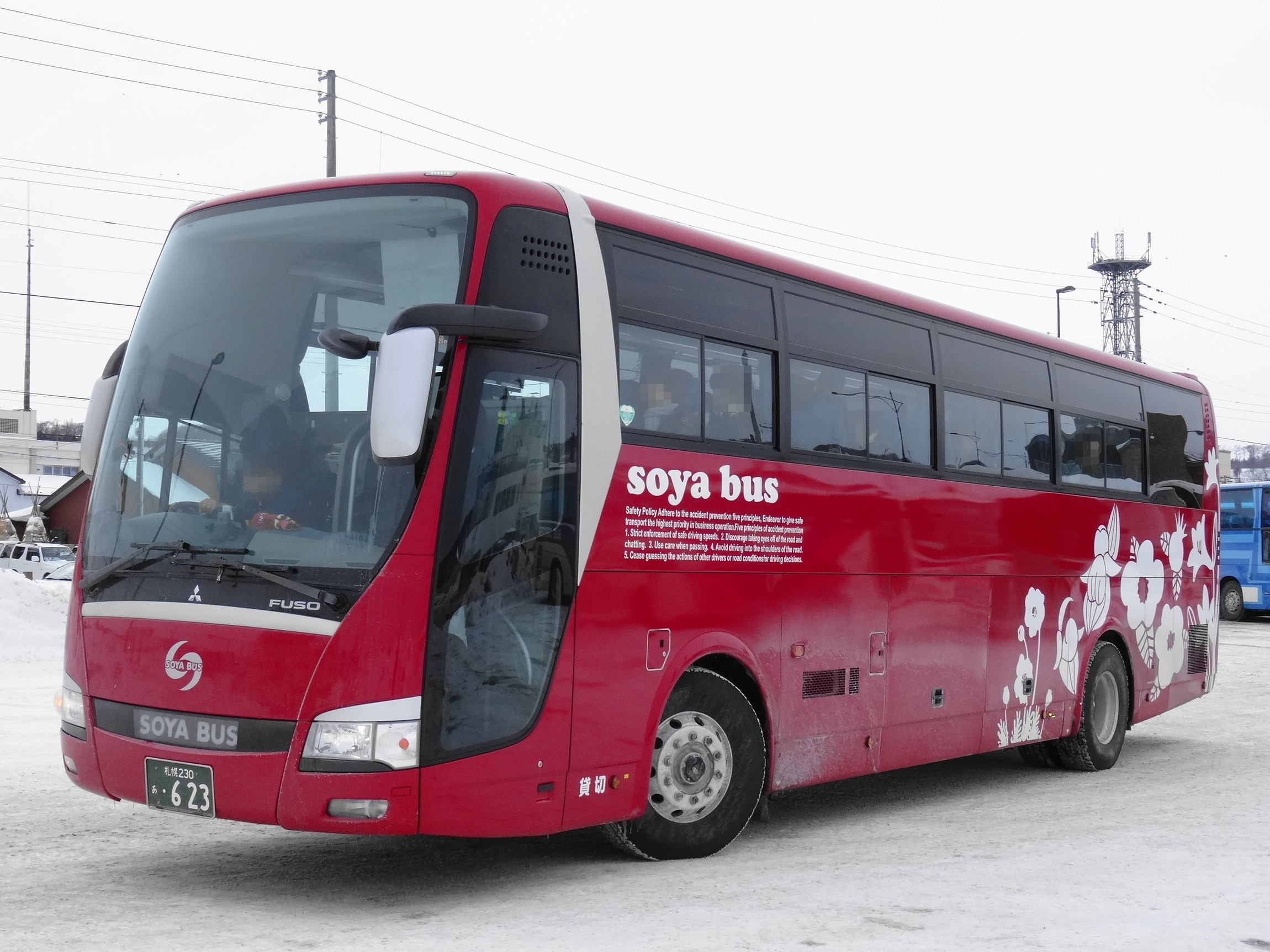
加越能鉄道
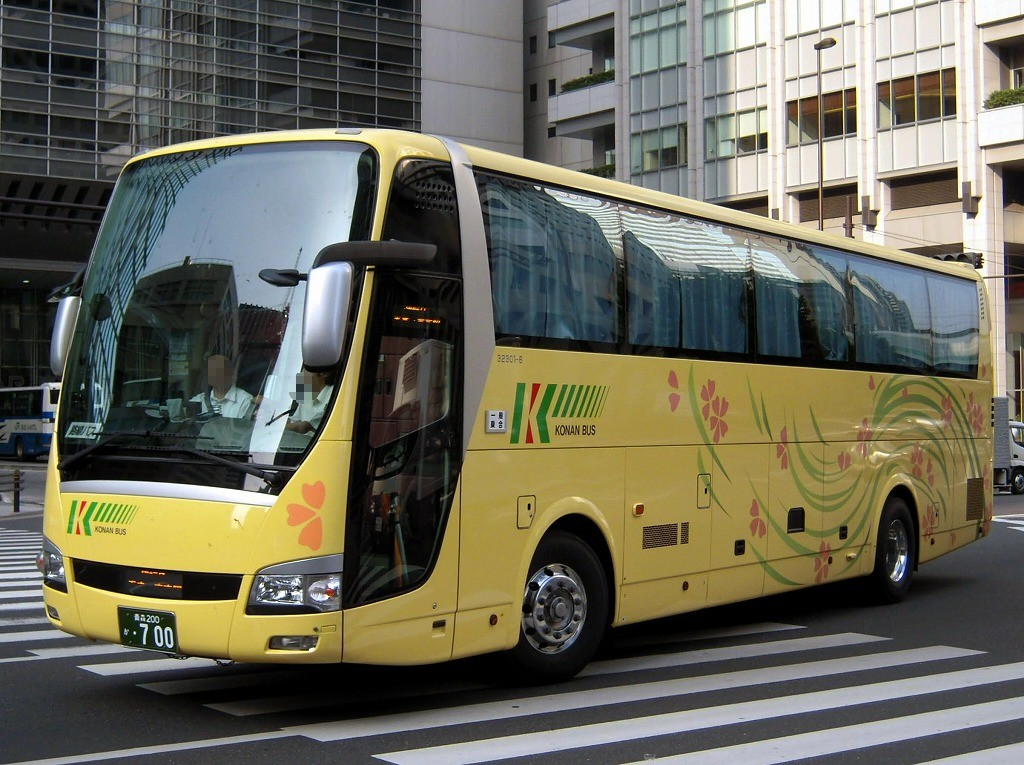
車間センサー搭載
ジェイ・アール北海道バス
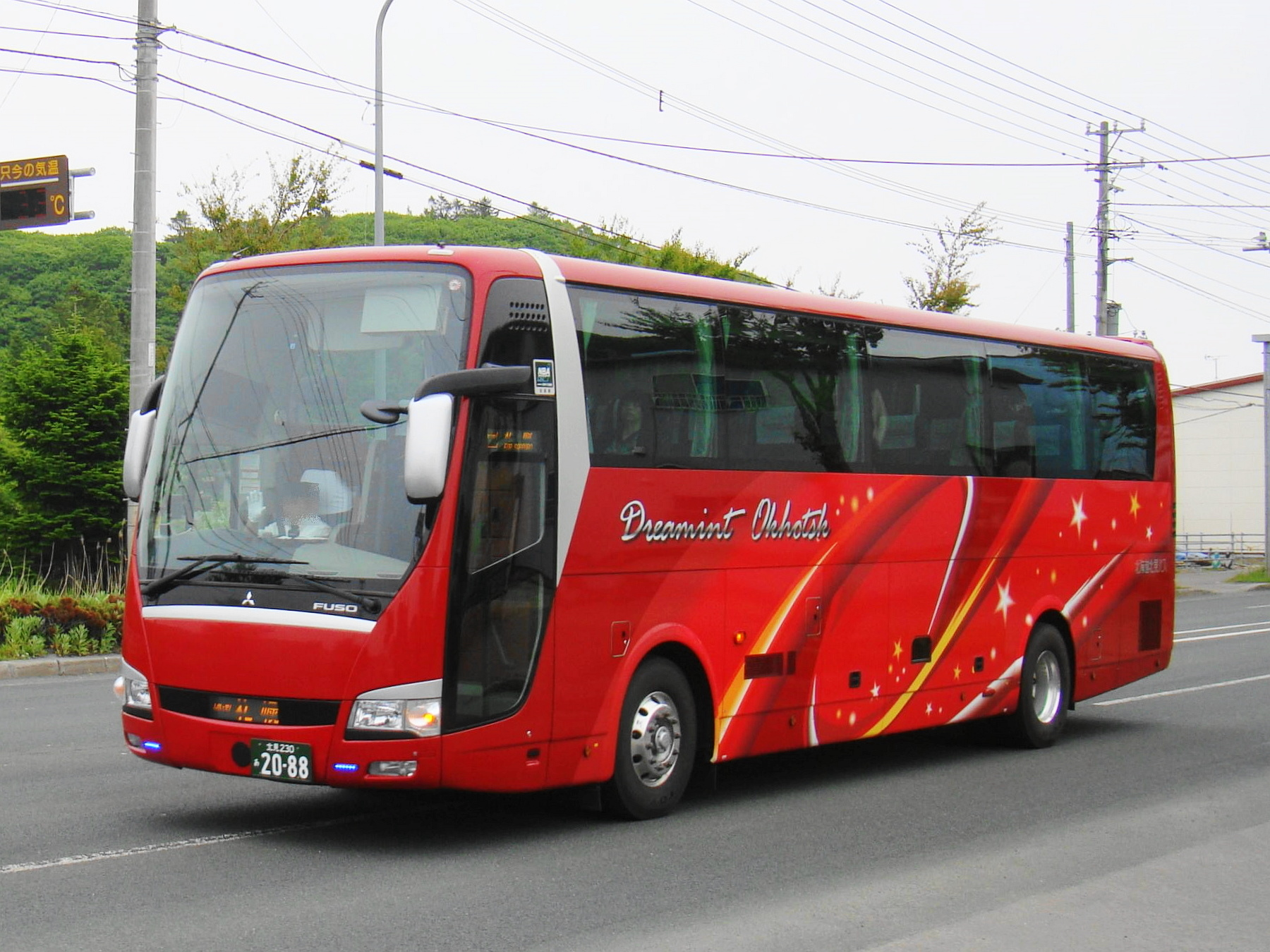
ハイウェイライナー
北陸鉄道

### LKG-MS96VP
| エアロクィーン BKG-MS96JP（左）とLKG-MS96VP（右）の外観比較（ケーエス北の星観光バス） |  | エアロクィーン BKG-MS96JP（左）とLKG-MS96VP（右）の外観比較（ケーエス北の星観光バス） |
| エアロクィーン BKG-MS96JP（左）とLKG-MS96VP（右）の外観比較（ケーエス北の星観光バス） |  |                                                                                       |

2010年9月1日より発売。今回は主に平成21年度排出ガス規制（ポスト新長期規制）への適合が主に置かれた大規模マイナーチェンジで、今回のモデルでエンジンが変更となり大型トラックである三菱ふそう・スーパーグレートと共通の新エンジン6R10(親会社であるダイムラー・トラックとの共同開発)に変更された。出力はBKG-車と同様の309kWあるいは257kWである。また排気ガス後処理装置も全面変更されこれまでのUDトラックス製尿素SCRシステムからダイムラー・トラック製「BlueTecシステム」（DPF+尿素SCR）に変更された。
その他の改良面としては、サービスボックスの容量拡大や、それに伴いその形状を見直して最前列の足下空間の余裕拡大を実現したほか、従来オプション設定だった運転注意力モニターが標準装備となるなど、かなり大幅な改良となっている。ホイールベースは従来車より95mm延長され、リアオーバーハングが短縮され、旧来のV8搭載車のそれに近くなっている。またラジエーターはベルト駆動から、日野・セレガと同様の油圧によるシャフト駆動に変更され、ラジエーター位置も後方から見て右側から左側に変更され、左側のルーバーの直後にラジエーターが配置され、BKG-代には無かったエンジンルームの左側にもルーバーが設けられている。さらにはリアボンネットに「BLUETEC」のロゴシールが貼り付けられている。これがBKG-車との区別ができる識別点となっている。
また、新排出ガス規制対応による重量増に対しては、ハイデッカーの一部車種に軽量サスを設定し、従来車と同等の乗車定員を確保している。
エンジンもダイムラー・トラック社と共同開発の6R10型に変更された。最大トルク・出力とも旧来の6M70型と同じであるが、最高出力の発生回転数は2000rpmから1800rpmになり、実用域でのトルク特性も若干向上したほか、静粛性も一段と向上している。

なお、今回から空調システムは直結式・サブエンジン式ともデンソー製に一本化されており（ただしオプション設定で従来の三菱重工製もあり）、UDトラックスへの供給車はLKG-AS96VPとなる。
エアロエース（ハイデッカー）

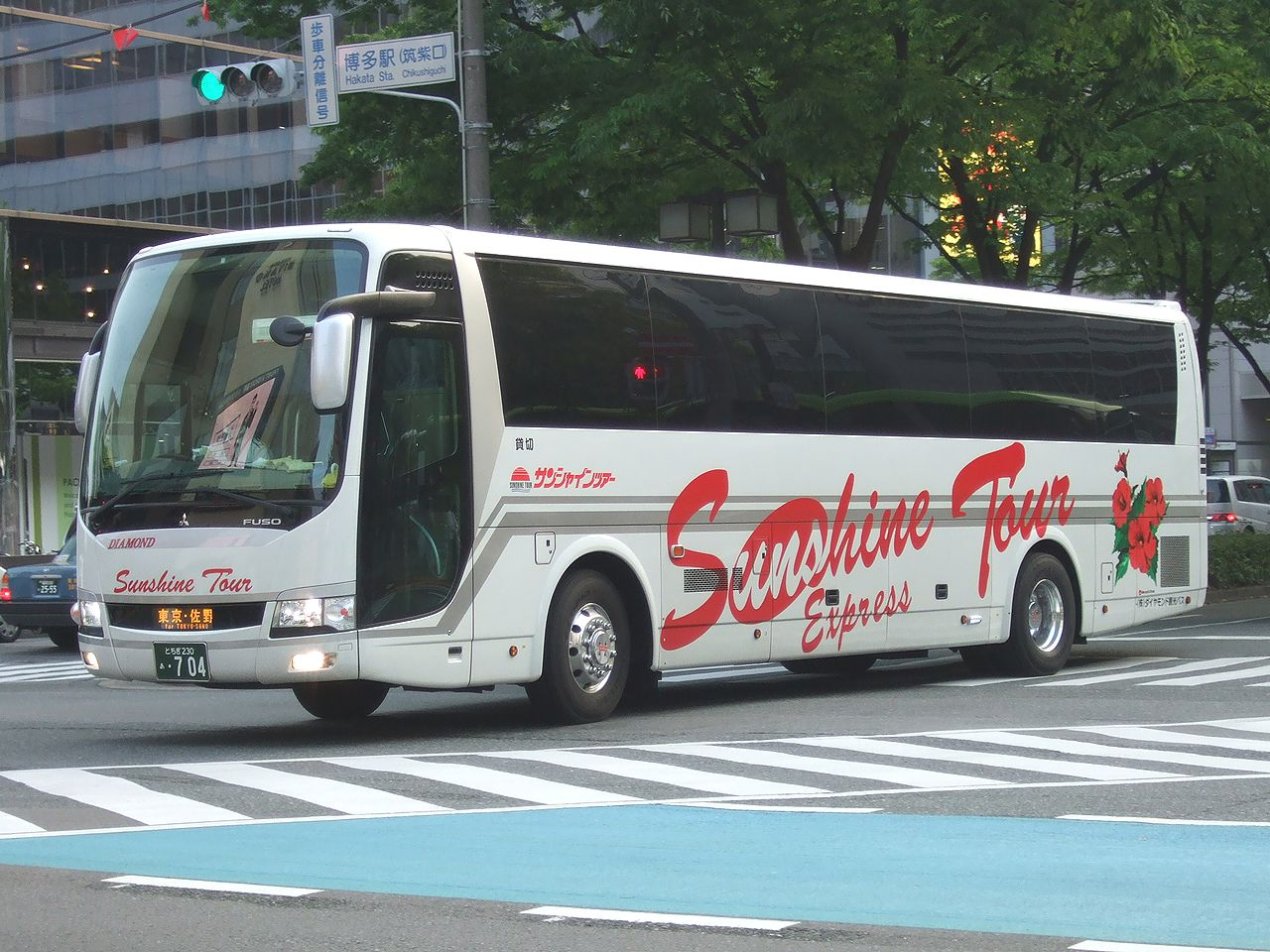
ダイヤモンド観光バス
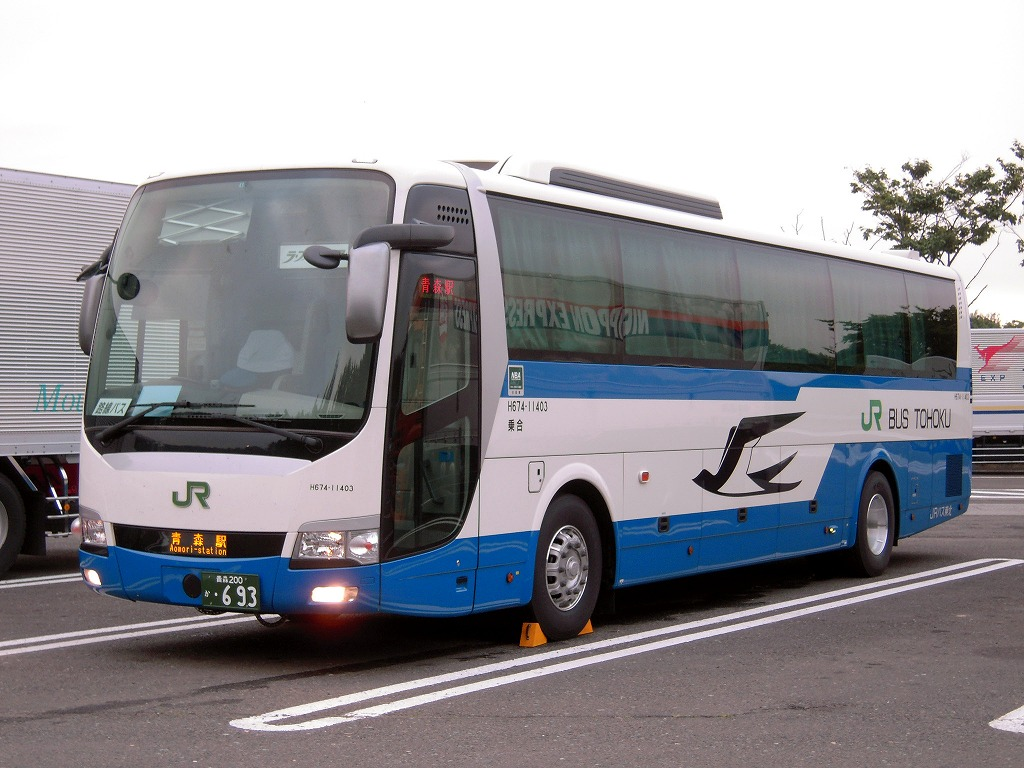
ハイウェイライナー 直結空調・車間センサー搭載 ジェイアールバス東北
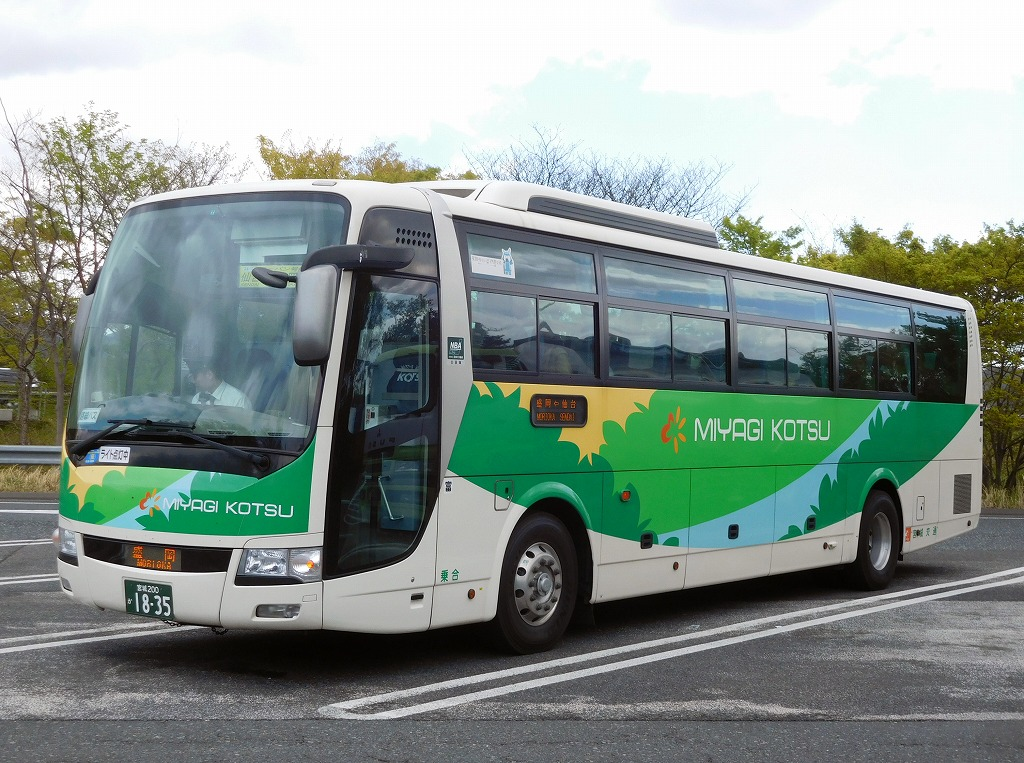
ハイウェイライナー 直結空調搭載 宮城交通
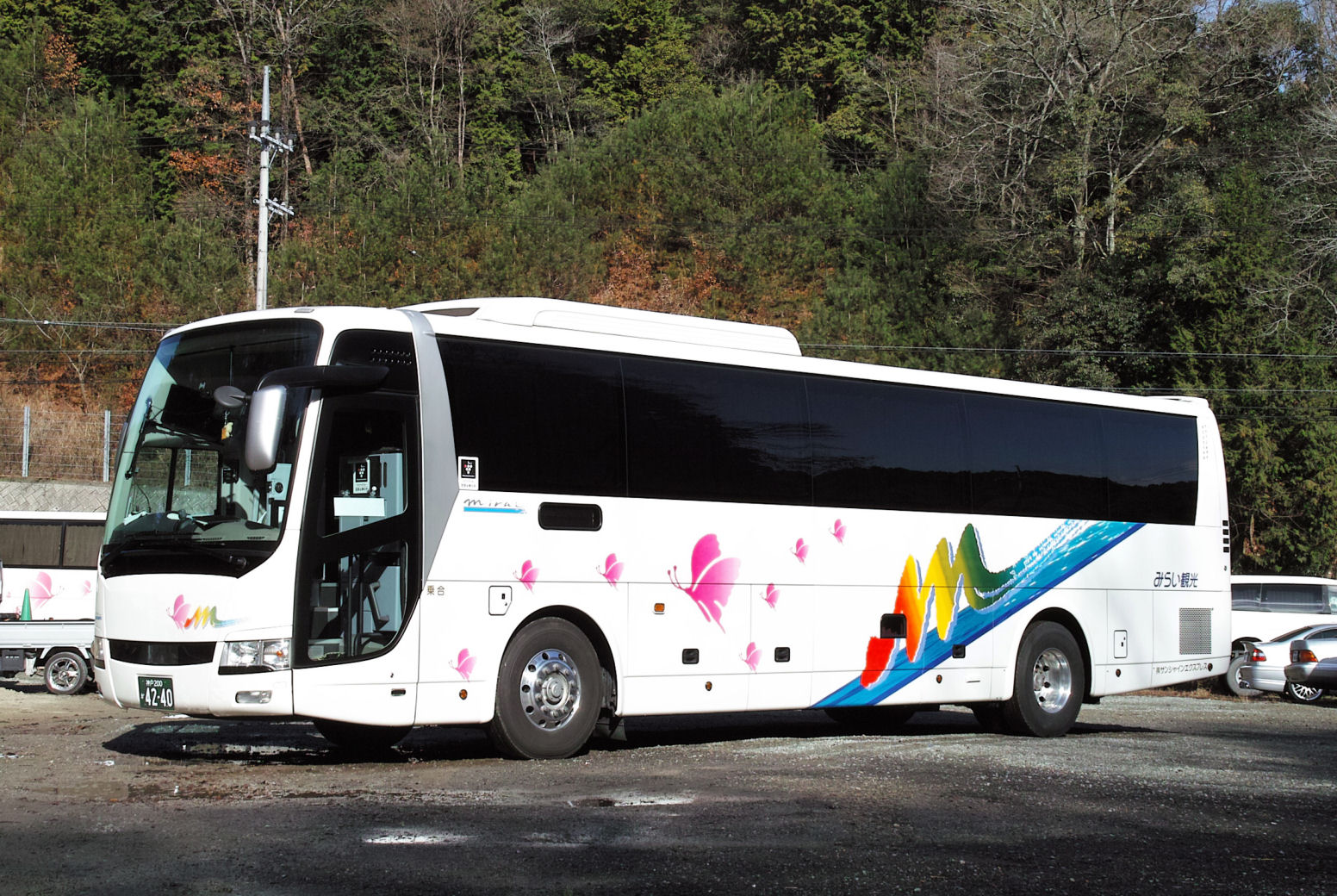
ハイウェイライナー 夜行高速仕様 サンシャインエクスプレス

エアロクィーン（スーパーハイデッカー）
- 宗谷バス

マイナーチェンジ後
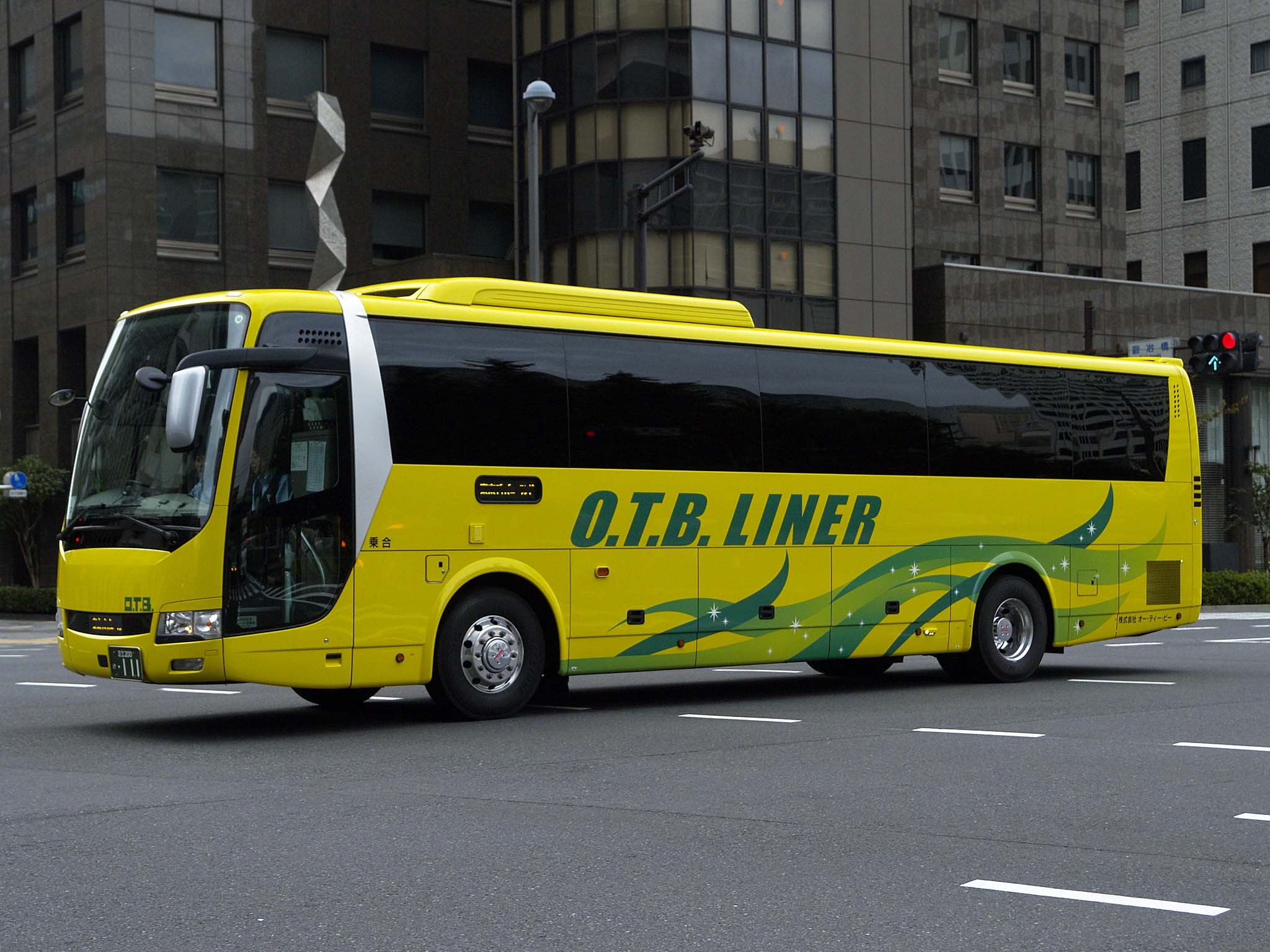
天井設置型空調搭載 オー・ティー・ビー
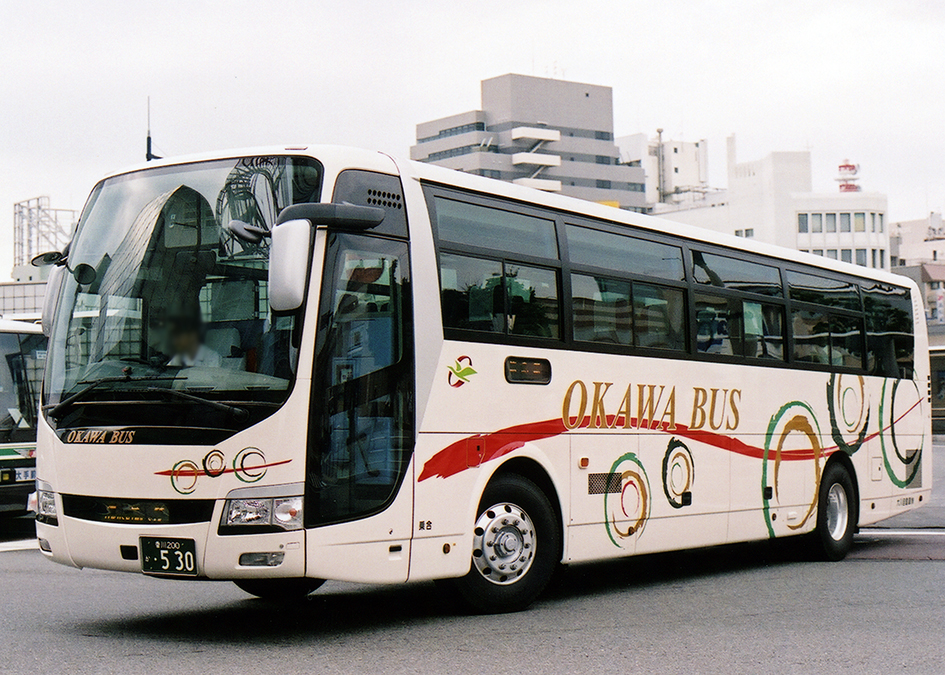
ハイウェイライナー
弘南バス

マイナーチェンジ後
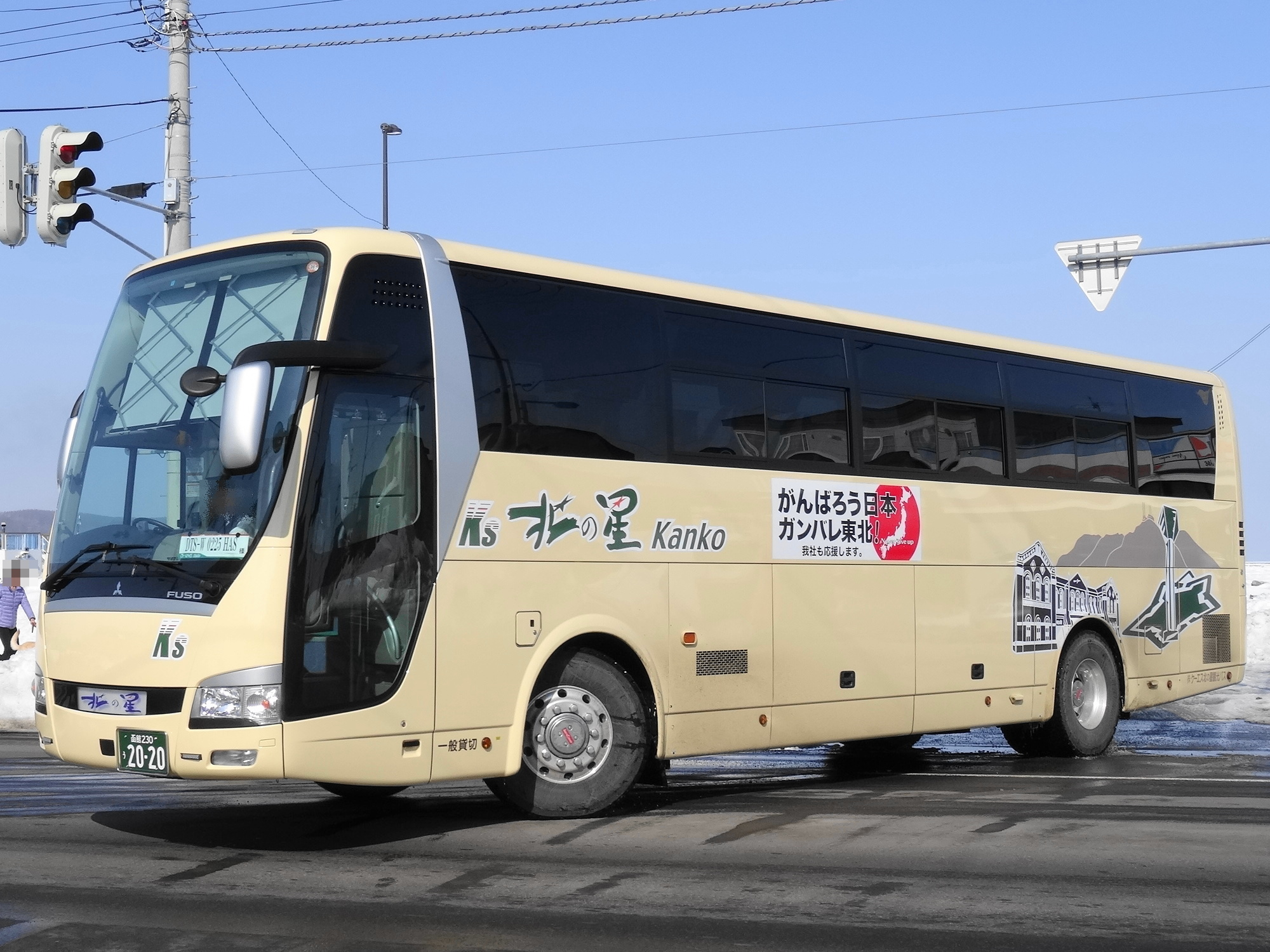
ケーエス北の星観光バス
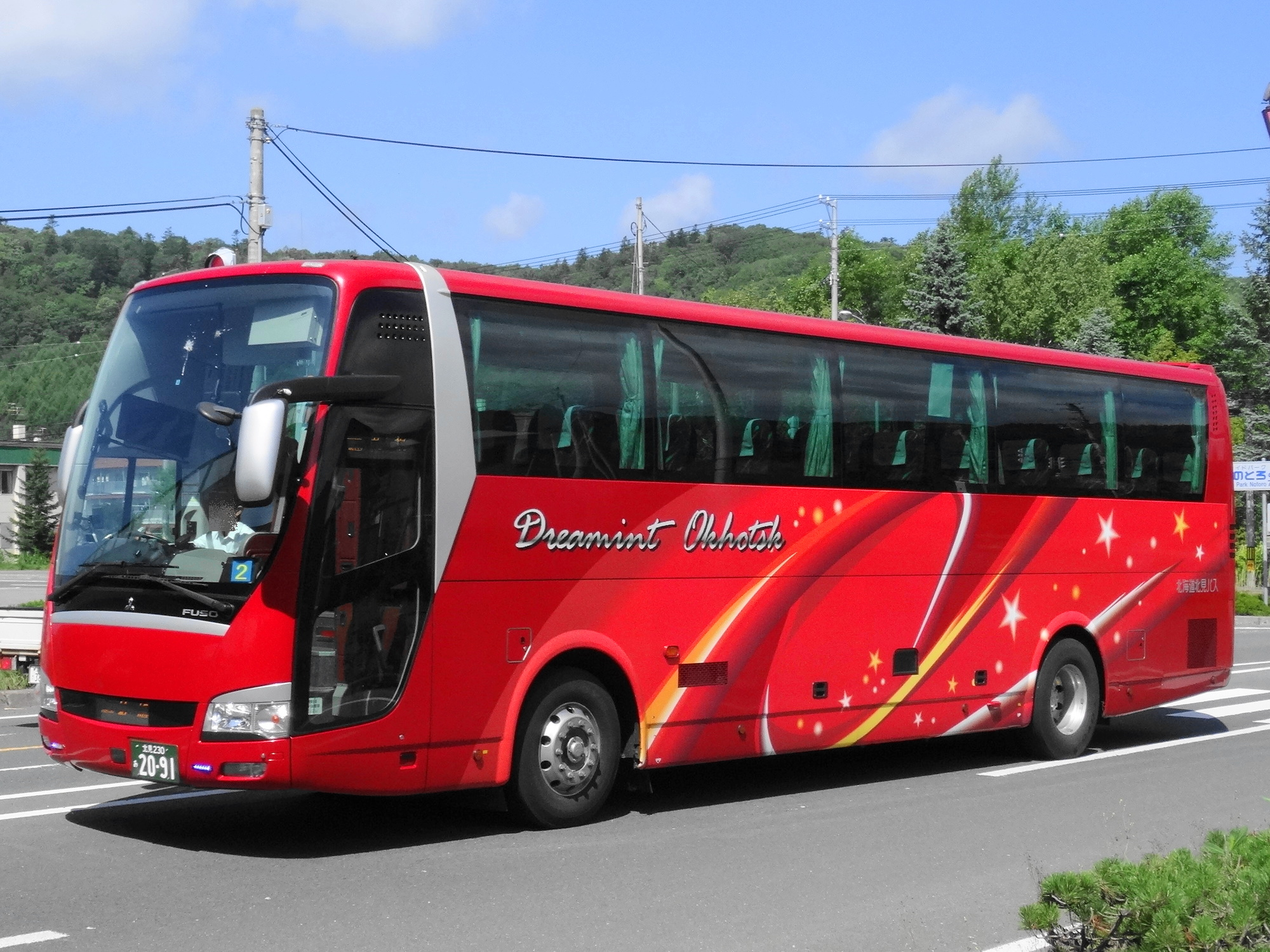
ハイウェイライナー
車間センサー搭載
北海道北見バス

### QRG-MS96VP
2012年4月より発売。新エコカー減税対応により、排出ガス規制記号を変更。
2012年7月、同月に施行された国際連合欧州経済委員会 (ECE)が定める国際基準に準じた安全規制に適合させたほか、ブレーキオーバーライドシステム（ブレーキとアクセルを同時操作させた場合、ブレーキが優先される）やサイドビューカメラを全車に標準装備し、安全性の向上を図っている。
エンジンはLKG-車と同様の6R10型を継続搭載しているが、21年度低排出ガスへの適合によって規制記号はQRG-に変更された。また、サブエンジン式エアコンは廃止され、新開発の床下設置型の直結式エアコン（全てデンソー製）に置き換えられている。ただし、エアロエースには従来の天井設置型の直結エアコンがオプション設定されている。また客席の冷風吹き出し口の風量ダイヤル表示が初期の楕円と四角から矢印と×に改められた。
2013年1月15日には衝突軽減安全ブレーキ（AMB）、ディスタンスウォーニング（車間距離警報）、ASR（アンチスピンレギュレーター）を標準装備とするマイナーチェンジを実施した。マイナーチェンジ以前にもこれらをオプション装備した車両もあるが、今回のマイナーチェンジによってバンパー中央の開口部の形状が丸型から角型に変更されたため、見分けは容易である。

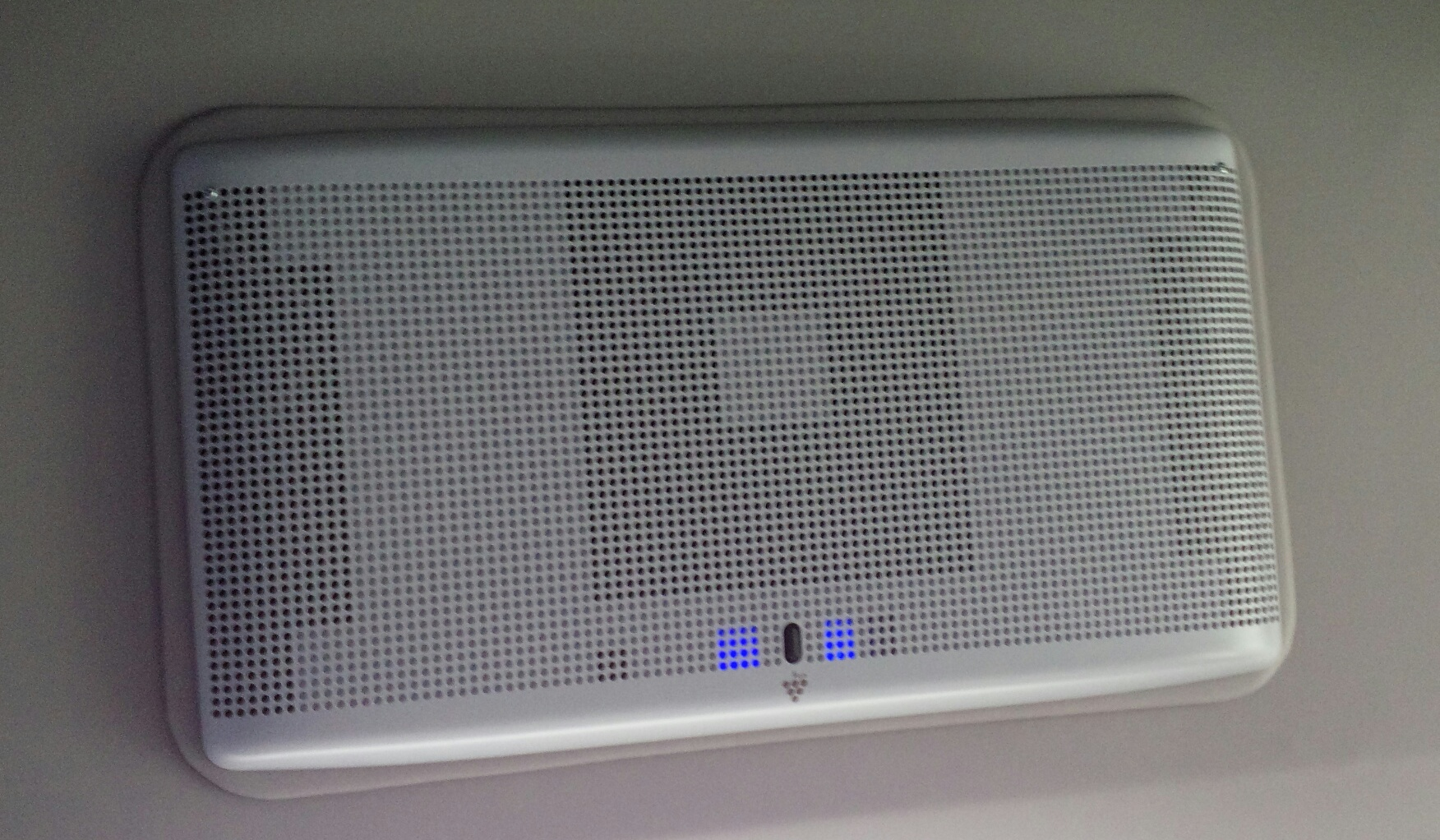
標準装備されたプラズマクラスターイオン発生装置(デンソー製・天井に設置)本四海峡バス車内

2014年9月12日にマイナーチェンジを実施。6R10エンジンに搭載されるターボチャージャーにはダイムラー・トラックグループで多く採用されているアシンメトリックターボチャージャーを採用した他、ECOドライブモード、プラズマクラスターイオン発生装置、抗菌シート生地を標準採用した。また、室内灯と路肩灯もLEDを採用し、後部ガラスもポリカーボネート製に変更された。
エアロエース（ハイデッカー）

マイナーチェンジ前
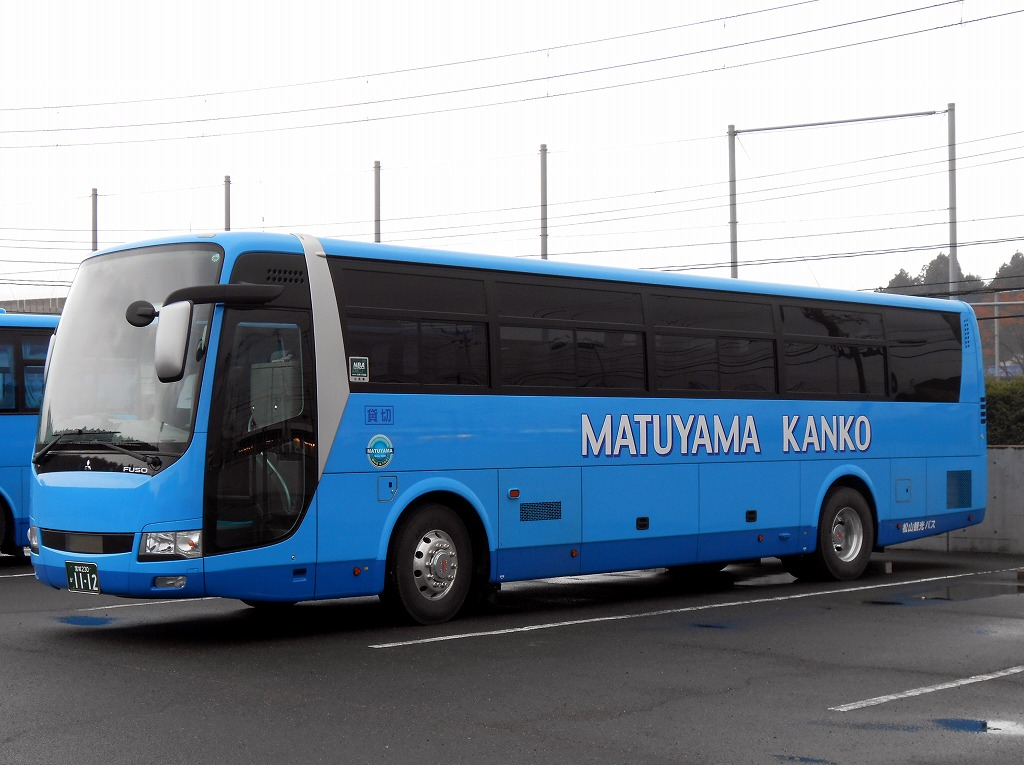
松山観光バス (宮城県)
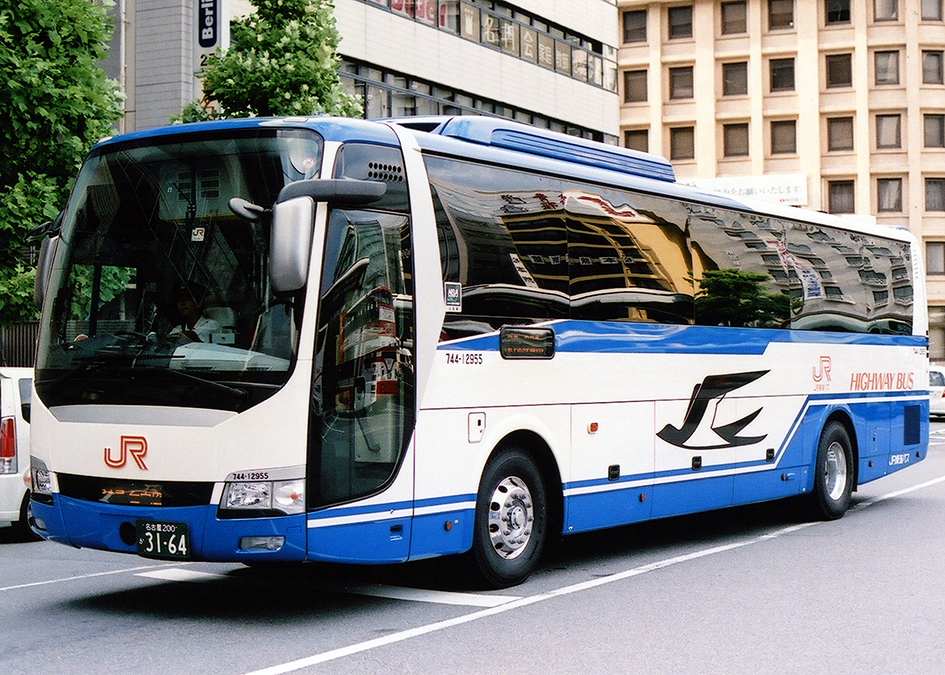
ハイウェイライナー 天井設置型空調・車間センサー搭載 ジェイアール東海バス
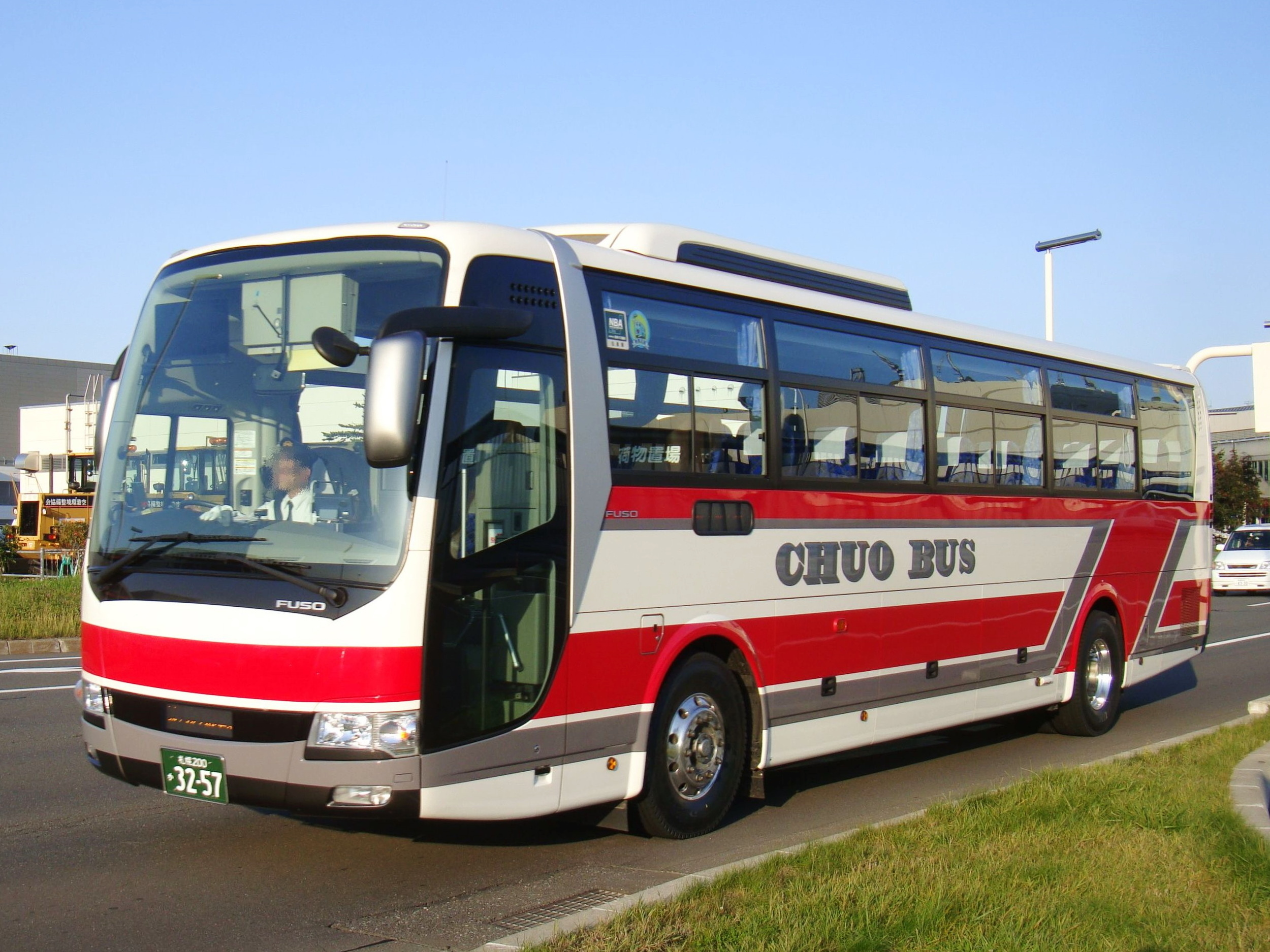
ハイウェイライナー 天井設置型空調搭載 北海道中央バス
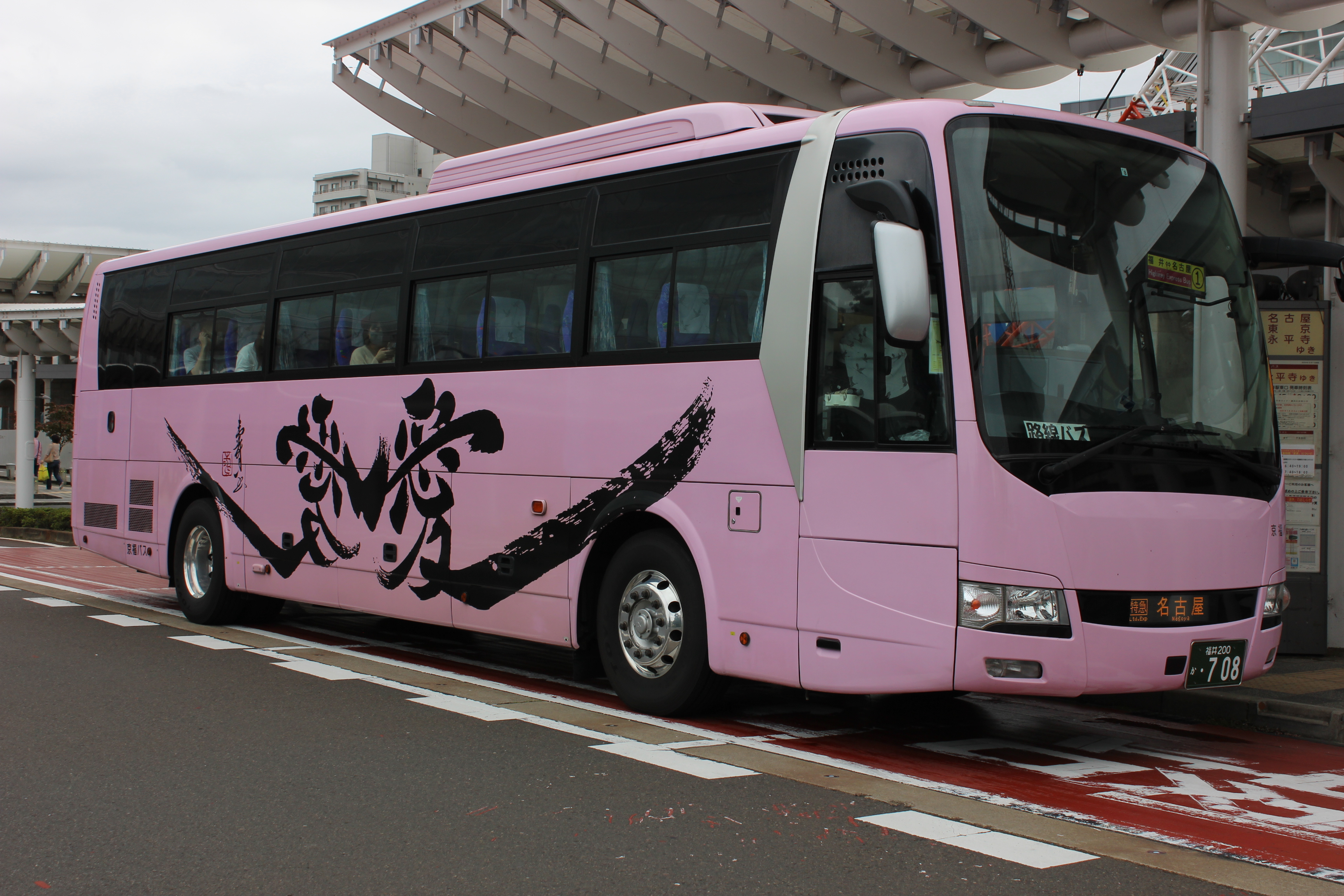
ハイウェイライナー 京福バス

- マイナーチェンジ後
- 天井設置型空調搭載
オー・ティー・ビー
- ハイウェイライナー
大川自動車

エアロクィーン（スーパーハイデッカー）
- マイナーチェンジ後

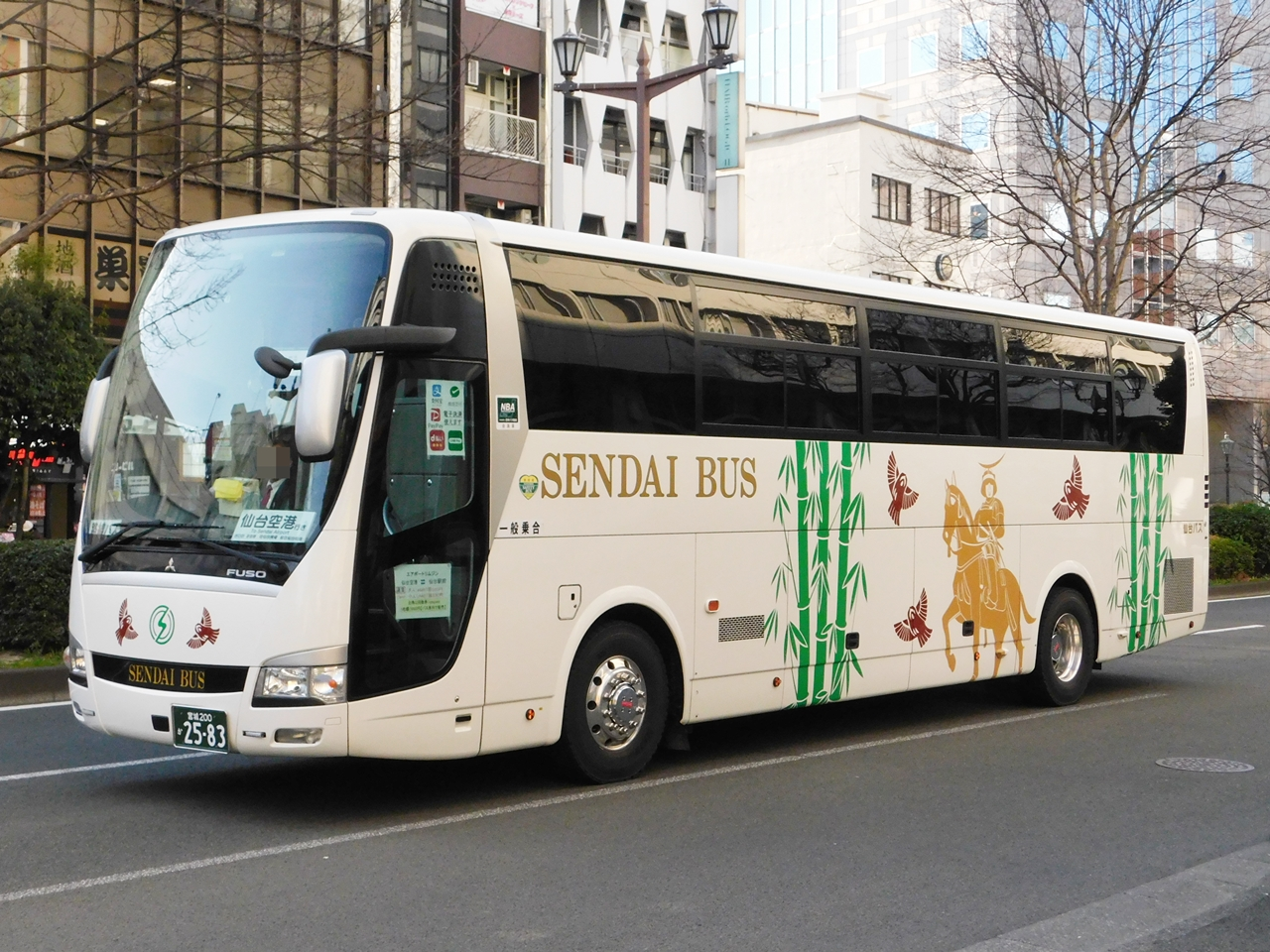
ケーエス北の星観光バス
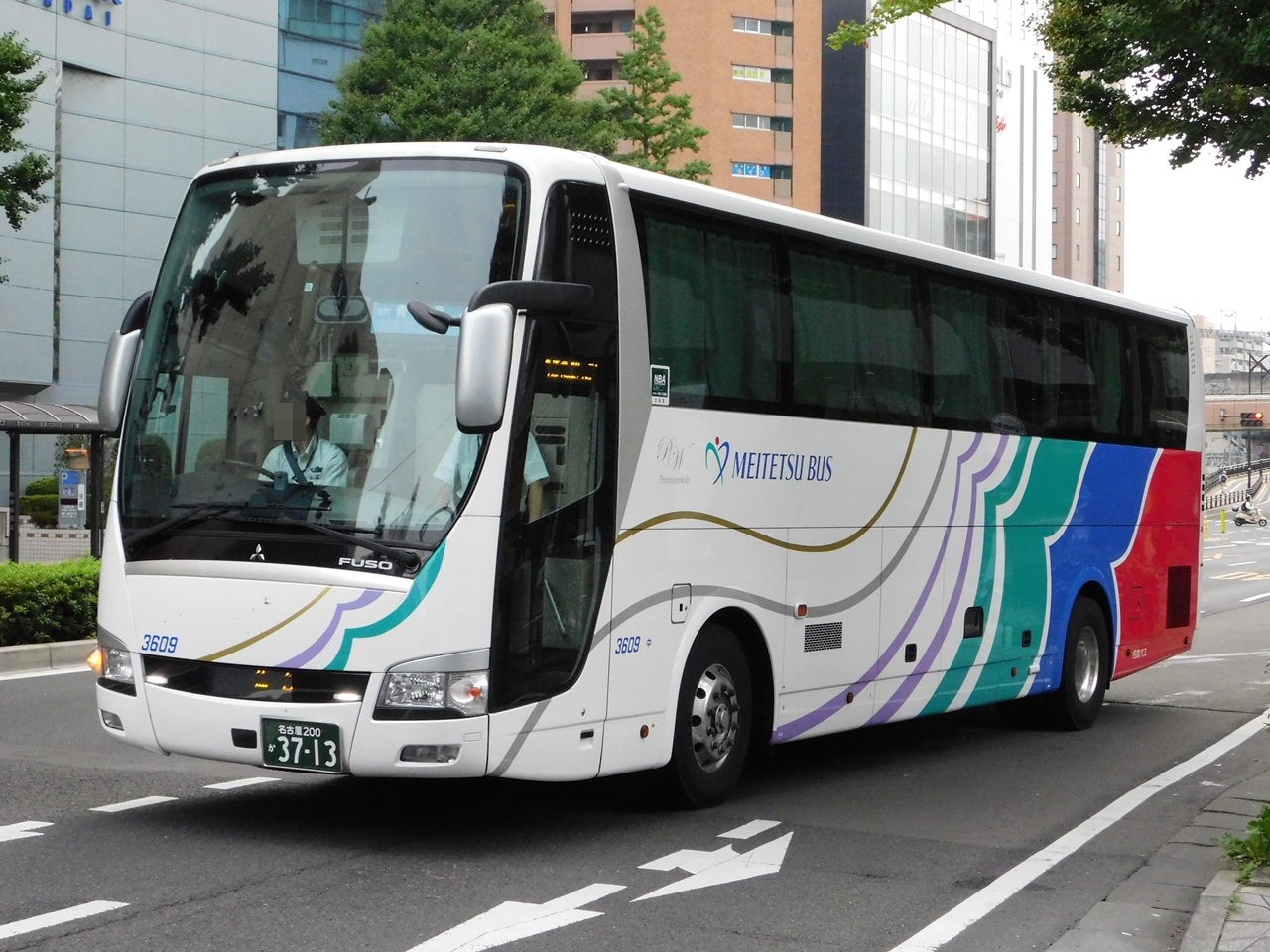
ハイウェイライナー
北海道北見バス

### QTG-MS96VP

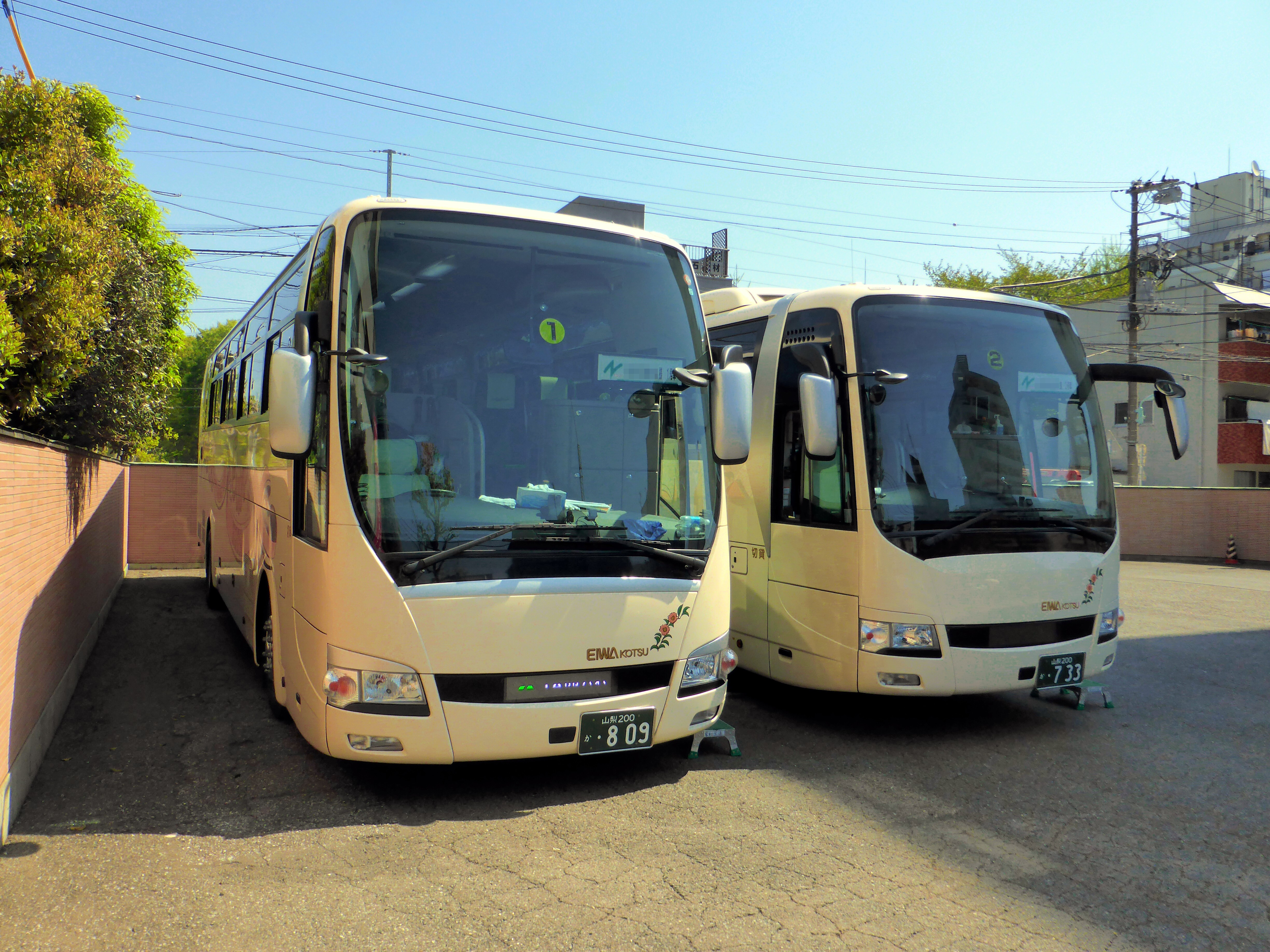
エアロクイーン（左）とエアロエース（右）のフロント比較（栄和交通）

2015年4月登録分より、QTG-MS96VPへと排ガス規制記号が変更され、燃費基準の向上はしているものの、車線逸脱警報装置の保安基準の適合前なので、燃費基準ステッカーのみでの識別となる。2015年7月発売モデルより、車線逸脱警報警報装置の保安基準に適合し、フロントダッシュボード上にある白線認識カメラの形状が正方形型から長方形（縦長）型になっている。
エンジン点検口部分へ平成27年度・燃費基準+15％達成を示すステッカーがあれば当該モデルと識別可能。
エアロエース（ハイデッカー）

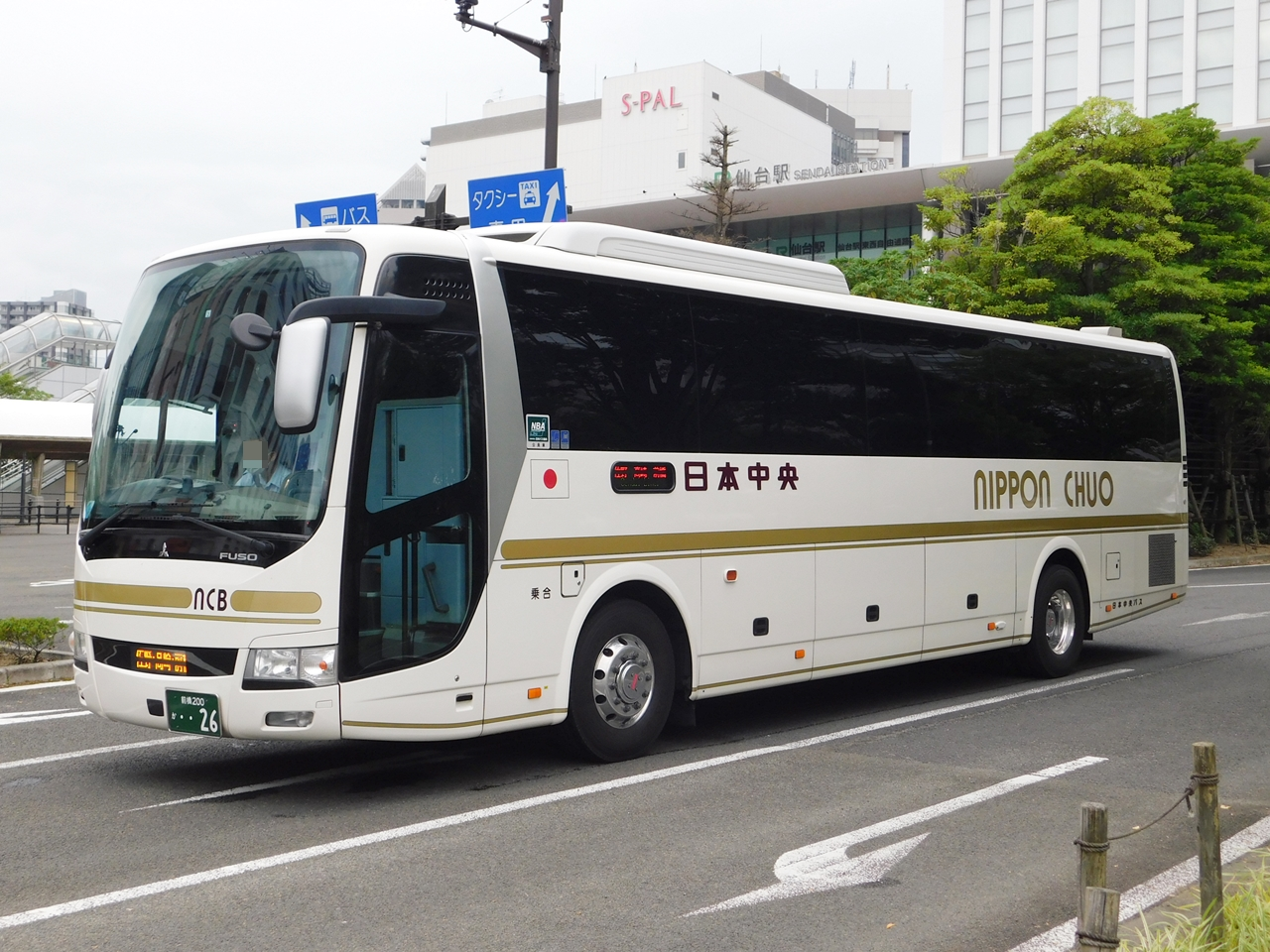
ハイウェイライナー 天井設置型空調搭載 日本中央バス
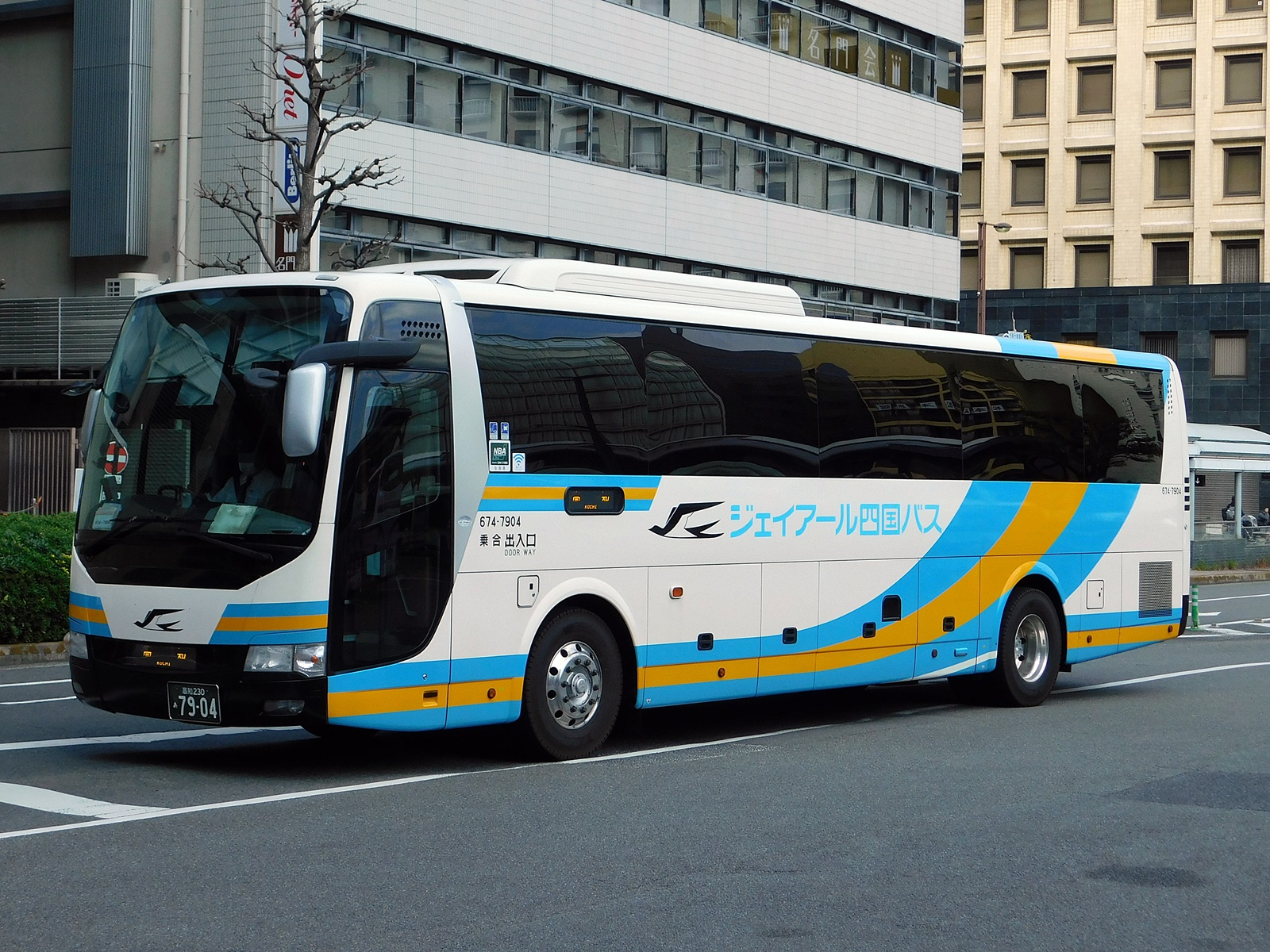
床下仮眠室装備 ジェイアール四国バス

エアロクィーン（スーパーハイデッカー）
- 仙台バス
- ハイウェイライナー
名鉄バス

### 2TG-MS06GP（現行型式）

#### 前期型

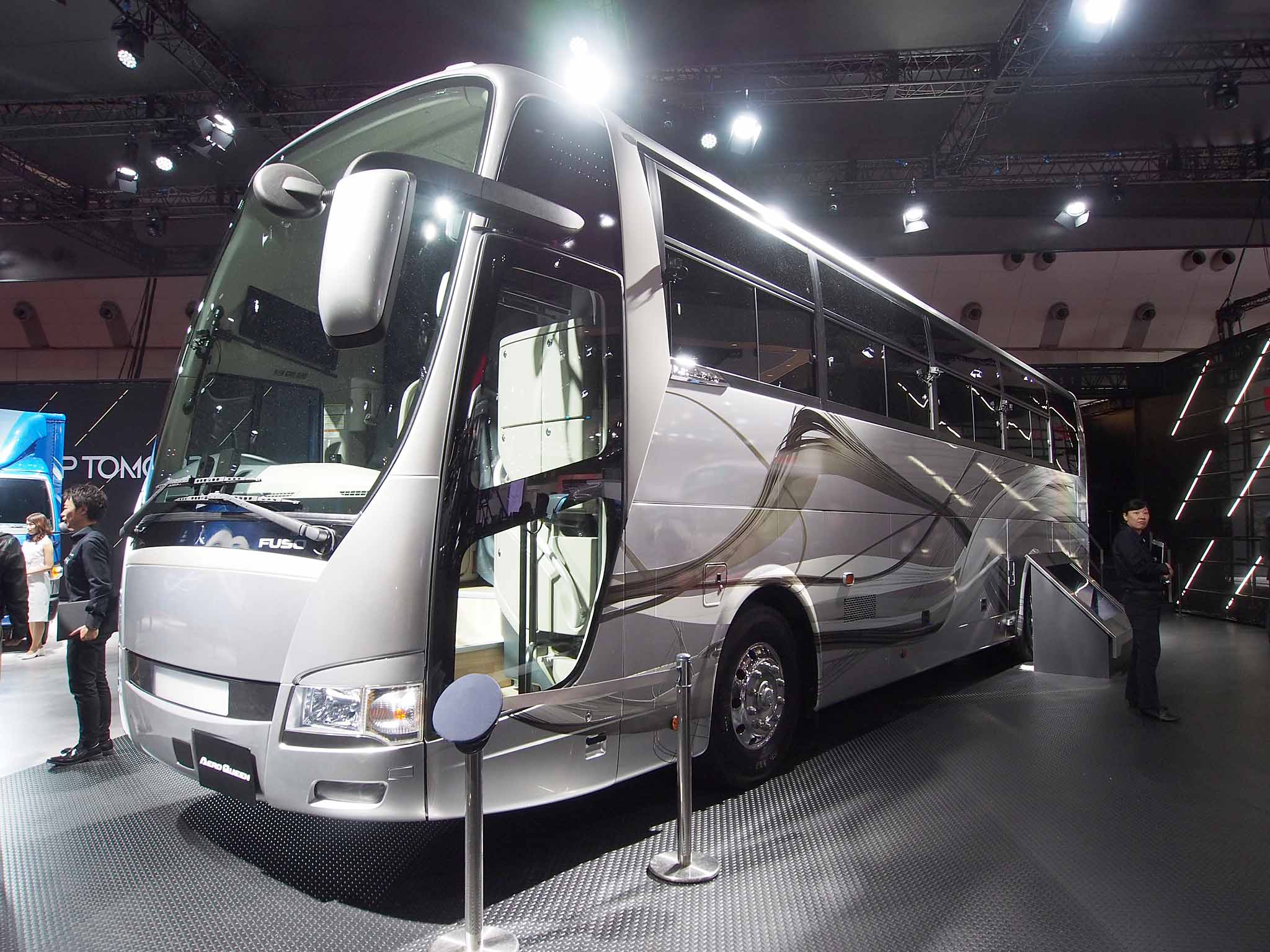
エアロクイーン（東京モーターショー2017展示車両）

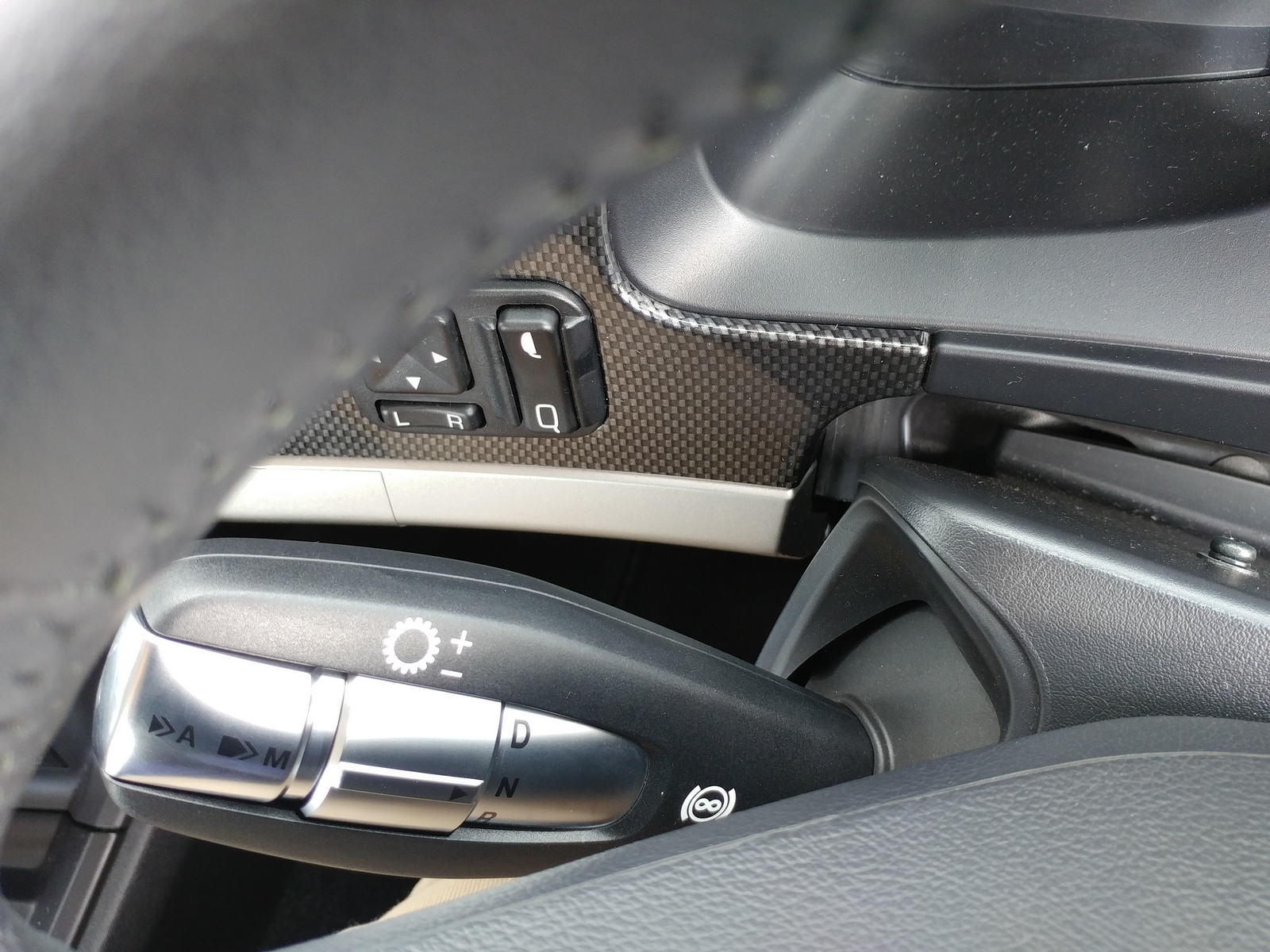
SHIFT PILOTセレクター（2代目スーパーグレート）

2017年（平成29年）5月15日発表。ポスト・ポスト新長期規制適合となり排出ガス記号が変更となった。エンジンが13L級の6R10から7.7L 2ステージターボの6S10（ダイムラー・トラック製）へ、同時に組み合わされるトランスミッションがフィンガーシフト式6MTから“SHIFT PILOT”と呼称する8速AMTに、標準装備またはオプション設定されるリターダは永久磁石式から流体式に変更されている。またシフトレバーがインパネからコラム左側へ変更となり、ワイパーレバーをウインカーレバーと統合した。
またレバー併設ハザードスイッチが道路運送車両法改正により認可されなくなり、ハザードボタンをインパネに新設している。
空調システムは直結式だが、熱交換器はエアロエースが全車天井設置となり、床下設置はエアロクィーンのみとなった（共にデンソー製）。外観上ではサイドウインドウの前方下部に「FUSO AERO」のエンブレムが施され（非装着車もあり）、リアウインドウに上位グレードにはLEDシグネチャーライトが標準装備となったほか、AdBlueタンクが左リアオーバーハングから左後輪前に移設、エンジンルームの左側のルーバーが小型化した。室内は日野・セレガと同様、通路と客席の間がフルフラット化され、段差が解消されたことに伴いトランクルームの高さが高くなり、容量が増大している。ホイールベースはMS96VP系の6095mmから再び6000mmに戻り、リアオーバーハングが少し長くなっている。
運転席周りはステアリングホイールやメータークラスタが同日発表の大型トラック「スーパーグレート」と同様の新しいものに置き換えられたほか、衝突安全ブレーキ等の機能も強化され、安全性を大きく向上させている。エンジンは従来、標準出力（257 kW/350㎰）と高出力（309 kW/420㎰）の2種類があったが、今回の新型エンジン搭載と8速AMT搭載によりその中間出力である280kW/381㎰に一本化された。新型小排気量エンジンとAMTとのマッチングにより、ドライバビリティや燃費も格段に向上している。さらにエンジンの軽量化により車両重量も軽減され、エアロエースでは定員増が可能になり、一部グレードでは64人の乗車定員を実現しているほか、全車リアサスペンションにワイドサスの搭載も可能になり、乗客の快適性も大きく向上した。
この代から型式が従前のMS96VPからMS06GPへ変更されている。
2018年9月27日、エレベーター搭載モデルをエアロエースに追加した。車両メーカー純正でのエレベーターの架装は初であり、車椅子の乗降時間短縮、天候に左右されず車椅子の乗り降りを可能とした。
エアロエース（ハイデッカー）

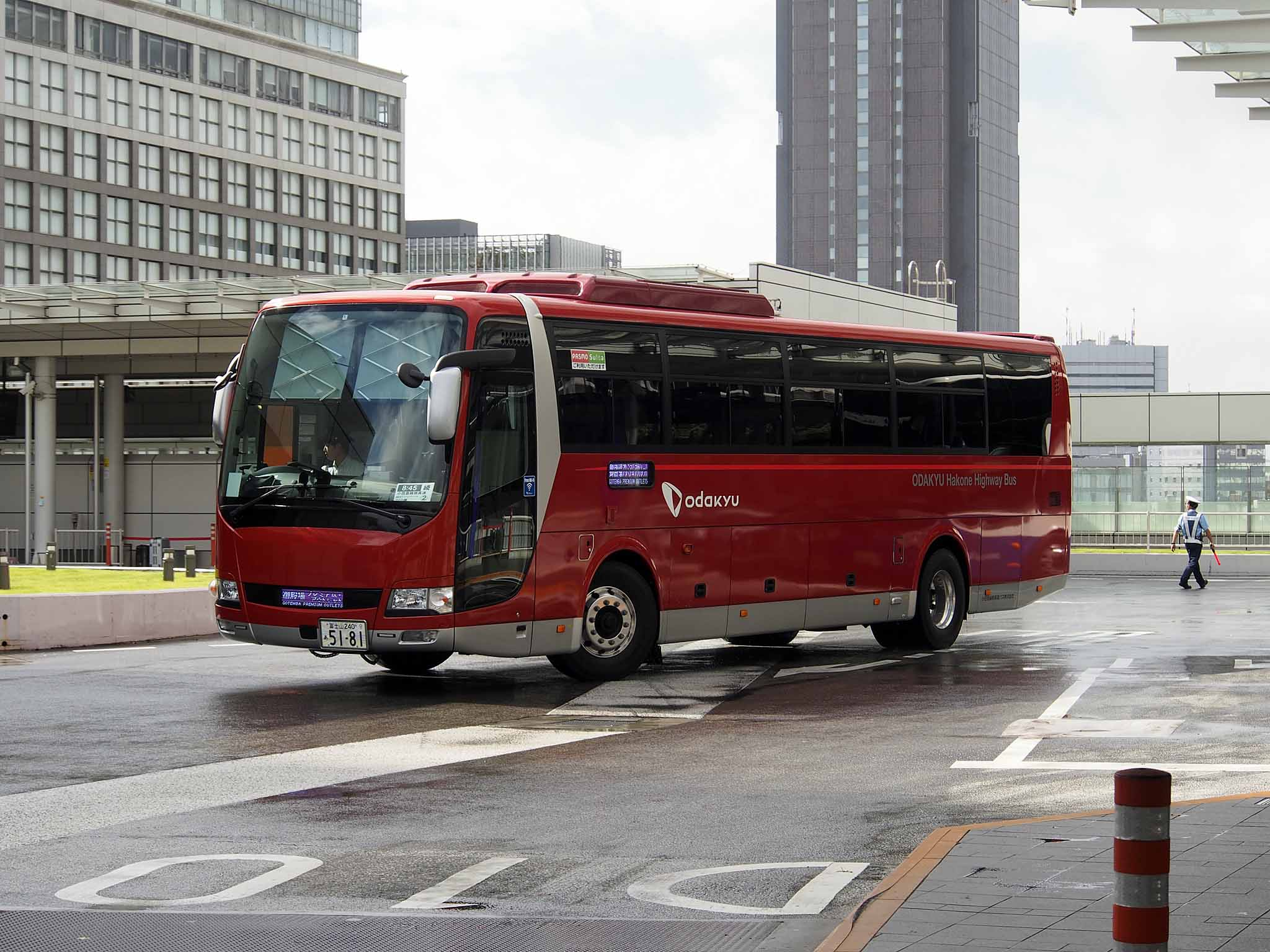
エンブレム非装着 小田急箱根高速バス
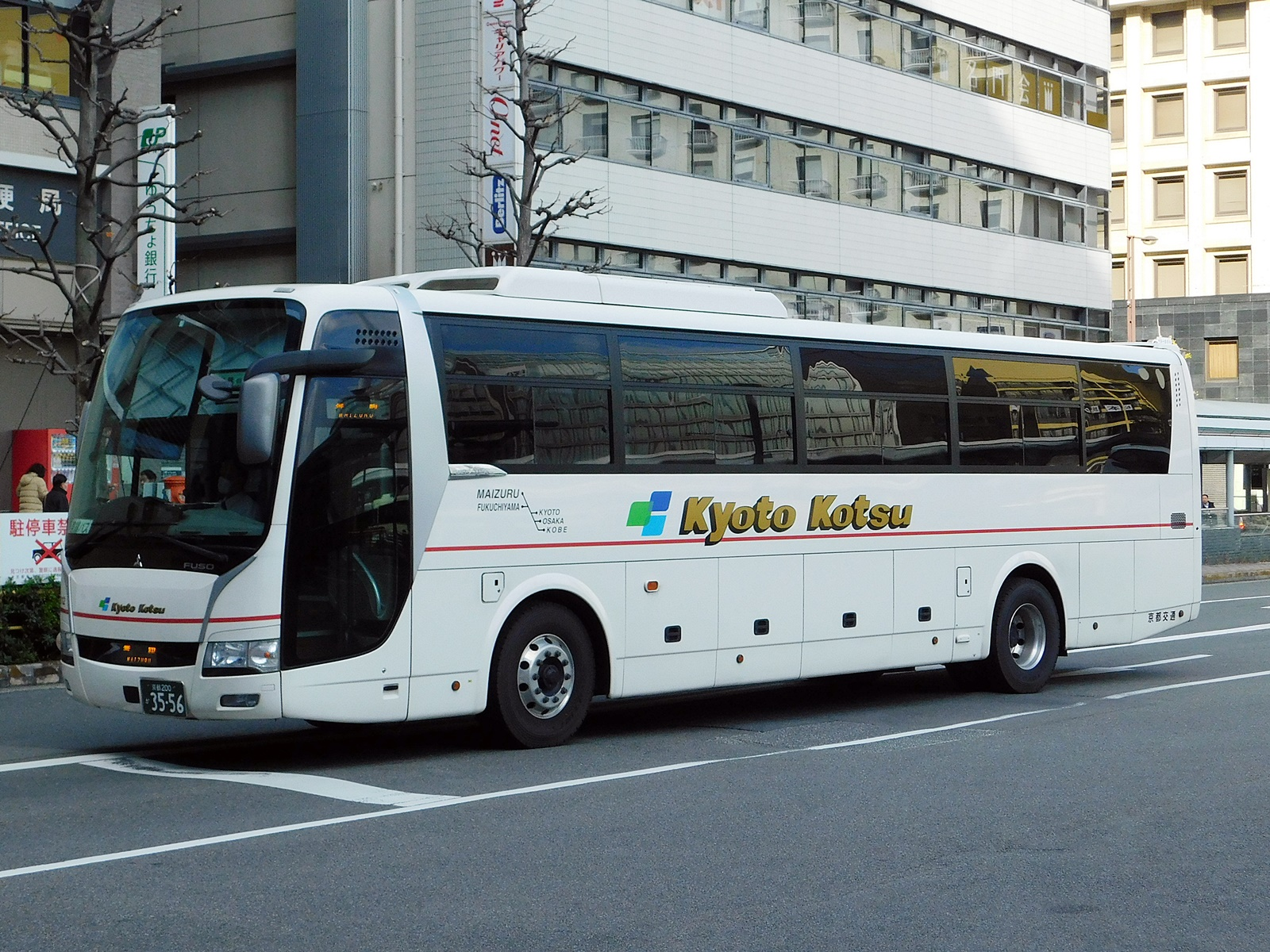
エンブレム装着 京都交通 (舞鶴)
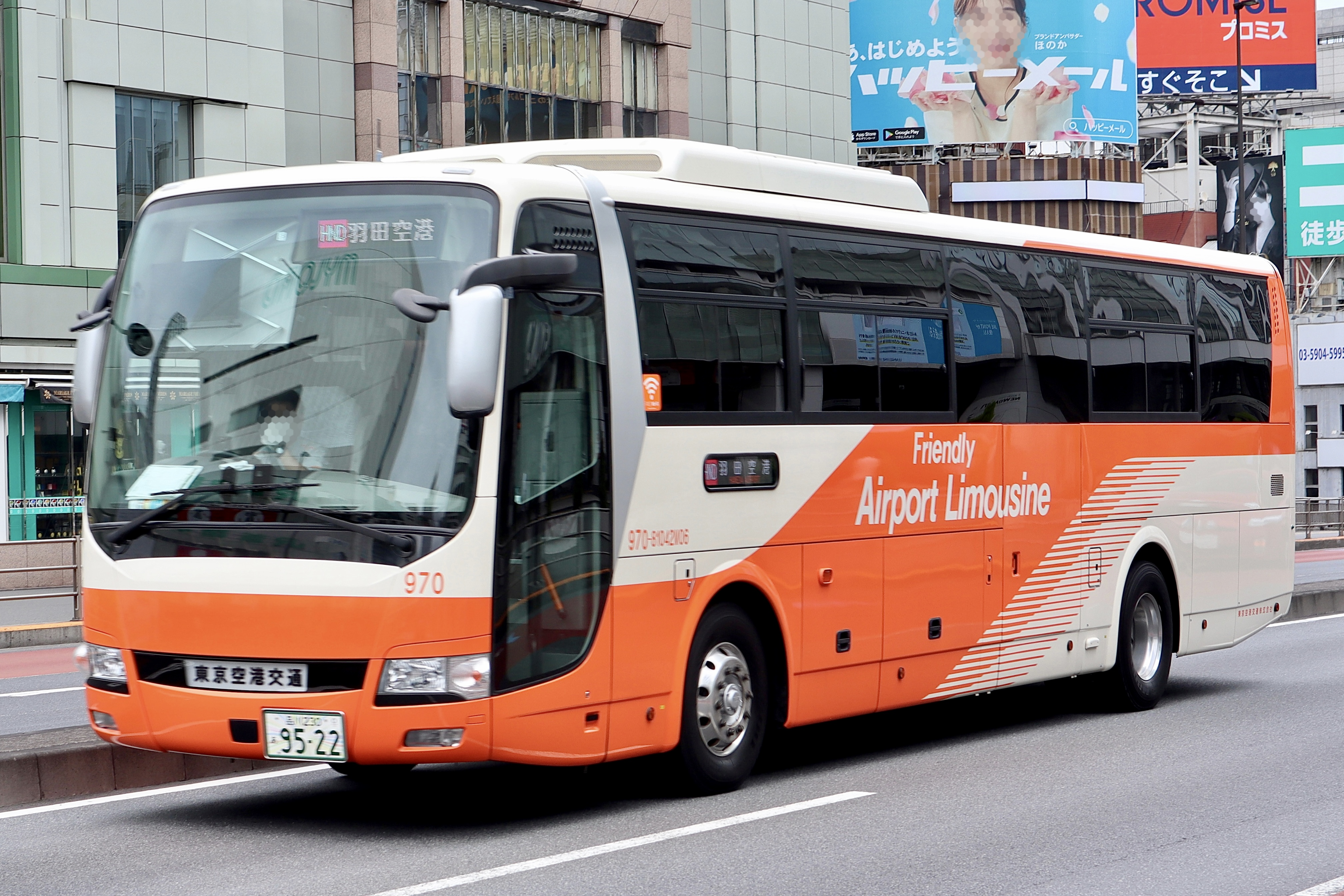
2018年9月27日に発売されたエレベーター付きバス 東京空港交通

エアロクィーン（スーパーハイデッカー）

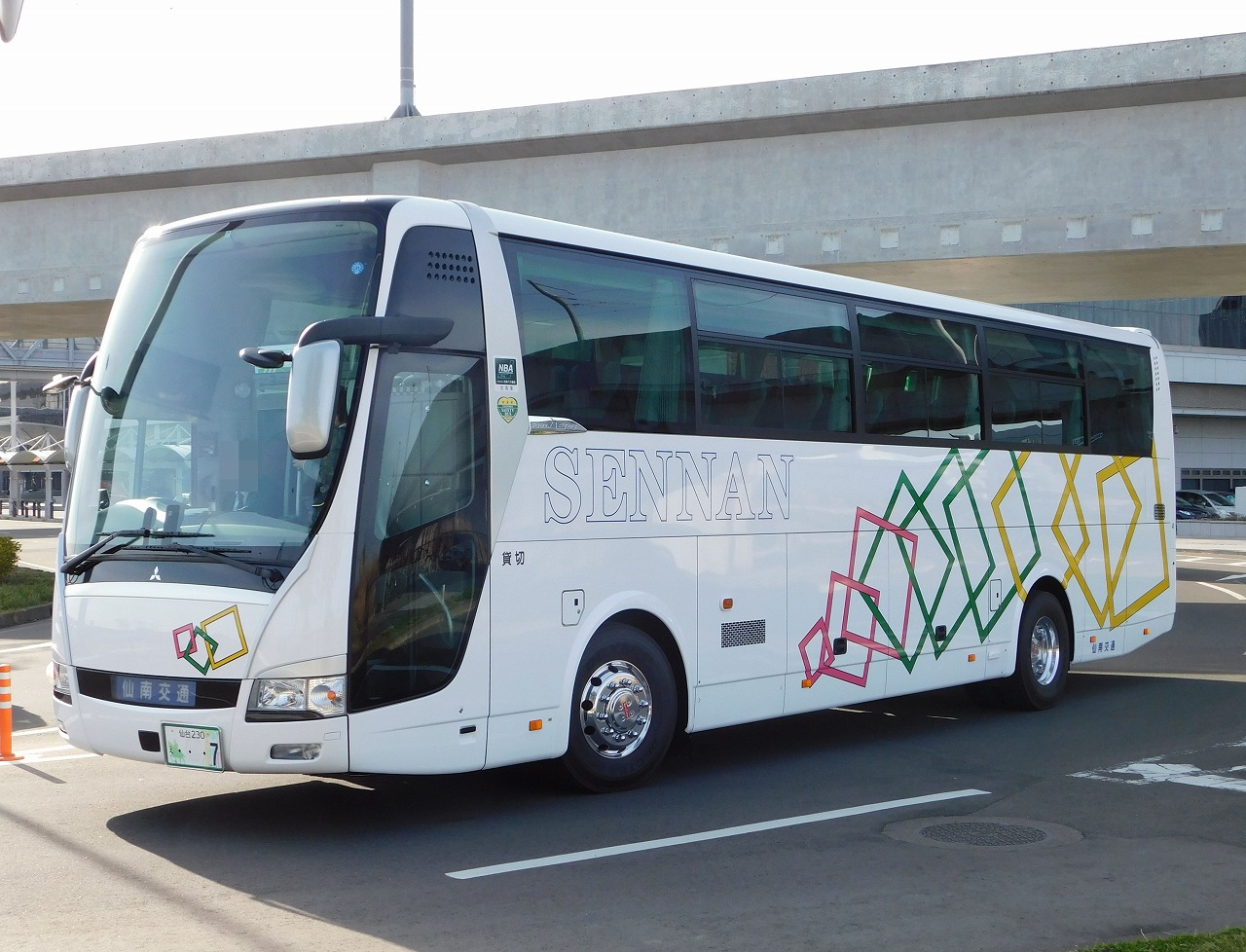
エンブレム装着 仙南交通
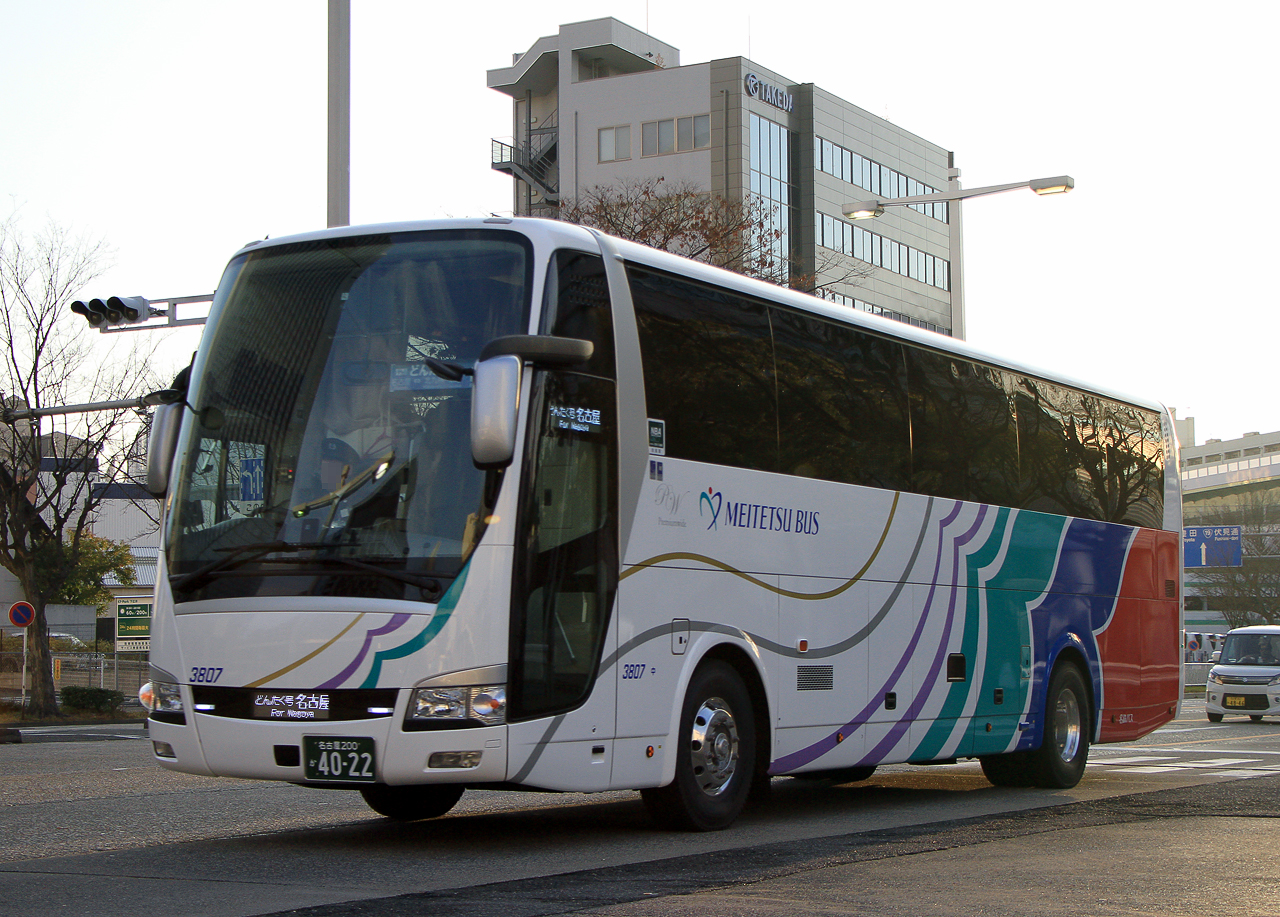
ハイウェイライナー エンブレム非装着 名鉄バス

#### 後期型
2019年4月発売開始。主な変更点は日本国内の大型観光バスで初となる車両左側方のモニタリングを行う「アクティブ・サイドガード・アシスト」の追加、衝突被害軽減ブレーキの機能強化（歩行者検知機能を追加）、マイクロバスのローザに次いでの採用となる「ふそうブラックライン」の導入とヘッドランプ・フォグランプのLED化に伴うフロントフェイスの刷新、ドライバー異常時対応システムの装備など。
2021年4月26日に名鉄バスへ折戸（2枚片折戸）仕様の初号車を納車し、同日より折戸仕様車の販売が開始された。
2022年12月に一部改良。変更点は2023年10月の規制施行に先駆けてオートライトが搭載されたほか、騒音規制の規制値「フェーズ2」への対応、ヘッドランプ内にデイライトが搭載された。
エアロエース（ハイデッカー）

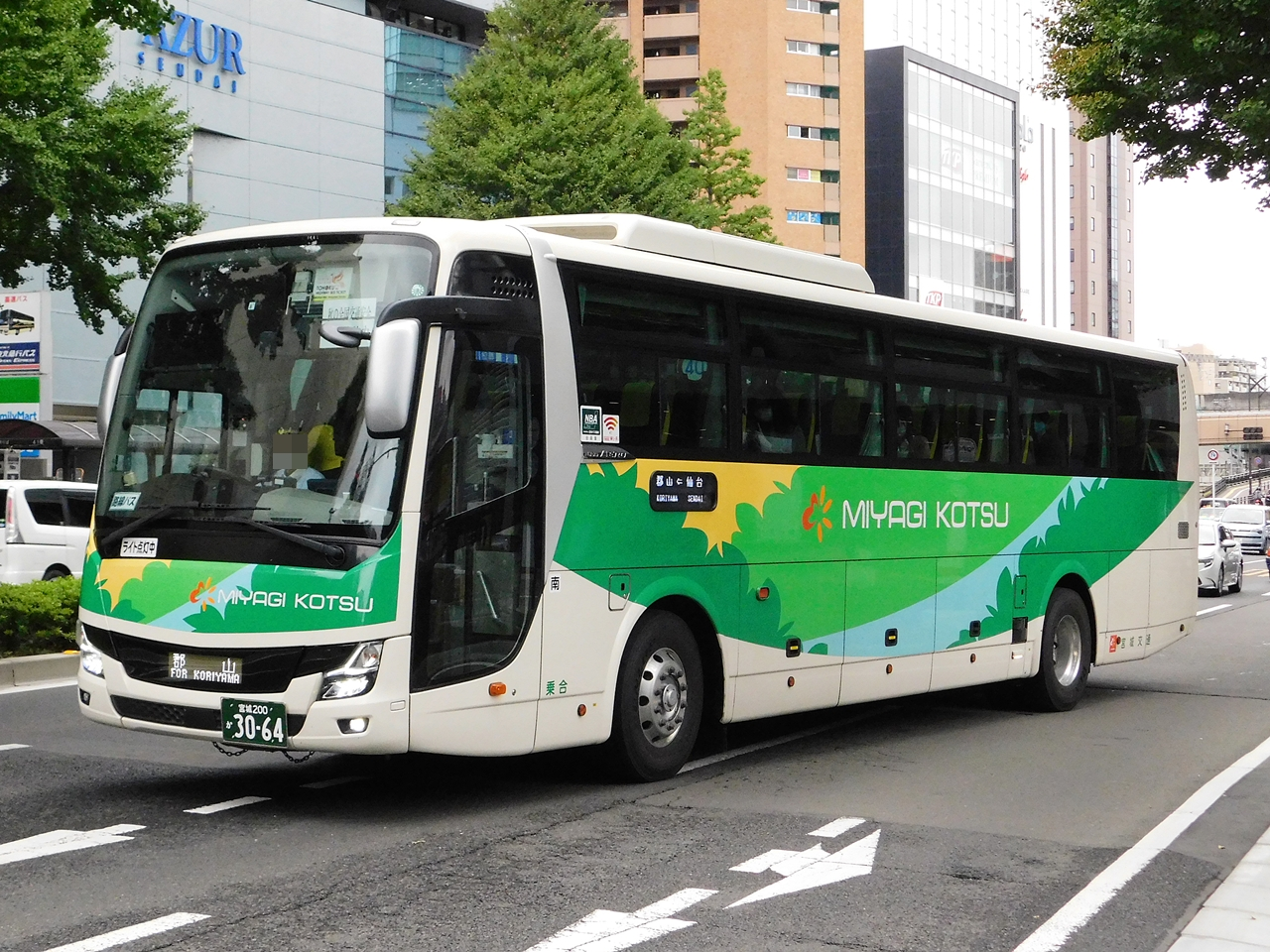
エンブレム装着 宮城交通
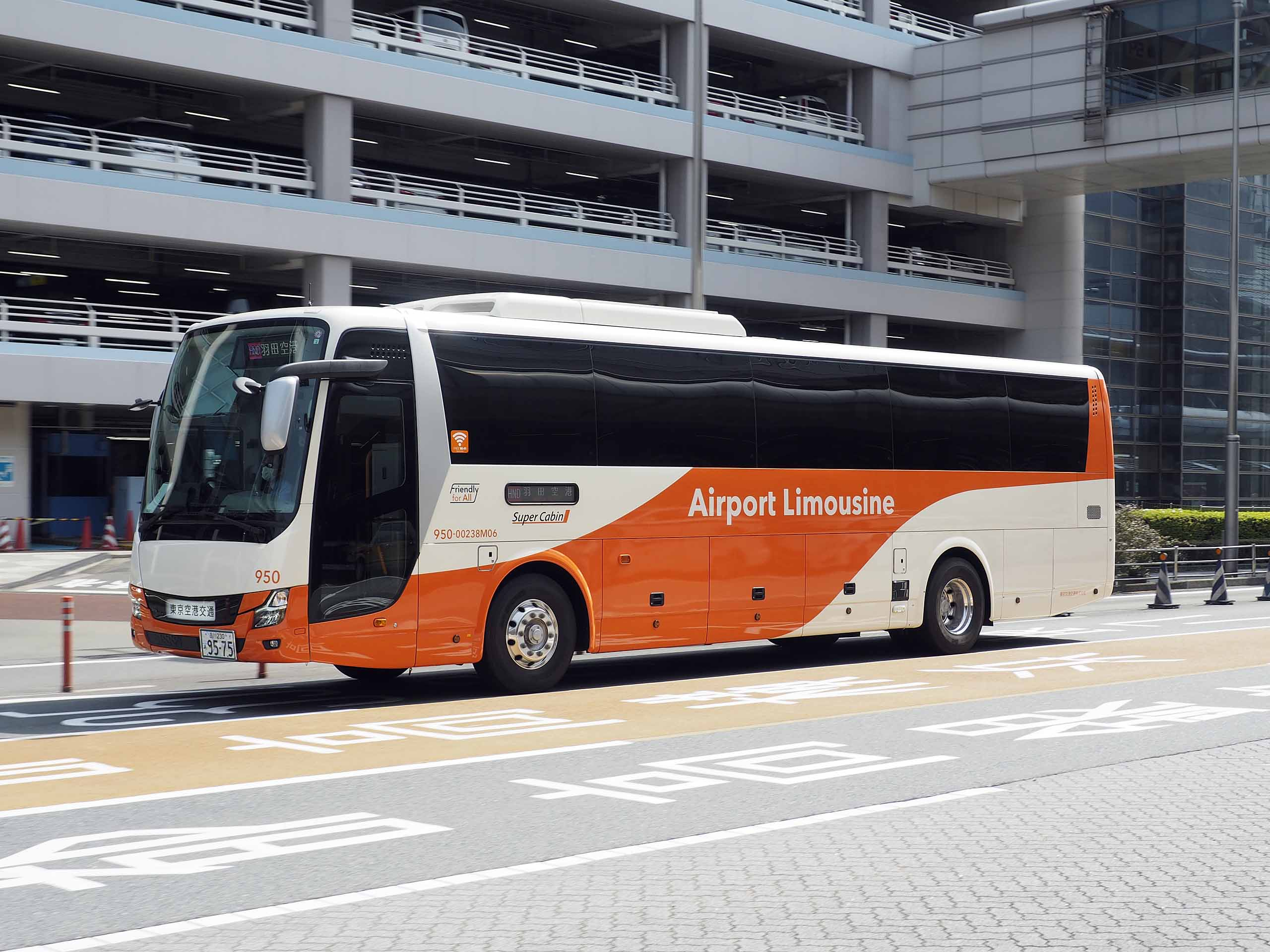
エンブレム非装着 東京空港交通
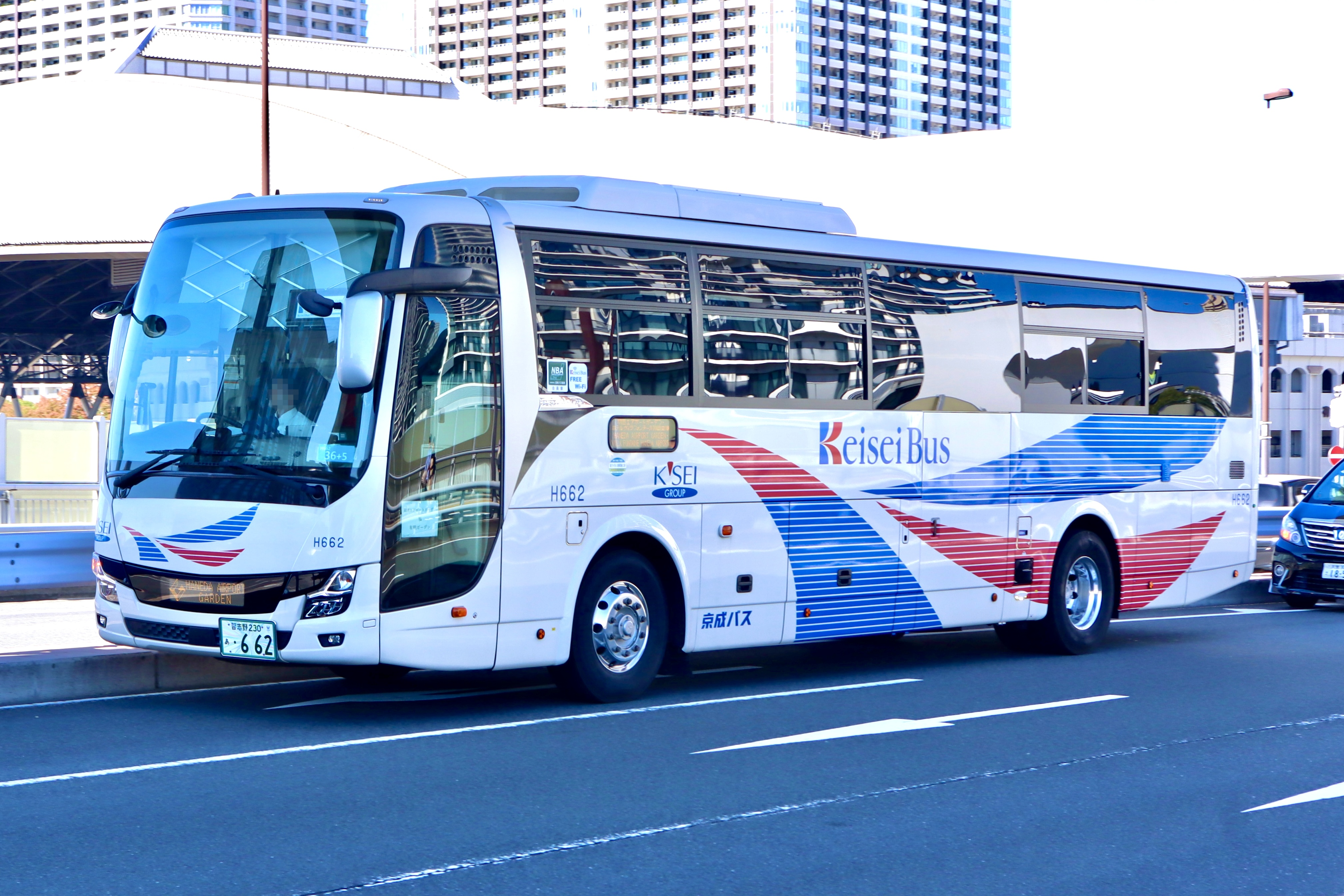
2019年4月に発売されたエレベーター付きバス 京成バス

エアロクィーン（スーパーハイデッカー）

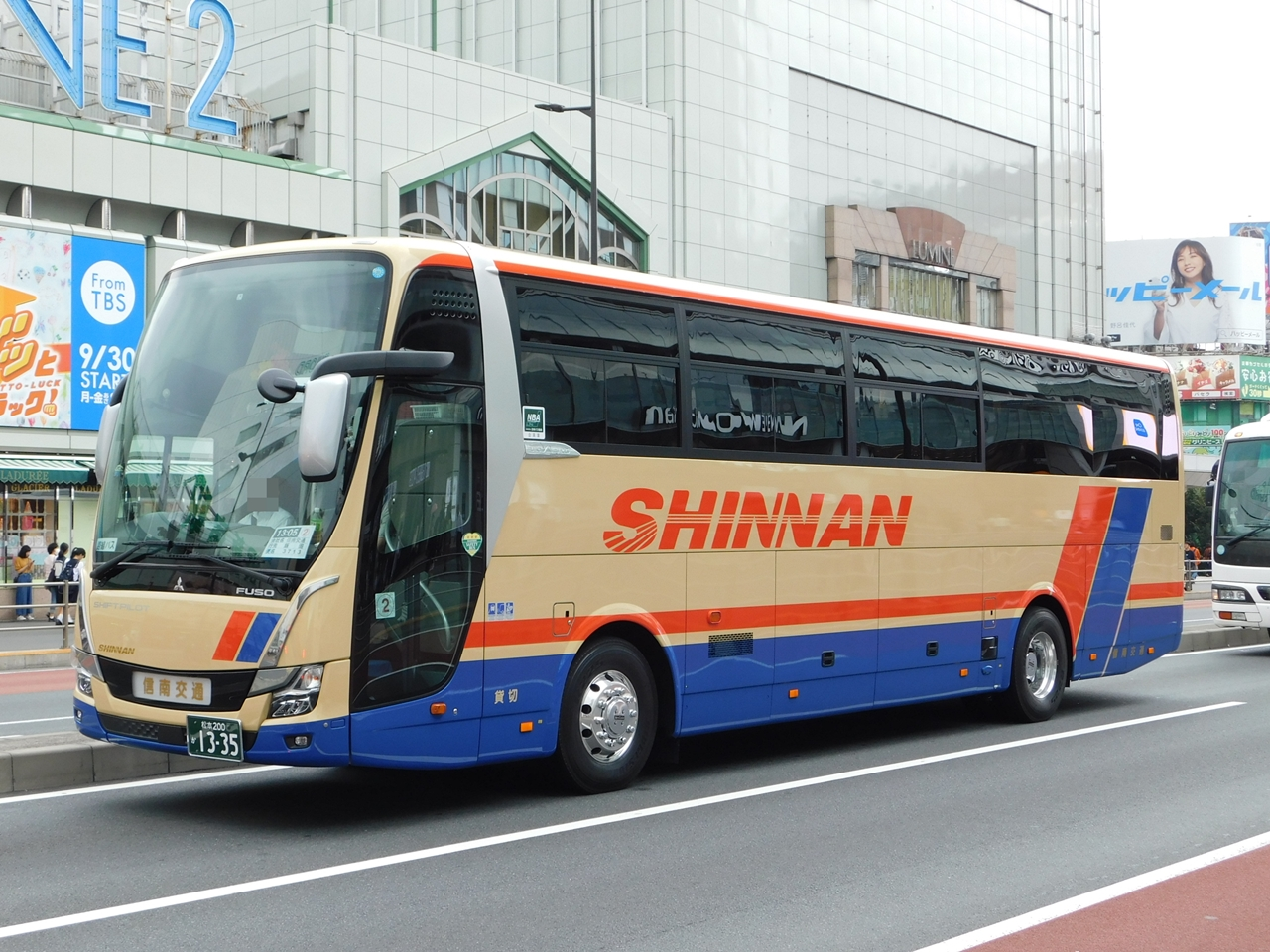
エンブレム装着 信南交通
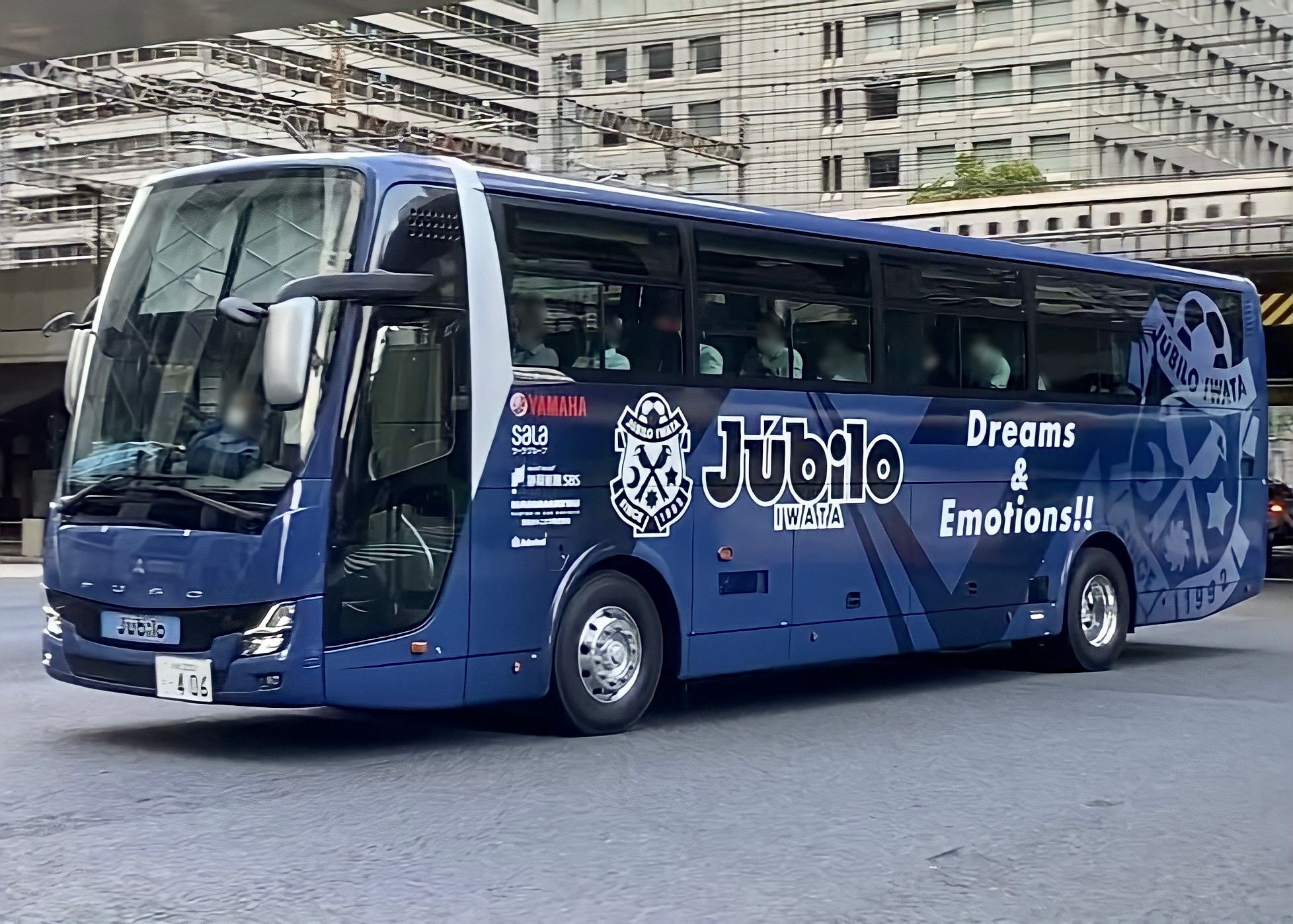
エンブレム装着 ジュビロ磐田
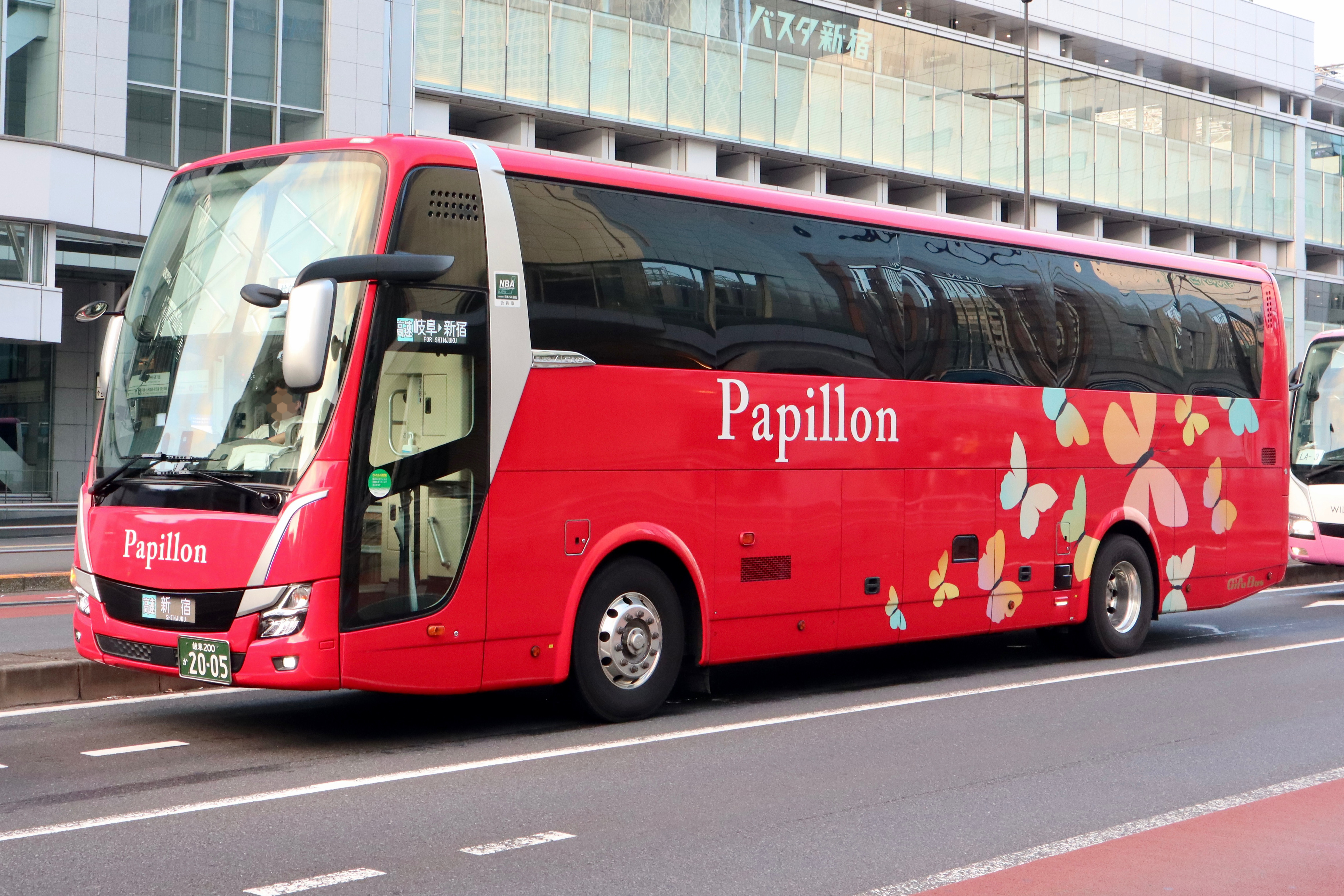
ハイウェイライナー エンブレム装着 岐阜バス

## ラインナップ
- エアロクィーン:12m
- エアロエース:12m

### 過去のラインナップ
- エアロクィーンI:12m
- エアロクィーンII:12m
- エアロクィーンIII:12m
- エアロバスMS EX:12m
- エアロバスMS SA:12m
- エアロバスMS SX:12m
- エアロバスMS SD:12m
- エアロバスMS EX:11m
- エアロバスMS SX:11m
- エアロバスMS SD:11m
- エアロバスMM EX:9m
- エアロバスMM SD:9m
- エアロエース ショートタイプMM:9m

## 海外における姉妹車
韓国の現代自動車は三菱自工と業務提携していたことから、2009年までエアロバスを「エアロエクスプレス/エアロスペース」シリーズの名称でライセンス生産していた。ボディスタイルも三菱と同時期にフルモデルチェンジされ、前面2枚ガラスや直結エアコンを特徴とした。エンジンは以前から直列6気筒・インタークーラー付きターボチャージャー（6D22型ターボインタークーラーエンジンであるQ340、独自開発のパワーテックエンジン）を搭載しているようで、日本より先進的であった。ただし、廉価版の車種では日本向けにない6D22型自然吸気エンジン（235PS、1986〜1999年）、リーフサス（板バネ、1988〜2009年）仕様のものが存在するなど、一部にコストダウンの影響も垣間見えた。
トルコでもテム・サ社において、三菱からの技術提供で1987年からエアロバスの現地生産が行われている。
中国ではコピーされた類似車が多数製造されており、いすゞ自動車の中国現地法人だった広州いすゞでも、初期は広州ガーラではなく、部品現地調達の必要性でLTベースにエアロバスに類似したボディを架装していた。

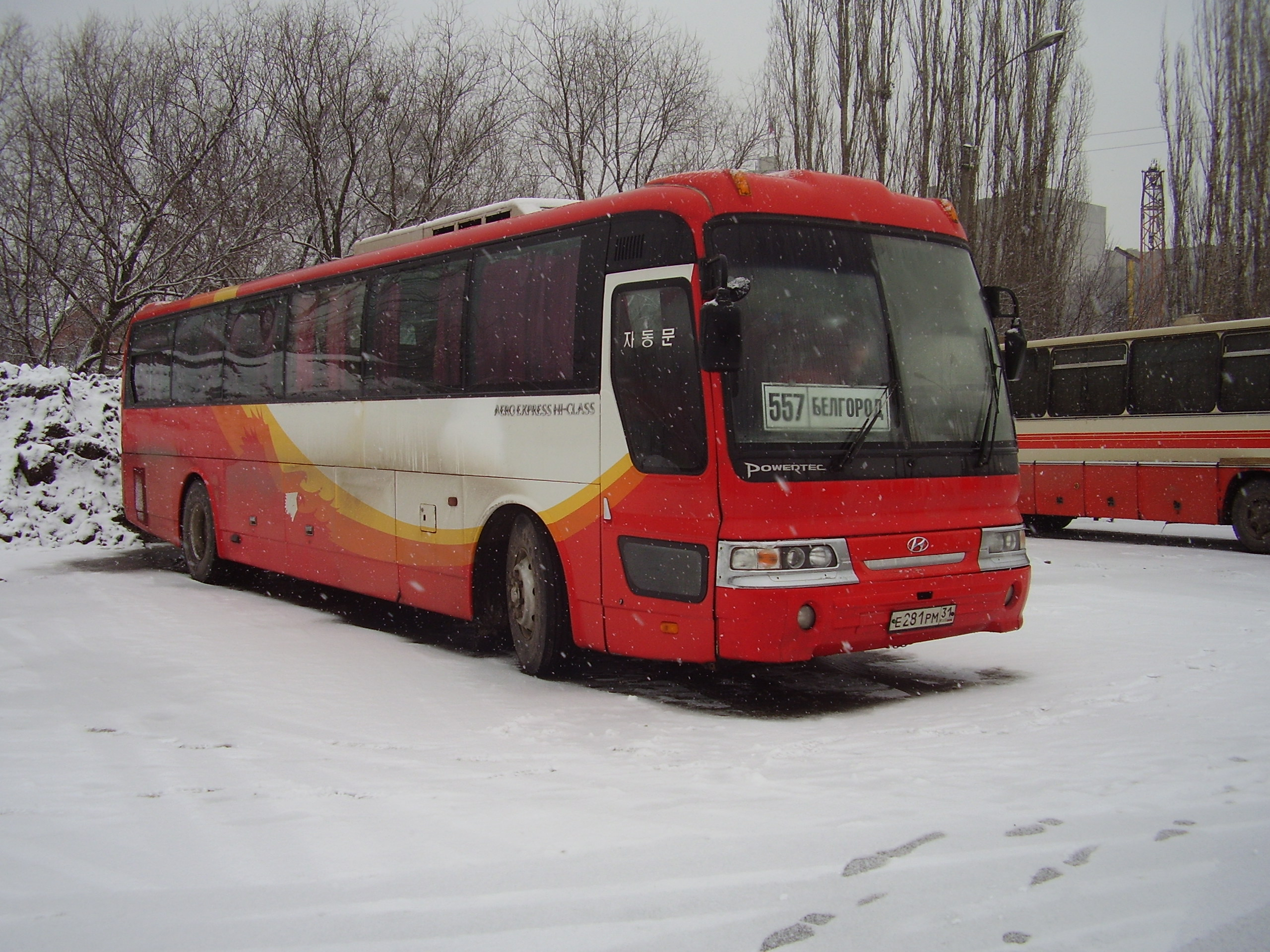
韓国の「ヒュンダイ・エアロスペース」
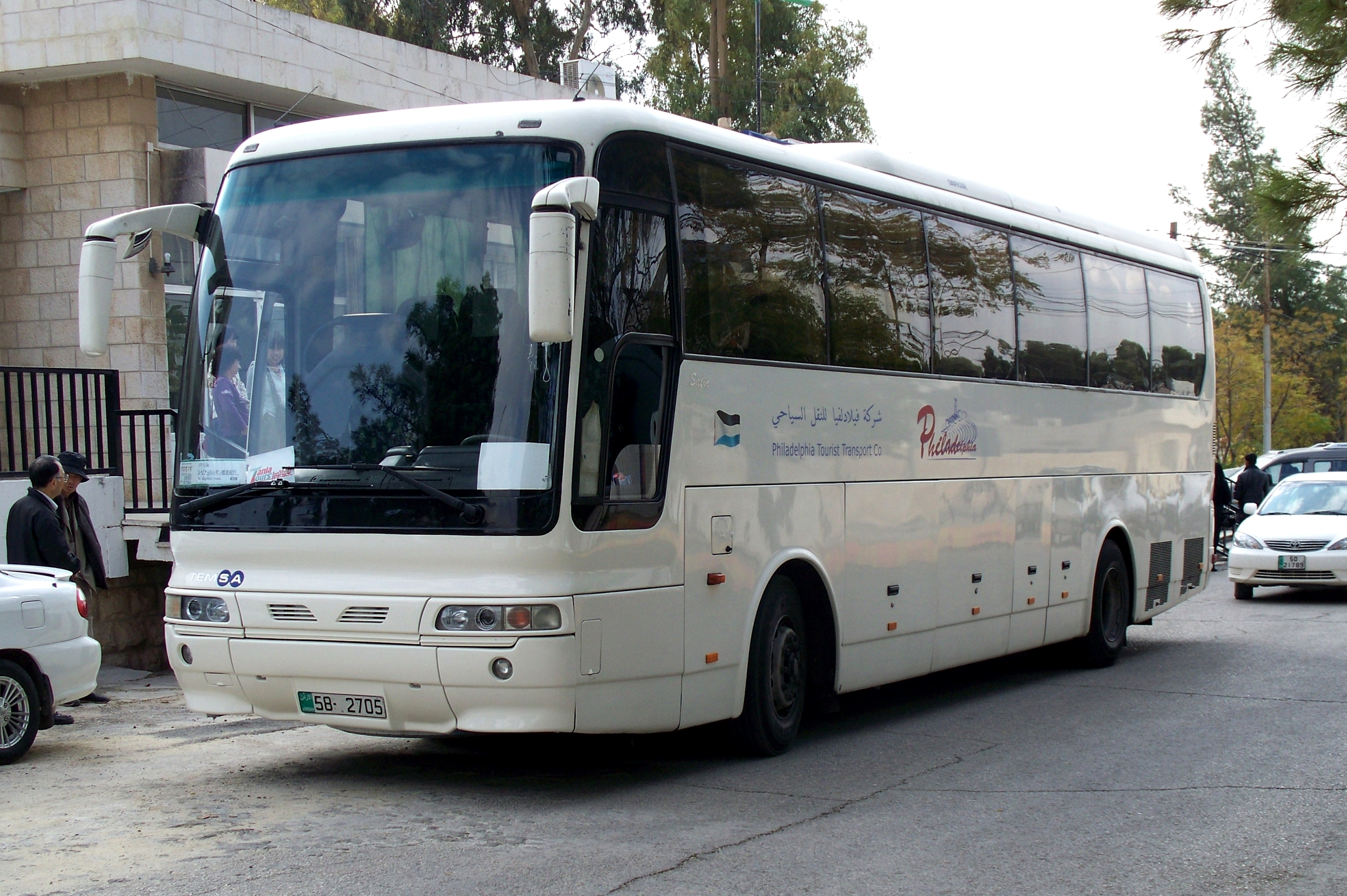
トルコの「TEMSA Safir」
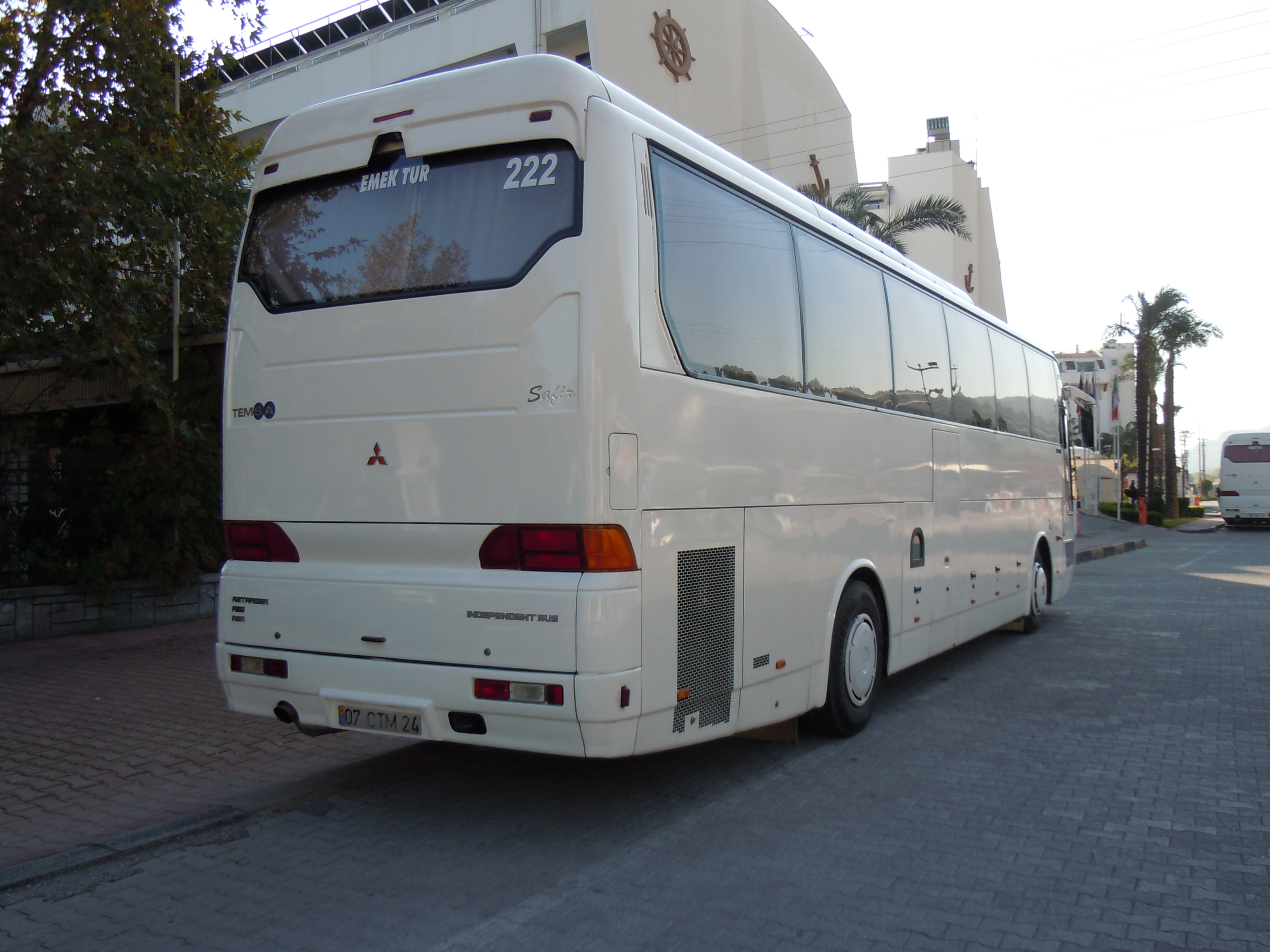
トルコの「MITSUBISHI TEMSA Safir」（リア）